# Bondestruktur
Den här artikeln använder algebraisk schacknotation för att beskriva schackdragen.
I schack beskriver bondestrukturen (eller bondeställningen) hur bönderna är uppställda. 
Eftersom bönderna bara kan röra sig framåt kan bondestrukturen bli relativt statisk, och detta är en viktig faktor för vilken strategi spelarna ska välja och hur de andra pjäserna ska placeras.
Speciellt viktig är bondeställningen i centrum av brädet.

## Allmänna begrepp
|   | a | b | c | d | e | f | g | h |   |
| 8 | f7 svart bonde · b6 svart bonde · f6 svart bonde · c5 svart bonde · b4 svart bonde · f4 vit bonde · h4 vit bonde · b3 vit bonde · d3 vit bonde · g3 vit bonde · a2 vit bonde | f7 svart bonde · b6 svart bonde · f6 svart bonde · c5 svart bonde · b4 svart bonde · f4 vit bonde · h4 vit bonde · b3 vit bonde · d3 vit bonde · g3 vit bonde · a2 vit bonde | f7 svart bonde · b6 svart bonde · f6 svart bonde · c5 svart bonde · b4 svart bonde · f4 vit bonde · h4 vit bonde · b3 vit bonde · d3 vit bonde · g3 vit bonde · a2 vit bonde | f7 svart bonde · b6 svart bonde · f6 svart bonde · c5 svart bonde · b4 svart bonde · f4 vit bonde · h4 vit bonde · b3 vit bonde · d3 vit bonde · g3 vit bonde · a2 vit bonde | f7 svart bonde · b6 svart bonde · f6 svart bonde · c5 svart bonde · b4 svart bonde · f4 vit bonde · h4 vit bonde · b3 vit bonde · d3 vit bonde · g3 vit bonde · a2 vit bonde | f7 svart bonde · b6 svart bonde · f6 svart bonde · c5 svart bonde · b4 svart bonde · f4 vit bonde · h4 vit bonde · b3 vit bonde · d3 vit bonde · g3 vit bonde · a2 vit bonde | f7 svart bonde · b6 svart bonde · f6 svart bonde · c5 svart bonde · b4 svart bonde · f4 vit bonde · h4 vit bonde · b3 vit bonde · d3 vit bonde · g3 vit bonde · a2 vit bonde | f7 svart bonde · b6 svart bonde · f6 svart bonde · c5 svart bonde · b4 svart bonde · f4 vit bonde · h4 vit bonde · b3 vit bonde · d3 vit bonde · g3 vit bonde · a2 vit bonde | 8 |
| 7 | f7 svart bonde · b6 svart bonde · f6 svart bonde · c5 svart bonde · b4 svart bonde · f4 vit bonde · h4 vit bonde · b3 vit bonde · d3 vit bonde · g3 vit bonde · a2 vit bonde | f7 svart bonde · b6 svart bonde · f6 svart bonde · c5 svart bonde · b4 svart bonde · f4 vit bonde · h4 vit bonde · b3 vit bonde · d3 vit bonde · g3 vit bonde · a2 vit bonde | f7 svart bonde · b6 svart bonde · f6 svart bonde · c5 svart bonde · b4 svart bonde · f4 vit bonde · h4 vit bonde · b3 vit bonde · d3 vit bonde · g3 vit bonde · a2 vit bonde | f7 svart bonde · b6 svart bonde · f6 svart bonde · c5 svart bonde · b4 svart bonde · f4 vit bonde · h4 vit bonde · b3 vit bonde · d3 vit bonde · g3 vit bonde · a2 vit bonde | f7 svart bonde · b6 svart bonde · f6 svart bonde · c5 svart bonde · b4 svart bonde · f4 vit bonde · h4 vit bonde · b3 vit bonde · d3 vit bonde · g3 vit bonde · a2 vit bonde | f7 svart bonde · b6 svart bonde · f6 svart bonde · c5 svart bonde · b4 svart bonde · f4 vit bonde · h4 vit bonde · b3 vit bonde · d3 vit bonde · g3 vit bonde · a2 vit bonde | f7 svart bonde · b6 svart bonde · f6 svart bonde · c5 svart bonde · b4 svart bonde · f4 vit bonde · h4 vit bonde · b3 vit bonde · d3 vit bonde · g3 vit bonde · a2 vit bonde | f7 svart bonde · b6 svart bonde · f6 svart bonde · c5 svart bonde · b4 svart bonde · f4 vit bonde · h4 vit bonde · b3 vit bonde · d3 vit bonde · g3 vit bonde · a2 vit bonde | 7 |
| 6 | f7 svart bonde · b6 svart bonde · f6 svart bonde · c5 svart bonde · b4 svart bonde · f4 vit bonde · h4 vit bonde · b3 vit bonde · d3 vit bonde · g3 vit bonde · a2 vit bonde | f7 svart bonde · b6 svart bonde · f6 svart bonde · c5 svart bonde · b4 svart bonde · f4 vit bonde · h4 vit bonde · b3 vit bonde · d3 vit bonde · g3 vit bonde · a2 vit bonde | f7 svart bonde · b6 svart bonde · f6 svart bonde · c5 svart bonde · b4 svart bonde · f4 vit bonde · h4 vit bonde · b3 vit bonde · d3 vit bonde · g3 vit bonde · a2 vit bonde | f7 svart bonde · b6 svart bonde · f6 svart bonde · c5 svart bonde · b4 svart bonde · f4 vit bonde · h4 vit bonde · b3 vit bonde · d3 vit bonde · g3 vit bonde · a2 vit bonde | f7 svart bonde · b6 svart bonde · f6 svart bonde · c5 svart bonde · b4 svart bonde · f4 vit bonde · h4 vit bonde · b3 vit bonde · d3 vit bonde · g3 vit bonde · a2 vit bonde | f7 svart bonde · b6 svart bonde · f6 svart bonde · c5 svart bonde · b4 svart bonde · f4 vit bonde · h4 vit bonde · b3 vit bonde · d3 vit bonde · g3 vit bonde · a2 vit bonde | f7 svart bonde · b6 svart bonde · f6 svart bonde · c5 svart bonde · b4 svart bonde · f4 vit bonde · h4 vit bonde · b3 vit bonde · d3 vit bonde · g3 vit bonde · a2 vit bonde | f7 svart bonde · b6 svart bonde · f6 svart bonde · c5 svart bonde · b4 svart bonde · f4 vit bonde · h4 vit bonde · b3 vit bonde · d3 vit bonde · g3 vit bonde · a2 vit bonde | 6 |
| 5 | f7 svart bonde · b6 svart bonde · f6 svart bonde · c5 svart bonde · b4 svart bonde · f4 vit bonde · h4 vit bonde · b3 vit bonde · d3 vit bonde · g3 vit bonde · a2 vit bonde | f7 svart bonde · b6 svart bonde · f6 svart bonde · c5 svart bonde · b4 svart bonde · f4 vit bonde · h4 vit bonde · b3 vit bonde · d3 vit bonde · g3 vit bonde · a2 vit bonde | f7 svart bonde · b6 svart bonde · f6 svart bonde · c5 svart bonde · b4 svart bonde · f4 vit bonde · h4 vit bonde · b3 vit bonde · d3 vit bonde · g3 vit bonde · a2 vit bonde | f7 svart bonde · b6 svart bonde · f6 svart bonde · c5 svart bonde · b4 svart bonde · f4 vit bonde · h4 vit bonde · b3 vit bonde · d3 vit bonde · g3 vit bonde · a2 vit bonde | f7 svart bonde · b6 svart bonde · f6 svart bonde · c5 svart bonde · b4 svart bonde · f4 vit bonde · h4 vit bonde · b3 vit bonde · d3 vit bonde · g3 vit bonde · a2 vit bonde | f7 svart bonde · b6 svart bonde · f6 svart bonde · c5 svart bonde · b4 svart bonde · f4 vit bonde · h4 vit bonde · b3 vit bonde · d3 vit bonde · g3 vit bonde · a2 vit bonde | f7 svart bonde · b6 svart bonde · f6 svart bonde · c5 svart bonde · b4 svart bonde · f4 vit bonde · h4 vit bonde · b3 vit bonde · d3 vit bonde · g3 vit bonde · a2 vit bonde | f7 svart bonde · b6 svart bonde · f6 svart bonde · c5 svart bonde · b4 svart bonde · f4 vit bonde · h4 vit bonde · b3 vit bonde · d3 vit bonde · g3 vit bonde · a2 vit bonde | 5 |
| 4 | f7 svart bonde · b6 svart bonde · f6 svart bonde · c5 svart bonde · b4 svart bonde · f4 vit bonde · h4 vit bonde · b3 vit bonde · d3 vit bonde · g3 vit bonde · a2 vit bonde | f7 svart bonde · b6 svart bonde · f6 svart bonde · c5 svart bonde · b4 svart bonde · f4 vit bonde · h4 vit bonde · b3 vit bonde · d3 vit bonde · g3 vit bonde · a2 vit bonde | f7 svart bonde · b6 svart bonde · f6 svart bonde · c5 svart bonde · b4 svart bonde · f4 vit bonde · h4 vit bonde · b3 vit bonde · d3 vit bonde · g3 vit bonde · a2 vit bonde | f7 svart bonde · b6 svart bonde · f6 svart bonde · c5 svart bonde · b4 svart bonde · f4 vit bonde · h4 vit bonde · b3 vit bonde · d3 vit bonde · g3 vit bonde · a2 vit bonde | f7 svart bonde · b6 svart bonde · f6 svart bonde · c5 svart bonde · b4 svart bonde · f4 vit bonde · h4 vit bonde · b3 vit bonde · d3 vit bonde · g3 vit bonde · a2 vit bonde | f7 svart bonde · b6 svart bonde · f6 svart bonde · c5 svart bonde · b4 svart bonde · f4 vit bonde · h4 vit bonde · b3 vit bonde · d3 vit bonde · g3 vit bonde · a2 vit bonde | f7 svart bonde · b6 svart bonde · f6 svart bonde · c5 svart bonde · b4 svart bonde · f4 vit bonde · h4 vit bonde · b3 vit bonde · d3 vit bonde · g3 vit bonde · a2 vit bonde | f7 svart bonde · b6 svart bonde · f6 svart bonde · c5 svart bonde · b4 svart bonde · f4 vit bonde · h4 vit bonde · b3 vit bonde · d3 vit bonde · g3 vit bonde · a2 vit bonde | 4 |
| 3 | f7 svart bonde · b6 svart bonde · f6 svart bonde · c5 svart bonde · b4 svart bonde · f4 vit bonde · h4 vit bonde · b3 vit bonde · d3 vit bonde · g3 vit bonde · a2 vit bonde | f7 svart bonde · b6 svart bonde · f6 svart bonde · c5 svart bonde · b4 svart bonde · f4 vit bonde · h4 vit bonde · b3 vit bonde · d3 vit bonde · g3 vit bonde · a2 vit bonde | f7 svart bonde · b6 svart bonde · f6 svart bonde · c5 svart bonde · b4 svart bonde · f4 vit bonde · h4 vit bonde · b3 vit bonde · d3 vit bonde · g3 vit bonde · a2 vit bonde | f7 svart bonde · b6 svart bonde · f6 svart bonde · c5 svart bonde · b4 svart bonde · f4 vit bonde · h4 vit bonde · b3 vit bonde · d3 vit bonde · g3 vit bonde · a2 vit bonde | f7 svart bonde · b6 svart bonde · f6 svart bonde · c5 svart bonde · b4 svart bonde · f4 vit bonde · h4 vit bonde · b3 vit bonde · d3 vit bonde · g3 vit bonde · a2 vit bonde | f7 svart bonde · b6 svart bonde · f6 svart bonde · c5 svart bonde · b4 svart bonde · f4 vit bonde · h4 vit bonde · b3 vit bonde · d3 vit bonde · g3 vit bonde · a2 vit bonde | f7 svart bonde · b6 svart bonde · f6 svart bonde · c5 svart bonde · b4 svart bonde · f4 vit bonde · h4 vit bonde · b3 vit bonde · d3 vit bonde · g3 vit bonde · a2 vit bonde | f7 svart bonde · b6 svart bonde · f6 svart bonde · c5 svart bonde · b4 svart bonde · f4 vit bonde · h4 vit bonde · b3 vit bonde · d3 vit bonde · g3 vit bonde · a2 vit bonde | 3 |
| 2 | f7 svart bonde · b6 svart bonde · f6 svart bonde · c5 svart bonde · b4 svart bonde · f4 vit bonde · h4 vit bonde · b3 vit bonde · d3 vit bonde · g3 vit bonde · a2 vit bonde | f7 svart bonde · b6 svart bonde · f6 svart bonde · c5 svart bonde · b4 svart bonde · f4 vit bonde · h4 vit bonde · b3 vit bonde · d3 vit bonde · g3 vit bonde · a2 vit bonde | f7 svart bonde · b6 svart bonde · f6 svart bonde · c5 svart bonde · b4 svart bonde · f4 vit bonde · h4 vit bonde · b3 vit bonde · d3 vit bonde · g3 vit bonde · a2 vit bonde | f7 svart bonde · b6 svart bonde · f6 svart bonde · c5 svart bonde · b4 svart bonde · f4 vit bonde · h4 vit bonde · b3 vit bonde · d3 vit bonde · g3 vit bonde · a2 vit bonde | f7 svart bonde · b6 svart bonde · f6 svart bonde · c5 svart bonde · b4 svart bonde · f4 vit bonde · h4 vit bonde · b3 vit bonde · d3 vit bonde · g3 vit bonde · a2 vit bonde | f7 svart bonde · b6 svart bonde · f6 svart bonde · c5 svart bonde · b4 svart bonde · f4 vit bonde · h4 vit bonde · b3 vit bonde · d3 vit bonde · g3 vit bonde · a2 vit bonde | f7 svart bonde · b6 svart bonde · f6 svart bonde · c5 svart bonde · b4 svart bonde · f4 vit bonde · h4 vit bonde · b3 vit bonde · d3 vit bonde · g3 vit bonde · a2 vit bonde | f7 svart bonde · b6 svart bonde · f6 svart bonde · c5 svart bonde · b4 svart bonde · f4 vit bonde · h4 vit bonde · b3 vit bonde · d3 vit bonde · g3 vit bonde · a2 vit bonde | 2 |
| 1 | f7 svart bonde · b6 svart bonde · f6 svart bonde · c5 svart bonde · b4 svart bonde · f4 vit bonde · h4 vit bonde · b3 vit bonde · d3 vit bonde · g3 vit bonde · a2 vit bonde | f7 svart bonde · b6 svart bonde · f6 svart bonde · c5 svart bonde · b4 svart bonde · f4 vit bonde · h4 vit bonde · b3 vit bonde · d3 vit bonde · g3 vit bonde · a2 vit bonde | f7 svart bonde · b6 svart bonde · f6 svart bonde · c5 svart bonde · b4 svart bonde · f4 vit bonde · h4 vit bonde · b3 vit bonde · d3 vit bonde · g3 vit bonde · a2 vit bonde | f7 svart bonde · b6 svart bonde · f6 svart bonde · c5 svart bonde · b4 svart bonde · f4 vit bonde · h4 vit bonde · b3 vit bonde · d3 vit bonde · g3 vit bonde · a2 vit bonde | f7 svart bonde · b6 svart bonde · f6 svart bonde · c5 svart bonde · b4 svart bonde · f4 vit bonde · h4 vit bonde · b3 vit bonde · d3 vit bonde · g3 vit bonde · a2 vit bonde | f7 svart bonde · b6 svart bonde · f6 svart bonde · c5 svart bonde · b4 svart bonde · f4 vit bonde · h4 vit bonde · b3 vit bonde · d3 vit bonde · g3 vit bonde · a2 vit bonde | f7 svart bonde · b6 svart bonde · f6 svart bonde · c5 svart bonde · b4 svart bonde · f4 vit bonde · h4 vit bonde · b3 vit bonde · d3 vit bonde · g3 vit bonde · a2 vit bonde | f7 svart bonde · b6 svart bonde · f6 svart bonde · c5 svart bonde · b4 svart bonde · f4 vit bonde · h4 vit bonde · b3 vit bonde · d3 vit bonde · g3 vit bonde · a2 vit bonde | 1 |
|   | a | b | c | d | e | f | g | h |   |

Diagrammet åskådliggör några vanliga begrepp:
- Bondeöar är grupper av bönder på angränsande linjer. I diagrammet har vit tre bondeöar (på a-b, d, och f-h-linjerna). Svart har två.
- Isolerade bönder kan inte garderas av andra bönder och är därför ofta svaga, speciellt om de står på en öppen linje. En annan nackdel är att motståndaren får en fin utpost för till exempel en springare på fältet framför bonden. Vit har en isolerad bonde på d3.
- Dubbelbönder står på samma linje. De är ofta en svaghet av samma skäl som isolerade bönder. Svart har dubbelbönder på b- och f-linjerna. De på f6 och f7 är svaga.
- Efterblivna bönder hindras från att avancera av motståndarens bönder och kan vara en svaghet. Vits bonde på a2 är efterbliven.
- Hål i bondeställningen är fält som inte kan försvaras av en bonde. Det finns flera hål i diagrammet, bland annat har vit ett hål på g4.
- Fribönder kan rycka fram utan att hindras av motståndarens bönder. De är en styrka, speciellt om de är garderade av andra bönder, som vits bonde på h4.

Om den ena spelaren har fler bönder på ena sidan av brädet än motståndaren, sägs den ha en bondemajoritet på den flygeln.
Den spelare som har mest plats att manövrera med pjäserna bakom bönderna, sägs ha en terrängfördel.

## Svagheter i bondeställningen
Bönderna skiljer sig från andra pjäser i och med att de inte kan backa. Det går inte att ta tillbaka bondedrag och svagheter i bondeställningen riskerar därför att bli permanenta. Varje bondedrag skapar i någon mening svagheter; om vit spelar h2-h3 så ökar kontrollen över fältet g4 men den minskar över g3.
Isolerade bönder, dubbelbönder, efterblivna bönder och hål är alla exempel på svagheter i bondeställningen
Nedan beskrivs några svagheter som ofta uppkommer i öppningen. 

### Dubbelbönder
|   | a | b | c | d | e | f | g | h |   |
| 8 | a7 svart bonde · b7 svart bonde · c7 svart bonde · d7 svart bonde · f7 svart bonde · g7 svart bonde · h7 svart bonde · e6 svart bonde · c4 vit bonde · d4 vit bonde · a3 vit bonde · c3 vit bonde · e2 vit bonde · f2 vit bonde · g2 vit bonde · h2 vit bonde | a7 svart bonde · b7 svart bonde · c7 svart bonde · d7 svart bonde · f7 svart bonde · g7 svart bonde · h7 svart bonde · e6 svart bonde · c4 vit bonde · d4 vit bonde · a3 vit bonde · c3 vit bonde · e2 vit bonde · f2 vit bonde · g2 vit bonde · h2 vit bonde | a7 svart bonde · b7 svart bonde · c7 svart bonde · d7 svart bonde · f7 svart bonde · g7 svart bonde · h7 svart bonde · e6 svart bonde · c4 vit bonde · d4 vit bonde · a3 vit bonde · c3 vit bonde · e2 vit bonde · f2 vit bonde · g2 vit bonde · h2 vit bonde | a7 svart bonde · b7 svart bonde · c7 svart bonde · d7 svart bonde · f7 svart bonde · g7 svart bonde · h7 svart bonde · e6 svart bonde · c4 vit bonde · d4 vit bonde · a3 vit bonde · c3 vit bonde · e2 vit bonde · f2 vit bonde · g2 vit bonde · h2 vit bonde | a7 svart bonde · b7 svart bonde · c7 svart bonde · d7 svart bonde · f7 svart bonde · g7 svart bonde · h7 svart bonde · e6 svart bonde · c4 vit bonde · d4 vit bonde · a3 vit bonde · c3 vit bonde · e2 vit bonde · f2 vit bonde · g2 vit bonde · h2 vit bonde | a7 svart bonde · b7 svart bonde · c7 svart bonde · d7 svart bonde · f7 svart bonde · g7 svart bonde · h7 svart bonde · e6 svart bonde · c4 vit bonde · d4 vit bonde · a3 vit bonde · c3 vit bonde · e2 vit bonde · f2 vit bonde · g2 vit bonde · h2 vit bonde | a7 svart bonde · b7 svart bonde · c7 svart bonde · d7 svart bonde · f7 svart bonde · g7 svart bonde · h7 svart bonde · e6 svart bonde · c4 vit bonde · d4 vit bonde · a3 vit bonde · c3 vit bonde · e2 vit bonde · f2 vit bonde · g2 vit bonde · h2 vit bonde | a7 svart bonde · b7 svart bonde · c7 svart bonde · d7 svart bonde · f7 svart bonde · g7 svart bonde · h7 svart bonde · e6 svart bonde · c4 vit bonde · d4 vit bonde · a3 vit bonde · c3 vit bonde · e2 vit bonde · f2 vit bonde · g2 vit bonde · h2 vit bonde | 8 |
| 7 | a7 svart bonde · b7 svart bonde · c7 svart bonde · d7 svart bonde · f7 svart bonde · g7 svart bonde · h7 svart bonde · e6 svart bonde · c4 vit bonde · d4 vit bonde · a3 vit bonde · c3 vit bonde · e2 vit bonde · f2 vit bonde · g2 vit bonde · h2 vit bonde | a7 svart bonde · b7 svart bonde · c7 svart bonde · d7 svart bonde · f7 svart bonde · g7 svart bonde · h7 svart bonde · e6 svart bonde · c4 vit bonde · d4 vit bonde · a3 vit bonde · c3 vit bonde · e2 vit bonde · f2 vit bonde · g2 vit bonde · h2 vit bonde | a7 svart bonde · b7 svart bonde · c7 svart bonde · d7 svart bonde · f7 svart bonde · g7 svart bonde · h7 svart bonde · e6 svart bonde · c4 vit bonde · d4 vit bonde · a3 vit bonde · c3 vit bonde · e2 vit bonde · f2 vit bonde · g2 vit bonde · h2 vit bonde | a7 svart bonde · b7 svart bonde · c7 svart bonde · d7 svart bonde · f7 svart bonde · g7 svart bonde · h7 svart bonde · e6 svart bonde · c4 vit bonde · d4 vit bonde · a3 vit bonde · c3 vit bonde · e2 vit bonde · f2 vit bonde · g2 vit bonde · h2 vit bonde | a7 svart bonde · b7 svart bonde · c7 svart bonde · d7 svart bonde · f7 svart bonde · g7 svart bonde · h7 svart bonde · e6 svart bonde · c4 vit bonde · d4 vit bonde · a3 vit bonde · c3 vit bonde · e2 vit bonde · f2 vit bonde · g2 vit bonde · h2 vit bonde | a7 svart bonde · b7 svart bonde · c7 svart bonde · d7 svart bonde · f7 svart bonde · g7 svart bonde · h7 svart bonde · e6 svart bonde · c4 vit bonde · d4 vit bonde · a3 vit bonde · c3 vit bonde · e2 vit bonde · f2 vit bonde · g2 vit bonde · h2 vit bonde | a7 svart bonde · b7 svart bonde · c7 svart bonde · d7 svart bonde · f7 svart bonde · g7 svart bonde · h7 svart bonde · e6 svart bonde · c4 vit bonde · d4 vit bonde · a3 vit bonde · c3 vit bonde · e2 vit bonde · f2 vit bonde · g2 vit bonde · h2 vit bonde | a7 svart bonde · b7 svart bonde · c7 svart bonde · d7 svart bonde · f7 svart bonde · g7 svart bonde · h7 svart bonde · e6 svart bonde · c4 vit bonde · d4 vit bonde · a3 vit bonde · c3 vit bonde · e2 vit bonde · f2 vit bonde · g2 vit bonde · h2 vit bonde | 7 |
| 6 | a7 svart bonde · b7 svart bonde · c7 svart bonde · d7 svart bonde · f7 svart bonde · g7 svart bonde · h7 svart bonde · e6 svart bonde · c4 vit bonde · d4 vit bonde · a3 vit bonde · c3 vit bonde · e2 vit bonde · f2 vit bonde · g2 vit bonde · h2 vit bonde | a7 svart bonde · b7 svart bonde · c7 svart bonde · d7 svart bonde · f7 svart bonde · g7 svart bonde · h7 svart bonde · e6 svart bonde · c4 vit bonde · d4 vit bonde · a3 vit bonde · c3 vit bonde · e2 vit bonde · f2 vit bonde · g2 vit bonde · h2 vit bonde | a7 svart bonde · b7 svart bonde · c7 svart bonde · d7 svart bonde · f7 svart bonde · g7 svart bonde · h7 svart bonde · e6 svart bonde · c4 vit bonde · d4 vit bonde · a3 vit bonde · c3 vit bonde · e2 vit bonde · f2 vit bonde · g2 vit bonde · h2 vit bonde | a7 svart bonde · b7 svart bonde · c7 svart bonde · d7 svart bonde · f7 svart bonde · g7 svart bonde · h7 svart bonde · e6 svart bonde · c4 vit bonde · d4 vit bonde · a3 vit bonde · c3 vit bonde · e2 vit bonde · f2 vit bonde · g2 vit bonde · h2 vit bonde | a7 svart bonde · b7 svart bonde · c7 svart bonde · d7 svart bonde · f7 svart bonde · g7 svart bonde · h7 svart bonde · e6 svart bonde · c4 vit bonde · d4 vit bonde · a3 vit bonde · c3 vit bonde · e2 vit bonde · f2 vit bonde · g2 vit bonde · h2 vit bonde | a7 svart bonde · b7 svart bonde · c7 svart bonde · d7 svart bonde · f7 svart bonde · g7 svart bonde · h7 svart bonde · e6 svart bonde · c4 vit bonde · d4 vit bonde · a3 vit bonde · c3 vit bonde · e2 vit bonde · f2 vit bonde · g2 vit bonde · h2 vit bonde | a7 svart bonde · b7 svart bonde · c7 svart bonde · d7 svart bonde · f7 svart bonde · g7 svart bonde · h7 svart bonde · e6 svart bonde · c4 vit bonde · d4 vit bonde · a3 vit bonde · c3 vit bonde · e2 vit bonde · f2 vit bonde · g2 vit bonde · h2 vit bonde | a7 svart bonde · b7 svart bonde · c7 svart bonde · d7 svart bonde · f7 svart bonde · g7 svart bonde · h7 svart bonde · e6 svart bonde · c4 vit bonde · d4 vit bonde · a3 vit bonde · c3 vit bonde · e2 vit bonde · f2 vit bonde · g2 vit bonde · h2 vit bonde | 6 |
| 5 | a7 svart bonde · b7 svart bonde · c7 svart bonde · d7 svart bonde · f7 svart bonde · g7 svart bonde · h7 svart bonde · e6 svart bonde · c4 vit bonde · d4 vit bonde · a3 vit bonde · c3 vit bonde · e2 vit bonde · f2 vit bonde · g2 vit bonde · h2 vit bonde | a7 svart bonde · b7 svart bonde · c7 svart bonde · d7 svart bonde · f7 svart bonde · g7 svart bonde · h7 svart bonde · e6 svart bonde · c4 vit bonde · d4 vit bonde · a3 vit bonde · c3 vit bonde · e2 vit bonde · f2 vit bonde · g2 vit bonde · h2 vit bonde | a7 svart bonde · b7 svart bonde · c7 svart bonde · d7 svart bonde · f7 svart bonde · g7 svart bonde · h7 svart bonde · e6 svart bonde · c4 vit bonde · d4 vit bonde · a3 vit bonde · c3 vit bonde · e2 vit bonde · f2 vit bonde · g2 vit bonde · h2 vit bonde | a7 svart bonde · b7 svart bonde · c7 svart bonde · d7 svart bonde · f7 svart bonde · g7 svart bonde · h7 svart bonde · e6 svart bonde · c4 vit bonde · d4 vit bonde · a3 vit bonde · c3 vit bonde · e2 vit bonde · f2 vit bonde · g2 vit bonde · h2 vit bonde | a7 svart bonde · b7 svart bonde · c7 svart bonde · d7 svart bonde · f7 svart bonde · g7 svart bonde · h7 svart bonde · e6 svart bonde · c4 vit bonde · d4 vit bonde · a3 vit bonde · c3 vit bonde · e2 vit bonde · f2 vit bonde · g2 vit bonde · h2 vit bonde | a7 svart bonde · b7 svart bonde · c7 svart bonde · d7 svart bonde · f7 svart bonde · g7 svart bonde · h7 svart bonde · e6 svart bonde · c4 vit bonde · d4 vit bonde · a3 vit bonde · c3 vit bonde · e2 vit bonde · f2 vit bonde · g2 vit bonde · h2 vit bonde | a7 svart bonde · b7 svart bonde · c7 svart bonde · d7 svart bonde · f7 svart bonde · g7 svart bonde · h7 svart bonde · e6 svart bonde · c4 vit bonde · d4 vit bonde · a3 vit bonde · c3 vit bonde · e2 vit bonde · f2 vit bonde · g2 vit bonde · h2 vit bonde | a7 svart bonde · b7 svart bonde · c7 svart bonde · d7 svart bonde · f7 svart bonde · g7 svart bonde · h7 svart bonde · e6 svart bonde · c4 vit bonde · d4 vit bonde · a3 vit bonde · c3 vit bonde · e2 vit bonde · f2 vit bonde · g2 vit bonde · h2 vit bonde | 5 |
| 4 | a7 svart bonde · b7 svart bonde · c7 svart bonde · d7 svart bonde · f7 svart bonde · g7 svart bonde · h7 svart bonde · e6 svart bonde · c4 vit bonde · d4 vit bonde · a3 vit bonde · c3 vit bonde · e2 vit bonde · f2 vit bonde · g2 vit bonde · h2 vit bonde | a7 svart bonde · b7 svart bonde · c7 svart bonde · d7 svart bonde · f7 svart bonde · g7 svart bonde · h7 svart bonde · e6 svart bonde · c4 vit bonde · d4 vit bonde · a3 vit bonde · c3 vit bonde · e2 vit bonde · f2 vit bonde · g2 vit bonde · h2 vit bonde | a7 svart bonde · b7 svart bonde · c7 svart bonde · d7 svart bonde · f7 svart bonde · g7 svart bonde · h7 svart bonde · e6 svart bonde · c4 vit bonde · d4 vit bonde · a3 vit bonde · c3 vit bonde · e2 vit bonde · f2 vit bonde · g2 vit bonde · h2 vit bonde | a7 svart bonde · b7 svart bonde · c7 svart bonde · d7 svart bonde · f7 svart bonde · g7 svart bonde · h7 svart bonde · e6 svart bonde · c4 vit bonde · d4 vit bonde · a3 vit bonde · c3 vit bonde · e2 vit bonde · f2 vit bonde · g2 vit bonde · h2 vit bonde | a7 svart bonde · b7 svart bonde · c7 svart bonde · d7 svart bonde · f7 svart bonde · g7 svart bonde · h7 svart bonde · e6 svart bonde · c4 vit bonde · d4 vit bonde · a3 vit bonde · c3 vit bonde · e2 vit bonde · f2 vit bonde · g2 vit bonde · h2 vit bonde | a7 svart bonde · b7 svart bonde · c7 svart bonde · d7 svart bonde · f7 svart bonde · g7 svart bonde · h7 svart bonde · e6 svart bonde · c4 vit bonde · d4 vit bonde · a3 vit bonde · c3 vit bonde · e2 vit bonde · f2 vit bonde · g2 vit bonde · h2 vit bonde | a7 svart bonde · b7 svart bonde · c7 svart bonde · d7 svart bonde · f7 svart bonde · g7 svart bonde · h7 svart bonde · e6 svart bonde · c4 vit bonde · d4 vit bonde · a3 vit bonde · c3 vit bonde · e2 vit bonde · f2 vit bonde · g2 vit bonde · h2 vit bonde | a7 svart bonde · b7 svart bonde · c7 svart bonde · d7 svart bonde · f7 svart bonde · g7 svart bonde · h7 svart bonde · e6 svart bonde · c4 vit bonde · d4 vit bonde · a3 vit bonde · c3 vit bonde · e2 vit bonde · f2 vit bonde · g2 vit bonde · h2 vit bonde | 4 |
| 3 | a7 svart bonde · b7 svart bonde · c7 svart bonde · d7 svart bonde · f7 svart bonde · g7 svart bonde · h7 svart bonde · e6 svart bonde · c4 vit bonde · d4 vit bonde · a3 vit bonde · c3 vit bonde · e2 vit bonde · f2 vit bonde · g2 vit bonde · h2 vit bonde | a7 svart bonde · b7 svart bonde · c7 svart bonde · d7 svart bonde · f7 svart bonde · g7 svart bonde · h7 svart bonde · e6 svart bonde · c4 vit bonde · d4 vit bonde · a3 vit bonde · c3 vit bonde · e2 vit bonde · f2 vit bonde · g2 vit bonde · h2 vit bonde | a7 svart bonde · b7 svart bonde · c7 svart bonde · d7 svart bonde · f7 svart bonde · g7 svart bonde · h7 svart bonde · e6 svart bonde · c4 vit bonde · d4 vit bonde · a3 vit bonde · c3 vit bonde · e2 vit bonde · f2 vit bonde · g2 vit bonde · h2 vit bonde | a7 svart bonde · b7 svart bonde · c7 svart bonde · d7 svart bonde · f7 svart bonde · g7 svart bonde · h7 svart bonde · e6 svart bonde · c4 vit bonde · d4 vit bonde · a3 vit bonde · c3 vit bonde · e2 vit bonde · f2 vit bonde · g2 vit bonde · h2 vit bonde | a7 svart bonde · b7 svart bonde · c7 svart bonde · d7 svart bonde · f7 svart bonde · g7 svart bonde · h7 svart bonde · e6 svart bonde · c4 vit bonde · d4 vit bonde · a3 vit bonde · c3 vit bonde · e2 vit bonde · f2 vit bonde · g2 vit bonde · h2 vit bonde | a7 svart bonde · b7 svart bonde · c7 svart bonde · d7 svart bonde · f7 svart bonde · g7 svart bonde · h7 svart bonde · e6 svart bonde · c4 vit bonde · d4 vit bonde · a3 vit bonde · c3 vit bonde · e2 vit bonde · f2 vit bonde · g2 vit bonde · h2 vit bonde | a7 svart bonde · b7 svart bonde · c7 svart bonde · d7 svart bonde · f7 svart bonde · g7 svart bonde · h7 svart bonde · e6 svart bonde · c4 vit bonde · d4 vit bonde · a3 vit bonde · c3 vit bonde · e2 vit bonde · f2 vit bonde · g2 vit bonde · h2 vit bonde | a7 svart bonde · b7 svart bonde · c7 svart bonde · d7 svart bonde · f7 svart bonde · g7 svart bonde · h7 svart bonde · e6 svart bonde · c4 vit bonde · d4 vit bonde · a3 vit bonde · c3 vit bonde · e2 vit bonde · f2 vit bonde · g2 vit bonde · h2 vit bonde | 3 |
| 2 | a7 svart bonde · b7 svart bonde · c7 svart bonde · d7 svart bonde · f7 svart bonde · g7 svart bonde · h7 svart bonde · e6 svart bonde · c4 vit bonde · d4 vit bonde · a3 vit bonde · c3 vit bonde · e2 vit bonde · f2 vit bonde · g2 vit bonde · h2 vit bonde | a7 svart bonde · b7 svart bonde · c7 svart bonde · d7 svart bonde · f7 svart bonde · g7 svart bonde · h7 svart bonde · e6 svart bonde · c4 vit bonde · d4 vit bonde · a3 vit bonde · c3 vit bonde · e2 vit bonde · f2 vit bonde · g2 vit bonde · h2 vit bonde | a7 svart bonde · b7 svart bonde · c7 svart bonde · d7 svart bonde · f7 svart bonde · g7 svart bonde · h7 svart bonde · e6 svart bonde · c4 vit bonde · d4 vit bonde · a3 vit bonde · c3 vit bonde · e2 vit bonde · f2 vit bonde · g2 vit bonde · h2 vit bonde | a7 svart bonde · b7 svart bonde · c7 svart bonde · d7 svart bonde · f7 svart bonde · g7 svart bonde · h7 svart bonde · e6 svart bonde · c4 vit bonde · d4 vit bonde · a3 vit bonde · c3 vit bonde · e2 vit bonde · f2 vit bonde · g2 vit bonde · h2 vit bonde | a7 svart bonde · b7 svart bonde · c7 svart bonde · d7 svart bonde · f7 svart bonde · g7 svart bonde · h7 svart bonde · e6 svart bonde · c4 vit bonde · d4 vit bonde · a3 vit bonde · c3 vit bonde · e2 vit bonde · f2 vit bonde · g2 vit bonde · h2 vit bonde | a7 svart bonde · b7 svart bonde · c7 svart bonde · d7 svart bonde · f7 svart bonde · g7 svart bonde · h7 svart bonde · e6 svart bonde · c4 vit bonde · d4 vit bonde · a3 vit bonde · c3 vit bonde · e2 vit bonde · f2 vit bonde · g2 vit bonde · h2 vit bonde | a7 svart bonde · b7 svart bonde · c7 svart bonde · d7 svart bonde · f7 svart bonde · g7 svart bonde · h7 svart bonde · e6 svart bonde · c4 vit bonde · d4 vit bonde · a3 vit bonde · c3 vit bonde · e2 vit bonde · f2 vit bonde · g2 vit bonde · h2 vit bonde | a7 svart bonde · b7 svart bonde · c7 svart bonde · d7 svart bonde · f7 svart bonde · g7 svart bonde · h7 svart bonde · e6 svart bonde · c4 vit bonde · d4 vit bonde · a3 vit bonde · c3 vit bonde · e2 vit bonde · f2 vit bonde · g2 vit bonde · h2 vit bonde | 2 |
| 1 | a7 svart bonde · b7 svart bonde · c7 svart bonde · d7 svart bonde · f7 svart bonde · g7 svart bonde · h7 svart bonde · e6 svart bonde · c4 vit bonde · d4 vit bonde · a3 vit bonde · c3 vit bonde · e2 vit bonde · f2 vit bonde · g2 vit bonde · h2 vit bonde | a7 svart bonde · b7 svart bonde · c7 svart bonde · d7 svart bonde · f7 svart bonde · g7 svart bonde · h7 svart bonde · e6 svart bonde · c4 vit bonde · d4 vit bonde · a3 vit bonde · c3 vit bonde · e2 vit bonde · f2 vit bonde · g2 vit bonde · h2 vit bonde | a7 svart bonde · b7 svart bonde · c7 svart bonde · d7 svart bonde · f7 svart bonde · g7 svart bonde · h7 svart bonde · e6 svart bonde · c4 vit bonde · d4 vit bonde · a3 vit bonde · c3 vit bonde · e2 vit bonde · f2 vit bonde · g2 vit bonde · h2 vit bonde | a7 svart bonde · b7 svart bonde · c7 svart bonde · d7 svart bonde · f7 svart bonde · g7 svart bonde · h7 svart bonde · e6 svart bonde · c4 vit bonde · d4 vit bonde · a3 vit bonde · c3 vit bonde · e2 vit bonde · f2 vit bonde · g2 vit bonde · h2 vit bonde | a7 svart bonde · b7 svart bonde · c7 svart bonde · d7 svart bonde · f7 svart bonde · g7 svart bonde · h7 svart bonde · e6 svart bonde · c4 vit bonde · d4 vit bonde · a3 vit bonde · c3 vit bonde · e2 vit bonde · f2 vit bonde · g2 vit bonde · h2 vit bonde | a7 svart bonde · b7 svart bonde · c7 svart bonde · d7 svart bonde · f7 svart bonde · g7 svart bonde · h7 svart bonde · e6 svart bonde · c4 vit bonde · d4 vit bonde · a3 vit bonde · c3 vit bonde · e2 vit bonde · f2 vit bonde · g2 vit bonde · h2 vit bonde | a7 svart bonde · b7 svart bonde · c7 svart bonde · d7 svart bonde · f7 svart bonde · g7 svart bonde · h7 svart bonde · e6 svart bonde · c4 vit bonde · d4 vit bonde · a3 vit bonde · c3 vit bonde · e2 vit bonde · f2 vit bonde · g2 vit bonde · h2 vit bonde | a7 svart bonde · b7 svart bonde · c7 svart bonde · d7 svart bonde · f7 svart bonde · g7 svart bonde · h7 svart bonde · e6 svart bonde · c4 vit bonde · d4 vit bonde · a3 vit bonde · c3 vit bonde · e2 vit bonde · f2 vit bonde · g2 vit bonde · h2 vit bonde | 1 |
|   | a | b | c | d | e | f | g | h |   |

Dubbelbönder uppträder ofta efter att en löpare slagit en springare på något av fälten c3, f3, c6 eller f6. Då har den spelare som har dubbelbonden en kompensation i löparparet.
Ett problem med vissa dubbelbönder är att de är svåra att försvara. I ställningen i diagrammet, som kan uppkomma i bland annat nimzoindiskt försvar, är bonden på c4 svag. Svart kan fortsätta med c7-c5 för att fixera bonden och sen angripa den med en springare på a5, en löpare på a6 och ett torn på c8.
|   | a | b | c | d | e | f | g | h |   |
| 8 | a7 svart bonde · b7 svart bonde · f7 svart bonde · g7 svart bonde · h7 svart bonde · e6 svart bonde · c5 svart bonde · d5 svart bonde · e5 vit bonde · d4 vit bonde · a3 vit bonde · c3 vit bonde · c2 vit bonde · e2 vit bonde · f2 vit bonde · g2 vit bonde · h2 vit bonde | a7 svart bonde · b7 svart bonde · f7 svart bonde · g7 svart bonde · h7 svart bonde · e6 svart bonde · c5 svart bonde · d5 svart bonde · e5 vit bonde · d4 vit bonde · a3 vit bonde · c3 vit bonde · c2 vit bonde · e2 vit bonde · f2 vit bonde · g2 vit bonde · h2 vit bonde | a7 svart bonde · b7 svart bonde · f7 svart bonde · g7 svart bonde · h7 svart bonde · e6 svart bonde · c5 svart bonde · d5 svart bonde · e5 vit bonde · d4 vit bonde · a3 vit bonde · c3 vit bonde · c2 vit bonde · e2 vit bonde · f2 vit bonde · g2 vit bonde · h2 vit bonde | a7 svart bonde · b7 svart bonde · f7 svart bonde · g7 svart bonde · h7 svart bonde · e6 svart bonde · c5 svart bonde · d5 svart bonde · e5 vit bonde · d4 vit bonde · a3 vit bonde · c3 vit bonde · c2 vit bonde · e2 vit bonde · f2 vit bonde · g2 vit bonde · h2 vit bonde | a7 svart bonde · b7 svart bonde · f7 svart bonde · g7 svart bonde · h7 svart bonde · e6 svart bonde · c5 svart bonde · d5 svart bonde · e5 vit bonde · d4 vit bonde · a3 vit bonde · c3 vit bonde · c2 vit bonde · e2 vit bonde · f2 vit bonde · g2 vit bonde · h2 vit bonde | a7 svart bonde · b7 svart bonde · f7 svart bonde · g7 svart bonde · h7 svart bonde · e6 svart bonde · c5 svart bonde · d5 svart bonde · e5 vit bonde · d4 vit bonde · a3 vit bonde · c3 vit bonde · c2 vit bonde · e2 vit bonde · f2 vit bonde · g2 vit bonde · h2 vit bonde | a7 svart bonde · b7 svart bonde · f7 svart bonde · g7 svart bonde · h7 svart bonde · e6 svart bonde · c5 svart bonde · d5 svart bonde · e5 vit bonde · d4 vit bonde · a3 vit bonde · c3 vit bonde · c2 vit bonde · e2 vit bonde · f2 vit bonde · g2 vit bonde · h2 vit bonde | a7 svart bonde · b7 svart bonde · f7 svart bonde · g7 svart bonde · h7 svart bonde · e6 svart bonde · c5 svart bonde · d5 svart bonde · e5 vit bonde · d4 vit bonde · a3 vit bonde · c3 vit bonde · c2 vit bonde · e2 vit bonde · f2 vit bonde · g2 vit bonde · h2 vit bonde | 8 |
| 7 | a7 svart bonde · b7 svart bonde · f7 svart bonde · g7 svart bonde · h7 svart bonde · e6 svart bonde · c5 svart bonde · d5 svart bonde · e5 vit bonde · d4 vit bonde · a3 vit bonde · c3 vit bonde · c2 vit bonde · e2 vit bonde · f2 vit bonde · g2 vit bonde · h2 vit bonde | a7 svart bonde · b7 svart bonde · f7 svart bonde · g7 svart bonde · h7 svart bonde · e6 svart bonde · c5 svart bonde · d5 svart bonde · e5 vit bonde · d4 vit bonde · a3 vit bonde · c3 vit bonde · c2 vit bonde · e2 vit bonde · f2 vit bonde · g2 vit bonde · h2 vit bonde | a7 svart bonde · b7 svart bonde · f7 svart bonde · g7 svart bonde · h7 svart bonde · e6 svart bonde · c5 svart bonde · d5 svart bonde · e5 vit bonde · d4 vit bonde · a3 vit bonde · c3 vit bonde · c2 vit bonde · e2 vit bonde · f2 vit bonde · g2 vit bonde · h2 vit bonde | a7 svart bonde · b7 svart bonde · f7 svart bonde · g7 svart bonde · h7 svart bonde · e6 svart bonde · c5 svart bonde · d5 svart bonde · e5 vit bonde · d4 vit bonde · a3 vit bonde · c3 vit bonde · c2 vit bonde · e2 vit bonde · f2 vit bonde · g2 vit bonde · h2 vit bonde | a7 svart bonde · b7 svart bonde · f7 svart bonde · g7 svart bonde · h7 svart bonde · e6 svart bonde · c5 svart bonde · d5 svart bonde · e5 vit bonde · d4 vit bonde · a3 vit bonde · c3 vit bonde · c2 vit bonde · e2 vit bonde · f2 vit bonde · g2 vit bonde · h2 vit bonde | a7 svart bonde · b7 svart bonde · f7 svart bonde · g7 svart bonde · h7 svart bonde · e6 svart bonde · c5 svart bonde · d5 svart bonde · e5 vit bonde · d4 vit bonde · a3 vit bonde · c3 vit bonde · c2 vit bonde · e2 vit bonde · f2 vit bonde · g2 vit bonde · h2 vit bonde | a7 svart bonde · b7 svart bonde · f7 svart bonde · g7 svart bonde · h7 svart bonde · e6 svart bonde · c5 svart bonde · d5 svart bonde · e5 vit bonde · d4 vit bonde · a3 vit bonde · c3 vit bonde · c2 vit bonde · e2 vit bonde · f2 vit bonde · g2 vit bonde · h2 vit bonde | a7 svart bonde · b7 svart bonde · f7 svart bonde · g7 svart bonde · h7 svart bonde · e6 svart bonde · c5 svart bonde · d5 svart bonde · e5 vit bonde · d4 vit bonde · a3 vit bonde · c3 vit bonde · c2 vit bonde · e2 vit bonde · f2 vit bonde · g2 vit bonde · h2 vit bonde | 7 |
| 6 | a7 svart bonde · b7 svart bonde · f7 svart bonde · g7 svart bonde · h7 svart bonde · e6 svart bonde · c5 svart bonde · d5 svart bonde · e5 vit bonde · d4 vit bonde · a3 vit bonde · c3 vit bonde · c2 vit bonde · e2 vit bonde · f2 vit bonde · g2 vit bonde · h2 vit bonde | a7 svart bonde · b7 svart bonde · f7 svart bonde · g7 svart bonde · h7 svart bonde · e6 svart bonde · c5 svart bonde · d5 svart bonde · e5 vit bonde · d4 vit bonde · a3 vit bonde · c3 vit bonde · c2 vit bonde · e2 vit bonde · f2 vit bonde · g2 vit bonde · h2 vit bonde | a7 svart bonde · b7 svart bonde · f7 svart bonde · g7 svart bonde · h7 svart bonde · e6 svart bonde · c5 svart bonde · d5 svart bonde · e5 vit bonde · d4 vit bonde · a3 vit bonde · c3 vit bonde · c2 vit bonde · e2 vit bonde · f2 vit bonde · g2 vit bonde · h2 vit bonde | a7 svart bonde · b7 svart bonde · f7 svart bonde · g7 svart bonde · h7 svart bonde · e6 svart bonde · c5 svart bonde · d5 svart bonde · e5 vit bonde · d4 vit bonde · a3 vit bonde · c3 vit bonde · c2 vit bonde · e2 vit bonde · f2 vit bonde · g2 vit bonde · h2 vit bonde | a7 svart bonde · b7 svart bonde · f7 svart bonde · g7 svart bonde · h7 svart bonde · e6 svart bonde · c5 svart bonde · d5 svart bonde · e5 vit bonde · d4 vit bonde · a3 vit bonde · c3 vit bonde · c2 vit bonde · e2 vit bonde · f2 vit bonde · g2 vit bonde · h2 vit bonde | a7 svart bonde · b7 svart bonde · f7 svart bonde · g7 svart bonde · h7 svart bonde · e6 svart bonde · c5 svart bonde · d5 svart bonde · e5 vit bonde · d4 vit bonde · a3 vit bonde · c3 vit bonde · c2 vit bonde · e2 vit bonde · f2 vit bonde · g2 vit bonde · h2 vit bonde | a7 svart bonde · b7 svart bonde · f7 svart bonde · g7 svart bonde · h7 svart bonde · e6 svart bonde · c5 svart bonde · d5 svart bonde · e5 vit bonde · d4 vit bonde · a3 vit bonde · c3 vit bonde · c2 vit bonde · e2 vit bonde · f2 vit bonde · g2 vit bonde · h2 vit bonde | a7 svart bonde · b7 svart bonde · f7 svart bonde · g7 svart bonde · h7 svart bonde · e6 svart bonde · c5 svart bonde · d5 svart bonde · e5 vit bonde · d4 vit bonde · a3 vit bonde · c3 vit bonde · c2 vit bonde · e2 vit bonde · f2 vit bonde · g2 vit bonde · h2 vit bonde | 6 |
| 5 | a7 svart bonde · b7 svart bonde · f7 svart bonde · g7 svart bonde · h7 svart bonde · e6 svart bonde · c5 svart bonde · d5 svart bonde · e5 vit bonde · d4 vit bonde · a3 vit bonde · c3 vit bonde · c2 vit bonde · e2 vit bonde · f2 vit bonde · g2 vit bonde · h2 vit bonde | a7 svart bonde · b7 svart bonde · f7 svart bonde · g7 svart bonde · h7 svart bonde · e6 svart bonde · c5 svart bonde · d5 svart bonde · e5 vit bonde · d4 vit bonde · a3 vit bonde · c3 vit bonde · c2 vit bonde · e2 vit bonde · f2 vit bonde · g2 vit bonde · h2 vit bonde | a7 svart bonde · b7 svart bonde · f7 svart bonde · g7 svart bonde · h7 svart bonde · e6 svart bonde · c5 svart bonde · d5 svart bonde · e5 vit bonde · d4 vit bonde · a3 vit bonde · c3 vit bonde · c2 vit bonde · e2 vit bonde · f2 vit bonde · g2 vit bonde · h2 vit bonde | a7 svart bonde · b7 svart bonde · f7 svart bonde · g7 svart bonde · h7 svart bonde · e6 svart bonde · c5 svart bonde · d5 svart bonde · e5 vit bonde · d4 vit bonde · a3 vit bonde · c3 vit bonde · c2 vit bonde · e2 vit bonde · f2 vit bonde · g2 vit bonde · h2 vit bonde | a7 svart bonde · b7 svart bonde · f7 svart bonde · g7 svart bonde · h7 svart bonde · e6 svart bonde · c5 svart bonde · d5 svart bonde · e5 vit bonde · d4 vit bonde · a3 vit bonde · c3 vit bonde · c2 vit bonde · e2 vit bonde · f2 vit bonde · g2 vit bonde · h2 vit bonde | a7 svart bonde · b7 svart bonde · f7 svart bonde · g7 svart bonde · h7 svart bonde · e6 svart bonde · c5 svart bonde · d5 svart bonde · e5 vit bonde · d4 vit bonde · a3 vit bonde · c3 vit bonde · c2 vit bonde · e2 vit bonde · f2 vit bonde · g2 vit bonde · h2 vit bonde | a7 svart bonde · b7 svart bonde · f7 svart bonde · g7 svart bonde · h7 svart bonde · e6 svart bonde · c5 svart bonde · d5 svart bonde · e5 vit bonde · d4 vit bonde · a3 vit bonde · c3 vit bonde · c2 vit bonde · e2 vit bonde · f2 vit bonde · g2 vit bonde · h2 vit bonde | a7 svart bonde · b7 svart bonde · f7 svart bonde · g7 svart bonde · h7 svart bonde · e6 svart bonde · c5 svart bonde · d5 svart bonde · e5 vit bonde · d4 vit bonde · a3 vit bonde · c3 vit bonde · c2 vit bonde · e2 vit bonde · f2 vit bonde · g2 vit bonde · h2 vit bonde | 5 |
| 4 | a7 svart bonde · b7 svart bonde · f7 svart bonde · g7 svart bonde · h7 svart bonde · e6 svart bonde · c5 svart bonde · d5 svart bonde · e5 vit bonde · d4 vit bonde · a3 vit bonde · c3 vit bonde · c2 vit bonde · e2 vit bonde · f2 vit bonde · g2 vit bonde · h2 vit bonde | a7 svart bonde · b7 svart bonde · f7 svart bonde · g7 svart bonde · h7 svart bonde · e6 svart bonde · c5 svart bonde · d5 svart bonde · e5 vit bonde · d4 vit bonde · a3 vit bonde · c3 vit bonde · c2 vit bonde · e2 vit bonde · f2 vit bonde · g2 vit bonde · h2 vit bonde | a7 svart bonde · b7 svart bonde · f7 svart bonde · g7 svart bonde · h7 svart bonde · e6 svart bonde · c5 svart bonde · d5 svart bonde · e5 vit bonde · d4 vit bonde · a3 vit bonde · c3 vit bonde · c2 vit bonde · e2 vit bonde · f2 vit bonde · g2 vit bonde · h2 vit bonde | a7 svart bonde · b7 svart bonde · f7 svart bonde · g7 svart bonde · h7 svart bonde · e6 svart bonde · c5 svart bonde · d5 svart bonde · e5 vit bonde · d4 vit bonde · a3 vit bonde · c3 vit bonde · c2 vit bonde · e2 vit bonde · f2 vit bonde · g2 vit bonde · h2 vit bonde | a7 svart bonde · b7 svart bonde · f7 svart bonde · g7 svart bonde · h7 svart bonde · e6 svart bonde · c5 svart bonde · d5 svart bonde · e5 vit bonde · d4 vit bonde · a3 vit bonde · c3 vit bonde · c2 vit bonde · e2 vit bonde · f2 vit bonde · g2 vit bonde · h2 vit bonde | a7 svart bonde · b7 svart bonde · f7 svart bonde · g7 svart bonde · h7 svart bonde · e6 svart bonde · c5 svart bonde · d5 svart bonde · e5 vit bonde · d4 vit bonde · a3 vit bonde · c3 vit bonde · c2 vit bonde · e2 vit bonde · f2 vit bonde · g2 vit bonde · h2 vit bonde | a7 svart bonde · b7 svart bonde · f7 svart bonde · g7 svart bonde · h7 svart bonde · e6 svart bonde · c5 svart bonde · d5 svart bonde · e5 vit bonde · d4 vit bonde · a3 vit bonde · c3 vit bonde · c2 vit bonde · e2 vit bonde · f2 vit bonde · g2 vit bonde · h2 vit bonde | a7 svart bonde · b7 svart bonde · f7 svart bonde · g7 svart bonde · h7 svart bonde · e6 svart bonde · c5 svart bonde · d5 svart bonde · e5 vit bonde · d4 vit bonde · a3 vit bonde · c3 vit bonde · c2 vit bonde · e2 vit bonde · f2 vit bonde · g2 vit bonde · h2 vit bonde | 4 |
| 3 | a7 svart bonde · b7 svart bonde · f7 svart bonde · g7 svart bonde · h7 svart bonde · e6 svart bonde · c5 svart bonde · d5 svart bonde · e5 vit bonde · d4 vit bonde · a3 vit bonde · c3 vit bonde · c2 vit bonde · e2 vit bonde · f2 vit bonde · g2 vit bonde · h2 vit bonde | a7 svart bonde · b7 svart bonde · f7 svart bonde · g7 svart bonde · h7 svart bonde · e6 svart bonde · c5 svart bonde · d5 svart bonde · e5 vit bonde · d4 vit bonde · a3 vit bonde · c3 vit bonde · c2 vit bonde · e2 vit bonde · f2 vit bonde · g2 vit bonde · h2 vit bonde | a7 svart bonde · b7 svart bonde · f7 svart bonde · g7 svart bonde · h7 svart bonde · e6 svart bonde · c5 svart bonde · d5 svart bonde · e5 vit bonde · d4 vit bonde · a3 vit bonde · c3 vit bonde · c2 vit bonde · e2 vit bonde · f2 vit bonde · g2 vit bonde · h2 vit bonde | a7 svart bonde · b7 svart bonde · f7 svart bonde · g7 svart bonde · h7 svart bonde · e6 svart bonde · c5 svart bonde · d5 svart bonde · e5 vit bonde · d4 vit bonde · a3 vit bonde · c3 vit bonde · c2 vit bonde · e2 vit bonde · f2 vit bonde · g2 vit bonde · h2 vit bonde | a7 svart bonde · b7 svart bonde · f7 svart bonde · g7 svart bonde · h7 svart bonde · e6 svart bonde · c5 svart bonde · d5 svart bonde · e5 vit bonde · d4 vit bonde · a3 vit bonde · c3 vit bonde · c2 vit bonde · e2 vit bonde · f2 vit bonde · g2 vit bonde · h2 vit bonde | a7 svart bonde · b7 svart bonde · f7 svart bonde · g7 svart bonde · h7 svart bonde · e6 svart bonde · c5 svart bonde · d5 svart bonde · e5 vit bonde · d4 vit bonde · a3 vit bonde · c3 vit bonde · c2 vit bonde · e2 vit bonde · f2 vit bonde · g2 vit bonde · h2 vit bonde | a7 svart bonde · b7 svart bonde · f7 svart bonde · g7 svart bonde · h7 svart bonde · e6 svart bonde · c5 svart bonde · d5 svart bonde · e5 vit bonde · d4 vit bonde · a3 vit bonde · c3 vit bonde · c2 vit bonde · e2 vit bonde · f2 vit bonde · g2 vit bonde · h2 vit bonde | a7 svart bonde · b7 svart bonde · f7 svart bonde · g7 svart bonde · h7 svart bonde · e6 svart bonde · c5 svart bonde · d5 svart bonde · e5 vit bonde · d4 vit bonde · a3 vit bonde · c3 vit bonde · c2 vit bonde · e2 vit bonde · f2 vit bonde · g2 vit bonde · h2 vit bonde | 3 |
| 2 | a7 svart bonde · b7 svart bonde · f7 svart bonde · g7 svart bonde · h7 svart bonde · e6 svart bonde · c5 svart bonde · d5 svart bonde · e5 vit bonde · d4 vit bonde · a3 vit bonde · c3 vit bonde · c2 vit bonde · e2 vit bonde · f2 vit bonde · g2 vit bonde · h2 vit bonde | a7 svart bonde · b7 svart bonde · f7 svart bonde · g7 svart bonde · h7 svart bonde · e6 svart bonde · c5 svart bonde · d5 svart bonde · e5 vit bonde · d4 vit bonde · a3 vit bonde · c3 vit bonde · c2 vit bonde · e2 vit bonde · f2 vit bonde · g2 vit bonde · h2 vit bonde | a7 svart bonde · b7 svart bonde · f7 svart bonde · g7 svart bonde · h7 svart bonde · e6 svart bonde · c5 svart bonde · d5 svart bonde · e5 vit bonde · d4 vit bonde · a3 vit bonde · c3 vit bonde · c2 vit bonde · e2 vit bonde · f2 vit bonde · g2 vit bonde · h2 vit bonde | a7 svart bonde · b7 svart bonde · f7 svart bonde · g7 svart bonde · h7 svart bonde · e6 svart bonde · c5 svart bonde · d5 svart bonde · e5 vit bonde · d4 vit bonde · a3 vit bonde · c3 vit bonde · c2 vit bonde · e2 vit bonde · f2 vit bonde · g2 vit bonde · h2 vit bonde | a7 svart bonde · b7 svart bonde · f7 svart bonde · g7 svart bonde · h7 svart bonde · e6 svart bonde · c5 svart bonde · d5 svart bonde · e5 vit bonde · d4 vit bonde · a3 vit bonde · c3 vit bonde · c2 vit bonde · e2 vit bonde · f2 vit bonde · g2 vit bonde · h2 vit bonde | a7 svart bonde · b7 svart bonde · f7 svart bonde · g7 svart bonde · h7 svart bonde · e6 svart bonde · c5 svart bonde · d5 svart bonde · e5 vit bonde · d4 vit bonde · a3 vit bonde · c3 vit bonde · c2 vit bonde · e2 vit bonde · f2 vit bonde · g2 vit bonde · h2 vit bonde | a7 svart bonde · b7 svart bonde · f7 svart bonde · g7 svart bonde · h7 svart bonde · e6 svart bonde · c5 svart bonde · d5 svart bonde · e5 vit bonde · d4 vit bonde · a3 vit bonde · c3 vit bonde · c2 vit bonde · e2 vit bonde · f2 vit bonde · g2 vit bonde · h2 vit bonde | a7 svart bonde · b7 svart bonde · f7 svart bonde · g7 svart bonde · h7 svart bonde · e6 svart bonde · c5 svart bonde · d5 svart bonde · e5 vit bonde · d4 vit bonde · a3 vit bonde · c3 vit bonde · c2 vit bonde · e2 vit bonde · f2 vit bonde · g2 vit bonde · h2 vit bonde | 2 |
| 1 | a7 svart bonde · b7 svart bonde · f7 svart bonde · g7 svart bonde · h7 svart bonde · e6 svart bonde · c5 svart bonde · d5 svart bonde · e5 vit bonde · d4 vit bonde · a3 vit bonde · c3 vit bonde · c2 vit bonde · e2 vit bonde · f2 vit bonde · g2 vit bonde · h2 vit bonde | a7 svart bonde · b7 svart bonde · f7 svart bonde · g7 svart bonde · h7 svart bonde · e6 svart bonde · c5 svart bonde · d5 svart bonde · e5 vit bonde · d4 vit bonde · a3 vit bonde · c3 vit bonde · c2 vit bonde · e2 vit bonde · f2 vit bonde · g2 vit bonde · h2 vit bonde | a7 svart bonde · b7 svart bonde · f7 svart bonde · g7 svart bonde · h7 svart bonde · e6 svart bonde · c5 svart bonde · d5 svart bonde · e5 vit bonde · d4 vit bonde · a3 vit bonde · c3 vit bonde · c2 vit bonde · e2 vit bonde · f2 vit bonde · g2 vit bonde · h2 vit bonde | a7 svart bonde · b7 svart bonde · f7 svart bonde · g7 svart bonde · h7 svart bonde · e6 svart bonde · c5 svart bonde · d5 svart bonde · e5 vit bonde · d4 vit bonde · a3 vit bonde · c3 vit bonde · c2 vit bonde · e2 vit bonde · f2 vit bonde · g2 vit bonde · h2 vit bonde | a7 svart bonde · b7 svart bonde · f7 svart bonde · g7 svart bonde · h7 svart bonde · e6 svart bonde · c5 svart bonde · d5 svart bonde · e5 vit bonde · d4 vit bonde · a3 vit bonde · c3 vit bonde · c2 vit bonde · e2 vit bonde · f2 vit bonde · g2 vit bonde · h2 vit bonde | a7 svart bonde · b7 svart bonde · f7 svart bonde · g7 svart bonde · h7 svart bonde · e6 svart bonde · c5 svart bonde · d5 svart bonde · e5 vit bonde · d4 vit bonde · a3 vit bonde · c3 vit bonde · c2 vit bonde · e2 vit bonde · f2 vit bonde · g2 vit bonde · h2 vit bonde | a7 svart bonde · b7 svart bonde · f7 svart bonde · g7 svart bonde · h7 svart bonde · e6 svart bonde · c5 svart bonde · d5 svart bonde · e5 vit bonde · d4 vit bonde · a3 vit bonde · c3 vit bonde · c2 vit bonde · e2 vit bonde · f2 vit bonde · g2 vit bonde · h2 vit bonde | a7 svart bonde · b7 svart bonde · f7 svart bonde · g7 svart bonde · h7 svart bonde · e6 svart bonde · c5 svart bonde · d5 svart bonde · e5 vit bonde · d4 vit bonde · a3 vit bonde · c3 vit bonde · c2 vit bonde · e2 vit bonde · f2 vit bonde · g2 vit bonde · h2 vit bonde | 1 |
|   | a | b | c | d | e | f | g | h |   |

I Winavervarianten i franskt parti får vit också en dubbelbonde.
Här understödjer c3-bonden centrum men fältet c3 är svagt och angrips ofta med ...Dc7 eller ...Da5. Även bonden på c2 kan bli svag och svart angriper den ibland med ...Da5-a4.
|   | a | b | c | d | e | f | g | h |   |
| 8 | b7 svart bonde · c7 svart bonde · f7 svart bonde · g7 svart bonde · h7 svart bonde · a6 svart bonde · c6 svart bonde · e4 vit bonde · a2 vit bonde · b2 vit bonde · c2 vit bonde · f2 vit bonde · g2 vit bonde · h2 vit bonde | b7 svart bonde · c7 svart bonde · f7 svart bonde · g7 svart bonde · h7 svart bonde · a6 svart bonde · c6 svart bonde · e4 vit bonde · a2 vit bonde · b2 vit bonde · c2 vit bonde · f2 vit bonde · g2 vit bonde · h2 vit bonde | b7 svart bonde · c7 svart bonde · f7 svart bonde · g7 svart bonde · h7 svart bonde · a6 svart bonde · c6 svart bonde · e4 vit bonde · a2 vit bonde · b2 vit bonde · c2 vit bonde · f2 vit bonde · g2 vit bonde · h2 vit bonde | b7 svart bonde · c7 svart bonde · f7 svart bonde · g7 svart bonde · h7 svart bonde · a6 svart bonde · c6 svart bonde · e4 vit bonde · a2 vit bonde · b2 vit bonde · c2 vit bonde · f2 vit bonde · g2 vit bonde · h2 vit bonde | b7 svart bonde · c7 svart bonde · f7 svart bonde · g7 svart bonde · h7 svart bonde · a6 svart bonde · c6 svart bonde · e4 vit bonde · a2 vit bonde · b2 vit bonde · c2 vit bonde · f2 vit bonde · g2 vit bonde · h2 vit bonde | b7 svart bonde · c7 svart bonde · f7 svart bonde · g7 svart bonde · h7 svart bonde · a6 svart bonde · c6 svart bonde · e4 vit bonde · a2 vit bonde · b2 vit bonde · c2 vit bonde · f2 vit bonde · g2 vit bonde · h2 vit bonde | b7 svart bonde · c7 svart bonde · f7 svart bonde · g7 svart bonde · h7 svart bonde · a6 svart bonde · c6 svart bonde · e4 vit bonde · a2 vit bonde · b2 vit bonde · c2 vit bonde · f2 vit bonde · g2 vit bonde · h2 vit bonde | b7 svart bonde · c7 svart bonde · f7 svart bonde · g7 svart bonde · h7 svart bonde · a6 svart bonde · c6 svart bonde · e4 vit bonde · a2 vit bonde · b2 vit bonde · c2 vit bonde · f2 vit bonde · g2 vit bonde · h2 vit bonde | 8 |
| 7 | b7 svart bonde · c7 svart bonde · f7 svart bonde · g7 svart bonde · h7 svart bonde · a6 svart bonde · c6 svart bonde · e4 vit bonde · a2 vit bonde · b2 vit bonde · c2 vit bonde · f2 vit bonde · g2 vit bonde · h2 vit bonde | b7 svart bonde · c7 svart bonde · f7 svart bonde · g7 svart bonde · h7 svart bonde · a6 svart bonde · c6 svart bonde · e4 vit bonde · a2 vit bonde · b2 vit bonde · c2 vit bonde · f2 vit bonde · g2 vit bonde · h2 vit bonde | b7 svart bonde · c7 svart bonde · f7 svart bonde · g7 svart bonde · h7 svart bonde · a6 svart bonde · c6 svart bonde · e4 vit bonde · a2 vit bonde · b2 vit bonde · c2 vit bonde · f2 vit bonde · g2 vit bonde · h2 vit bonde | b7 svart bonde · c7 svart bonde · f7 svart bonde · g7 svart bonde · h7 svart bonde · a6 svart bonde · c6 svart bonde · e4 vit bonde · a2 vit bonde · b2 vit bonde · c2 vit bonde · f2 vit bonde · g2 vit bonde · h2 vit bonde | b7 svart bonde · c7 svart bonde · f7 svart bonde · g7 svart bonde · h7 svart bonde · a6 svart bonde · c6 svart bonde · e4 vit bonde · a2 vit bonde · b2 vit bonde · c2 vit bonde · f2 vit bonde · g2 vit bonde · h2 vit bonde | b7 svart bonde · c7 svart bonde · f7 svart bonde · g7 svart bonde · h7 svart bonde · a6 svart bonde · c6 svart bonde · e4 vit bonde · a2 vit bonde · b2 vit bonde · c2 vit bonde · f2 vit bonde · g2 vit bonde · h2 vit bonde | b7 svart bonde · c7 svart bonde · f7 svart bonde · g7 svart bonde · h7 svart bonde · a6 svart bonde · c6 svart bonde · e4 vit bonde · a2 vit bonde · b2 vit bonde · c2 vit bonde · f2 vit bonde · g2 vit bonde · h2 vit bonde | b7 svart bonde · c7 svart bonde · f7 svart bonde · g7 svart bonde · h7 svart bonde · a6 svart bonde · c6 svart bonde · e4 vit bonde · a2 vit bonde · b2 vit bonde · c2 vit bonde · f2 vit bonde · g2 vit bonde · h2 vit bonde | 7 |
| 6 | b7 svart bonde · c7 svart bonde · f7 svart bonde · g7 svart bonde · h7 svart bonde · a6 svart bonde · c6 svart bonde · e4 vit bonde · a2 vit bonde · b2 vit bonde · c2 vit bonde · f2 vit bonde · g2 vit bonde · h2 vit bonde | b7 svart bonde · c7 svart bonde · f7 svart bonde · g7 svart bonde · h7 svart bonde · a6 svart bonde · c6 svart bonde · e4 vit bonde · a2 vit bonde · b2 vit bonde · c2 vit bonde · f2 vit bonde · g2 vit bonde · h2 vit bonde | b7 svart bonde · c7 svart bonde · f7 svart bonde · g7 svart bonde · h7 svart bonde · a6 svart bonde · c6 svart bonde · e4 vit bonde · a2 vit bonde · b2 vit bonde · c2 vit bonde · f2 vit bonde · g2 vit bonde · h2 vit bonde | b7 svart bonde · c7 svart bonde · f7 svart bonde · g7 svart bonde · h7 svart bonde · a6 svart bonde · c6 svart bonde · e4 vit bonde · a2 vit bonde · b2 vit bonde · c2 vit bonde · f2 vit bonde · g2 vit bonde · h2 vit bonde | b7 svart bonde · c7 svart bonde · f7 svart bonde · g7 svart bonde · h7 svart bonde · a6 svart bonde · c6 svart bonde · e4 vit bonde · a2 vit bonde · b2 vit bonde · c2 vit bonde · f2 vit bonde · g2 vit bonde · h2 vit bonde | b7 svart bonde · c7 svart bonde · f7 svart bonde · g7 svart bonde · h7 svart bonde · a6 svart bonde · c6 svart bonde · e4 vit bonde · a2 vit bonde · b2 vit bonde · c2 vit bonde · f2 vit bonde · g2 vit bonde · h2 vit bonde | b7 svart bonde · c7 svart bonde · f7 svart bonde · g7 svart bonde · h7 svart bonde · a6 svart bonde · c6 svart bonde · e4 vit bonde · a2 vit bonde · b2 vit bonde · c2 vit bonde · f2 vit bonde · g2 vit bonde · h2 vit bonde | b7 svart bonde · c7 svart bonde · f7 svart bonde · g7 svart bonde · h7 svart bonde · a6 svart bonde · c6 svart bonde · e4 vit bonde · a2 vit bonde · b2 vit bonde · c2 vit bonde · f2 vit bonde · g2 vit bonde · h2 vit bonde | 6 |
| 5 | b7 svart bonde · c7 svart bonde · f7 svart bonde · g7 svart bonde · h7 svart bonde · a6 svart bonde · c6 svart bonde · e4 vit bonde · a2 vit bonde · b2 vit bonde · c2 vit bonde · f2 vit bonde · g2 vit bonde · h2 vit bonde | b7 svart bonde · c7 svart bonde · f7 svart bonde · g7 svart bonde · h7 svart bonde · a6 svart bonde · c6 svart bonde · e4 vit bonde · a2 vit bonde · b2 vit bonde · c2 vit bonde · f2 vit bonde · g2 vit bonde · h2 vit bonde | b7 svart bonde · c7 svart bonde · f7 svart bonde · g7 svart bonde · h7 svart bonde · a6 svart bonde · c6 svart bonde · e4 vit bonde · a2 vit bonde · b2 vit bonde · c2 vit bonde · f2 vit bonde · g2 vit bonde · h2 vit bonde | b7 svart bonde · c7 svart bonde · f7 svart bonde · g7 svart bonde · h7 svart bonde · a6 svart bonde · c6 svart bonde · e4 vit bonde · a2 vit bonde · b2 vit bonde · c2 vit bonde · f2 vit bonde · g2 vit bonde · h2 vit bonde | b7 svart bonde · c7 svart bonde · f7 svart bonde · g7 svart bonde · h7 svart bonde · a6 svart bonde · c6 svart bonde · e4 vit bonde · a2 vit bonde · b2 vit bonde · c2 vit bonde · f2 vit bonde · g2 vit bonde · h2 vit bonde | b7 svart bonde · c7 svart bonde · f7 svart bonde · g7 svart bonde · h7 svart bonde · a6 svart bonde · c6 svart bonde · e4 vit bonde · a2 vit bonde · b2 vit bonde · c2 vit bonde · f2 vit bonde · g2 vit bonde · h2 vit bonde | b7 svart bonde · c7 svart bonde · f7 svart bonde · g7 svart bonde · h7 svart bonde · a6 svart bonde · c6 svart bonde · e4 vit bonde · a2 vit bonde · b2 vit bonde · c2 vit bonde · f2 vit bonde · g2 vit bonde · h2 vit bonde | b7 svart bonde · c7 svart bonde · f7 svart bonde · g7 svart bonde · h7 svart bonde · a6 svart bonde · c6 svart bonde · e4 vit bonde · a2 vit bonde · b2 vit bonde · c2 vit bonde · f2 vit bonde · g2 vit bonde · h2 vit bonde | 5 |
| 4 | b7 svart bonde · c7 svart bonde · f7 svart bonde · g7 svart bonde · h7 svart bonde · a6 svart bonde · c6 svart bonde · e4 vit bonde · a2 vit bonde · b2 vit bonde · c2 vit bonde · f2 vit bonde · g2 vit bonde · h2 vit bonde | b7 svart bonde · c7 svart bonde · f7 svart bonde · g7 svart bonde · h7 svart bonde · a6 svart bonde · c6 svart bonde · e4 vit bonde · a2 vit bonde · b2 vit bonde · c2 vit bonde · f2 vit bonde · g2 vit bonde · h2 vit bonde | b7 svart bonde · c7 svart bonde · f7 svart bonde · g7 svart bonde · h7 svart bonde · a6 svart bonde · c6 svart bonde · e4 vit bonde · a2 vit bonde · b2 vit bonde · c2 vit bonde · f2 vit bonde · g2 vit bonde · h2 vit bonde | b7 svart bonde · c7 svart bonde · f7 svart bonde · g7 svart bonde · h7 svart bonde · a6 svart bonde · c6 svart bonde · e4 vit bonde · a2 vit bonde · b2 vit bonde · c2 vit bonde · f2 vit bonde · g2 vit bonde · h2 vit bonde | b7 svart bonde · c7 svart bonde · f7 svart bonde · g7 svart bonde · h7 svart bonde · a6 svart bonde · c6 svart bonde · e4 vit bonde · a2 vit bonde · b2 vit bonde · c2 vit bonde · f2 vit bonde · g2 vit bonde · h2 vit bonde | b7 svart bonde · c7 svart bonde · f7 svart bonde · g7 svart bonde · h7 svart bonde · a6 svart bonde · c6 svart bonde · e4 vit bonde · a2 vit bonde · b2 vit bonde · c2 vit bonde · f2 vit bonde · g2 vit bonde · h2 vit bonde | b7 svart bonde · c7 svart bonde · f7 svart bonde · g7 svart bonde · h7 svart bonde · a6 svart bonde · c6 svart bonde · e4 vit bonde · a2 vit bonde · b2 vit bonde · c2 vit bonde · f2 vit bonde · g2 vit bonde · h2 vit bonde | b7 svart bonde · c7 svart bonde · f7 svart bonde · g7 svart bonde · h7 svart bonde · a6 svart bonde · c6 svart bonde · e4 vit bonde · a2 vit bonde · b2 vit bonde · c2 vit bonde · f2 vit bonde · g2 vit bonde · h2 vit bonde | 4 |
| 3 | b7 svart bonde · c7 svart bonde · f7 svart bonde · g7 svart bonde · h7 svart bonde · a6 svart bonde · c6 svart bonde · e4 vit bonde · a2 vit bonde · b2 vit bonde · c2 vit bonde · f2 vit bonde · g2 vit bonde · h2 vit bonde | b7 svart bonde · c7 svart bonde · f7 svart bonde · g7 svart bonde · h7 svart bonde · a6 svart bonde · c6 svart bonde · e4 vit bonde · a2 vit bonde · b2 vit bonde · c2 vit bonde · f2 vit bonde · g2 vit bonde · h2 vit bonde | b7 svart bonde · c7 svart bonde · f7 svart bonde · g7 svart bonde · h7 svart bonde · a6 svart bonde · c6 svart bonde · e4 vit bonde · a2 vit bonde · b2 vit bonde · c2 vit bonde · f2 vit bonde · g2 vit bonde · h2 vit bonde | b7 svart bonde · c7 svart bonde · f7 svart bonde · g7 svart bonde · h7 svart bonde · a6 svart bonde · c6 svart bonde · e4 vit bonde · a2 vit bonde · b2 vit bonde · c2 vit bonde · f2 vit bonde · g2 vit bonde · h2 vit bonde | b7 svart bonde · c7 svart bonde · f7 svart bonde · g7 svart bonde · h7 svart bonde · a6 svart bonde · c6 svart bonde · e4 vit bonde · a2 vit bonde · b2 vit bonde · c2 vit bonde · f2 vit bonde · g2 vit bonde · h2 vit bonde | b7 svart bonde · c7 svart bonde · f7 svart bonde · g7 svart bonde · h7 svart bonde · a6 svart bonde · c6 svart bonde · e4 vit bonde · a2 vit bonde · b2 vit bonde · c2 vit bonde · f2 vit bonde · g2 vit bonde · h2 vit bonde | b7 svart bonde · c7 svart bonde · f7 svart bonde · g7 svart bonde · h7 svart bonde · a6 svart bonde · c6 svart bonde · e4 vit bonde · a2 vit bonde · b2 vit bonde · c2 vit bonde · f2 vit bonde · g2 vit bonde · h2 vit bonde | b7 svart bonde · c7 svart bonde · f7 svart bonde · g7 svart bonde · h7 svart bonde · a6 svart bonde · c6 svart bonde · e4 vit bonde · a2 vit bonde · b2 vit bonde · c2 vit bonde · f2 vit bonde · g2 vit bonde · h2 vit bonde | 3 |
| 2 | b7 svart bonde · c7 svart bonde · f7 svart bonde · g7 svart bonde · h7 svart bonde · a6 svart bonde · c6 svart bonde · e4 vit bonde · a2 vit bonde · b2 vit bonde · c2 vit bonde · f2 vit bonde · g2 vit bonde · h2 vit bonde | b7 svart bonde · c7 svart bonde · f7 svart bonde · g7 svart bonde · h7 svart bonde · a6 svart bonde · c6 svart bonde · e4 vit bonde · a2 vit bonde · b2 vit bonde · c2 vit bonde · f2 vit bonde · g2 vit bonde · h2 vit bonde | b7 svart bonde · c7 svart bonde · f7 svart bonde · g7 svart bonde · h7 svart bonde · a6 svart bonde · c6 svart bonde · e4 vit bonde · a2 vit bonde · b2 vit bonde · c2 vit bonde · f2 vit bonde · g2 vit bonde · h2 vit bonde | b7 svart bonde · c7 svart bonde · f7 svart bonde · g7 svart bonde · h7 svart bonde · a6 svart bonde · c6 svart bonde · e4 vit bonde · a2 vit bonde · b2 vit bonde · c2 vit bonde · f2 vit bonde · g2 vit bonde · h2 vit bonde | b7 svart bonde · c7 svart bonde · f7 svart bonde · g7 svart bonde · h7 svart bonde · a6 svart bonde · c6 svart bonde · e4 vit bonde · a2 vit bonde · b2 vit bonde · c2 vit bonde · f2 vit bonde · g2 vit bonde · h2 vit bonde | b7 svart bonde · c7 svart bonde · f7 svart bonde · g7 svart bonde · h7 svart bonde · a6 svart bonde · c6 svart bonde · e4 vit bonde · a2 vit bonde · b2 vit bonde · c2 vit bonde · f2 vit bonde · g2 vit bonde · h2 vit bonde | b7 svart bonde · c7 svart bonde · f7 svart bonde · g7 svart bonde · h7 svart bonde · a6 svart bonde · c6 svart bonde · e4 vit bonde · a2 vit bonde · b2 vit bonde · c2 vit bonde · f2 vit bonde · g2 vit bonde · h2 vit bonde | b7 svart bonde · c7 svart bonde · f7 svart bonde · g7 svart bonde · h7 svart bonde · a6 svart bonde · c6 svart bonde · e4 vit bonde · a2 vit bonde · b2 vit bonde · c2 vit bonde · f2 vit bonde · g2 vit bonde · h2 vit bonde | 2 |
| 1 | b7 svart bonde · c7 svart bonde · f7 svart bonde · g7 svart bonde · h7 svart bonde · a6 svart bonde · c6 svart bonde · e4 vit bonde · a2 vit bonde · b2 vit bonde · c2 vit bonde · f2 vit bonde · g2 vit bonde · h2 vit bonde | b7 svart bonde · c7 svart bonde · f7 svart bonde · g7 svart bonde · h7 svart bonde · a6 svart bonde · c6 svart bonde · e4 vit bonde · a2 vit bonde · b2 vit bonde · c2 vit bonde · f2 vit bonde · g2 vit bonde · h2 vit bonde | b7 svart bonde · c7 svart bonde · f7 svart bonde · g7 svart bonde · h7 svart bonde · a6 svart bonde · c6 svart bonde · e4 vit bonde · a2 vit bonde · b2 vit bonde · c2 vit bonde · f2 vit bonde · g2 vit bonde · h2 vit bonde | b7 svart bonde · c7 svart bonde · f7 svart bonde · g7 svart bonde · h7 svart bonde · a6 svart bonde · c6 svart bonde · e4 vit bonde · a2 vit bonde · b2 vit bonde · c2 vit bonde · f2 vit bonde · g2 vit bonde · h2 vit bonde | b7 svart bonde · c7 svart bonde · f7 svart bonde · g7 svart bonde · h7 svart bonde · a6 svart bonde · c6 svart bonde · e4 vit bonde · a2 vit bonde · b2 vit bonde · c2 vit bonde · f2 vit bonde · g2 vit bonde · h2 vit bonde | b7 svart bonde · c7 svart bonde · f7 svart bonde · g7 svart bonde · h7 svart bonde · a6 svart bonde · c6 svart bonde · e4 vit bonde · a2 vit bonde · b2 vit bonde · c2 vit bonde · f2 vit bonde · g2 vit bonde · h2 vit bonde | b7 svart bonde · c7 svart bonde · f7 svart bonde · g7 svart bonde · h7 svart bonde · a6 svart bonde · c6 svart bonde · e4 vit bonde · a2 vit bonde · b2 vit bonde · c2 vit bonde · f2 vit bonde · g2 vit bonde · h2 vit bonde | b7 svart bonde · c7 svart bonde · f7 svart bonde · g7 svart bonde · h7 svart bonde · a6 svart bonde · c6 svart bonde · e4 vit bonde · a2 vit bonde · b2 vit bonde · c2 vit bonde · f2 vit bonde · g2 vit bonde · h2 vit bonde | 1 |
|   | a | b | c | d | e | f | g | h |   |

Alla dubbelbönder är inte svaga. I nästa ställning, som uppträder i avbytesvarianten i spanskt parti, är svarts dubbelbonde inte svår att försvara. Däremot kan den bli ett problem i slutspelet eftersom svarts bondemajoritet på damflygeln inte är så mycket värd. Vit kan forcera en fribonde på kungsflygeln medan svart inte har samma möjlighet på damflygeln.
|   | a | b | c | d | e | f | g | h |   |
| 8 | a8 svart torn · b8 svart springare · c8 svart löpare · d8 svart drottning · f8 svart torn · g8 svart kung · b7 svart bonde · e7 svart löpare · f7 svart bonde · g7 svart bonde · h7 svart bonde · a6 svart bonde · d6 svart bonde · f6 svart springare · e5 svart bonde · c4 vit löpare · e4 vit bonde · c3 vit springare · e3 vit löpare · f3 vit springare · a2 vit bonde · b2 vit bonde · c2 vit bonde · f2 vit bonde · g2 vit bonde · h2 vit bonde · a1 vit torn · d1 vit drottning · f1 vit torn · g1 vit kung | a8 svart torn · b8 svart springare · c8 svart löpare · d8 svart drottning · f8 svart torn · g8 svart kung · b7 svart bonde · e7 svart löpare · f7 svart bonde · g7 svart bonde · h7 svart bonde · a6 svart bonde · d6 svart bonde · f6 svart springare · e5 svart bonde · c4 vit löpare · e4 vit bonde · c3 vit springare · e3 vit löpare · f3 vit springare · a2 vit bonde · b2 vit bonde · c2 vit bonde · f2 vit bonde · g2 vit bonde · h2 vit bonde · a1 vit torn · d1 vit drottning · f1 vit torn · g1 vit kung | a8 svart torn · b8 svart springare · c8 svart löpare · d8 svart drottning · f8 svart torn · g8 svart kung · b7 svart bonde · e7 svart löpare · f7 svart bonde · g7 svart bonde · h7 svart bonde · a6 svart bonde · d6 svart bonde · f6 svart springare · e5 svart bonde · c4 vit löpare · e4 vit bonde · c3 vit springare · e3 vit löpare · f3 vit springare · a2 vit bonde · b2 vit bonde · c2 vit bonde · f2 vit bonde · g2 vit bonde · h2 vit bonde · a1 vit torn · d1 vit drottning · f1 vit torn · g1 vit kung | a8 svart torn · b8 svart springare · c8 svart löpare · d8 svart drottning · f8 svart torn · g8 svart kung · b7 svart bonde · e7 svart löpare · f7 svart bonde · g7 svart bonde · h7 svart bonde · a6 svart bonde · d6 svart bonde · f6 svart springare · e5 svart bonde · c4 vit löpare · e4 vit bonde · c3 vit springare · e3 vit löpare · f3 vit springare · a2 vit bonde · b2 vit bonde · c2 vit bonde · f2 vit bonde · g2 vit bonde · h2 vit bonde · a1 vit torn · d1 vit drottning · f1 vit torn · g1 vit kung | a8 svart torn · b8 svart springare · c8 svart löpare · d8 svart drottning · f8 svart torn · g8 svart kung · b7 svart bonde · e7 svart löpare · f7 svart bonde · g7 svart bonde · h7 svart bonde · a6 svart bonde · d6 svart bonde · f6 svart springare · e5 svart bonde · c4 vit löpare · e4 vit bonde · c3 vit springare · e3 vit löpare · f3 vit springare · a2 vit bonde · b2 vit bonde · c2 vit bonde · f2 vit bonde · g2 vit bonde · h2 vit bonde · a1 vit torn · d1 vit drottning · f1 vit torn · g1 vit kung | a8 svart torn · b8 svart springare · c8 svart löpare · d8 svart drottning · f8 svart torn · g8 svart kung · b7 svart bonde · e7 svart löpare · f7 svart bonde · g7 svart bonde · h7 svart bonde · a6 svart bonde · d6 svart bonde · f6 svart springare · e5 svart bonde · c4 vit löpare · e4 vit bonde · c3 vit springare · e3 vit löpare · f3 vit springare · a2 vit bonde · b2 vit bonde · c2 vit bonde · f2 vit bonde · g2 vit bonde · h2 vit bonde · a1 vit torn · d1 vit drottning · f1 vit torn · g1 vit kung | a8 svart torn · b8 svart springare · c8 svart löpare · d8 svart drottning · f8 svart torn · g8 svart kung · b7 svart bonde · e7 svart löpare · f7 svart bonde · g7 svart bonde · h7 svart bonde · a6 svart bonde · d6 svart bonde · f6 svart springare · e5 svart bonde · c4 vit löpare · e4 vit bonde · c3 vit springare · e3 vit löpare · f3 vit springare · a2 vit bonde · b2 vit bonde · c2 vit bonde · f2 vit bonde · g2 vit bonde · h2 vit bonde · a1 vit torn · d1 vit drottning · f1 vit torn · g1 vit kung | a8 svart torn · b8 svart springare · c8 svart löpare · d8 svart drottning · f8 svart torn · g8 svart kung · b7 svart bonde · e7 svart löpare · f7 svart bonde · g7 svart bonde · h7 svart bonde · a6 svart bonde · d6 svart bonde · f6 svart springare · e5 svart bonde · c4 vit löpare · e4 vit bonde · c3 vit springare · e3 vit löpare · f3 vit springare · a2 vit bonde · b2 vit bonde · c2 vit bonde · f2 vit bonde · g2 vit bonde · h2 vit bonde · a1 vit torn · d1 vit drottning · f1 vit torn · g1 vit kung | 8 |
| 7 | a8 svart torn · b8 svart springare · c8 svart löpare · d8 svart drottning · f8 svart torn · g8 svart kung · b7 svart bonde · e7 svart löpare · f7 svart bonde · g7 svart bonde · h7 svart bonde · a6 svart bonde · d6 svart bonde · f6 svart springare · e5 svart bonde · c4 vit löpare · e4 vit bonde · c3 vit springare · e3 vit löpare · f3 vit springare · a2 vit bonde · b2 vit bonde · c2 vit bonde · f2 vit bonde · g2 vit bonde · h2 vit bonde · a1 vit torn · d1 vit drottning · f1 vit torn · g1 vit kung | a8 svart torn · b8 svart springare · c8 svart löpare · d8 svart drottning · f8 svart torn · g8 svart kung · b7 svart bonde · e7 svart löpare · f7 svart bonde · g7 svart bonde · h7 svart bonde · a6 svart bonde · d6 svart bonde · f6 svart springare · e5 svart bonde · c4 vit löpare · e4 vit bonde · c3 vit springare · e3 vit löpare · f3 vit springare · a2 vit bonde · b2 vit bonde · c2 vit bonde · f2 vit bonde · g2 vit bonde · h2 vit bonde · a1 vit torn · d1 vit drottning · f1 vit torn · g1 vit kung | a8 svart torn · b8 svart springare · c8 svart löpare · d8 svart drottning · f8 svart torn · g8 svart kung · b7 svart bonde · e7 svart löpare · f7 svart bonde · g7 svart bonde · h7 svart bonde · a6 svart bonde · d6 svart bonde · f6 svart springare · e5 svart bonde · c4 vit löpare · e4 vit bonde · c3 vit springare · e3 vit löpare · f3 vit springare · a2 vit bonde · b2 vit bonde · c2 vit bonde · f2 vit bonde · g2 vit bonde · h2 vit bonde · a1 vit torn · d1 vit drottning · f1 vit torn · g1 vit kung | a8 svart torn · b8 svart springare · c8 svart löpare · d8 svart drottning · f8 svart torn · g8 svart kung · b7 svart bonde · e7 svart löpare · f7 svart bonde · g7 svart bonde · h7 svart bonde · a6 svart bonde · d6 svart bonde · f6 svart springare · e5 svart bonde · c4 vit löpare · e4 vit bonde · c3 vit springare · e3 vit löpare · f3 vit springare · a2 vit bonde · b2 vit bonde · c2 vit bonde · f2 vit bonde · g2 vit bonde · h2 vit bonde · a1 vit torn · d1 vit drottning · f1 vit torn · g1 vit kung | a8 svart torn · b8 svart springare · c8 svart löpare · d8 svart drottning · f8 svart torn · g8 svart kung · b7 svart bonde · e7 svart löpare · f7 svart bonde · g7 svart bonde · h7 svart bonde · a6 svart bonde · d6 svart bonde · f6 svart springare · e5 svart bonde · c4 vit löpare · e4 vit bonde · c3 vit springare · e3 vit löpare · f3 vit springare · a2 vit bonde · b2 vit bonde · c2 vit bonde · f2 vit bonde · g2 vit bonde · h2 vit bonde · a1 vit torn · d1 vit drottning · f1 vit torn · g1 vit kung | a8 svart torn · b8 svart springare · c8 svart löpare · d8 svart drottning · f8 svart torn · g8 svart kung · b7 svart bonde · e7 svart löpare · f7 svart bonde · g7 svart bonde · h7 svart bonde · a6 svart bonde · d6 svart bonde · f6 svart springare · e5 svart bonde · c4 vit löpare · e4 vit bonde · c3 vit springare · e3 vit löpare · f3 vit springare · a2 vit bonde · b2 vit bonde · c2 vit bonde · f2 vit bonde · g2 vit bonde · h2 vit bonde · a1 vit torn · d1 vit drottning · f1 vit torn · g1 vit kung | a8 svart torn · b8 svart springare · c8 svart löpare · d8 svart drottning · f8 svart torn · g8 svart kung · b7 svart bonde · e7 svart löpare · f7 svart bonde · g7 svart bonde · h7 svart bonde · a6 svart bonde · d6 svart bonde · f6 svart springare · e5 svart bonde · c4 vit löpare · e4 vit bonde · c3 vit springare · e3 vit löpare · f3 vit springare · a2 vit bonde · b2 vit bonde · c2 vit bonde · f2 vit bonde · g2 vit bonde · h2 vit bonde · a1 vit torn · d1 vit drottning · f1 vit torn · g1 vit kung | a8 svart torn · b8 svart springare · c8 svart löpare · d8 svart drottning · f8 svart torn · g8 svart kung · b7 svart bonde · e7 svart löpare · f7 svart bonde · g7 svart bonde · h7 svart bonde · a6 svart bonde · d6 svart bonde · f6 svart springare · e5 svart bonde · c4 vit löpare · e4 vit bonde · c3 vit springare · e3 vit löpare · f3 vit springare · a2 vit bonde · b2 vit bonde · c2 vit bonde · f2 vit bonde · g2 vit bonde · h2 vit bonde · a1 vit torn · d1 vit drottning · f1 vit torn · g1 vit kung | 7 |
| 6 | a8 svart torn · b8 svart springare · c8 svart löpare · d8 svart drottning · f8 svart torn · g8 svart kung · b7 svart bonde · e7 svart löpare · f7 svart bonde · g7 svart bonde · h7 svart bonde · a6 svart bonde · d6 svart bonde · f6 svart springare · e5 svart bonde · c4 vit löpare · e4 vit bonde · c3 vit springare · e3 vit löpare · f3 vit springare · a2 vit bonde · b2 vit bonde · c2 vit bonde · f2 vit bonde · g2 vit bonde · h2 vit bonde · a1 vit torn · d1 vit drottning · f1 vit torn · g1 vit kung | a8 svart torn · b8 svart springare · c8 svart löpare · d8 svart drottning · f8 svart torn · g8 svart kung · b7 svart bonde · e7 svart löpare · f7 svart bonde · g7 svart bonde · h7 svart bonde · a6 svart bonde · d6 svart bonde · f6 svart springare · e5 svart bonde · c4 vit löpare · e4 vit bonde · c3 vit springare · e3 vit löpare · f3 vit springare · a2 vit bonde · b2 vit bonde · c2 vit bonde · f2 vit bonde · g2 vit bonde · h2 vit bonde · a1 vit torn · d1 vit drottning · f1 vit torn · g1 vit kung | a8 svart torn · b8 svart springare · c8 svart löpare · d8 svart drottning · f8 svart torn · g8 svart kung · b7 svart bonde · e7 svart löpare · f7 svart bonde · g7 svart bonde · h7 svart bonde · a6 svart bonde · d6 svart bonde · f6 svart springare · e5 svart bonde · c4 vit löpare · e4 vit bonde · c3 vit springare · e3 vit löpare · f3 vit springare · a2 vit bonde · b2 vit bonde · c2 vit bonde · f2 vit bonde · g2 vit bonde · h2 vit bonde · a1 vit torn · d1 vit drottning · f1 vit torn · g1 vit kung | a8 svart torn · b8 svart springare · c8 svart löpare · d8 svart drottning · f8 svart torn · g8 svart kung · b7 svart bonde · e7 svart löpare · f7 svart bonde · g7 svart bonde · h7 svart bonde · a6 svart bonde · d6 svart bonde · f6 svart springare · e5 svart bonde · c4 vit löpare · e4 vit bonde · c3 vit springare · e3 vit löpare · f3 vit springare · a2 vit bonde · b2 vit bonde · c2 vit bonde · f2 vit bonde · g2 vit bonde · h2 vit bonde · a1 vit torn · d1 vit drottning · f1 vit torn · g1 vit kung | a8 svart torn · b8 svart springare · c8 svart löpare · d8 svart drottning · f8 svart torn · g8 svart kung · b7 svart bonde · e7 svart löpare · f7 svart bonde · g7 svart bonde · h7 svart bonde · a6 svart bonde · d6 svart bonde · f6 svart springare · e5 svart bonde · c4 vit löpare · e4 vit bonde · c3 vit springare · e3 vit löpare · f3 vit springare · a2 vit bonde · b2 vit bonde · c2 vit bonde · f2 vit bonde · g2 vit bonde · h2 vit bonde · a1 vit torn · d1 vit drottning · f1 vit torn · g1 vit kung | a8 svart torn · b8 svart springare · c8 svart löpare · d8 svart drottning · f8 svart torn · g8 svart kung · b7 svart bonde · e7 svart löpare · f7 svart bonde · g7 svart bonde · h7 svart bonde · a6 svart bonde · d6 svart bonde · f6 svart springare · e5 svart bonde · c4 vit löpare · e4 vit bonde · c3 vit springare · e3 vit löpare · f3 vit springare · a2 vit bonde · b2 vit bonde · c2 vit bonde · f2 vit bonde · g2 vit bonde · h2 vit bonde · a1 vit torn · d1 vit drottning · f1 vit torn · g1 vit kung | a8 svart torn · b8 svart springare · c8 svart löpare · d8 svart drottning · f8 svart torn · g8 svart kung · b7 svart bonde · e7 svart löpare · f7 svart bonde · g7 svart bonde · h7 svart bonde · a6 svart bonde · d6 svart bonde · f6 svart springare · e5 svart bonde · c4 vit löpare · e4 vit bonde · c3 vit springare · e3 vit löpare · f3 vit springare · a2 vit bonde · b2 vit bonde · c2 vit bonde · f2 vit bonde · g2 vit bonde · h2 vit bonde · a1 vit torn · d1 vit drottning · f1 vit torn · g1 vit kung | a8 svart torn · b8 svart springare · c8 svart löpare · d8 svart drottning · f8 svart torn · g8 svart kung · b7 svart bonde · e7 svart löpare · f7 svart bonde · g7 svart bonde · h7 svart bonde · a6 svart bonde · d6 svart bonde · f6 svart springare · e5 svart bonde · c4 vit löpare · e4 vit bonde · c3 vit springare · e3 vit löpare · f3 vit springare · a2 vit bonde · b2 vit bonde · c2 vit bonde · f2 vit bonde · g2 vit bonde · h2 vit bonde · a1 vit torn · d1 vit drottning · f1 vit torn · g1 vit kung | 6 |
| 5 | a8 svart torn · b8 svart springare · c8 svart löpare · d8 svart drottning · f8 svart torn · g8 svart kung · b7 svart bonde · e7 svart löpare · f7 svart bonde · g7 svart bonde · h7 svart bonde · a6 svart bonde · d6 svart bonde · f6 svart springare · e5 svart bonde · c4 vit löpare · e4 vit bonde · c3 vit springare · e3 vit löpare · f3 vit springare · a2 vit bonde · b2 vit bonde · c2 vit bonde · f2 vit bonde · g2 vit bonde · h2 vit bonde · a1 vit torn · d1 vit drottning · f1 vit torn · g1 vit kung | a8 svart torn · b8 svart springare · c8 svart löpare · d8 svart drottning · f8 svart torn · g8 svart kung · b7 svart bonde · e7 svart löpare · f7 svart bonde · g7 svart bonde · h7 svart bonde · a6 svart bonde · d6 svart bonde · f6 svart springare · e5 svart bonde · c4 vit löpare · e4 vit bonde · c3 vit springare · e3 vit löpare · f3 vit springare · a2 vit bonde · b2 vit bonde · c2 vit bonde · f2 vit bonde · g2 vit bonde · h2 vit bonde · a1 vit torn · d1 vit drottning · f1 vit torn · g1 vit kung | a8 svart torn · b8 svart springare · c8 svart löpare · d8 svart drottning · f8 svart torn · g8 svart kung · b7 svart bonde · e7 svart löpare · f7 svart bonde · g7 svart bonde · h7 svart bonde · a6 svart bonde · d6 svart bonde · f6 svart springare · e5 svart bonde · c4 vit löpare · e4 vit bonde · c3 vit springare · e3 vit löpare · f3 vit springare · a2 vit bonde · b2 vit bonde · c2 vit bonde · f2 vit bonde · g2 vit bonde · h2 vit bonde · a1 vit torn · d1 vit drottning · f1 vit torn · g1 vit kung | a8 svart torn · b8 svart springare · c8 svart löpare · d8 svart drottning · f8 svart torn · g8 svart kung · b7 svart bonde · e7 svart löpare · f7 svart bonde · g7 svart bonde · h7 svart bonde · a6 svart bonde · d6 svart bonde · f6 svart springare · e5 svart bonde · c4 vit löpare · e4 vit bonde · c3 vit springare · e3 vit löpare · f3 vit springare · a2 vit bonde · b2 vit bonde · c2 vit bonde · f2 vit bonde · g2 vit bonde · h2 vit bonde · a1 vit torn · d1 vit drottning · f1 vit torn · g1 vit kung | a8 svart torn · b8 svart springare · c8 svart löpare · d8 svart drottning · f8 svart torn · g8 svart kung · b7 svart bonde · e7 svart löpare · f7 svart bonde · g7 svart bonde · h7 svart bonde · a6 svart bonde · d6 svart bonde · f6 svart springare · e5 svart bonde · c4 vit löpare · e4 vit bonde · c3 vit springare · e3 vit löpare · f3 vit springare · a2 vit bonde · b2 vit bonde · c2 vit bonde · f2 vit bonde · g2 vit bonde · h2 vit bonde · a1 vit torn · d1 vit drottning · f1 vit torn · g1 vit kung | a8 svart torn · b8 svart springare · c8 svart löpare · d8 svart drottning · f8 svart torn · g8 svart kung · b7 svart bonde · e7 svart löpare · f7 svart bonde · g7 svart bonde · h7 svart bonde · a6 svart bonde · d6 svart bonde · f6 svart springare · e5 svart bonde · c4 vit löpare · e4 vit bonde · c3 vit springare · e3 vit löpare · f3 vit springare · a2 vit bonde · b2 vit bonde · c2 vit bonde · f2 vit bonde · g2 vit bonde · h2 vit bonde · a1 vit torn · d1 vit drottning · f1 vit torn · g1 vit kung | a8 svart torn · b8 svart springare · c8 svart löpare · d8 svart drottning · f8 svart torn · g8 svart kung · b7 svart bonde · e7 svart löpare · f7 svart bonde · g7 svart bonde · h7 svart bonde · a6 svart bonde · d6 svart bonde · f6 svart springare · e5 svart bonde · c4 vit löpare · e4 vit bonde · c3 vit springare · e3 vit löpare · f3 vit springare · a2 vit bonde · b2 vit bonde · c2 vit bonde · f2 vit bonde · g2 vit bonde · h2 vit bonde · a1 vit torn · d1 vit drottning · f1 vit torn · g1 vit kung | a8 svart torn · b8 svart springare · c8 svart löpare · d8 svart drottning · f8 svart torn · g8 svart kung · b7 svart bonde · e7 svart löpare · f7 svart bonde · g7 svart bonde · h7 svart bonde · a6 svart bonde · d6 svart bonde · f6 svart springare · e5 svart bonde · c4 vit löpare · e4 vit bonde · c3 vit springare · e3 vit löpare · f3 vit springare · a2 vit bonde · b2 vit bonde · c2 vit bonde · f2 vit bonde · g2 vit bonde · h2 vit bonde · a1 vit torn · d1 vit drottning · f1 vit torn · g1 vit kung | 5 |
| 4 | a8 svart torn · b8 svart springare · c8 svart löpare · d8 svart drottning · f8 svart torn · g8 svart kung · b7 svart bonde · e7 svart löpare · f7 svart bonde · g7 svart bonde · h7 svart bonde · a6 svart bonde · d6 svart bonde · f6 svart springare · e5 svart bonde · c4 vit löpare · e4 vit bonde · c3 vit springare · e3 vit löpare · f3 vit springare · a2 vit bonde · b2 vit bonde · c2 vit bonde · f2 vit bonde · g2 vit bonde · h2 vit bonde · a1 vit torn · d1 vit drottning · f1 vit torn · g1 vit kung | a8 svart torn · b8 svart springare · c8 svart löpare · d8 svart drottning · f8 svart torn · g8 svart kung · b7 svart bonde · e7 svart löpare · f7 svart bonde · g7 svart bonde · h7 svart bonde · a6 svart bonde · d6 svart bonde · f6 svart springare · e5 svart bonde · c4 vit löpare · e4 vit bonde · c3 vit springare · e3 vit löpare · f3 vit springare · a2 vit bonde · b2 vit bonde · c2 vit bonde · f2 vit bonde · g2 vit bonde · h2 vit bonde · a1 vit torn · d1 vit drottning · f1 vit torn · g1 vit kung | a8 svart torn · b8 svart springare · c8 svart löpare · d8 svart drottning · f8 svart torn · g8 svart kung · b7 svart bonde · e7 svart löpare · f7 svart bonde · g7 svart bonde · h7 svart bonde · a6 svart bonde · d6 svart bonde · f6 svart springare · e5 svart bonde · c4 vit löpare · e4 vit bonde · c3 vit springare · e3 vit löpare · f3 vit springare · a2 vit bonde · b2 vit bonde · c2 vit bonde · f2 vit bonde · g2 vit bonde · h2 vit bonde · a1 vit torn · d1 vit drottning · f1 vit torn · g1 vit kung | a8 svart torn · b8 svart springare · c8 svart löpare · d8 svart drottning · f8 svart torn · g8 svart kung · b7 svart bonde · e7 svart löpare · f7 svart bonde · g7 svart bonde · h7 svart bonde · a6 svart bonde · d6 svart bonde · f6 svart springare · e5 svart bonde · c4 vit löpare · e4 vit bonde · c3 vit springare · e3 vit löpare · f3 vit springare · a2 vit bonde · b2 vit bonde · c2 vit bonde · f2 vit bonde · g2 vit bonde · h2 vit bonde · a1 vit torn · d1 vit drottning · f1 vit torn · g1 vit kung | a8 svart torn · b8 svart springare · c8 svart löpare · d8 svart drottning · f8 svart torn · g8 svart kung · b7 svart bonde · e7 svart löpare · f7 svart bonde · g7 svart bonde · h7 svart bonde · a6 svart bonde · d6 svart bonde · f6 svart springare · e5 svart bonde · c4 vit löpare · e4 vit bonde · c3 vit springare · e3 vit löpare · f3 vit springare · a2 vit bonde · b2 vit bonde · c2 vit bonde · f2 vit bonde · g2 vit bonde · h2 vit bonde · a1 vit torn · d1 vit drottning · f1 vit torn · g1 vit kung | a8 svart torn · b8 svart springare · c8 svart löpare · d8 svart drottning · f8 svart torn · g8 svart kung · b7 svart bonde · e7 svart löpare · f7 svart bonde · g7 svart bonde · h7 svart bonde · a6 svart bonde · d6 svart bonde · f6 svart springare · e5 svart bonde · c4 vit löpare · e4 vit bonde · c3 vit springare · e3 vit löpare · f3 vit springare · a2 vit bonde · b2 vit bonde · c2 vit bonde · f2 vit bonde · g2 vit bonde · h2 vit bonde · a1 vit torn · d1 vit drottning · f1 vit torn · g1 vit kung | a8 svart torn · b8 svart springare · c8 svart löpare · d8 svart drottning · f8 svart torn · g8 svart kung · b7 svart bonde · e7 svart löpare · f7 svart bonde · g7 svart bonde · h7 svart bonde · a6 svart bonde · d6 svart bonde · f6 svart springare · e5 svart bonde · c4 vit löpare · e4 vit bonde · c3 vit springare · e3 vit löpare · f3 vit springare · a2 vit bonde · b2 vit bonde · c2 vit bonde · f2 vit bonde · g2 vit bonde · h2 vit bonde · a1 vit torn · d1 vit drottning · f1 vit torn · g1 vit kung | a8 svart torn · b8 svart springare · c8 svart löpare · d8 svart drottning · f8 svart torn · g8 svart kung · b7 svart bonde · e7 svart löpare · f7 svart bonde · g7 svart bonde · h7 svart bonde · a6 svart bonde · d6 svart bonde · f6 svart springare · e5 svart bonde · c4 vit löpare · e4 vit bonde · c3 vit springare · e3 vit löpare · f3 vit springare · a2 vit bonde · b2 vit bonde · c2 vit bonde · f2 vit bonde · g2 vit bonde · h2 vit bonde · a1 vit torn · d1 vit drottning · f1 vit torn · g1 vit kung | 4 |
| 3 | a8 svart torn · b8 svart springare · c8 svart löpare · d8 svart drottning · f8 svart torn · g8 svart kung · b7 svart bonde · e7 svart löpare · f7 svart bonde · g7 svart bonde · h7 svart bonde · a6 svart bonde · d6 svart bonde · f6 svart springare · e5 svart bonde · c4 vit löpare · e4 vit bonde · c3 vit springare · e3 vit löpare · f3 vit springare · a2 vit bonde · b2 vit bonde · c2 vit bonde · f2 vit bonde · g2 vit bonde · h2 vit bonde · a1 vit torn · d1 vit drottning · f1 vit torn · g1 vit kung | a8 svart torn · b8 svart springare · c8 svart löpare · d8 svart drottning · f8 svart torn · g8 svart kung · b7 svart bonde · e7 svart löpare · f7 svart bonde · g7 svart bonde · h7 svart bonde · a6 svart bonde · d6 svart bonde · f6 svart springare · e5 svart bonde · c4 vit löpare · e4 vit bonde · c3 vit springare · e3 vit löpare · f3 vit springare · a2 vit bonde · b2 vit bonde · c2 vit bonde · f2 vit bonde · g2 vit bonde · h2 vit bonde · a1 vit torn · d1 vit drottning · f1 vit torn · g1 vit kung | a8 svart torn · b8 svart springare · c8 svart löpare · d8 svart drottning · f8 svart torn · g8 svart kung · b7 svart bonde · e7 svart löpare · f7 svart bonde · g7 svart bonde · h7 svart bonde · a6 svart bonde · d6 svart bonde · f6 svart springare · e5 svart bonde · c4 vit löpare · e4 vit bonde · c3 vit springare · e3 vit löpare · f3 vit springare · a2 vit bonde · b2 vit bonde · c2 vit bonde · f2 vit bonde · g2 vit bonde · h2 vit bonde · a1 vit torn · d1 vit drottning · f1 vit torn · g1 vit kung | a8 svart torn · b8 svart springare · c8 svart löpare · d8 svart drottning · f8 svart torn · g8 svart kung · b7 svart bonde · e7 svart löpare · f7 svart bonde · g7 svart bonde · h7 svart bonde · a6 svart bonde · d6 svart bonde · f6 svart springare · e5 svart bonde · c4 vit löpare · e4 vit bonde · c3 vit springare · e3 vit löpare · f3 vit springare · a2 vit bonde · b2 vit bonde · c2 vit bonde · f2 vit bonde · g2 vit bonde · h2 vit bonde · a1 vit torn · d1 vit drottning · f1 vit torn · g1 vit kung | a8 svart torn · b8 svart springare · c8 svart löpare · d8 svart drottning · f8 svart torn · g8 svart kung · b7 svart bonde · e7 svart löpare · f7 svart bonde · g7 svart bonde · h7 svart bonde · a6 svart bonde · d6 svart bonde · f6 svart springare · e5 svart bonde · c4 vit löpare · e4 vit bonde · c3 vit springare · e3 vit löpare · f3 vit springare · a2 vit bonde · b2 vit bonde · c2 vit bonde · f2 vit bonde · g2 vit bonde · h2 vit bonde · a1 vit torn · d1 vit drottning · f1 vit torn · g1 vit kung | a8 svart torn · b8 svart springare · c8 svart löpare · d8 svart drottning · f8 svart torn · g8 svart kung · b7 svart bonde · e7 svart löpare · f7 svart bonde · g7 svart bonde · h7 svart bonde · a6 svart bonde · d6 svart bonde · f6 svart springare · e5 svart bonde · c4 vit löpare · e4 vit bonde · c3 vit springare · e3 vit löpare · f3 vit springare · a2 vit bonde · b2 vit bonde · c2 vit bonde · f2 vit bonde · g2 vit bonde · h2 vit bonde · a1 vit torn · d1 vit drottning · f1 vit torn · g1 vit kung | a8 svart torn · b8 svart springare · c8 svart löpare · d8 svart drottning · f8 svart torn · g8 svart kung · b7 svart bonde · e7 svart löpare · f7 svart bonde · g7 svart bonde · h7 svart bonde · a6 svart bonde · d6 svart bonde · f6 svart springare · e5 svart bonde · c4 vit löpare · e4 vit bonde · c3 vit springare · e3 vit löpare · f3 vit springare · a2 vit bonde · b2 vit bonde · c2 vit bonde · f2 vit bonde · g2 vit bonde · h2 vit bonde · a1 vit torn · d1 vit drottning · f1 vit torn · g1 vit kung | a8 svart torn · b8 svart springare · c8 svart löpare · d8 svart drottning · f8 svart torn · g8 svart kung · b7 svart bonde · e7 svart löpare · f7 svart bonde · g7 svart bonde · h7 svart bonde · a6 svart bonde · d6 svart bonde · f6 svart springare · e5 svart bonde · c4 vit löpare · e4 vit bonde · c3 vit springare · e3 vit löpare · f3 vit springare · a2 vit bonde · b2 vit bonde · c2 vit bonde · f2 vit bonde · g2 vit bonde · h2 vit bonde · a1 vit torn · d1 vit drottning · f1 vit torn · g1 vit kung | 3 |
| 2 | a8 svart torn · b8 svart springare · c8 svart löpare · d8 svart drottning · f8 svart torn · g8 svart kung · b7 svart bonde · e7 svart löpare · f7 svart bonde · g7 svart bonde · h7 svart bonde · a6 svart bonde · d6 svart bonde · f6 svart springare · e5 svart bonde · c4 vit löpare · e4 vit bonde · c3 vit springare · e3 vit löpare · f3 vit springare · a2 vit bonde · b2 vit bonde · c2 vit bonde · f2 vit bonde · g2 vit bonde · h2 vit bonde · a1 vit torn · d1 vit drottning · f1 vit torn · g1 vit kung | a8 svart torn · b8 svart springare · c8 svart löpare · d8 svart drottning · f8 svart torn · g8 svart kung · b7 svart bonde · e7 svart löpare · f7 svart bonde · g7 svart bonde · h7 svart bonde · a6 svart bonde · d6 svart bonde · f6 svart springare · e5 svart bonde · c4 vit löpare · e4 vit bonde · c3 vit springare · e3 vit löpare · f3 vit springare · a2 vit bonde · b2 vit bonde · c2 vit bonde · f2 vit bonde · g2 vit bonde · h2 vit bonde · a1 vit torn · d1 vit drottning · f1 vit torn · g1 vit kung | a8 svart torn · b8 svart springare · c8 svart löpare · d8 svart drottning · f8 svart torn · g8 svart kung · b7 svart bonde · e7 svart löpare · f7 svart bonde · g7 svart bonde · h7 svart bonde · a6 svart bonde · d6 svart bonde · f6 svart springare · e5 svart bonde · c4 vit löpare · e4 vit bonde · c3 vit springare · e3 vit löpare · f3 vit springare · a2 vit bonde · b2 vit bonde · c2 vit bonde · f2 vit bonde · g2 vit bonde · h2 vit bonde · a1 vit torn · d1 vit drottning · f1 vit torn · g1 vit kung | a8 svart torn · b8 svart springare · c8 svart löpare · d8 svart drottning · f8 svart torn · g8 svart kung · b7 svart bonde · e7 svart löpare · f7 svart bonde · g7 svart bonde · h7 svart bonde · a6 svart bonde · d6 svart bonde · f6 svart springare · e5 svart bonde · c4 vit löpare · e4 vit bonde · c3 vit springare · e3 vit löpare · f3 vit springare · a2 vit bonde · b2 vit bonde · c2 vit bonde · f2 vit bonde · g2 vit bonde · h2 vit bonde · a1 vit torn · d1 vit drottning · f1 vit torn · g1 vit kung | a8 svart torn · b8 svart springare · c8 svart löpare · d8 svart drottning · f8 svart torn · g8 svart kung · b7 svart bonde · e7 svart löpare · f7 svart bonde · g7 svart bonde · h7 svart bonde · a6 svart bonde · d6 svart bonde · f6 svart springare · e5 svart bonde · c4 vit löpare · e4 vit bonde · c3 vit springare · e3 vit löpare · f3 vit springare · a2 vit bonde · b2 vit bonde · c2 vit bonde · f2 vit bonde · g2 vit bonde · h2 vit bonde · a1 vit torn · d1 vit drottning · f1 vit torn · g1 vit kung | a8 svart torn · b8 svart springare · c8 svart löpare · d8 svart drottning · f8 svart torn · g8 svart kung · b7 svart bonde · e7 svart löpare · f7 svart bonde · g7 svart bonde · h7 svart bonde · a6 svart bonde · d6 svart bonde · f6 svart springare · e5 svart bonde · c4 vit löpare · e4 vit bonde · c3 vit springare · e3 vit löpare · f3 vit springare · a2 vit bonde · b2 vit bonde · c2 vit bonde · f2 vit bonde · g2 vit bonde · h2 vit bonde · a1 vit torn · d1 vit drottning · f1 vit torn · g1 vit kung | a8 svart torn · b8 svart springare · c8 svart löpare · d8 svart drottning · f8 svart torn · g8 svart kung · b7 svart bonde · e7 svart löpare · f7 svart bonde · g7 svart bonde · h7 svart bonde · a6 svart bonde · d6 svart bonde · f6 svart springare · e5 svart bonde · c4 vit löpare · e4 vit bonde · c3 vit springare · e3 vit löpare · f3 vit springare · a2 vit bonde · b2 vit bonde · c2 vit bonde · f2 vit bonde · g2 vit bonde · h2 vit bonde · a1 vit torn · d1 vit drottning · f1 vit torn · g1 vit kung | a8 svart torn · b8 svart springare · c8 svart löpare · d8 svart drottning · f8 svart torn · g8 svart kung · b7 svart bonde · e7 svart löpare · f7 svart bonde · g7 svart bonde · h7 svart bonde · a6 svart bonde · d6 svart bonde · f6 svart springare · e5 svart bonde · c4 vit löpare · e4 vit bonde · c3 vit springare · e3 vit löpare · f3 vit springare · a2 vit bonde · b2 vit bonde · c2 vit bonde · f2 vit bonde · g2 vit bonde · h2 vit bonde · a1 vit torn · d1 vit drottning · f1 vit torn · g1 vit kung | 2 |
| 1 | a8 svart torn · b8 svart springare · c8 svart löpare · d8 svart drottning · f8 svart torn · g8 svart kung · b7 svart bonde · e7 svart löpare · f7 svart bonde · g7 svart bonde · h7 svart bonde · a6 svart bonde · d6 svart bonde · f6 svart springare · e5 svart bonde · c4 vit löpare · e4 vit bonde · c3 vit springare · e3 vit löpare · f3 vit springare · a2 vit bonde · b2 vit bonde · c2 vit bonde · f2 vit bonde · g2 vit bonde · h2 vit bonde · a1 vit torn · d1 vit drottning · f1 vit torn · g1 vit kung | a8 svart torn · b8 svart springare · c8 svart löpare · d8 svart drottning · f8 svart torn · g8 svart kung · b7 svart bonde · e7 svart löpare · f7 svart bonde · g7 svart bonde · h7 svart bonde · a6 svart bonde · d6 svart bonde · f6 svart springare · e5 svart bonde · c4 vit löpare · e4 vit bonde · c3 vit springare · e3 vit löpare · f3 vit springare · a2 vit bonde · b2 vit bonde · c2 vit bonde · f2 vit bonde · g2 vit bonde · h2 vit bonde · a1 vit torn · d1 vit drottning · f1 vit torn · g1 vit kung | a8 svart torn · b8 svart springare · c8 svart löpare · d8 svart drottning · f8 svart torn · g8 svart kung · b7 svart bonde · e7 svart löpare · f7 svart bonde · g7 svart bonde · h7 svart bonde · a6 svart bonde · d6 svart bonde · f6 svart springare · e5 svart bonde · c4 vit löpare · e4 vit bonde · c3 vit springare · e3 vit löpare · f3 vit springare · a2 vit bonde · b2 vit bonde · c2 vit bonde · f2 vit bonde · g2 vit bonde · h2 vit bonde · a1 vit torn · d1 vit drottning · f1 vit torn · g1 vit kung | a8 svart torn · b8 svart springare · c8 svart löpare · d8 svart drottning · f8 svart torn · g8 svart kung · b7 svart bonde · e7 svart löpare · f7 svart bonde · g7 svart bonde · h7 svart bonde · a6 svart bonde · d6 svart bonde · f6 svart springare · e5 svart bonde · c4 vit löpare · e4 vit bonde · c3 vit springare · e3 vit löpare · f3 vit springare · a2 vit bonde · b2 vit bonde · c2 vit bonde · f2 vit bonde · g2 vit bonde · h2 vit bonde · a1 vit torn · d1 vit drottning · f1 vit torn · g1 vit kung | a8 svart torn · b8 svart springare · c8 svart löpare · d8 svart drottning · f8 svart torn · g8 svart kung · b7 svart bonde · e7 svart löpare · f7 svart bonde · g7 svart bonde · h7 svart bonde · a6 svart bonde · d6 svart bonde · f6 svart springare · e5 svart bonde · c4 vit löpare · e4 vit bonde · c3 vit springare · e3 vit löpare · f3 vit springare · a2 vit bonde · b2 vit bonde · c2 vit bonde · f2 vit bonde · g2 vit bonde · h2 vit bonde · a1 vit torn · d1 vit drottning · f1 vit torn · g1 vit kung | a8 svart torn · b8 svart springare · c8 svart löpare · d8 svart drottning · f8 svart torn · g8 svart kung · b7 svart bonde · e7 svart löpare · f7 svart bonde · g7 svart bonde · h7 svart bonde · a6 svart bonde · d6 svart bonde · f6 svart springare · e5 svart bonde · c4 vit löpare · e4 vit bonde · c3 vit springare · e3 vit löpare · f3 vit springare · a2 vit bonde · b2 vit bonde · c2 vit bonde · f2 vit bonde · g2 vit bonde · h2 vit bonde · a1 vit torn · d1 vit drottning · f1 vit torn · g1 vit kung | a8 svart torn · b8 svart springare · c8 svart löpare · d8 svart drottning · f8 svart torn · g8 svart kung · b7 svart bonde · e7 svart löpare · f7 svart bonde · g7 svart bonde · h7 svart bonde · a6 svart bonde · d6 svart bonde · f6 svart springare · e5 svart bonde · c4 vit löpare · e4 vit bonde · c3 vit springare · e3 vit löpare · f3 vit springare · a2 vit bonde · b2 vit bonde · c2 vit bonde · f2 vit bonde · g2 vit bonde · h2 vit bonde · a1 vit torn · d1 vit drottning · f1 vit torn · g1 vit kung | a8 svart torn · b8 svart springare · c8 svart löpare · d8 svart drottning · f8 svart torn · g8 svart kung · b7 svart bonde · e7 svart löpare · f7 svart bonde · g7 svart bonde · h7 svart bonde · a6 svart bonde · d6 svart bonde · f6 svart springare · e5 svart bonde · c4 vit löpare · e4 vit bonde · c3 vit springare · e3 vit löpare · f3 vit springare · a2 vit bonde · b2 vit bonde · c2 vit bonde · f2 vit bonde · g2 vit bonde · h2 vit bonde · a1 vit torn · d1 vit drottning · f1 vit torn · g1 vit kung | 1 |
|   | a | b | c | d | e | f | g | h |   |

En del dubbelbönder kan understödja centrumbönderna och det finns en tumregel som säger att man ska slå in mot centrum när man har ett val. 
Dubbelbönder som bevakar viktiga centrumfält tar spelare ibland på sig frivilligt, till exempel i diagramställningen från sicilianskt parti.
Svarts vanliga drag är här ...Le6. Om vit slår på e6 får svart bra kontroll över fältet d5. Därför brukar vit inte byta av utan i stället backa med Lb3 och alltså själv riskera en dubbelbonde. Men inte heller svart byter normalt av, utan angriper i stället löparen med Sb8-c6-a5.

### Hål
|   | a | b | c | d | e | f | g | h |   |
| 8 | a7 svart bonde · b7 svart bonde · f7 svart bonde · g7 svart bonde · h7 svart bonde · d6 svart bonde · e5 svart bonde · e4 vit bonde · a2 vit bonde · b2 vit bonde · c2 vit bonde · f2 vit bonde · g2 vit bonde · h2 vit bonde | a7 svart bonde · b7 svart bonde · f7 svart bonde · g7 svart bonde · h7 svart bonde · d6 svart bonde · e5 svart bonde · e4 vit bonde · a2 vit bonde · b2 vit bonde · c2 vit bonde · f2 vit bonde · g2 vit bonde · h2 vit bonde | a7 svart bonde · b7 svart bonde · f7 svart bonde · g7 svart bonde · h7 svart bonde · d6 svart bonde · e5 svart bonde · e4 vit bonde · a2 vit bonde · b2 vit bonde · c2 vit bonde · f2 vit bonde · g2 vit bonde · h2 vit bonde | a7 svart bonde · b7 svart bonde · f7 svart bonde · g7 svart bonde · h7 svart bonde · d6 svart bonde · e5 svart bonde · e4 vit bonde · a2 vit bonde · b2 vit bonde · c2 vit bonde · f2 vit bonde · g2 vit bonde · h2 vit bonde | a7 svart bonde · b7 svart bonde · f7 svart bonde · g7 svart bonde · h7 svart bonde · d6 svart bonde · e5 svart bonde · e4 vit bonde · a2 vit bonde · b2 vit bonde · c2 vit bonde · f2 vit bonde · g2 vit bonde · h2 vit bonde | a7 svart bonde · b7 svart bonde · f7 svart bonde · g7 svart bonde · h7 svart bonde · d6 svart bonde · e5 svart bonde · e4 vit bonde · a2 vit bonde · b2 vit bonde · c2 vit bonde · f2 vit bonde · g2 vit bonde · h2 vit bonde | a7 svart bonde · b7 svart bonde · f7 svart bonde · g7 svart bonde · h7 svart bonde · d6 svart bonde · e5 svart bonde · e4 vit bonde · a2 vit bonde · b2 vit bonde · c2 vit bonde · f2 vit bonde · g2 vit bonde · h2 vit bonde | a7 svart bonde · b7 svart bonde · f7 svart bonde · g7 svart bonde · h7 svart bonde · d6 svart bonde · e5 svart bonde · e4 vit bonde · a2 vit bonde · b2 vit bonde · c2 vit bonde · f2 vit bonde · g2 vit bonde · h2 vit bonde | 8 |
| 7 | a7 svart bonde · b7 svart bonde · f7 svart bonde · g7 svart bonde · h7 svart bonde · d6 svart bonde · e5 svart bonde · e4 vit bonde · a2 vit bonde · b2 vit bonde · c2 vit bonde · f2 vit bonde · g2 vit bonde · h2 vit bonde | a7 svart bonde · b7 svart bonde · f7 svart bonde · g7 svart bonde · h7 svart bonde · d6 svart bonde · e5 svart bonde · e4 vit bonde · a2 vit bonde · b2 vit bonde · c2 vit bonde · f2 vit bonde · g2 vit bonde · h2 vit bonde | a7 svart bonde · b7 svart bonde · f7 svart bonde · g7 svart bonde · h7 svart bonde · d6 svart bonde · e5 svart bonde · e4 vit bonde · a2 vit bonde · b2 vit bonde · c2 vit bonde · f2 vit bonde · g2 vit bonde · h2 vit bonde | a7 svart bonde · b7 svart bonde · f7 svart bonde · g7 svart bonde · h7 svart bonde · d6 svart bonde · e5 svart bonde · e4 vit bonde · a2 vit bonde · b2 vit bonde · c2 vit bonde · f2 vit bonde · g2 vit bonde · h2 vit bonde | a7 svart bonde · b7 svart bonde · f7 svart bonde · g7 svart bonde · h7 svart bonde · d6 svart bonde · e5 svart bonde · e4 vit bonde · a2 vit bonde · b2 vit bonde · c2 vit bonde · f2 vit bonde · g2 vit bonde · h2 vit bonde | a7 svart bonde · b7 svart bonde · f7 svart bonde · g7 svart bonde · h7 svart bonde · d6 svart bonde · e5 svart bonde · e4 vit bonde · a2 vit bonde · b2 vit bonde · c2 vit bonde · f2 vit bonde · g2 vit bonde · h2 vit bonde | a7 svart bonde · b7 svart bonde · f7 svart bonde · g7 svart bonde · h7 svart bonde · d6 svart bonde · e5 svart bonde · e4 vit bonde · a2 vit bonde · b2 vit bonde · c2 vit bonde · f2 vit bonde · g2 vit bonde · h2 vit bonde | a7 svart bonde · b7 svart bonde · f7 svart bonde · g7 svart bonde · h7 svart bonde · d6 svart bonde · e5 svart bonde · e4 vit bonde · a2 vit bonde · b2 vit bonde · c2 vit bonde · f2 vit bonde · g2 vit bonde · h2 vit bonde | 7 |
| 6 | a7 svart bonde · b7 svart bonde · f7 svart bonde · g7 svart bonde · h7 svart bonde · d6 svart bonde · e5 svart bonde · e4 vit bonde · a2 vit bonde · b2 vit bonde · c2 vit bonde · f2 vit bonde · g2 vit bonde · h2 vit bonde | a7 svart bonde · b7 svart bonde · f7 svart bonde · g7 svart bonde · h7 svart bonde · d6 svart bonde · e5 svart bonde · e4 vit bonde · a2 vit bonde · b2 vit bonde · c2 vit bonde · f2 vit bonde · g2 vit bonde · h2 vit bonde | a7 svart bonde · b7 svart bonde · f7 svart bonde · g7 svart bonde · h7 svart bonde · d6 svart bonde · e5 svart bonde · e4 vit bonde · a2 vit bonde · b2 vit bonde · c2 vit bonde · f2 vit bonde · g2 vit bonde · h2 vit bonde | a7 svart bonde · b7 svart bonde · f7 svart bonde · g7 svart bonde · h7 svart bonde · d6 svart bonde · e5 svart bonde · e4 vit bonde · a2 vit bonde · b2 vit bonde · c2 vit bonde · f2 vit bonde · g2 vit bonde · h2 vit bonde | a7 svart bonde · b7 svart bonde · f7 svart bonde · g7 svart bonde · h7 svart bonde · d6 svart bonde · e5 svart bonde · e4 vit bonde · a2 vit bonde · b2 vit bonde · c2 vit bonde · f2 vit bonde · g2 vit bonde · h2 vit bonde | a7 svart bonde · b7 svart bonde · f7 svart bonde · g7 svart bonde · h7 svart bonde · d6 svart bonde · e5 svart bonde · e4 vit bonde · a2 vit bonde · b2 vit bonde · c2 vit bonde · f2 vit bonde · g2 vit bonde · h2 vit bonde | a7 svart bonde · b7 svart bonde · f7 svart bonde · g7 svart bonde · h7 svart bonde · d6 svart bonde · e5 svart bonde · e4 vit bonde · a2 vit bonde · b2 vit bonde · c2 vit bonde · f2 vit bonde · g2 vit bonde · h2 vit bonde | a7 svart bonde · b7 svart bonde · f7 svart bonde · g7 svart bonde · h7 svart bonde · d6 svart bonde · e5 svart bonde · e4 vit bonde · a2 vit bonde · b2 vit bonde · c2 vit bonde · f2 vit bonde · g2 vit bonde · h2 vit bonde | 6 |
| 5 | a7 svart bonde · b7 svart bonde · f7 svart bonde · g7 svart bonde · h7 svart bonde · d6 svart bonde · e5 svart bonde · e4 vit bonde · a2 vit bonde · b2 vit bonde · c2 vit bonde · f2 vit bonde · g2 vit bonde · h2 vit bonde | a7 svart bonde · b7 svart bonde · f7 svart bonde · g7 svart bonde · h7 svart bonde · d6 svart bonde · e5 svart bonde · e4 vit bonde · a2 vit bonde · b2 vit bonde · c2 vit bonde · f2 vit bonde · g2 vit bonde · h2 vit bonde | a7 svart bonde · b7 svart bonde · f7 svart bonde · g7 svart bonde · h7 svart bonde · d6 svart bonde · e5 svart bonde · e4 vit bonde · a2 vit bonde · b2 vit bonde · c2 vit bonde · f2 vit bonde · g2 vit bonde · h2 vit bonde | a7 svart bonde · b7 svart bonde · f7 svart bonde · g7 svart bonde · h7 svart bonde · d6 svart bonde · e5 svart bonde · e4 vit bonde · a2 vit bonde · b2 vit bonde · c2 vit bonde · f2 vit bonde · g2 vit bonde · h2 vit bonde | a7 svart bonde · b7 svart bonde · f7 svart bonde · g7 svart bonde · h7 svart bonde · d6 svart bonde · e5 svart bonde · e4 vit bonde · a2 vit bonde · b2 vit bonde · c2 vit bonde · f2 vit bonde · g2 vit bonde · h2 vit bonde | a7 svart bonde · b7 svart bonde · f7 svart bonde · g7 svart bonde · h7 svart bonde · d6 svart bonde · e5 svart bonde · e4 vit bonde · a2 vit bonde · b2 vit bonde · c2 vit bonde · f2 vit bonde · g2 vit bonde · h2 vit bonde | a7 svart bonde · b7 svart bonde · f7 svart bonde · g7 svart bonde · h7 svart bonde · d6 svart bonde · e5 svart bonde · e4 vit bonde · a2 vit bonde · b2 vit bonde · c2 vit bonde · f2 vit bonde · g2 vit bonde · h2 vit bonde | a7 svart bonde · b7 svart bonde · f7 svart bonde · g7 svart bonde · h7 svart bonde · d6 svart bonde · e5 svart bonde · e4 vit bonde · a2 vit bonde · b2 vit bonde · c2 vit bonde · f2 vit bonde · g2 vit bonde · h2 vit bonde | 5 |
| 4 | a7 svart bonde · b7 svart bonde · f7 svart bonde · g7 svart bonde · h7 svart bonde · d6 svart bonde · e5 svart bonde · e4 vit bonde · a2 vit bonde · b2 vit bonde · c2 vit bonde · f2 vit bonde · g2 vit bonde · h2 vit bonde | a7 svart bonde · b7 svart bonde · f7 svart bonde · g7 svart bonde · h7 svart bonde · d6 svart bonde · e5 svart bonde · e4 vit bonde · a2 vit bonde · b2 vit bonde · c2 vit bonde · f2 vit bonde · g2 vit bonde · h2 vit bonde | a7 svart bonde · b7 svart bonde · f7 svart bonde · g7 svart bonde · h7 svart bonde · d6 svart bonde · e5 svart bonde · e4 vit bonde · a2 vit bonde · b2 vit bonde · c2 vit bonde · f2 vit bonde · g2 vit bonde · h2 vit bonde | a7 svart bonde · b7 svart bonde · f7 svart bonde · g7 svart bonde · h7 svart bonde · d6 svart bonde · e5 svart bonde · e4 vit bonde · a2 vit bonde · b2 vit bonde · c2 vit bonde · f2 vit bonde · g2 vit bonde · h2 vit bonde | a7 svart bonde · b7 svart bonde · f7 svart bonde · g7 svart bonde · h7 svart bonde · d6 svart bonde · e5 svart bonde · e4 vit bonde · a2 vit bonde · b2 vit bonde · c2 vit bonde · f2 vit bonde · g2 vit bonde · h2 vit bonde | a7 svart bonde · b7 svart bonde · f7 svart bonde · g7 svart bonde · h7 svart bonde · d6 svart bonde · e5 svart bonde · e4 vit bonde · a2 vit bonde · b2 vit bonde · c2 vit bonde · f2 vit bonde · g2 vit bonde · h2 vit bonde | a7 svart bonde · b7 svart bonde · f7 svart bonde · g7 svart bonde · h7 svart bonde · d6 svart bonde · e5 svart bonde · e4 vit bonde · a2 vit bonde · b2 vit bonde · c2 vit bonde · f2 vit bonde · g2 vit bonde · h2 vit bonde | a7 svart bonde · b7 svart bonde · f7 svart bonde · g7 svart bonde · h7 svart bonde · d6 svart bonde · e5 svart bonde · e4 vit bonde · a2 vit bonde · b2 vit bonde · c2 vit bonde · f2 vit bonde · g2 vit bonde · h2 vit bonde | 4 |
| 3 | a7 svart bonde · b7 svart bonde · f7 svart bonde · g7 svart bonde · h7 svart bonde · d6 svart bonde · e5 svart bonde · e4 vit bonde · a2 vit bonde · b2 vit bonde · c2 vit bonde · f2 vit bonde · g2 vit bonde · h2 vit bonde | a7 svart bonde · b7 svart bonde · f7 svart bonde · g7 svart bonde · h7 svart bonde · d6 svart bonde · e5 svart bonde · e4 vit bonde · a2 vit bonde · b2 vit bonde · c2 vit bonde · f2 vit bonde · g2 vit bonde · h2 vit bonde | a7 svart bonde · b7 svart bonde · f7 svart bonde · g7 svart bonde · h7 svart bonde · d6 svart bonde · e5 svart bonde · e4 vit bonde · a2 vit bonde · b2 vit bonde · c2 vit bonde · f2 vit bonde · g2 vit bonde · h2 vit bonde | a7 svart bonde · b7 svart bonde · f7 svart bonde · g7 svart bonde · h7 svart bonde · d6 svart bonde · e5 svart bonde · e4 vit bonde · a2 vit bonde · b2 vit bonde · c2 vit bonde · f2 vit bonde · g2 vit bonde · h2 vit bonde | a7 svart bonde · b7 svart bonde · f7 svart bonde · g7 svart bonde · h7 svart bonde · d6 svart bonde · e5 svart bonde · e4 vit bonde · a2 vit bonde · b2 vit bonde · c2 vit bonde · f2 vit bonde · g2 vit bonde · h2 vit bonde | a7 svart bonde · b7 svart bonde · f7 svart bonde · g7 svart bonde · h7 svart bonde · d6 svart bonde · e5 svart bonde · e4 vit bonde · a2 vit bonde · b2 vit bonde · c2 vit bonde · f2 vit bonde · g2 vit bonde · h2 vit bonde | a7 svart bonde · b7 svart bonde · f7 svart bonde · g7 svart bonde · h7 svart bonde · d6 svart bonde · e5 svart bonde · e4 vit bonde · a2 vit bonde · b2 vit bonde · c2 vit bonde · f2 vit bonde · g2 vit bonde · h2 vit bonde | a7 svart bonde · b7 svart bonde · f7 svart bonde · g7 svart bonde · h7 svart bonde · d6 svart bonde · e5 svart bonde · e4 vit bonde · a2 vit bonde · b2 vit bonde · c2 vit bonde · f2 vit bonde · g2 vit bonde · h2 vit bonde | 3 |
| 2 | a7 svart bonde · b7 svart bonde · f7 svart bonde · g7 svart bonde · h7 svart bonde · d6 svart bonde · e5 svart bonde · e4 vit bonde · a2 vit bonde · b2 vit bonde · c2 vit bonde · f2 vit bonde · g2 vit bonde · h2 vit bonde | a7 svart bonde · b7 svart bonde · f7 svart bonde · g7 svart bonde · h7 svart bonde · d6 svart bonde · e5 svart bonde · e4 vit bonde · a2 vit bonde · b2 vit bonde · c2 vit bonde · f2 vit bonde · g2 vit bonde · h2 vit bonde | a7 svart bonde · b7 svart bonde · f7 svart bonde · g7 svart bonde · h7 svart bonde · d6 svart bonde · e5 svart bonde · e4 vit bonde · a2 vit bonde · b2 vit bonde · c2 vit bonde · f2 vit bonde · g2 vit bonde · h2 vit bonde | a7 svart bonde · b7 svart bonde · f7 svart bonde · g7 svart bonde · h7 svart bonde · d6 svart bonde · e5 svart bonde · e4 vit bonde · a2 vit bonde · b2 vit bonde · c2 vit bonde · f2 vit bonde · g2 vit bonde · h2 vit bonde | a7 svart bonde · b7 svart bonde · f7 svart bonde · g7 svart bonde · h7 svart bonde · d6 svart bonde · e5 svart bonde · e4 vit bonde · a2 vit bonde · b2 vit bonde · c2 vit bonde · f2 vit bonde · g2 vit bonde · h2 vit bonde | a7 svart bonde · b7 svart bonde · f7 svart bonde · g7 svart bonde · h7 svart bonde · d6 svart bonde · e5 svart bonde · e4 vit bonde · a2 vit bonde · b2 vit bonde · c2 vit bonde · f2 vit bonde · g2 vit bonde · h2 vit bonde | a7 svart bonde · b7 svart bonde · f7 svart bonde · g7 svart bonde · h7 svart bonde · d6 svart bonde · e5 svart bonde · e4 vit bonde · a2 vit bonde · b2 vit bonde · c2 vit bonde · f2 vit bonde · g2 vit bonde · h2 vit bonde | a7 svart bonde · b7 svart bonde · f7 svart bonde · g7 svart bonde · h7 svart bonde · d6 svart bonde · e5 svart bonde · e4 vit bonde · a2 vit bonde · b2 vit bonde · c2 vit bonde · f2 vit bonde · g2 vit bonde · h2 vit bonde | 2 |
| 1 | a7 svart bonde · b7 svart bonde · f7 svart bonde · g7 svart bonde · h7 svart bonde · d6 svart bonde · e5 svart bonde · e4 vit bonde · a2 vit bonde · b2 vit bonde · c2 vit bonde · f2 vit bonde · g2 vit bonde · h2 vit bonde | a7 svart bonde · b7 svart bonde · f7 svart bonde · g7 svart bonde · h7 svart bonde · d6 svart bonde · e5 svart bonde · e4 vit bonde · a2 vit bonde · b2 vit bonde · c2 vit bonde · f2 vit bonde · g2 vit bonde · h2 vit bonde | a7 svart bonde · b7 svart bonde · f7 svart bonde · g7 svart bonde · h7 svart bonde · d6 svart bonde · e5 svart bonde · e4 vit bonde · a2 vit bonde · b2 vit bonde · c2 vit bonde · f2 vit bonde · g2 vit bonde · h2 vit bonde | a7 svart bonde · b7 svart bonde · f7 svart bonde · g7 svart bonde · h7 svart bonde · d6 svart bonde · e5 svart bonde · e4 vit bonde · a2 vit bonde · b2 vit bonde · c2 vit bonde · f2 vit bonde · g2 vit bonde · h2 vit bonde | a7 svart bonde · b7 svart bonde · f7 svart bonde · g7 svart bonde · h7 svart bonde · d6 svart bonde · e5 svart bonde · e4 vit bonde · a2 vit bonde · b2 vit bonde · c2 vit bonde · f2 vit bonde · g2 vit bonde · h2 vit bonde | a7 svart bonde · b7 svart bonde · f7 svart bonde · g7 svart bonde · h7 svart bonde · d6 svart bonde · e5 svart bonde · e4 vit bonde · a2 vit bonde · b2 vit bonde · c2 vit bonde · f2 vit bonde · g2 vit bonde · h2 vit bonde | a7 svart bonde · b7 svart bonde · f7 svart bonde · g7 svart bonde · h7 svart bonde · d6 svart bonde · e5 svart bonde · e4 vit bonde · a2 vit bonde · b2 vit bonde · c2 vit bonde · f2 vit bonde · g2 vit bonde · h2 vit bonde | a7 svart bonde · b7 svart bonde · f7 svart bonde · g7 svart bonde · h7 svart bonde · d6 svart bonde · e5 svart bonde · e4 vit bonde · a2 vit bonde · b2 vit bonde · c2 vit bonde · f2 vit bonde · g2 vit bonde · h2 vit bonde | 1 |
|   | a | b | c | d | e | f | g | h |   |

Med hål i bondeställningen menas fält som inte kan försvaras av en bonde. I diagrammet har svart ett hål på d5.
Hålet på d5 är en svaghet och dessutom har svart en efterbliven bonde på den halvöppna d-linjen. Ändå tar svart frivilligt på sig den här typen av bondeställning i flera sicilianska varianter, bland annat Najdorf- och Svesjnikovvarianterna. 
Vit försöker normalt placera en springare på d5 som där är starkare än svarts svartfältslöpare. Vit kan också försöka erövra d6-bonden eller genomföra f2-f4.
Svart kan spela på damflygeln; längs c-linjen och med a7-a6 och b7-b5. Fältet c4 är intressant för en springare. Vitfältslöparen kan gå antingen till e6 eller till b7. Svart kan också spela f7-f5 för att minska vits grepp om d5. Om det går att genomföra d6-d5 står svart bra.
|   | a | b | c | d | e | f | g | h |   |
| 8 | a7 svart bonde · b7 svart bonde · g7 svart bonde · h7 svart bonde · c6 svart bonde · e6 svart bonde · d5 svart bonde · f5 svart bonde · c4 vit bonde · d4 vit bonde · g3 vit bonde · a2 vit bonde · b2 vit bonde · e2 vit bonde · f2 vit bonde · h2 vit bonde | a7 svart bonde · b7 svart bonde · g7 svart bonde · h7 svart bonde · c6 svart bonde · e6 svart bonde · d5 svart bonde · f5 svart bonde · c4 vit bonde · d4 vit bonde · g3 vit bonde · a2 vit bonde · b2 vit bonde · e2 vit bonde · f2 vit bonde · h2 vit bonde | a7 svart bonde · b7 svart bonde · g7 svart bonde · h7 svart bonde · c6 svart bonde · e6 svart bonde · d5 svart bonde · f5 svart bonde · c4 vit bonde · d4 vit bonde · g3 vit bonde · a2 vit bonde · b2 vit bonde · e2 vit bonde · f2 vit bonde · h2 vit bonde | a7 svart bonde · b7 svart bonde · g7 svart bonde · h7 svart bonde · c6 svart bonde · e6 svart bonde · d5 svart bonde · f5 svart bonde · c4 vit bonde · d4 vit bonde · g3 vit bonde · a2 vit bonde · b2 vit bonde · e2 vit bonde · f2 vit bonde · h2 vit bonde | a7 svart bonde · b7 svart bonde · g7 svart bonde · h7 svart bonde · c6 svart bonde · e6 svart bonde · d5 svart bonde · f5 svart bonde · c4 vit bonde · d4 vit bonde · g3 vit bonde · a2 vit bonde · b2 vit bonde · e2 vit bonde · f2 vit bonde · h2 vit bonde | a7 svart bonde · b7 svart bonde · g7 svart bonde · h7 svart bonde · c6 svart bonde · e6 svart bonde · d5 svart bonde · f5 svart bonde · c4 vit bonde · d4 vit bonde · g3 vit bonde · a2 vit bonde · b2 vit bonde · e2 vit bonde · f2 vit bonde · h2 vit bonde | a7 svart bonde · b7 svart bonde · g7 svart bonde · h7 svart bonde · c6 svart bonde · e6 svart bonde · d5 svart bonde · f5 svart bonde · c4 vit bonde · d4 vit bonde · g3 vit bonde · a2 vit bonde · b2 vit bonde · e2 vit bonde · f2 vit bonde · h2 vit bonde | a7 svart bonde · b7 svart bonde · g7 svart bonde · h7 svart bonde · c6 svart bonde · e6 svart bonde · d5 svart bonde · f5 svart bonde · c4 vit bonde · d4 vit bonde · g3 vit bonde · a2 vit bonde · b2 vit bonde · e2 vit bonde · f2 vit bonde · h2 vit bonde | 8 |
| 7 | a7 svart bonde · b7 svart bonde · g7 svart bonde · h7 svart bonde · c6 svart bonde · e6 svart bonde · d5 svart bonde · f5 svart bonde · c4 vit bonde · d4 vit bonde · g3 vit bonde · a2 vit bonde · b2 vit bonde · e2 vit bonde · f2 vit bonde · h2 vit bonde | a7 svart bonde · b7 svart bonde · g7 svart bonde · h7 svart bonde · c6 svart bonde · e6 svart bonde · d5 svart bonde · f5 svart bonde · c4 vit bonde · d4 vit bonde · g3 vit bonde · a2 vit bonde · b2 vit bonde · e2 vit bonde · f2 vit bonde · h2 vit bonde | a7 svart bonde · b7 svart bonde · g7 svart bonde · h7 svart bonde · c6 svart bonde · e6 svart bonde · d5 svart bonde · f5 svart bonde · c4 vit bonde · d4 vit bonde · g3 vit bonde · a2 vit bonde · b2 vit bonde · e2 vit bonde · f2 vit bonde · h2 vit bonde | a7 svart bonde · b7 svart bonde · g7 svart bonde · h7 svart bonde · c6 svart bonde · e6 svart bonde · d5 svart bonde · f5 svart bonde · c4 vit bonde · d4 vit bonde · g3 vit bonde · a2 vit bonde · b2 vit bonde · e2 vit bonde · f2 vit bonde · h2 vit bonde | a7 svart bonde · b7 svart bonde · g7 svart bonde · h7 svart bonde · c6 svart bonde · e6 svart bonde · d5 svart bonde · f5 svart bonde · c4 vit bonde · d4 vit bonde · g3 vit bonde · a2 vit bonde · b2 vit bonde · e2 vit bonde · f2 vit bonde · h2 vit bonde | a7 svart bonde · b7 svart bonde · g7 svart bonde · h7 svart bonde · c6 svart bonde · e6 svart bonde · d5 svart bonde · f5 svart bonde · c4 vit bonde · d4 vit bonde · g3 vit bonde · a2 vit bonde · b2 vit bonde · e2 vit bonde · f2 vit bonde · h2 vit bonde | a7 svart bonde · b7 svart bonde · g7 svart bonde · h7 svart bonde · c6 svart bonde · e6 svart bonde · d5 svart bonde · f5 svart bonde · c4 vit bonde · d4 vit bonde · g3 vit bonde · a2 vit bonde · b2 vit bonde · e2 vit bonde · f2 vit bonde · h2 vit bonde | a7 svart bonde · b7 svart bonde · g7 svart bonde · h7 svart bonde · c6 svart bonde · e6 svart bonde · d5 svart bonde · f5 svart bonde · c4 vit bonde · d4 vit bonde · g3 vit bonde · a2 vit bonde · b2 vit bonde · e2 vit bonde · f2 vit bonde · h2 vit bonde | 7 |
| 6 | a7 svart bonde · b7 svart bonde · g7 svart bonde · h7 svart bonde · c6 svart bonde · e6 svart bonde · d5 svart bonde · f5 svart bonde · c4 vit bonde · d4 vit bonde · g3 vit bonde · a2 vit bonde · b2 vit bonde · e2 vit bonde · f2 vit bonde · h2 vit bonde | a7 svart bonde · b7 svart bonde · g7 svart bonde · h7 svart bonde · c6 svart bonde · e6 svart bonde · d5 svart bonde · f5 svart bonde · c4 vit bonde · d4 vit bonde · g3 vit bonde · a2 vit bonde · b2 vit bonde · e2 vit bonde · f2 vit bonde · h2 vit bonde | a7 svart bonde · b7 svart bonde · g7 svart bonde · h7 svart bonde · c6 svart bonde · e6 svart bonde · d5 svart bonde · f5 svart bonde · c4 vit bonde · d4 vit bonde · g3 vit bonde · a2 vit bonde · b2 vit bonde · e2 vit bonde · f2 vit bonde · h2 vit bonde | a7 svart bonde · b7 svart bonde · g7 svart bonde · h7 svart bonde · c6 svart bonde · e6 svart bonde · d5 svart bonde · f5 svart bonde · c4 vit bonde · d4 vit bonde · g3 vit bonde · a2 vit bonde · b2 vit bonde · e2 vit bonde · f2 vit bonde · h2 vit bonde | a7 svart bonde · b7 svart bonde · g7 svart bonde · h7 svart bonde · c6 svart bonde · e6 svart bonde · d5 svart bonde · f5 svart bonde · c4 vit bonde · d4 vit bonde · g3 vit bonde · a2 vit bonde · b2 vit bonde · e2 vit bonde · f2 vit bonde · h2 vit bonde | a7 svart bonde · b7 svart bonde · g7 svart bonde · h7 svart bonde · c6 svart bonde · e6 svart bonde · d5 svart bonde · f5 svart bonde · c4 vit bonde · d4 vit bonde · g3 vit bonde · a2 vit bonde · b2 vit bonde · e2 vit bonde · f2 vit bonde · h2 vit bonde | a7 svart bonde · b7 svart bonde · g7 svart bonde · h7 svart bonde · c6 svart bonde · e6 svart bonde · d5 svart bonde · f5 svart bonde · c4 vit bonde · d4 vit bonde · g3 vit bonde · a2 vit bonde · b2 vit bonde · e2 vit bonde · f2 vit bonde · h2 vit bonde | a7 svart bonde · b7 svart bonde · g7 svart bonde · h7 svart bonde · c6 svart bonde · e6 svart bonde · d5 svart bonde · f5 svart bonde · c4 vit bonde · d4 vit bonde · g3 vit bonde · a2 vit bonde · b2 vit bonde · e2 vit bonde · f2 vit bonde · h2 vit bonde | 6 |
| 5 | a7 svart bonde · b7 svart bonde · g7 svart bonde · h7 svart bonde · c6 svart bonde · e6 svart bonde · d5 svart bonde · f5 svart bonde · c4 vit bonde · d4 vit bonde · g3 vit bonde · a2 vit bonde · b2 vit bonde · e2 vit bonde · f2 vit bonde · h2 vit bonde | a7 svart bonde · b7 svart bonde · g7 svart bonde · h7 svart bonde · c6 svart bonde · e6 svart bonde · d5 svart bonde · f5 svart bonde · c4 vit bonde · d4 vit bonde · g3 vit bonde · a2 vit bonde · b2 vit bonde · e2 vit bonde · f2 vit bonde · h2 vit bonde | a7 svart bonde · b7 svart bonde · g7 svart bonde · h7 svart bonde · c6 svart bonde · e6 svart bonde · d5 svart bonde · f5 svart bonde · c4 vit bonde · d4 vit bonde · g3 vit bonde · a2 vit bonde · b2 vit bonde · e2 vit bonde · f2 vit bonde · h2 vit bonde | a7 svart bonde · b7 svart bonde · g7 svart bonde · h7 svart bonde · c6 svart bonde · e6 svart bonde · d5 svart bonde · f5 svart bonde · c4 vit bonde · d4 vit bonde · g3 vit bonde · a2 vit bonde · b2 vit bonde · e2 vit bonde · f2 vit bonde · h2 vit bonde | a7 svart bonde · b7 svart bonde · g7 svart bonde · h7 svart bonde · c6 svart bonde · e6 svart bonde · d5 svart bonde · f5 svart bonde · c4 vit bonde · d4 vit bonde · g3 vit bonde · a2 vit bonde · b2 vit bonde · e2 vit bonde · f2 vit bonde · h2 vit bonde | a7 svart bonde · b7 svart bonde · g7 svart bonde · h7 svart bonde · c6 svart bonde · e6 svart bonde · d5 svart bonde · f5 svart bonde · c4 vit bonde · d4 vit bonde · g3 vit bonde · a2 vit bonde · b2 vit bonde · e2 vit bonde · f2 vit bonde · h2 vit bonde | a7 svart bonde · b7 svart bonde · g7 svart bonde · h7 svart bonde · c6 svart bonde · e6 svart bonde · d5 svart bonde · f5 svart bonde · c4 vit bonde · d4 vit bonde · g3 vit bonde · a2 vit bonde · b2 vit bonde · e2 vit bonde · f2 vit bonde · h2 vit bonde | a7 svart bonde · b7 svart bonde · g7 svart bonde · h7 svart bonde · c6 svart bonde · e6 svart bonde · d5 svart bonde · f5 svart bonde · c4 vit bonde · d4 vit bonde · g3 vit bonde · a2 vit bonde · b2 vit bonde · e2 vit bonde · f2 vit bonde · h2 vit bonde | 5 |
| 4 | a7 svart bonde · b7 svart bonde · g7 svart bonde · h7 svart bonde · c6 svart bonde · e6 svart bonde · d5 svart bonde · f5 svart bonde · c4 vit bonde · d4 vit bonde · g3 vit bonde · a2 vit bonde · b2 vit bonde · e2 vit bonde · f2 vit bonde · h2 vit bonde | a7 svart bonde · b7 svart bonde · g7 svart bonde · h7 svart bonde · c6 svart bonde · e6 svart bonde · d5 svart bonde · f5 svart bonde · c4 vit bonde · d4 vit bonde · g3 vit bonde · a2 vit bonde · b2 vit bonde · e2 vit bonde · f2 vit bonde · h2 vit bonde | a7 svart bonde · b7 svart bonde · g7 svart bonde · h7 svart bonde · c6 svart bonde · e6 svart bonde · d5 svart bonde · f5 svart bonde · c4 vit bonde · d4 vit bonde · g3 vit bonde · a2 vit bonde · b2 vit bonde · e2 vit bonde · f2 vit bonde · h2 vit bonde | a7 svart bonde · b7 svart bonde · g7 svart bonde · h7 svart bonde · c6 svart bonde · e6 svart bonde · d5 svart bonde · f5 svart bonde · c4 vit bonde · d4 vit bonde · g3 vit bonde · a2 vit bonde · b2 vit bonde · e2 vit bonde · f2 vit bonde · h2 vit bonde | a7 svart bonde · b7 svart bonde · g7 svart bonde · h7 svart bonde · c6 svart bonde · e6 svart bonde · d5 svart bonde · f5 svart bonde · c4 vit bonde · d4 vit bonde · g3 vit bonde · a2 vit bonde · b2 vit bonde · e2 vit bonde · f2 vit bonde · h2 vit bonde | a7 svart bonde · b7 svart bonde · g7 svart bonde · h7 svart bonde · c6 svart bonde · e6 svart bonde · d5 svart bonde · f5 svart bonde · c4 vit bonde · d4 vit bonde · g3 vit bonde · a2 vit bonde · b2 vit bonde · e2 vit bonde · f2 vit bonde · h2 vit bonde | a7 svart bonde · b7 svart bonde · g7 svart bonde · h7 svart bonde · c6 svart bonde · e6 svart bonde · d5 svart bonde · f5 svart bonde · c4 vit bonde · d4 vit bonde · g3 vit bonde · a2 vit bonde · b2 vit bonde · e2 vit bonde · f2 vit bonde · h2 vit bonde | a7 svart bonde · b7 svart bonde · g7 svart bonde · h7 svart bonde · c6 svart bonde · e6 svart bonde · d5 svart bonde · f5 svart bonde · c4 vit bonde · d4 vit bonde · g3 vit bonde · a2 vit bonde · b2 vit bonde · e2 vit bonde · f2 vit bonde · h2 vit bonde | 4 |
| 3 | a7 svart bonde · b7 svart bonde · g7 svart bonde · h7 svart bonde · c6 svart bonde · e6 svart bonde · d5 svart bonde · f5 svart bonde · c4 vit bonde · d4 vit bonde · g3 vit bonde · a2 vit bonde · b2 vit bonde · e2 vit bonde · f2 vit bonde · h2 vit bonde | a7 svart bonde · b7 svart bonde · g7 svart bonde · h7 svart bonde · c6 svart bonde · e6 svart bonde · d5 svart bonde · f5 svart bonde · c4 vit bonde · d4 vit bonde · g3 vit bonde · a2 vit bonde · b2 vit bonde · e2 vit bonde · f2 vit bonde · h2 vit bonde | a7 svart bonde · b7 svart bonde · g7 svart bonde · h7 svart bonde · c6 svart bonde · e6 svart bonde · d5 svart bonde · f5 svart bonde · c4 vit bonde · d4 vit bonde · g3 vit bonde · a2 vit bonde · b2 vit bonde · e2 vit bonde · f2 vit bonde · h2 vit bonde | a7 svart bonde · b7 svart bonde · g7 svart bonde · h7 svart bonde · c6 svart bonde · e6 svart bonde · d5 svart bonde · f5 svart bonde · c4 vit bonde · d4 vit bonde · g3 vit bonde · a2 vit bonde · b2 vit bonde · e2 vit bonde · f2 vit bonde · h2 vit bonde | a7 svart bonde · b7 svart bonde · g7 svart bonde · h7 svart bonde · c6 svart bonde · e6 svart bonde · d5 svart bonde · f5 svart bonde · c4 vit bonde · d4 vit bonde · g3 vit bonde · a2 vit bonde · b2 vit bonde · e2 vit bonde · f2 vit bonde · h2 vit bonde | a7 svart bonde · b7 svart bonde · g7 svart bonde · h7 svart bonde · c6 svart bonde · e6 svart bonde · d5 svart bonde · f5 svart bonde · c4 vit bonde · d4 vit bonde · g3 vit bonde · a2 vit bonde · b2 vit bonde · e2 vit bonde · f2 vit bonde · h2 vit bonde | a7 svart bonde · b7 svart bonde · g7 svart bonde · h7 svart bonde · c6 svart bonde · e6 svart bonde · d5 svart bonde · f5 svart bonde · c4 vit bonde · d4 vit bonde · g3 vit bonde · a2 vit bonde · b2 vit bonde · e2 vit bonde · f2 vit bonde · h2 vit bonde | a7 svart bonde · b7 svart bonde · g7 svart bonde · h7 svart bonde · c6 svart bonde · e6 svart bonde · d5 svart bonde · f5 svart bonde · c4 vit bonde · d4 vit bonde · g3 vit bonde · a2 vit bonde · b2 vit bonde · e2 vit bonde · f2 vit bonde · h2 vit bonde | 3 |
| 2 | a7 svart bonde · b7 svart bonde · g7 svart bonde · h7 svart bonde · c6 svart bonde · e6 svart bonde · d5 svart bonde · f5 svart bonde · c4 vit bonde · d4 vit bonde · g3 vit bonde · a2 vit bonde · b2 vit bonde · e2 vit bonde · f2 vit bonde · h2 vit bonde | a7 svart bonde · b7 svart bonde · g7 svart bonde · h7 svart bonde · c6 svart bonde · e6 svart bonde · d5 svart bonde · f5 svart bonde · c4 vit bonde · d4 vit bonde · g3 vit bonde · a2 vit bonde · b2 vit bonde · e2 vit bonde · f2 vit bonde · h2 vit bonde | a7 svart bonde · b7 svart bonde · g7 svart bonde · h7 svart bonde · c6 svart bonde · e6 svart bonde · d5 svart bonde · f5 svart bonde · c4 vit bonde · d4 vit bonde · g3 vit bonde · a2 vit bonde · b2 vit bonde · e2 vit bonde · f2 vit bonde · h2 vit bonde | a7 svart bonde · b7 svart bonde · g7 svart bonde · h7 svart bonde · c6 svart bonde · e6 svart bonde · d5 svart bonde · f5 svart bonde · c4 vit bonde · d4 vit bonde · g3 vit bonde · a2 vit bonde · b2 vit bonde · e2 vit bonde · f2 vit bonde · h2 vit bonde | a7 svart bonde · b7 svart bonde · g7 svart bonde · h7 svart bonde · c6 svart bonde · e6 svart bonde · d5 svart bonde · f5 svart bonde · c4 vit bonde · d4 vit bonde · g3 vit bonde · a2 vit bonde · b2 vit bonde · e2 vit bonde · f2 vit bonde · h2 vit bonde | a7 svart bonde · b7 svart bonde · g7 svart bonde · h7 svart bonde · c6 svart bonde · e6 svart bonde · d5 svart bonde · f5 svart bonde · c4 vit bonde · d4 vit bonde · g3 vit bonde · a2 vit bonde · b2 vit bonde · e2 vit bonde · f2 vit bonde · h2 vit bonde | a7 svart bonde · b7 svart bonde · g7 svart bonde · h7 svart bonde · c6 svart bonde · e6 svart bonde · d5 svart bonde · f5 svart bonde · c4 vit bonde · d4 vit bonde · g3 vit bonde · a2 vit bonde · b2 vit bonde · e2 vit bonde · f2 vit bonde · h2 vit bonde | a7 svart bonde · b7 svart bonde · g7 svart bonde · h7 svart bonde · c6 svart bonde · e6 svart bonde · d5 svart bonde · f5 svart bonde · c4 vit bonde · d4 vit bonde · g3 vit bonde · a2 vit bonde · b2 vit bonde · e2 vit bonde · f2 vit bonde · h2 vit bonde | 2 |
| 1 | a7 svart bonde · b7 svart bonde · g7 svart bonde · h7 svart bonde · c6 svart bonde · e6 svart bonde · d5 svart bonde · f5 svart bonde · c4 vit bonde · d4 vit bonde · g3 vit bonde · a2 vit bonde · b2 vit bonde · e2 vit bonde · f2 vit bonde · h2 vit bonde | a7 svart bonde · b7 svart bonde · g7 svart bonde · h7 svart bonde · c6 svart bonde · e6 svart bonde · d5 svart bonde · f5 svart bonde · c4 vit bonde · d4 vit bonde · g3 vit bonde · a2 vit bonde · b2 vit bonde · e2 vit bonde · f2 vit bonde · h2 vit bonde | a7 svart bonde · b7 svart bonde · g7 svart bonde · h7 svart bonde · c6 svart bonde · e6 svart bonde · d5 svart bonde · f5 svart bonde · c4 vit bonde · d4 vit bonde · g3 vit bonde · a2 vit bonde · b2 vit bonde · e2 vit bonde · f2 vit bonde · h2 vit bonde | a7 svart bonde · b7 svart bonde · g7 svart bonde · h7 svart bonde · c6 svart bonde · e6 svart bonde · d5 svart bonde · f5 svart bonde · c4 vit bonde · d4 vit bonde · g3 vit bonde · a2 vit bonde · b2 vit bonde · e2 vit bonde · f2 vit bonde · h2 vit bonde | a7 svart bonde · b7 svart bonde · g7 svart bonde · h7 svart bonde · c6 svart bonde · e6 svart bonde · d5 svart bonde · f5 svart bonde · c4 vit bonde · d4 vit bonde · g3 vit bonde · a2 vit bonde · b2 vit bonde · e2 vit bonde · f2 vit bonde · h2 vit bonde | a7 svart bonde · b7 svart bonde · g7 svart bonde · h7 svart bonde · c6 svart bonde · e6 svart bonde · d5 svart bonde · f5 svart bonde · c4 vit bonde · d4 vit bonde · g3 vit bonde · a2 vit bonde · b2 vit bonde · e2 vit bonde · f2 vit bonde · h2 vit bonde | a7 svart bonde · b7 svart bonde · g7 svart bonde · h7 svart bonde · c6 svart bonde · e6 svart bonde · d5 svart bonde · f5 svart bonde · c4 vit bonde · d4 vit bonde · g3 vit bonde · a2 vit bonde · b2 vit bonde · e2 vit bonde · f2 vit bonde · h2 vit bonde | a7 svart bonde · b7 svart bonde · g7 svart bonde · h7 svart bonde · c6 svart bonde · e6 svart bonde · d5 svart bonde · f5 svart bonde · c4 vit bonde · d4 vit bonde · g3 vit bonde · a2 vit bonde · b2 vit bonde · e2 vit bonde · f2 vit bonde · h2 vit bonde | 1 |
|   | a | b | c | d | e | f | g | h |   |

Ett annat exempel är stonewallvarianten i holländskt parti
där svart får ett hål på e5.
Det här hålet är definitivt en svaghet och vit brukar placera en springare på e5. Svart kan i sin tur sätta en springare på e4 men vit har alltid möjligheten att driva bort den med f3. Svart har också problem med en eländig vitfältslöpare på c8 som måste hitta en väg ut.
Svart har kompensation i form av ett stabilt centrum och möjlighet att spela på kungsflygeln. Om vit lyckas rasera svarts centrum kommer vit att stå bra.

## Vanliga bondestrukturer i centrum
Bondestrukturen i centrum påverkar bland annat vilken plan som är lämplig, på vilken flygel man kan angripa och hur kungen ska placeras. 
Olika författare gör olika klassificeringar av bondestrukturer. Exempelvis beskriver Andrew Soltis 17 olika strukturer och Mauricio Flores Rios 28 olika strukturer. Många av dessa strukturer uppkommer ur specifika öppningar. Nedan beskrivs några mer generella bondestrukturer som kan uppkomma ur flera olika öppningar.

### Laddat centrum
|   | a | b | c | d | e | f | g | h |   |
| 8 | a7 svart bonde · b7 svart bonde · f7 svart bonde · g7 svart bonde · h7 svart bonde · e6 svart bonde · c5 svart bonde · d5 svart bonde · d4 vit bonde · e4 vit bonde · a2 vit bonde · b2 vit bonde · c2 vit bonde · f2 vit bonde · g2 vit bonde · h2 vit bonde | a7 svart bonde · b7 svart bonde · f7 svart bonde · g7 svart bonde · h7 svart bonde · e6 svart bonde · c5 svart bonde · d5 svart bonde · d4 vit bonde · e4 vit bonde · a2 vit bonde · b2 vit bonde · c2 vit bonde · f2 vit bonde · g2 vit bonde · h2 vit bonde | a7 svart bonde · b7 svart bonde · f7 svart bonde · g7 svart bonde · h7 svart bonde · e6 svart bonde · c5 svart bonde · d5 svart bonde · d4 vit bonde · e4 vit bonde · a2 vit bonde · b2 vit bonde · c2 vit bonde · f2 vit bonde · g2 vit bonde · h2 vit bonde | a7 svart bonde · b7 svart bonde · f7 svart bonde · g7 svart bonde · h7 svart bonde · e6 svart bonde · c5 svart bonde · d5 svart bonde · d4 vit bonde · e4 vit bonde · a2 vit bonde · b2 vit bonde · c2 vit bonde · f2 vit bonde · g2 vit bonde · h2 vit bonde | a7 svart bonde · b7 svart bonde · f7 svart bonde · g7 svart bonde · h7 svart bonde · e6 svart bonde · c5 svart bonde · d5 svart bonde · d4 vit bonde · e4 vit bonde · a2 vit bonde · b2 vit bonde · c2 vit bonde · f2 vit bonde · g2 vit bonde · h2 vit bonde | a7 svart bonde · b7 svart bonde · f7 svart bonde · g7 svart bonde · h7 svart bonde · e6 svart bonde · c5 svart bonde · d5 svart bonde · d4 vit bonde · e4 vit bonde · a2 vit bonde · b2 vit bonde · c2 vit bonde · f2 vit bonde · g2 vit bonde · h2 vit bonde | a7 svart bonde · b7 svart bonde · f7 svart bonde · g7 svart bonde · h7 svart bonde · e6 svart bonde · c5 svart bonde · d5 svart bonde · d4 vit bonde · e4 vit bonde · a2 vit bonde · b2 vit bonde · c2 vit bonde · f2 vit bonde · g2 vit bonde · h2 vit bonde | a7 svart bonde · b7 svart bonde · f7 svart bonde · g7 svart bonde · h7 svart bonde · e6 svart bonde · c5 svart bonde · d5 svart bonde · d4 vit bonde · e4 vit bonde · a2 vit bonde · b2 vit bonde · c2 vit bonde · f2 vit bonde · g2 vit bonde · h2 vit bonde | 8 |
| 7 | a7 svart bonde · b7 svart bonde · f7 svart bonde · g7 svart bonde · h7 svart bonde · e6 svart bonde · c5 svart bonde · d5 svart bonde · d4 vit bonde · e4 vit bonde · a2 vit bonde · b2 vit bonde · c2 vit bonde · f2 vit bonde · g2 vit bonde · h2 vit bonde | a7 svart bonde · b7 svart bonde · f7 svart bonde · g7 svart bonde · h7 svart bonde · e6 svart bonde · c5 svart bonde · d5 svart bonde · d4 vit bonde · e4 vit bonde · a2 vit bonde · b2 vit bonde · c2 vit bonde · f2 vit bonde · g2 vit bonde · h2 vit bonde | a7 svart bonde · b7 svart bonde · f7 svart bonde · g7 svart bonde · h7 svart bonde · e6 svart bonde · c5 svart bonde · d5 svart bonde · d4 vit bonde · e4 vit bonde · a2 vit bonde · b2 vit bonde · c2 vit bonde · f2 vit bonde · g2 vit bonde · h2 vit bonde | a7 svart bonde · b7 svart bonde · f7 svart bonde · g7 svart bonde · h7 svart bonde · e6 svart bonde · c5 svart bonde · d5 svart bonde · d4 vit bonde · e4 vit bonde · a2 vit bonde · b2 vit bonde · c2 vit bonde · f2 vit bonde · g2 vit bonde · h2 vit bonde | a7 svart bonde · b7 svart bonde · f7 svart bonde · g7 svart bonde · h7 svart bonde · e6 svart bonde · c5 svart bonde · d5 svart bonde · d4 vit bonde · e4 vit bonde · a2 vit bonde · b2 vit bonde · c2 vit bonde · f2 vit bonde · g2 vit bonde · h2 vit bonde | a7 svart bonde · b7 svart bonde · f7 svart bonde · g7 svart bonde · h7 svart bonde · e6 svart bonde · c5 svart bonde · d5 svart bonde · d4 vit bonde · e4 vit bonde · a2 vit bonde · b2 vit bonde · c2 vit bonde · f2 vit bonde · g2 vit bonde · h2 vit bonde | a7 svart bonde · b7 svart bonde · f7 svart bonde · g7 svart bonde · h7 svart bonde · e6 svart bonde · c5 svart bonde · d5 svart bonde · d4 vit bonde · e4 vit bonde · a2 vit bonde · b2 vit bonde · c2 vit bonde · f2 vit bonde · g2 vit bonde · h2 vit bonde | a7 svart bonde · b7 svart bonde · f7 svart bonde · g7 svart bonde · h7 svart bonde · e6 svart bonde · c5 svart bonde · d5 svart bonde · d4 vit bonde · e4 vit bonde · a2 vit bonde · b2 vit bonde · c2 vit bonde · f2 vit bonde · g2 vit bonde · h2 vit bonde | 7 |
| 6 | a7 svart bonde · b7 svart bonde · f7 svart bonde · g7 svart bonde · h7 svart bonde · e6 svart bonde · c5 svart bonde · d5 svart bonde · d4 vit bonde · e4 vit bonde · a2 vit bonde · b2 vit bonde · c2 vit bonde · f2 vit bonde · g2 vit bonde · h2 vit bonde | a7 svart bonde · b7 svart bonde · f7 svart bonde · g7 svart bonde · h7 svart bonde · e6 svart bonde · c5 svart bonde · d5 svart bonde · d4 vit bonde · e4 vit bonde · a2 vit bonde · b2 vit bonde · c2 vit bonde · f2 vit bonde · g2 vit bonde · h2 vit bonde | a7 svart bonde · b7 svart bonde · f7 svart bonde · g7 svart bonde · h7 svart bonde · e6 svart bonde · c5 svart bonde · d5 svart bonde · d4 vit bonde · e4 vit bonde · a2 vit bonde · b2 vit bonde · c2 vit bonde · f2 vit bonde · g2 vit bonde · h2 vit bonde | a7 svart bonde · b7 svart bonde · f7 svart bonde · g7 svart bonde · h7 svart bonde · e6 svart bonde · c5 svart bonde · d5 svart bonde · d4 vit bonde · e4 vit bonde · a2 vit bonde · b2 vit bonde · c2 vit bonde · f2 vit bonde · g2 vit bonde · h2 vit bonde | a7 svart bonde · b7 svart bonde · f7 svart bonde · g7 svart bonde · h7 svart bonde · e6 svart bonde · c5 svart bonde · d5 svart bonde · d4 vit bonde · e4 vit bonde · a2 vit bonde · b2 vit bonde · c2 vit bonde · f2 vit bonde · g2 vit bonde · h2 vit bonde | a7 svart bonde · b7 svart bonde · f7 svart bonde · g7 svart bonde · h7 svart bonde · e6 svart bonde · c5 svart bonde · d5 svart bonde · d4 vit bonde · e4 vit bonde · a2 vit bonde · b2 vit bonde · c2 vit bonde · f2 vit bonde · g2 vit bonde · h2 vit bonde | a7 svart bonde · b7 svart bonde · f7 svart bonde · g7 svart bonde · h7 svart bonde · e6 svart bonde · c5 svart bonde · d5 svart bonde · d4 vit bonde · e4 vit bonde · a2 vit bonde · b2 vit bonde · c2 vit bonde · f2 vit bonde · g2 vit bonde · h2 vit bonde | a7 svart bonde · b7 svart bonde · f7 svart bonde · g7 svart bonde · h7 svart bonde · e6 svart bonde · c5 svart bonde · d5 svart bonde · d4 vit bonde · e4 vit bonde · a2 vit bonde · b2 vit bonde · c2 vit bonde · f2 vit bonde · g2 vit bonde · h2 vit bonde | 6 |
| 5 | a7 svart bonde · b7 svart bonde · f7 svart bonde · g7 svart bonde · h7 svart bonde · e6 svart bonde · c5 svart bonde · d5 svart bonde · d4 vit bonde · e4 vit bonde · a2 vit bonde · b2 vit bonde · c2 vit bonde · f2 vit bonde · g2 vit bonde · h2 vit bonde | a7 svart bonde · b7 svart bonde · f7 svart bonde · g7 svart bonde · h7 svart bonde · e6 svart bonde · c5 svart bonde · d5 svart bonde · d4 vit bonde · e4 vit bonde · a2 vit bonde · b2 vit bonde · c2 vit bonde · f2 vit bonde · g2 vit bonde · h2 vit bonde | a7 svart bonde · b7 svart bonde · f7 svart bonde · g7 svart bonde · h7 svart bonde · e6 svart bonde · c5 svart bonde · d5 svart bonde · d4 vit bonde · e4 vit bonde · a2 vit bonde · b2 vit bonde · c2 vit bonde · f2 vit bonde · g2 vit bonde · h2 vit bonde | a7 svart bonde · b7 svart bonde · f7 svart bonde · g7 svart bonde · h7 svart bonde · e6 svart bonde · c5 svart bonde · d5 svart bonde · d4 vit bonde · e4 vit bonde · a2 vit bonde · b2 vit bonde · c2 vit bonde · f2 vit bonde · g2 vit bonde · h2 vit bonde | a7 svart bonde · b7 svart bonde · f7 svart bonde · g7 svart bonde · h7 svart bonde · e6 svart bonde · c5 svart bonde · d5 svart bonde · d4 vit bonde · e4 vit bonde · a2 vit bonde · b2 vit bonde · c2 vit bonde · f2 vit bonde · g2 vit bonde · h2 vit bonde | a7 svart bonde · b7 svart bonde · f7 svart bonde · g7 svart bonde · h7 svart bonde · e6 svart bonde · c5 svart bonde · d5 svart bonde · d4 vit bonde · e4 vit bonde · a2 vit bonde · b2 vit bonde · c2 vit bonde · f2 vit bonde · g2 vit bonde · h2 vit bonde | a7 svart bonde · b7 svart bonde · f7 svart bonde · g7 svart bonde · h7 svart bonde · e6 svart bonde · c5 svart bonde · d5 svart bonde · d4 vit bonde · e4 vit bonde · a2 vit bonde · b2 vit bonde · c2 vit bonde · f2 vit bonde · g2 vit bonde · h2 vit bonde | a7 svart bonde · b7 svart bonde · f7 svart bonde · g7 svart bonde · h7 svart bonde · e6 svart bonde · c5 svart bonde · d5 svart bonde · d4 vit bonde · e4 vit bonde · a2 vit bonde · b2 vit bonde · c2 vit bonde · f2 vit bonde · g2 vit bonde · h2 vit bonde | 5 |
| 4 | a7 svart bonde · b7 svart bonde · f7 svart bonde · g7 svart bonde · h7 svart bonde · e6 svart bonde · c5 svart bonde · d5 svart bonde · d4 vit bonde · e4 vit bonde · a2 vit bonde · b2 vit bonde · c2 vit bonde · f2 vit bonde · g2 vit bonde · h2 vit bonde | a7 svart bonde · b7 svart bonde · f7 svart bonde · g7 svart bonde · h7 svart bonde · e6 svart bonde · c5 svart bonde · d5 svart bonde · d4 vit bonde · e4 vit bonde · a2 vit bonde · b2 vit bonde · c2 vit bonde · f2 vit bonde · g2 vit bonde · h2 vit bonde | a7 svart bonde · b7 svart bonde · f7 svart bonde · g7 svart bonde · h7 svart bonde · e6 svart bonde · c5 svart bonde · d5 svart bonde · d4 vit bonde · e4 vit bonde · a2 vit bonde · b2 vit bonde · c2 vit bonde · f2 vit bonde · g2 vit bonde · h2 vit bonde | a7 svart bonde · b7 svart bonde · f7 svart bonde · g7 svart bonde · h7 svart bonde · e6 svart bonde · c5 svart bonde · d5 svart bonde · d4 vit bonde · e4 vit bonde · a2 vit bonde · b2 vit bonde · c2 vit bonde · f2 vit bonde · g2 vit bonde · h2 vit bonde | a7 svart bonde · b7 svart bonde · f7 svart bonde · g7 svart bonde · h7 svart bonde · e6 svart bonde · c5 svart bonde · d5 svart bonde · d4 vit bonde · e4 vit bonde · a2 vit bonde · b2 vit bonde · c2 vit bonde · f2 vit bonde · g2 vit bonde · h2 vit bonde | a7 svart bonde · b7 svart bonde · f7 svart bonde · g7 svart bonde · h7 svart bonde · e6 svart bonde · c5 svart bonde · d5 svart bonde · d4 vit bonde · e4 vit bonde · a2 vit bonde · b2 vit bonde · c2 vit bonde · f2 vit bonde · g2 vit bonde · h2 vit bonde | a7 svart bonde · b7 svart bonde · f7 svart bonde · g7 svart bonde · h7 svart bonde · e6 svart bonde · c5 svart bonde · d5 svart bonde · d4 vit bonde · e4 vit bonde · a2 vit bonde · b2 vit bonde · c2 vit bonde · f2 vit bonde · g2 vit bonde · h2 vit bonde | a7 svart bonde · b7 svart bonde · f7 svart bonde · g7 svart bonde · h7 svart bonde · e6 svart bonde · c5 svart bonde · d5 svart bonde · d4 vit bonde · e4 vit bonde · a2 vit bonde · b2 vit bonde · c2 vit bonde · f2 vit bonde · g2 vit bonde · h2 vit bonde | 4 |
| 3 | a7 svart bonde · b7 svart bonde · f7 svart bonde · g7 svart bonde · h7 svart bonde · e6 svart bonde · c5 svart bonde · d5 svart bonde · d4 vit bonde · e4 vit bonde · a2 vit bonde · b2 vit bonde · c2 vit bonde · f2 vit bonde · g2 vit bonde · h2 vit bonde | a7 svart bonde · b7 svart bonde · f7 svart bonde · g7 svart bonde · h7 svart bonde · e6 svart bonde · c5 svart bonde · d5 svart bonde · d4 vit bonde · e4 vit bonde · a2 vit bonde · b2 vit bonde · c2 vit bonde · f2 vit bonde · g2 vit bonde · h2 vit bonde | a7 svart bonde · b7 svart bonde · f7 svart bonde · g7 svart bonde · h7 svart bonde · e6 svart bonde · c5 svart bonde · d5 svart bonde · d4 vit bonde · e4 vit bonde · a2 vit bonde · b2 vit bonde · c2 vit bonde · f2 vit bonde · g2 vit bonde · h2 vit bonde | a7 svart bonde · b7 svart bonde · f7 svart bonde · g7 svart bonde · h7 svart bonde · e6 svart bonde · c5 svart bonde · d5 svart bonde · d4 vit bonde · e4 vit bonde · a2 vit bonde · b2 vit bonde · c2 vit bonde · f2 vit bonde · g2 vit bonde · h2 vit bonde | a7 svart bonde · b7 svart bonde · f7 svart bonde · g7 svart bonde · h7 svart bonde · e6 svart bonde · c5 svart bonde · d5 svart bonde · d4 vit bonde · e4 vit bonde · a2 vit bonde · b2 vit bonde · c2 vit bonde · f2 vit bonde · g2 vit bonde · h2 vit bonde | a7 svart bonde · b7 svart bonde · f7 svart bonde · g7 svart bonde · h7 svart bonde · e6 svart bonde · c5 svart bonde · d5 svart bonde · d4 vit bonde · e4 vit bonde · a2 vit bonde · b2 vit bonde · c2 vit bonde · f2 vit bonde · g2 vit bonde · h2 vit bonde | a7 svart bonde · b7 svart bonde · f7 svart bonde · g7 svart bonde · h7 svart bonde · e6 svart bonde · c5 svart bonde · d5 svart bonde · d4 vit bonde · e4 vit bonde · a2 vit bonde · b2 vit bonde · c2 vit bonde · f2 vit bonde · g2 vit bonde · h2 vit bonde | a7 svart bonde · b7 svart bonde · f7 svart bonde · g7 svart bonde · h7 svart bonde · e6 svart bonde · c5 svart bonde · d5 svart bonde · d4 vit bonde · e4 vit bonde · a2 vit bonde · b2 vit bonde · c2 vit bonde · f2 vit bonde · g2 vit bonde · h2 vit bonde | 3 |
| 2 | a7 svart bonde · b7 svart bonde · f7 svart bonde · g7 svart bonde · h7 svart bonde · e6 svart bonde · c5 svart bonde · d5 svart bonde · d4 vit bonde · e4 vit bonde · a2 vit bonde · b2 vit bonde · c2 vit bonde · f2 vit bonde · g2 vit bonde · h2 vit bonde | a7 svart bonde · b7 svart bonde · f7 svart bonde · g7 svart bonde · h7 svart bonde · e6 svart bonde · c5 svart bonde · d5 svart bonde · d4 vit bonde · e4 vit bonde · a2 vit bonde · b2 vit bonde · c2 vit bonde · f2 vit bonde · g2 vit bonde · h2 vit bonde | a7 svart bonde · b7 svart bonde · f7 svart bonde · g7 svart bonde · h7 svart bonde · e6 svart bonde · c5 svart bonde · d5 svart bonde · d4 vit bonde · e4 vit bonde · a2 vit bonde · b2 vit bonde · c2 vit bonde · f2 vit bonde · g2 vit bonde · h2 vit bonde | a7 svart bonde · b7 svart bonde · f7 svart bonde · g7 svart bonde · h7 svart bonde · e6 svart bonde · c5 svart bonde · d5 svart bonde · d4 vit bonde · e4 vit bonde · a2 vit bonde · b2 vit bonde · c2 vit bonde · f2 vit bonde · g2 vit bonde · h2 vit bonde | a7 svart bonde · b7 svart bonde · f7 svart bonde · g7 svart bonde · h7 svart bonde · e6 svart bonde · c5 svart bonde · d5 svart bonde · d4 vit bonde · e4 vit bonde · a2 vit bonde · b2 vit bonde · c2 vit bonde · f2 vit bonde · g2 vit bonde · h2 vit bonde | a7 svart bonde · b7 svart bonde · f7 svart bonde · g7 svart bonde · h7 svart bonde · e6 svart bonde · c5 svart bonde · d5 svart bonde · d4 vit bonde · e4 vit bonde · a2 vit bonde · b2 vit bonde · c2 vit bonde · f2 vit bonde · g2 vit bonde · h2 vit bonde | a7 svart bonde · b7 svart bonde · f7 svart bonde · g7 svart bonde · h7 svart bonde · e6 svart bonde · c5 svart bonde · d5 svart bonde · d4 vit bonde · e4 vit bonde · a2 vit bonde · b2 vit bonde · c2 vit bonde · f2 vit bonde · g2 vit bonde · h2 vit bonde | a7 svart bonde · b7 svart bonde · f7 svart bonde · g7 svart bonde · h7 svart bonde · e6 svart bonde · c5 svart bonde · d5 svart bonde · d4 vit bonde · e4 vit bonde · a2 vit bonde · b2 vit bonde · c2 vit bonde · f2 vit bonde · g2 vit bonde · h2 vit bonde | 2 |
| 1 | a7 svart bonde · b7 svart bonde · f7 svart bonde · g7 svart bonde · h7 svart bonde · e6 svart bonde · c5 svart bonde · d5 svart bonde · d4 vit bonde · e4 vit bonde · a2 vit bonde · b2 vit bonde · c2 vit bonde · f2 vit bonde · g2 vit bonde · h2 vit bonde | a7 svart bonde · b7 svart bonde · f7 svart bonde · g7 svart bonde · h7 svart bonde · e6 svart bonde · c5 svart bonde · d5 svart bonde · d4 vit bonde · e4 vit bonde · a2 vit bonde · b2 vit bonde · c2 vit bonde · f2 vit bonde · g2 vit bonde · h2 vit bonde | a7 svart bonde · b7 svart bonde · f7 svart bonde · g7 svart bonde · h7 svart bonde · e6 svart bonde · c5 svart bonde · d5 svart bonde · d4 vit bonde · e4 vit bonde · a2 vit bonde · b2 vit bonde · c2 vit bonde · f2 vit bonde · g2 vit bonde · h2 vit bonde | a7 svart bonde · b7 svart bonde · f7 svart bonde · g7 svart bonde · h7 svart bonde · e6 svart bonde · c5 svart bonde · d5 svart bonde · d4 vit bonde · e4 vit bonde · a2 vit bonde · b2 vit bonde · c2 vit bonde · f2 vit bonde · g2 vit bonde · h2 vit bonde | a7 svart bonde · b7 svart bonde · f7 svart bonde · g7 svart bonde · h7 svart bonde · e6 svart bonde · c5 svart bonde · d5 svart bonde · d4 vit bonde · e4 vit bonde · a2 vit bonde · b2 vit bonde · c2 vit bonde · f2 vit bonde · g2 vit bonde · h2 vit bonde | a7 svart bonde · b7 svart bonde · f7 svart bonde · g7 svart bonde · h7 svart bonde · e6 svart bonde · c5 svart bonde · d5 svart bonde · d4 vit bonde · e4 vit bonde · a2 vit bonde · b2 vit bonde · c2 vit bonde · f2 vit bonde · g2 vit bonde · h2 vit bonde | a7 svart bonde · b7 svart bonde · f7 svart bonde · g7 svart bonde · h7 svart bonde · e6 svart bonde · c5 svart bonde · d5 svart bonde · d4 vit bonde · e4 vit bonde · a2 vit bonde · b2 vit bonde · c2 vit bonde · f2 vit bonde · g2 vit bonde · h2 vit bonde | a7 svart bonde · b7 svart bonde · f7 svart bonde · g7 svart bonde · h7 svart bonde · e6 svart bonde · c5 svart bonde · d5 svart bonde · d4 vit bonde · e4 vit bonde · a2 vit bonde · b2 vit bonde · c2 vit bonde · f2 vit bonde · g2 vit bonde · h2 vit bonde | 1 |
|   | a | b | c | d | e | f | g | h |   |

Ställningar där bönderna hotar varandra kallas laddade. De är instabila och det är bara en tidsfråga innan de övergår i någon annan typ. Det gäller att avgöra när man ska bryta spänningen och hur man kan göra det på ett fördelaktigt sätt.
Diagrammet visar ett exempel på ett laddat centrum från franskt parti.
Vits vanligaste drag är här exd5 som öppnar centrum och e5 som ger en mer sluten struktur.

### Låst centrum
|   | a | b | c | d | e | f | g | h |   |
| 8 | a7 svart bonde · b7 svart bonde · c7 svart bonde · f7 svart bonde · g7 svart bonde · h7 svart bonde · e6 svart bonde · d5 svart bonde · e5 vit bonde · d4 vit bonde · c3 vit bonde · a2 vit bonde · b2 vit bonde · f2 vit bonde · g2 vit bonde · h2 vit bonde | a7 svart bonde · b7 svart bonde · c7 svart bonde · f7 svart bonde · g7 svart bonde · h7 svart bonde · e6 svart bonde · d5 svart bonde · e5 vit bonde · d4 vit bonde · c3 vit bonde · a2 vit bonde · b2 vit bonde · f2 vit bonde · g2 vit bonde · h2 vit bonde | a7 svart bonde · b7 svart bonde · c7 svart bonde · f7 svart bonde · g7 svart bonde · h7 svart bonde · e6 svart bonde · d5 svart bonde · e5 vit bonde · d4 vit bonde · c3 vit bonde · a2 vit bonde · b2 vit bonde · f2 vit bonde · g2 vit bonde · h2 vit bonde | a7 svart bonde · b7 svart bonde · c7 svart bonde · f7 svart bonde · g7 svart bonde · h7 svart bonde · e6 svart bonde · d5 svart bonde · e5 vit bonde · d4 vit bonde · c3 vit bonde · a2 vit bonde · b2 vit bonde · f2 vit bonde · g2 vit bonde · h2 vit bonde | a7 svart bonde · b7 svart bonde · c7 svart bonde · f7 svart bonde · g7 svart bonde · h7 svart bonde · e6 svart bonde · d5 svart bonde · e5 vit bonde · d4 vit bonde · c3 vit bonde · a2 vit bonde · b2 vit bonde · f2 vit bonde · g2 vit bonde · h2 vit bonde | a7 svart bonde · b7 svart bonde · c7 svart bonde · f7 svart bonde · g7 svart bonde · h7 svart bonde · e6 svart bonde · d5 svart bonde · e5 vit bonde · d4 vit bonde · c3 vit bonde · a2 vit bonde · b2 vit bonde · f2 vit bonde · g2 vit bonde · h2 vit bonde | a7 svart bonde · b7 svart bonde · c7 svart bonde · f7 svart bonde · g7 svart bonde · h7 svart bonde · e6 svart bonde · d5 svart bonde · e5 vit bonde · d4 vit bonde · c3 vit bonde · a2 vit bonde · b2 vit bonde · f2 vit bonde · g2 vit bonde · h2 vit bonde | a7 svart bonde · b7 svart bonde · c7 svart bonde · f7 svart bonde · g7 svart bonde · h7 svart bonde · e6 svart bonde · d5 svart bonde · e5 vit bonde · d4 vit bonde · c3 vit bonde · a2 vit bonde · b2 vit bonde · f2 vit bonde · g2 vit bonde · h2 vit bonde | 8 |
| 7 | a7 svart bonde · b7 svart bonde · c7 svart bonde · f7 svart bonde · g7 svart bonde · h7 svart bonde · e6 svart bonde · d5 svart bonde · e5 vit bonde · d4 vit bonde · c3 vit bonde · a2 vit bonde · b2 vit bonde · f2 vit bonde · g2 vit bonde · h2 vit bonde | a7 svart bonde · b7 svart bonde · c7 svart bonde · f7 svart bonde · g7 svart bonde · h7 svart bonde · e6 svart bonde · d5 svart bonde · e5 vit bonde · d4 vit bonde · c3 vit bonde · a2 vit bonde · b2 vit bonde · f2 vit bonde · g2 vit bonde · h2 vit bonde | a7 svart bonde · b7 svart bonde · c7 svart bonde · f7 svart bonde · g7 svart bonde · h7 svart bonde · e6 svart bonde · d5 svart bonde · e5 vit bonde · d4 vit bonde · c3 vit bonde · a2 vit bonde · b2 vit bonde · f2 vit bonde · g2 vit bonde · h2 vit bonde | a7 svart bonde · b7 svart bonde · c7 svart bonde · f7 svart bonde · g7 svart bonde · h7 svart bonde · e6 svart bonde · d5 svart bonde · e5 vit bonde · d4 vit bonde · c3 vit bonde · a2 vit bonde · b2 vit bonde · f2 vit bonde · g2 vit bonde · h2 vit bonde | a7 svart bonde · b7 svart bonde · c7 svart bonde · f7 svart bonde · g7 svart bonde · h7 svart bonde · e6 svart bonde · d5 svart bonde · e5 vit bonde · d4 vit bonde · c3 vit bonde · a2 vit bonde · b2 vit bonde · f2 vit bonde · g2 vit bonde · h2 vit bonde | a7 svart bonde · b7 svart bonde · c7 svart bonde · f7 svart bonde · g7 svart bonde · h7 svart bonde · e6 svart bonde · d5 svart bonde · e5 vit bonde · d4 vit bonde · c3 vit bonde · a2 vit bonde · b2 vit bonde · f2 vit bonde · g2 vit bonde · h2 vit bonde | a7 svart bonde · b7 svart bonde · c7 svart bonde · f7 svart bonde · g7 svart bonde · h7 svart bonde · e6 svart bonde · d5 svart bonde · e5 vit bonde · d4 vit bonde · c3 vit bonde · a2 vit bonde · b2 vit bonde · f2 vit bonde · g2 vit bonde · h2 vit bonde | a7 svart bonde · b7 svart bonde · c7 svart bonde · f7 svart bonde · g7 svart bonde · h7 svart bonde · e6 svart bonde · d5 svart bonde · e5 vit bonde · d4 vit bonde · c3 vit bonde · a2 vit bonde · b2 vit bonde · f2 vit bonde · g2 vit bonde · h2 vit bonde | 7 |
| 6 | a7 svart bonde · b7 svart bonde · c7 svart bonde · f7 svart bonde · g7 svart bonde · h7 svart bonde · e6 svart bonde · d5 svart bonde · e5 vit bonde · d4 vit bonde · c3 vit bonde · a2 vit bonde · b2 vit bonde · f2 vit bonde · g2 vit bonde · h2 vit bonde | a7 svart bonde · b7 svart bonde · c7 svart bonde · f7 svart bonde · g7 svart bonde · h7 svart bonde · e6 svart bonde · d5 svart bonde · e5 vit bonde · d4 vit bonde · c3 vit bonde · a2 vit bonde · b2 vit bonde · f2 vit bonde · g2 vit bonde · h2 vit bonde | a7 svart bonde · b7 svart bonde · c7 svart bonde · f7 svart bonde · g7 svart bonde · h7 svart bonde · e6 svart bonde · d5 svart bonde · e5 vit bonde · d4 vit bonde · c3 vit bonde · a2 vit bonde · b2 vit bonde · f2 vit bonde · g2 vit bonde · h2 vit bonde | a7 svart bonde · b7 svart bonde · c7 svart bonde · f7 svart bonde · g7 svart bonde · h7 svart bonde · e6 svart bonde · d5 svart bonde · e5 vit bonde · d4 vit bonde · c3 vit bonde · a2 vit bonde · b2 vit bonde · f2 vit bonde · g2 vit bonde · h2 vit bonde | a7 svart bonde · b7 svart bonde · c7 svart bonde · f7 svart bonde · g7 svart bonde · h7 svart bonde · e6 svart bonde · d5 svart bonde · e5 vit bonde · d4 vit bonde · c3 vit bonde · a2 vit bonde · b2 vit bonde · f2 vit bonde · g2 vit bonde · h2 vit bonde | a7 svart bonde · b7 svart bonde · c7 svart bonde · f7 svart bonde · g7 svart bonde · h7 svart bonde · e6 svart bonde · d5 svart bonde · e5 vit bonde · d4 vit bonde · c3 vit bonde · a2 vit bonde · b2 vit bonde · f2 vit bonde · g2 vit bonde · h2 vit bonde | a7 svart bonde · b7 svart bonde · c7 svart bonde · f7 svart bonde · g7 svart bonde · h7 svart bonde · e6 svart bonde · d5 svart bonde · e5 vit bonde · d4 vit bonde · c3 vit bonde · a2 vit bonde · b2 vit bonde · f2 vit bonde · g2 vit bonde · h2 vit bonde | a7 svart bonde · b7 svart bonde · c7 svart bonde · f7 svart bonde · g7 svart bonde · h7 svart bonde · e6 svart bonde · d5 svart bonde · e5 vit bonde · d4 vit bonde · c3 vit bonde · a2 vit bonde · b2 vit bonde · f2 vit bonde · g2 vit bonde · h2 vit bonde | 6 |
| 5 | a7 svart bonde · b7 svart bonde · c7 svart bonde · f7 svart bonde · g7 svart bonde · h7 svart bonde · e6 svart bonde · d5 svart bonde · e5 vit bonde · d4 vit bonde · c3 vit bonde · a2 vit bonde · b2 vit bonde · f2 vit bonde · g2 vit bonde · h2 vit bonde | a7 svart bonde · b7 svart bonde · c7 svart bonde · f7 svart bonde · g7 svart bonde · h7 svart bonde · e6 svart bonde · d5 svart bonde · e5 vit bonde · d4 vit bonde · c3 vit bonde · a2 vit bonde · b2 vit bonde · f2 vit bonde · g2 vit bonde · h2 vit bonde | a7 svart bonde · b7 svart bonde · c7 svart bonde · f7 svart bonde · g7 svart bonde · h7 svart bonde · e6 svart bonde · d5 svart bonde · e5 vit bonde · d4 vit bonde · c3 vit bonde · a2 vit bonde · b2 vit bonde · f2 vit bonde · g2 vit bonde · h2 vit bonde | a7 svart bonde · b7 svart bonde · c7 svart bonde · f7 svart bonde · g7 svart bonde · h7 svart bonde · e6 svart bonde · d5 svart bonde · e5 vit bonde · d4 vit bonde · c3 vit bonde · a2 vit bonde · b2 vit bonde · f2 vit bonde · g2 vit bonde · h2 vit bonde | a7 svart bonde · b7 svart bonde · c7 svart bonde · f7 svart bonde · g7 svart bonde · h7 svart bonde · e6 svart bonde · d5 svart bonde · e5 vit bonde · d4 vit bonde · c3 vit bonde · a2 vit bonde · b2 vit bonde · f2 vit bonde · g2 vit bonde · h2 vit bonde | a7 svart bonde · b7 svart bonde · c7 svart bonde · f7 svart bonde · g7 svart bonde · h7 svart bonde · e6 svart bonde · d5 svart bonde · e5 vit bonde · d4 vit bonde · c3 vit bonde · a2 vit bonde · b2 vit bonde · f2 vit bonde · g2 vit bonde · h2 vit bonde | a7 svart bonde · b7 svart bonde · c7 svart bonde · f7 svart bonde · g7 svart bonde · h7 svart bonde · e6 svart bonde · d5 svart bonde · e5 vit bonde · d4 vit bonde · c3 vit bonde · a2 vit bonde · b2 vit bonde · f2 vit bonde · g2 vit bonde · h2 vit bonde | a7 svart bonde · b7 svart bonde · c7 svart bonde · f7 svart bonde · g7 svart bonde · h7 svart bonde · e6 svart bonde · d5 svart bonde · e5 vit bonde · d4 vit bonde · c3 vit bonde · a2 vit bonde · b2 vit bonde · f2 vit bonde · g2 vit bonde · h2 vit bonde | 5 |
| 4 | a7 svart bonde · b7 svart bonde · c7 svart bonde · f7 svart bonde · g7 svart bonde · h7 svart bonde · e6 svart bonde · d5 svart bonde · e5 vit bonde · d4 vit bonde · c3 vit bonde · a2 vit bonde · b2 vit bonde · f2 vit bonde · g2 vit bonde · h2 vit bonde | a7 svart bonde · b7 svart bonde · c7 svart bonde · f7 svart bonde · g7 svart bonde · h7 svart bonde · e6 svart bonde · d5 svart bonde · e5 vit bonde · d4 vit bonde · c3 vit bonde · a2 vit bonde · b2 vit bonde · f2 vit bonde · g2 vit bonde · h2 vit bonde | a7 svart bonde · b7 svart bonde · c7 svart bonde · f7 svart bonde · g7 svart bonde · h7 svart bonde · e6 svart bonde · d5 svart bonde · e5 vit bonde · d4 vit bonde · c3 vit bonde · a2 vit bonde · b2 vit bonde · f2 vit bonde · g2 vit bonde · h2 vit bonde | a7 svart bonde · b7 svart bonde · c7 svart bonde · f7 svart bonde · g7 svart bonde · h7 svart bonde · e6 svart bonde · d5 svart bonde · e5 vit bonde · d4 vit bonde · c3 vit bonde · a2 vit bonde · b2 vit bonde · f2 vit bonde · g2 vit bonde · h2 vit bonde | a7 svart bonde · b7 svart bonde · c7 svart bonde · f7 svart bonde · g7 svart bonde · h7 svart bonde · e6 svart bonde · d5 svart bonde · e5 vit bonde · d4 vit bonde · c3 vit bonde · a2 vit bonde · b2 vit bonde · f2 vit bonde · g2 vit bonde · h2 vit bonde | a7 svart bonde · b7 svart bonde · c7 svart bonde · f7 svart bonde · g7 svart bonde · h7 svart bonde · e6 svart bonde · d5 svart bonde · e5 vit bonde · d4 vit bonde · c3 vit bonde · a2 vit bonde · b2 vit bonde · f2 vit bonde · g2 vit bonde · h2 vit bonde | a7 svart bonde · b7 svart bonde · c7 svart bonde · f7 svart bonde · g7 svart bonde · h7 svart bonde · e6 svart bonde · d5 svart bonde · e5 vit bonde · d4 vit bonde · c3 vit bonde · a2 vit bonde · b2 vit bonde · f2 vit bonde · g2 vit bonde · h2 vit bonde | a7 svart bonde · b7 svart bonde · c7 svart bonde · f7 svart bonde · g7 svart bonde · h7 svart bonde · e6 svart bonde · d5 svart bonde · e5 vit bonde · d4 vit bonde · c3 vit bonde · a2 vit bonde · b2 vit bonde · f2 vit bonde · g2 vit bonde · h2 vit bonde | 4 |
| 3 | a7 svart bonde · b7 svart bonde · c7 svart bonde · f7 svart bonde · g7 svart bonde · h7 svart bonde · e6 svart bonde · d5 svart bonde · e5 vit bonde · d4 vit bonde · c3 vit bonde · a2 vit bonde · b2 vit bonde · f2 vit bonde · g2 vit bonde · h2 vit bonde | a7 svart bonde · b7 svart bonde · c7 svart bonde · f7 svart bonde · g7 svart bonde · h7 svart bonde · e6 svart bonde · d5 svart bonde · e5 vit bonde · d4 vit bonde · c3 vit bonde · a2 vit bonde · b2 vit bonde · f2 vit bonde · g2 vit bonde · h2 vit bonde | a7 svart bonde · b7 svart bonde · c7 svart bonde · f7 svart bonde · g7 svart bonde · h7 svart bonde · e6 svart bonde · d5 svart bonde · e5 vit bonde · d4 vit bonde · c3 vit bonde · a2 vit bonde · b2 vit bonde · f2 vit bonde · g2 vit bonde · h2 vit bonde | a7 svart bonde · b7 svart bonde · c7 svart bonde · f7 svart bonde · g7 svart bonde · h7 svart bonde · e6 svart bonde · d5 svart bonde · e5 vit bonde · d4 vit bonde · c3 vit bonde · a2 vit bonde · b2 vit bonde · f2 vit bonde · g2 vit bonde · h2 vit bonde | a7 svart bonde · b7 svart bonde · c7 svart bonde · f7 svart bonde · g7 svart bonde · h7 svart bonde · e6 svart bonde · d5 svart bonde · e5 vit bonde · d4 vit bonde · c3 vit bonde · a2 vit bonde · b2 vit bonde · f2 vit bonde · g2 vit bonde · h2 vit bonde | a7 svart bonde · b7 svart bonde · c7 svart bonde · f7 svart bonde · g7 svart bonde · h7 svart bonde · e6 svart bonde · d5 svart bonde · e5 vit bonde · d4 vit bonde · c3 vit bonde · a2 vit bonde · b2 vit bonde · f2 vit bonde · g2 vit bonde · h2 vit bonde | a7 svart bonde · b7 svart bonde · c7 svart bonde · f7 svart bonde · g7 svart bonde · h7 svart bonde · e6 svart bonde · d5 svart bonde · e5 vit bonde · d4 vit bonde · c3 vit bonde · a2 vit bonde · b2 vit bonde · f2 vit bonde · g2 vit bonde · h2 vit bonde | a7 svart bonde · b7 svart bonde · c7 svart bonde · f7 svart bonde · g7 svart bonde · h7 svart bonde · e6 svart bonde · d5 svart bonde · e5 vit bonde · d4 vit bonde · c3 vit bonde · a2 vit bonde · b2 vit bonde · f2 vit bonde · g2 vit bonde · h2 vit bonde | 3 |
| 2 | a7 svart bonde · b7 svart bonde · c7 svart bonde · f7 svart bonde · g7 svart bonde · h7 svart bonde · e6 svart bonde · d5 svart bonde · e5 vit bonde · d4 vit bonde · c3 vit bonde · a2 vit bonde · b2 vit bonde · f2 vit bonde · g2 vit bonde · h2 vit bonde | a7 svart bonde · b7 svart bonde · c7 svart bonde · f7 svart bonde · g7 svart bonde · h7 svart bonde · e6 svart bonde · d5 svart bonde · e5 vit bonde · d4 vit bonde · c3 vit bonde · a2 vit bonde · b2 vit bonde · f2 vit bonde · g2 vit bonde · h2 vit bonde | a7 svart bonde · b7 svart bonde · c7 svart bonde · f7 svart bonde · g7 svart bonde · h7 svart bonde · e6 svart bonde · d5 svart bonde · e5 vit bonde · d4 vit bonde · c3 vit bonde · a2 vit bonde · b2 vit bonde · f2 vit bonde · g2 vit bonde · h2 vit bonde | a7 svart bonde · b7 svart bonde · c7 svart bonde · f7 svart bonde · g7 svart bonde · h7 svart bonde · e6 svart bonde · d5 svart bonde · e5 vit bonde · d4 vit bonde · c3 vit bonde · a2 vit bonde · b2 vit bonde · f2 vit bonde · g2 vit bonde · h2 vit bonde | a7 svart bonde · b7 svart bonde · c7 svart bonde · f7 svart bonde · g7 svart bonde · h7 svart bonde · e6 svart bonde · d5 svart bonde · e5 vit bonde · d4 vit bonde · c3 vit bonde · a2 vit bonde · b2 vit bonde · f2 vit bonde · g2 vit bonde · h2 vit bonde | a7 svart bonde · b7 svart bonde · c7 svart bonde · f7 svart bonde · g7 svart bonde · h7 svart bonde · e6 svart bonde · d5 svart bonde · e5 vit bonde · d4 vit bonde · c3 vit bonde · a2 vit bonde · b2 vit bonde · f2 vit bonde · g2 vit bonde · h2 vit bonde | a7 svart bonde · b7 svart bonde · c7 svart bonde · f7 svart bonde · g7 svart bonde · h7 svart bonde · e6 svart bonde · d5 svart bonde · e5 vit bonde · d4 vit bonde · c3 vit bonde · a2 vit bonde · b2 vit bonde · f2 vit bonde · g2 vit bonde · h2 vit bonde | a7 svart bonde · b7 svart bonde · c7 svart bonde · f7 svart bonde · g7 svart bonde · h7 svart bonde · e6 svart bonde · d5 svart bonde · e5 vit bonde · d4 vit bonde · c3 vit bonde · a2 vit bonde · b2 vit bonde · f2 vit bonde · g2 vit bonde · h2 vit bonde | 2 |
| 1 | a7 svart bonde · b7 svart bonde · c7 svart bonde · f7 svart bonde · g7 svart bonde · h7 svart bonde · e6 svart bonde · d5 svart bonde · e5 vit bonde · d4 vit bonde · c3 vit bonde · a2 vit bonde · b2 vit bonde · f2 vit bonde · g2 vit bonde · h2 vit bonde | a7 svart bonde · b7 svart bonde · c7 svart bonde · f7 svart bonde · g7 svart bonde · h7 svart bonde · e6 svart bonde · d5 svart bonde · e5 vit bonde · d4 vit bonde · c3 vit bonde · a2 vit bonde · b2 vit bonde · f2 vit bonde · g2 vit bonde · h2 vit bonde | a7 svart bonde · b7 svart bonde · c7 svart bonde · f7 svart bonde · g7 svart bonde · h7 svart bonde · e6 svart bonde · d5 svart bonde · e5 vit bonde · d4 vit bonde · c3 vit bonde · a2 vit bonde · b2 vit bonde · f2 vit bonde · g2 vit bonde · h2 vit bonde | a7 svart bonde · b7 svart bonde · c7 svart bonde · f7 svart bonde · g7 svart bonde · h7 svart bonde · e6 svart bonde · d5 svart bonde · e5 vit bonde · d4 vit bonde · c3 vit bonde · a2 vit bonde · b2 vit bonde · f2 vit bonde · g2 vit bonde · h2 vit bonde | a7 svart bonde · b7 svart bonde · c7 svart bonde · f7 svart bonde · g7 svart bonde · h7 svart bonde · e6 svart bonde · d5 svart bonde · e5 vit bonde · d4 vit bonde · c3 vit bonde · a2 vit bonde · b2 vit bonde · f2 vit bonde · g2 vit bonde · h2 vit bonde | a7 svart bonde · b7 svart bonde · c7 svart bonde · f7 svart bonde · g7 svart bonde · h7 svart bonde · e6 svart bonde · d5 svart bonde · e5 vit bonde · d4 vit bonde · c3 vit bonde · a2 vit bonde · b2 vit bonde · f2 vit bonde · g2 vit bonde · h2 vit bonde | a7 svart bonde · b7 svart bonde · c7 svart bonde · f7 svart bonde · g7 svart bonde · h7 svart bonde · e6 svart bonde · d5 svart bonde · e5 vit bonde · d4 vit bonde · c3 vit bonde · a2 vit bonde · b2 vit bonde · f2 vit bonde · g2 vit bonde · h2 vit bonde | a7 svart bonde · b7 svart bonde · c7 svart bonde · f7 svart bonde · g7 svart bonde · h7 svart bonde · e6 svart bonde · d5 svart bonde · e5 vit bonde · d4 vit bonde · c3 vit bonde · a2 vit bonde · b2 vit bonde · f2 vit bonde · g2 vit bonde · h2 vit bonde | 1 |
|   | a | b | c | d | e | f | g | h |   |

Vid ett låst (eller slutet) centrum hindrar bönderna i centrum varandra från att röra sig och man får i stället operera på flankerna.
Det finns olika typer av låsta centrum. Den i det första diagrammet förekommer framför allt i franskt parti.
Här angriper vit på kungsflygeln med en löpare på d3, springare och dam, ibland kombinerat med framstöten f2-f4-f5. Svart försöker bryta upp vits bondekedja med c7-c5 och f7-f6. Svart måste också hitta en väg ut för sin vitfältslöpare på c8.
|   | a | b | c | d | e | f | g | h |   |
| 8 | a7 svart bonde · b7 svart bonde · c7 svart bonde · f7 svart bonde · g7 svart bonde · h7 svart bonde · d6 svart bonde · d5 vit bonde · e5 svart bonde · e4 vit bonde · a2 vit bonde · b2 vit bonde · c2 vit bonde · f2 vit bonde · g2 vit bonde · h2 vit bonde | a7 svart bonde · b7 svart bonde · c7 svart bonde · f7 svart bonde · g7 svart bonde · h7 svart bonde · d6 svart bonde · d5 vit bonde · e5 svart bonde · e4 vit bonde · a2 vit bonde · b2 vit bonde · c2 vit bonde · f2 vit bonde · g2 vit bonde · h2 vit bonde | a7 svart bonde · b7 svart bonde · c7 svart bonde · f7 svart bonde · g7 svart bonde · h7 svart bonde · d6 svart bonde · d5 vit bonde · e5 svart bonde · e4 vit bonde · a2 vit bonde · b2 vit bonde · c2 vit bonde · f2 vit bonde · g2 vit bonde · h2 vit bonde | a7 svart bonde · b7 svart bonde · c7 svart bonde · f7 svart bonde · g7 svart bonde · h7 svart bonde · d6 svart bonde · d5 vit bonde · e5 svart bonde · e4 vit bonde · a2 vit bonde · b2 vit bonde · c2 vit bonde · f2 vit bonde · g2 vit bonde · h2 vit bonde | a7 svart bonde · b7 svart bonde · c7 svart bonde · f7 svart bonde · g7 svart bonde · h7 svart bonde · d6 svart bonde · d5 vit bonde · e5 svart bonde · e4 vit bonde · a2 vit bonde · b2 vit bonde · c2 vit bonde · f2 vit bonde · g2 vit bonde · h2 vit bonde | a7 svart bonde · b7 svart bonde · c7 svart bonde · f7 svart bonde · g7 svart bonde · h7 svart bonde · d6 svart bonde · d5 vit bonde · e5 svart bonde · e4 vit bonde · a2 vit bonde · b2 vit bonde · c2 vit bonde · f2 vit bonde · g2 vit bonde · h2 vit bonde | a7 svart bonde · b7 svart bonde · c7 svart bonde · f7 svart bonde · g7 svart bonde · h7 svart bonde · d6 svart bonde · d5 vit bonde · e5 svart bonde · e4 vit bonde · a2 vit bonde · b2 vit bonde · c2 vit bonde · f2 vit bonde · g2 vit bonde · h2 vit bonde | a7 svart bonde · b7 svart bonde · c7 svart bonde · f7 svart bonde · g7 svart bonde · h7 svart bonde · d6 svart bonde · d5 vit bonde · e5 svart bonde · e4 vit bonde · a2 vit bonde · b2 vit bonde · c2 vit bonde · f2 vit bonde · g2 vit bonde · h2 vit bonde | 8 |
| 7 | a7 svart bonde · b7 svart bonde · c7 svart bonde · f7 svart bonde · g7 svart bonde · h7 svart bonde · d6 svart bonde · d5 vit bonde · e5 svart bonde · e4 vit bonde · a2 vit bonde · b2 vit bonde · c2 vit bonde · f2 vit bonde · g2 vit bonde · h2 vit bonde | a7 svart bonde · b7 svart bonde · c7 svart bonde · f7 svart bonde · g7 svart bonde · h7 svart bonde · d6 svart bonde · d5 vit bonde · e5 svart bonde · e4 vit bonde · a2 vit bonde · b2 vit bonde · c2 vit bonde · f2 vit bonde · g2 vit bonde · h2 vit bonde | a7 svart bonde · b7 svart bonde · c7 svart bonde · f7 svart bonde · g7 svart bonde · h7 svart bonde · d6 svart bonde · d5 vit bonde · e5 svart bonde · e4 vit bonde · a2 vit bonde · b2 vit bonde · c2 vit bonde · f2 vit bonde · g2 vit bonde · h2 vit bonde | a7 svart bonde · b7 svart bonde · c7 svart bonde · f7 svart bonde · g7 svart bonde · h7 svart bonde · d6 svart bonde · d5 vit bonde · e5 svart bonde · e4 vit bonde · a2 vit bonde · b2 vit bonde · c2 vit bonde · f2 vit bonde · g2 vit bonde · h2 vit bonde | a7 svart bonde · b7 svart bonde · c7 svart bonde · f7 svart bonde · g7 svart bonde · h7 svart bonde · d6 svart bonde · d5 vit bonde · e5 svart bonde · e4 vit bonde · a2 vit bonde · b2 vit bonde · c2 vit bonde · f2 vit bonde · g2 vit bonde · h2 vit bonde | a7 svart bonde · b7 svart bonde · c7 svart bonde · f7 svart bonde · g7 svart bonde · h7 svart bonde · d6 svart bonde · d5 vit bonde · e5 svart bonde · e4 vit bonde · a2 vit bonde · b2 vit bonde · c2 vit bonde · f2 vit bonde · g2 vit bonde · h2 vit bonde | a7 svart bonde · b7 svart bonde · c7 svart bonde · f7 svart bonde · g7 svart bonde · h7 svart bonde · d6 svart bonde · d5 vit bonde · e5 svart bonde · e4 vit bonde · a2 vit bonde · b2 vit bonde · c2 vit bonde · f2 vit bonde · g2 vit bonde · h2 vit bonde | a7 svart bonde · b7 svart bonde · c7 svart bonde · f7 svart bonde · g7 svart bonde · h7 svart bonde · d6 svart bonde · d5 vit bonde · e5 svart bonde · e4 vit bonde · a2 vit bonde · b2 vit bonde · c2 vit bonde · f2 vit bonde · g2 vit bonde · h2 vit bonde | 7 |
| 6 | a7 svart bonde · b7 svart bonde · c7 svart bonde · f7 svart bonde · g7 svart bonde · h7 svart bonde · d6 svart bonde · d5 vit bonde · e5 svart bonde · e4 vit bonde · a2 vit bonde · b2 vit bonde · c2 vit bonde · f2 vit bonde · g2 vit bonde · h2 vit bonde | a7 svart bonde · b7 svart bonde · c7 svart bonde · f7 svart bonde · g7 svart bonde · h7 svart bonde · d6 svart bonde · d5 vit bonde · e5 svart bonde · e4 vit bonde · a2 vit bonde · b2 vit bonde · c2 vit bonde · f2 vit bonde · g2 vit bonde · h2 vit bonde | a7 svart bonde · b7 svart bonde · c7 svart bonde · f7 svart bonde · g7 svart bonde · h7 svart bonde · d6 svart bonde · d5 vit bonde · e5 svart bonde · e4 vit bonde · a2 vit bonde · b2 vit bonde · c2 vit bonde · f2 vit bonde · g2 vit bonde · h2 vit bonde | a7 svart bonde · b7 svart bonde · c7 svart bonde · f7 svart bonde · g7 svart bonde · h7 svart bonde · d6 svart bonde · d5 vit bonde · e5 svart bonde · e4 vit bonde · a2 vit bonde · b2 vit bonde · c2 vit bonde · f2 vit bonde · g2 vit bonde · h2 vit bonde | a7 svart bonde · b7 svart bonde · c7 svart bonde · f7 svart bonde · g7 svart bonde · h7 svart bonde · d6 svart bonde · d5 vit bonde · e5 svart bonde · e4 vit bonde · a2 vit bonde · b2 vit bonde · c2 vit bonde · f2 vit bonde · g2 vit bonde · h2 vit bonde | a7 svart bonde · b7 svart bonde · c7 svart bonde · f7 svart bonde · g7 svart bonde · h7 svart bonde · d6 svart bonde · d5 vit bonde · e5 svart bonde · e4 vit bonde · a2 vit bonde · b2 vit bonde · c2 vit bonde · f2 vit bonde · g2 vit bonde · h2 vit bonde | a7 svart bonde · b7 svart bonde · c7 svart bonde · f7 svart bonde · g7 svart bonde · h7 svart bonde · d6 svart bonde · d5 vit bonde · e5 svart bonde · e4 vit bonde · a2 vit bonde · b2 vit bonde · c2 vit bonde · f2 vit bonde · g2 vit bonde · h2 vit bonde | a7 svart bonde · b7 svart bonde · c7 svart bonde · f7 svart bonde · g7 svart bonde · h7 svart bonde · d6 svart bonde · d5 vit bonde · e5 svart bonde · e4 vit bonde · a2 vit bonde · b2 vit bonde · c2 vit bonde · f2 vit bonde · g2 vit bonde · h2 vit bonde | 6 |
| 5 | a7 svart bonde · b7 svart bonde · c7 svart bonde · f7 svart bonde · g7 svart bonde · h7 svart bonde · d6 svart bonde · d5 vit bonde · e5 svart bonde · e4 vit bonde · a2 vit bonde · b2 vit bonde · c2 vit bonde · f2 vit bonde · g2 vit bonde · h2 vit bonde | a7 svart bonde · b7 svart bonde · c7 svart bonde · f7 svart bonde · g7 svart bonde · h7 svart bonde · d6 svart bonde · d5 vit bonde · e5 svart bonde · e4 vit bonde · a2 vit bonde · b2 vit bonde · c2 vit bonde · f2 vit bonde · g2 vit bonde · h2 vit bonde | a7 svart bonde · b7 svart bonde · c7 svart bonde · f7 svart bonde · g7 svart bonde · h7 svart bonde · d6 svart bonde · d5 vit bonde · e5 svart bonde · e4 vit bonde · a2 vit bonde · b2 vit bonde · c2 vit bonde · f2 vit bonde · g2 vit bonde · h2 vit bonde | a7 svart bonde · b7 svart bonde · c7 svart bonde · f7 svart bonde · g7 svart bonde · h7 svart bonde · d6 svart bonde · d5 vit bonde · e5 svart bonde · e4 vit bonde · a2 vit bonde · b2 vit bonde · c2 vit bonde · f2 vit bonde · g2 vit bonde · h2 vit bonde | a7 svart bonde · b7 svart bonde · c7 svart bonde · f7 svart bonde · g7 svart bonde · h7 svart bonde · d6 svart bonde · d5 vit bonde · e5 svart bonde · e4 vit bonde · a2 vit bonde · b2 vit bonde · c2 vit bonde · f2 vit bonde · g2 vit bonde · h2 vit bonde | a7 svart bonde · b7 svart bonde · c7 svart bonde · f7 svart bonde · g7 svart bonde · h7 svart bonde · d6 svart bonde · d5 vit bonde · e5 svart bonde · e4 vit bonde · a2 vit bonde · b2 vit bonde · c2 vit bonde · f2 vit bonde · g2 vit bonde · h2 vit bonde | a7 svart bonde · b7 svart bonde · c7 svart bonde · f7 svart bonde · g7 svart bonde · h7 svart bonde · d6 svart bonde · d5 vit bonde · e5 svart bonde · e4 vit bonde · a2 vit bonde · b2 vit bonde · c2 vit bonde · f2 vit bonde · g2 vit bonde · h2 vit bonde | a7 svart bonde · b7 svart bonde · c7 svart bonde · f7 svart bonde · g7 svart bonde · h7 svart bonde · d6 svart bonde · d5 vit bonde · e5 svart bonde · e4 vit bonde · a2 vit bonde · b2 vit bonde · c2 vit bonde · f2 vit bonde · g2 vit bonde · h2 vit bonde | 5 |
| 4 | a7 svart bonde · b7 svart bonde · c7 svart bonde · f7 svart bonde · g7 svart bonde · h7 svart bonde · d6 svart bonde · d5 vit bonde · e5 svart bonde · e4 vit bonde · a2 vit bonde · b2 vit bonde · c2 vit bonde · f2 vit bonde · g2 vit bonde · h2 vit bonde | a7 svart bonde · b7 svart bonde · c7 svart bonde · f7 svart bonde · g7 svart bonde · h7 svart bonde · d6 svart bonde · d5 vit bonde · e5 svart bonde · e4 vit bonde · a2 vit bonde · b2 vit bonde · c2 vit bonde · f2 vit bonde · g2 vit bonde · h2 vit bonde | a7 svart bonde · b7 svart bonde · c7 svart bonde · f7 svart bonde · g7 svart bonde · h7 svart bonde · d6 svart bonde · d5 vit bonde · e5 svart bonde · e4 vit bonde · a2 vit bonde · b2 vit bonde · c2 vit bonde · f2 vit bonde · g2 vit bonde · h2 vit bonde | a7 svart bonde · b7 svart bonde · c7 svart bonde · f7 svart bonde · g7 svart bonde · h7 svart bonde · d6 svart bonde · d5 vit bonde · e5 svart bonde · e4 vit bonde · a2 vit bonde · b2 vit bonde · c2 vit bonde · f2 vit bonde · g2 vit bonde · h2 vit bonde | a7 svart bonde · b7 svart bonde · c7 svart bonde · f7 svart bonde · g7 svart bonde · h7 svart bonde · d6 svart bonde · d5 vit bonde · e5 svart bonde · e4 vit bonde · a2 vit bonde · b2 vit bonde · c2 vit bonde · f2 vit bonde · g2 vit bonde · h2 vit bonde | a7 svart bonde · b7 svart bonde · c7 svart bonde · f7 svart bonde · g7 svart bonde · h7 svart bonde · d6 svart bonde · d5 vit bonde · e5 svart bonde · e4 vit bonde · a2 vit bonde · b2 vit bonde · c2 vit bonde · f2 vit bonde · g2 vit bonde · h2 vit bonde | a7 svart bonde · b7 svart bonde · c7 svart bonde · f7 svart bonde · g7 svart bonde · h7 svart bonde · d6 svart bonde · d5 vit bonde · e5 svart bonde · e4 vit bonde · a2 vit bonde · b2 vit bonde · c2 vit bonde · f2 vit bonde · g2 vit bonde · h2 vit bonde | a7 svart bonde · b7 svart bonde · c7 svart bonde · f7 svart bonde · g7 svart bonde · h7 svart bonde · d6 svart bonde · d5 vit bonde · e5 svart bonde · e4 vit bonde · a2 vit bonde · b2 vit bonde · c2 vit bonde · f2 vit bonde · g2 vit bonde · h2 vit bonde | 4 |
| 3 | a7 svart bonde · b7 svart bonde · c7 svart bonde · f7 svart bonde · g7 svart bonde · h7 svart bonde · d6 svart bonde · d5 vit bonde · e5 svart bonde · e4 vit bonde · a2 vit bonde · b2 vit bonde · c2 vit bonde · f2 vit bonde · g2 vit bonde · h2 vit bonde | a7 svart bonde · b7 svart bonde · c7 svart bonde · f7 svart bonde · g7 svart bonde · h7 svart bonde · d6 svart bonde · d5 vit bonde · e5 svart bonde · e4 vit bonde · a2 vit bonde · b2 vit bonde · c2 vit bonde · f2 vit bonde · g2 vit bonde · h2 vit bonde | a7 svart bonde · b7 svart bonde · c7 svart bonde · f7 svart bonde · g7 svart bonde · h7 svart bonde · d6 svart bonde · d5 vit bonde · e5 svart bonde · e4 vit bonde · a2 vit bonde · b2 vit bonde · c2 vit bonde · f2 vit bonde · g2 vit bonde · h2 vit bonde | a7 svart bonde · b7 svart bonde · c7 svart bonde · f7 svart bonde · g7 svart bonde · h7 svart bonde · d6 svart bonde · d5 vit bonde · e5 svart bonde · e4 vit bonde · a2 vit bonde · b2 vit bonde · c2 vit bonde · f2 vit bonde · g2 vit bonde · h2 vit bonde | a7 svart bonde · b7 svart bonde · c7 svart bonde · f7 svart bonde · g7 svart bonde · h7 svart bonde · d6 svart bonde · d5 vit bonde · e5 svart bonde · e4 vit bonde · a2 vit bonde · b2 vit bonde · c2 vit bonde · f2 vit bonde · g2 vit bonde · h2 vit bonde | a7 svart bonde · b7 svart bonde · c7 svart bonde · f7 svart bonde · g7 svart bonde · h7 svart bonde · d6 svart bonde · d5 vit bonde · e5 svart bonde · e4 vit bonde · a2 vit bonde · b2 vit bonde · c2 vit bonde · f2 vit bonde · g2 vit bonde · h2 vit bonde | a7 svart bonde · b7 svart bonde · c7 svart bonde · f7 svart bonde · g7 svart bonde · h7 svart bonde · d6 svart bonde · d5 vit bonde · e5 svart bonde · e4 vit bonde · a2 vit bonde · b2 vit bonde · c2 vit bonde · f2 vit bonde · g2 vit bonde · h2 vit bonde | a7 svart bonde · b7 svart bonde · c7 svart bonde · f7 svart bonde · g7 svart bonde · h7 svart bonde · d6 svart bonde · d5 vit bonde · e5 svart bonde · e4 vit bonde · a2 vit bonde · b2 vit bonde · c2 vit bonde · f2 vit bonde · g2 vit bonde · h2 vit bonde | 3 |
| 2 | a7 svart bonde · b7 svart bonde · c7 svart bonde · f7 svart bonde · g7 svart bonde · h7 svart bonde · d6 svart bonde · d5 vit bonde · e5 svart bonde · e4 vit bonde · a2 vit bonde · b2 vit bonde · c2 vit bonde · f2 vit bonde · g2 vit bonde · h2 vit bonde | a7 svart bonde · b7 svart bonde · c7 svart bonde · f7 svart bonde · g7 svart bonde · h7 svart bonde · d6 svart bonde · d5 vit bonde · e5 svart bonde · e4 vit bonde · a2 vit bonde · b2 vit bonde · c2 vit bonde · f2 vit bonde · g2 vit bonde · h2 vit bonde | a7 svart bonde · b7 svart bonde · c7 svart bonde · f7 svart bonde · g7 svart bonde · h7 svart bonde · d6 svart bonde · d5 vit bonde · e5 svart bonde · e4 vit bonde · a2 vit bonde · b2 vit bonde · c2 vit bonde · f2 vit bonde · g2 vit bonde · h2 vit bonde | a7 svart bonde · b7 svart bonde · c7 svart bonde · f7 svart bonde · g7 svart bonde · h7 svart bonde · d6 svart bonde · d5 vit bonde · e5 svart bonde · e4 vit bonde · a2 vit bonde · b2 vit bonde · c2 vit bonde · f2 vit bonde · g2 vit bonde · h2 vit bonde | a7 svart bonde · b7 svart bonde · c7 svart bonde · f7 svart bonde · g7 svart bonde · h7 svart bonde · d6 svart bonde · d5 vit bonde · e5 svart bonde · e4 vit bonde · a2 vit bonde · b2 vit bonde · c2 vit bonde · f2 vit bonde · g2 vit bonde · h2 vit bonde | a7 svart bonde · b7 svart bonde · c7 svart bonde · f7 svart bonde · g7 svart bonde · h7 svart bonde · d6 svart bonde · d5 vit bonde · e5 svart bonde · e4 vit bonde · a2 vit bonde · b2 vit bonde · c2 vit bonde · f2 vit bonde · g2 vit bonde · h2 vit bonde | a7 svart bonde · b7 svart bonde · c7 svart bonde · f7 svart bonde · g7 svart bonde · h7 svart bonde · d6 svart bonde · d5 vit bonde · e5 svart bonde · e4 vit bonde · a2 vit bonde · b2 vit bonde · c2 vit bonde · f2 vit bonde · g2 vit bonde · h2 vit bonde | a7 svart bonde · b7 svart bonde · c7 svart bonde · f7 svart bonde · g7 svart bonde · h7 svart bonde · d6 svart bonde · d5 vit bonde · e5 svart bonde · e4 vit bonde · a2 vit bonde · b2 vit bonde · c2 vit bonde · f2 vit bonde · g2 vit bonde · h2 vit bonde | 2 |
| 1 | a7 svart bonde · b7 svart bonde · c7 svart bonde · f7 svart bonde · g7 svart bonde · h7 svart bonde · d6 svart bonde · d5 vit bonde · e5 svart bonde · e4 vit bonde · a2 vit bonde · b2 vit bonde · c2 vit bonde · f2 vit bonde · g2 vit bonde · h2 vit bonde | a7 svart bonde · b7 svart bonde · c7 svart bonde · f7 svart bonde · g7 svart bonde · h7 svart bonde · d6 svart bonde · d5 vit bonde · e5 svart bonde · e4 vit bonde · a2 vit bonde · b2 vit bonde · c2 vit bonde · f2 vit bonde · g2 vit bonde · h2 vit bonde | a7 svart bonde · b7 svart bonde · c7 svart bonde · f7 svart bonde · g7 svart bonde · h7 svart bonde · d6 svart bonde · d5 vit bonde · e5 svart bonde · e4 vit bonde · a2 vit bonde · b2 vit bonde · c2 vit bonde · f2 vit bonde · g2 vit bonde · h2 vit bonde | a7 svart bonde · b7 svart bonde · c7 svart bonde · f7 svart bonde · g7 svart bonde · h7 svart bonde · d6 svart bonde · d5 vit bonde · e5 svart bonde · e4 vit bonde · a2 vit bonde · b2 vit bonde · c2 vit bonde · f2 vit bonde · g2 vit bonde · h2 vit bonde | a7 svart bonde · b7 svart bonde · c7 svart bonde · f7 svart bonde · g7 svart bonde · h7 svart bonde · d6 svart bonde · d5 vit bonde · e5 svart bonde · e4 vit bonde · a2 vit bonde · b2 vit bonde · c2 vit bonde · f2 vit bonde · g2 vit bonde · h2 vit bonde | a7 svart bonde · b7 svart bonde · c7 svart bonde · f7 svart bonde · g7 svart bonde · h7 svart bonde · d6 svart bonde · d5 vit bonde · e5 svart bonde · e4 vit bonde · a2 vit bonde · b2 vit bonde · c2 vit bonde · f2 vit bonde · g2 vit bonde · h2 vit bonde | a7 svart bonde · b7 svart bonde · c7 svart bonde · f7 svart bonde · g7 svart bonde · h7 svart bonde · d6 svart bonde · d5 vit bonde · e5 svart bonde · e4 vit bonde · a2 vit bonde · b2 vit bonde · c2 vit bonde · f2 vit bonde · g2 vit bonde · h2 vit bonde | a7 svart bonde · b7 svart bonde · c7 svart bonde · f7 svart bonde · g7 svart bonde · h7 svart bonde · d6 svart bonde · d5 vit bonde · e5 svart bonde · e4 vit bonde · a2 vit bonde · b2 vit bonde · c2 vit bonde · f2 vit bonde · g2 vit bonde · h2 vit bonde | 1 |
|   | a | b | c | d | e | f | g | h |   |

En annan typ av låst centrum är den i nästa diagram som uppträder i kungsindiskt försvar men även i en del andra öppningar.
I den här strukturen är det svart som anfaller på kungsflygeln med drag som f7-f5 och g7-g5-g4, medan vit gör en bondestorm på damflygeln med c2-c4-c5 för att öppna c-linjen för sina tunga pjäser. Det leder till skarpt spel och en kapplöpning i angreppen.
Men båda sidor kan också spela profylaktiskt, till exempel c7-c5 från svart eller g2-g4 från vit, eller bryta med bönderna på den andra flygeln (c7-c6 från svart eller f2-f4 från vit). Det ger lite lugnare spel.
När centrum är låst är det relativt riskfritt att avancera och angripa med bönder på flyglarna, även med bönderna framför den egna kungen. I vissa ställningar kan också kungen vara kvar i centrum utan att riskera angrepp.

#### Bondekedjor
|   | a | b | c | d | e | f | g | h |   |
| 8 | b7 svart bonde · e7 svart bonde · f7 svart bonde · g7 svart bonde · h7 svart bonde · a6 svart bonde · c6 svart bonde · c5 vit bonde · d5 svart bonde · d4 vit bonde · e3 vit bonde · a2 vit bonde · b2 vit bonde · f2 vit bonde · g2 vit bonde · h2 vit bonde | b7 svart bonde · e7 svart bonde · f7 svart bonde · g7 svart bonde · h7 svart bonde · a6 svart bonde · c6 svart bonde · c5 vit bonde · d5 svart bonde · d4 vit bonde · e3 vit bonde · a2 vit bonde · b2 vit bonde · f2 vit bonde · g2 vit bonde · h2 vit bonde | b7 svart bonde · e7 svart bonde · f7 svart bonde · g7 svart bonde · h7 svart bonde · a6 svart bonde · c6 svart bonde · c5 vit bonde · d5 svart bonde · d4 vit bonde · e3 vit bonde · a2 vit bonde · b2 vit bonde · f2 vit bonde · g2 vit bonde · h2 vit bonde | b7 svart bonde · e7 svart bonde · f7 svart bonde · g7 svart bonde · h7 svart bonde · a6 svart bonde · c6 svart bonde · c5 vit bonde · d5 svart bonde · d4 vit bonde · e3 vit bonde · a2 vit bonde · b2 vit bonde · f2 vit bonde · g2 vit bonde · h2 vit bonde | b7 svart bonde · e7 svart bonde · f7 svart bonde · g7 svart bonde · h7 svart bonde · a6 svart bonde · c6 svart bonde · c5 vit bonde · d5 svart bonde · d4 vit bonde · e3 vit bonde · a2 vit bonde · b2 vit bonde · f2 vit bonde · g2 vit bonde · h2 vit bonde | b7 svart bonde · e7 svart bonde · f7 svart bonde · g7 svart bonde · h7 svart bonde · a6 svart bonde · c6 svart bonde · c5 vit bonde · d5 svart bonde · d4 vit bonde · e3 vit bonde · a2 vit bonde · b2 vit bonde · f2 vit bonde · g2 vit bonde · h2 vit bonde | b7 svart bonde · e7 svart bonde · f7 svart bonde · g7 svart bonde · h7 svart bonde · a6 svart bonde · c6 svart bonde · c5 vit bonde · d5 svart bonde · d4 vit bonde · e3 vit bonde · a2 vit bonde · b2 vit bonde · f2 vit bonde · g2 vit bonde · h2 vit bonde | b7 svart bonde · e7 svart bonde · f7 svart bonde · g7 svart bonde · h7 svart bonde · a6 svart bonde · c6 svart bonde · c5 vit bonde · d5 svart bonde · d4 vit bonde · e3 vit bonde · a2 vit bonde · b2 vit bonde · f2 vit bonde · g2 vit bonde · h2 vit bonde | 8 |
| 7 | b7 svart bonde · e7 svart bonde · f7 svart bonde · g7 svart bonde · h7 svart bonde · a6 svart bonde · c6 svart bonde · c5 vit bonde · d5 svart bonde · d4 vit bonde · e3 vit bonde · a2 vit bonde · b2 vit bonde · f2 vit bonde · g2 vit bonde · h2 vit bonde | b7 svart bonde · e7 svart bonde · f7 svart bonde · g7 svart bonde · h7 svart bonde · a6 svart bonde · c6 svart bonde · c5 vit bonde · d5 svart bonde · d4 vit bonde · e3 vit bonde · a2 vit bonde · b2 vit bonde · f2 vit bonde · g2 vit bonde · h2 vit bonde | b7 svart bonde · e7 svart bonde · f7 svart bonde · g7 svart bonde · h7 svart bonde · a6 svart bonde · c6 svart bonde · c5 vit bonde · d5 svart bonde · d4 vit bonde · e3 vit bonde · a2 vit bonde · b2 vit bonde · f2 vit bonde · g2 vit bonde · h2 vit bonde | b7 svart bonde · e7 svart bonde · f7 svart bonde · g7 svart bonde · h7 svart bonde · a6 svart bonde · c6 svart bonde · c5 vit bonde · d5 svart bonde · d4 vit bonde · e3 vit bonde · a2 vit bonde · b2 vit bonde · f2 vit bonde · g2 vit bonde · h2 vit bonde | b7 svart bonde · e7 svart bonde · f7 svart bonde · g7 svart bonde · h7 svart bonde · a6 svart bonde · c6 svart bonde · c5 vit bonde · d5 svart bonde · d4 vit bonde · e3 vit bonde · a2 vit bonde · b2 vit bonde · f2 vit bonde · g2 vit bonde · h2 vit bonde | b7 svart bonde · e7 svart bonde · f7 svart bonde · g7 svart bonde · h7 svart bonde · a6 svart bonde · c6 svart bonde · c5 vit bonde · d5 svart bonde · d4 vit bonde · e3 vit bonde · a2 vit bonde · b2 vit bonde · f2 vit bonde · g2 vit bonde · h2 vit bonde | b7 svart bonde · e7 svart bonde · f7 svart bonde · g7 svart bonde · h7 svart bonde · a6 svart bonde · c6 svart bonde · c5 vit bonde · d5 svart bonde · d4 vit bonde · e3 vit bonde · a2 vit bonde · b2 vit bonde · f2 vit bonde · g2 vit bonde · h2 vit bonde | b7 svart bonde · e7 svart bonde · f7 svart bonde · g7 svart bonde · h7 svart bonde · a6 svart bonde · c6 svart bonde · c5 vit bonde · d5 svart bonde · d4 vit bonde · e3 vit bonde · a2 vit bonde · b2 vit bonde · f2 vit bonde · g2 vit bonde · h2 vit bonde | 7 |
| 6 | b7 svart bonde · e7 svart bonde · f7 svart bonde · g7 svart bonde · h7 svart bonde · a6 svart bonde · c6 svart bonde · c5 vit bonde · d5 svart bonde · d4 vit bonde · e3 vit bonde · a2 vit bonde · b2 vit bonde · f2 vit bonde · g2 vit bonde · h2 vit bonde | b7 svart bonde · e7 svart bonde · f7 svart bonde · g7 svart bonde · h7 svart bonde · a6 svart bonde · c6 svart bonde · c5 vit bonde · d5 svart bonde · d4 vit bonde · e3 vit bonde · a2 vit bonde · b2 vit bonde · f2 vit bonde · g2 vit bonde · h2 vit bonde | b7 svart bonde · e7 svart bonde · f7 svart bonde · g7 svart bonde · h7 svart bonde · a6 svart bonde · c6 svart bonde · c5 vit bonde · d5 svart bonde · d4 vit bonde · e3 vit bonde · a2 vit bonde · b2 vit bonde · f2 vit bonde · g2 vit bonde · h2 vit bonde | b7 svart bonde · e7 svart bonde · f7 svart bonde · g7 svart bonde · h7 svart bonde · a6 svart bonde · c6 svart bonde · c5 vit bonde · d5 svart bonde · d4 vit bonde · e3 vit bonde · a2 vit bonde · b2 vit bonde · f2 vit bonde · g2 vit bonde · h2 vit bonde | b7 svart bonde · e7 svart bonde · f7 svart bonde · g7 svart bonde · h7 svart bonde · a6 svart bonde · c6 svart bonde · c5 vit bonde · d5 svart bonde · d4 vit bonde · e3 vit bonde · a2 vit bonde · b2 vit bonde · f2 vit bonde · g2 vit bonde · h2 vit bonde | b7 svart bonde · e7 svart bonde · f7 svart bonde · g7 svart bonde · h7 svart bonde · a6 svart bonde · c6 svart bonde · c5 vit bonde · d5 svart bonde · d4 vit bonde · e3 vit bonde · a2 vit bonde · b2 vit bonde · f2 vit bonde · g2 vit bonde · h2 vit bonde | b7 svart bonde · e7 svart bonde · f7 svart bonde · g7 svart bonde · h7 svart bonde · a6 svart bonde · c6 svart bonde · c5 vit bonde · d5 svart bonde · d4 vit bonde · e3 vit bonde · a2 vit bonde · b2 vit bonde · f2 vit bonde · g2 vit bonde · h2 vit bonde | b7 svart bonde · e7 svart bonde · f7 svart bonde · g7 svart bonde · h7 svart bonde · a6 svart bonde · c6 svart bonde · c5 vit bonde · d5 svart bonde · d4 vit bonde · e3 vit bonde · a2 vit bonde · b2 vit bonde · f2 vit bonde · g2 vit bonde · h2 vit bonde | 6 |
| 5 | b7 svart bonde · e7 svart bonde · f7 svart bonde · g7 svart bonde · h7 svart bonde · a6 svart bonde · c6 svart bonde · c5 vit bonde · d5 svart bonde · d4 vit bonde · e3 vit bonde · a2 vit bonde · b2 vit bonde · f2 vit bonde · g2 vit bonde · h2 vit bonde | b7 svart bonde · e7 svart bonde · f7 svart bonde · g7 svart bonde · h7 svart bonde · a6 svart bonde · c6 svart bonde · c5 vit bonde · d5 svart bonde · d4 vit bonde · e3 vit bonde · a2 vit bonde · b2 vit bonde · f2 vit bonde · g2 vit bonde · h2 vit bonde | b7 svart bonde · e7 svart bonde · f7 svart bonde · g7 svart bonde · h7 svart bonde · a6 svart bonde · c6 svart bonde · c5 vit bonde · d5 svart bonde · d4 vit bonde · e3 vit bonde · a2 vit bonde · b2 vit bonde · f2 vit bonde · g2 vit bonde · h2 vit bonde | b7 svart bonde · e7 svart bonde · f7 svart bonde · g7 svart bonde · h7 svart bonde · a6 svart bonde · c6 svart bonde · c5 vit bonde · d5 svart bonde · d4 vit bonde · e3 vit bonde · a2 vit bonde · b2 vit bonde · f2 vit bonde · g2 vit bonde · h2 vit bonde | b7 svart bonde · e7 svart bonde · f7 svart bonde · g7 svart bonde · h7 svart bonde · a6 svart bonde · c6 svart bonde · c5 vit bonde · d5 svart bonde · d4 vit bonde · e3 vit bonde · a2 vit bonde · b2 vit bonde · f2 vit bonde · g2 vit bonde · h2 vit bonde | b7 svart bonde · e7 svart bonde · f7 svart bonde · g7 svart bonde · h7 svart bonde · a6 svart bonde · c6 svart bonde · c5 vit bonde · d5 svart bonde · d4 vit bonde · e3 vit bonde · a2 vit bonde · b2 vit bonde · f2 vit bonde · g2 vit bonde · h2 vit bonde | b7 svart bonde · e7 svart bonde · f7 svart bonde · g7 svart bonde · h7 svart bonde · a6 svart bonde · c6 svart bonde · c5 vit bonde · d5 svart bonde · d4 vit bonde · e3 vit bonde · a2 vit bonde · b2 vit bonde · f2 vit bonde · g2 vit bonde · h2 vit bonde | b7 svart bonde · e7 svart bonde · f7 svart bonde · g7 svart bonde · h7 svart bonde · a6 svart bonde · c6 svart bonde · c5 vit bonde · d5 svart bonde · d4 vit bonde · e3 vit bonde · a2 vit bonde · b2 vit bonde · f2 vit bonde · g2 vit bonde · h2 vit bonde | 5 |
| 4 | b7 svart bonde · e7 svart bonde · f7 svart bonde · g7 svart bonde · h7 svart bonde · a6 svart bonde · c6 svart bonde · c5 vit bonde · d5 svart bonde · d4 vit bonde · e3 vit bonde · a2 vit bonde · b2 vit bonde · f2 vit bonde · g2 vit bonde · h2 vit bonde | b7 svart bonde · e7 svart bonde · f7 svart bonde · g7 svart bonde · h7 svart bonde · a6 svart bonde · c6 svart bonde · c5 vit bonde · d5 svart bonde · d4 vit bonde · e3 vit bonde · a2 vit bonde · b2 vit bonde · f2 vit bonde · g2 vit bonde · h2 vit bonde | b7 svart bonde · e7 svart bonde · f7 svart bonde · g7 svart bonde · h7 svart bonde · a6 svart bonde · c6 svart bonde · c5 vit bonde · d5 svart bonde · d4 vit bonde · e3 vit bonde · a2 vit bonde · b2 vit bonde · f2 vit bonde · g2 vit bonde · h2 vit bonde | b7 svart bonde · e7 svart bonde · f7 svart bonde · g7 svart bonde · h7 svart bonde · a6 svart bonde · c6 svart bonde · c5 vit bonde · d5 svart bonde · d4 vit bonde · e3 vit bonde · a2 vit bonde · b2 vit bonde · f2 vit bonde · g2 vit bonde · h2 vit bonde | b7 svart bonde · e7 svart bonde · f7 svart bonde · g7 svart bonde · h7 svart bonde · a6 svart bonde · c6 svart bonde · c5 vit bonde · d5 svart bonde · d4 vit bonde · e3 vit bonde · a2 vit bonde · b2 vit bonde · f2 vit bonde · g2 vit bonde · h2 vit bonde | b7 svart bonde · e7 svart bonde · f7 svart bonde · g7 svart bonde · h7 svart bonde · a6 svart bonde · c6 svart bonde · c5 vit bonde · d5 svart bonde · d4 vit bonde · e3 vit bonde · a2 vit bonde · b2 vit bonde · f2 vit bonde · g2 vit bonde · h2 vit bonde | b7 svart bonde · e7 svart bonde · f7 svart bonde · g7 svart bonde · h7 svart bonde · a6 svart bonde · c6 svart bonde · c5 vit bonde · d5 svart bonde · d4 vit bonde · e3 vit bonde · a2 vit bonde · b2 vit bonde · f2 vit bonde · g2 vit bonde · h2 vit bonde | b7 svart bonde · e7 svart bonde · f7 svart bonde · g7 svart bonde · h7 svart bonde · a6 svart bonde · c6 svart bonde · c5 vit bonde · d5 svart bonde · d4 vit bonde · e3 vit bonde · a2 vit bonde · b2 vit bonde · f2 vit bonde · g2 vit bonde · h2 vit bonde | 4 |
| 3 | b7 svart bonde · e7 svart bonde · f7 svart bonde · g7 svart bonde · h7 svart bonde · a6 svart bonde · c6 svart bonde · c5 vit bonde · d5 svart bonde · d4 vit bonde · e3 vit bonde · a2 vit bonde · b2 vit bonde · f2 vit bonde · g2 vit bonde · h2 vit bonde | b7 svart bonde · e7 svart bonde · f7 svart bonde · g7 svart bonde · h7 svart bonde · a6 svart bonde · c6 svart bonde · c5 vit bonde · d5 svart bonde · d4 vit bonde · e3 vit bonde · a2 vit bonde · b2 vit bonde · f2 vit bonde · g2 vit bonde · h2 vit bonde | b7 svart bonde · e7 svart bonde · f7 svart bonde · g7 svart bonde · h7 svart bonde · a6 svart bonde · c6 svart bonde · c5 vit bonde · d5 svart bonde · d4 vit bonde · e3 vit bonde · a2 vit bonde · b2 vit bonde · f2 vit bonde · g2 vit bonde · h2 vit bonde | b7 svart bonde · e7 svart bonde · f7 svart bonde · g7 svart bonde · h7 svart bonde · a6 svart bonde · c6 svart bonde · c5 vit bonde · d5 svart bonde · d4 vit bonde · e3 vit bonde · a2 vit bonde · b2 vit bonde · f2 vit bonde · g2 vit bonde · h2 vit bonde | b7 svart bonde · e7 svart bonde · f7 svart bonde · g7 svart bonde · h7 svart bonde · a6 svart bonde · c6 svart bonde · c5 vit bonde · d5 svart bonde · d4 vit bonde · e3 vit bonde · a2 vit bonde · b2 vit bonde · f2 vit bonde · g2 vit bonde · h2 vit bonde | b7 svart bonde · e7 svart bonde · f7 svart bonde · g7 svart bonde · h7 svart bonde · a6 svart bonde · c6 svart bonde · c5 vit bonde · d5 svart bonde · d4 vit bonde · e3 vit bonde · a2 vit bonde · b2 vit bonde · f2 vit bonde · g2 vit bonde · h2 vit bonde | b7 svart bonde · e7 svart bonde · f7 svart bonde · g7 svart bonde · h7 svart bonde · a6 svart bonde · c6 svart bonde · c5 vit bonde · d5 svart bonde · d4 vit bonde · e3 vit bonde · a2 vit bonde · b2 vit bonde · f2 vit bonde · g2 vit bonde · h2 vit bonde | b7 svart bonde · e7 svart bonde · f7 svart bonde · g7 svart bonde · h7 svart bonde · a6 svart bonde · c6 svart bonde · c5 vit bonde · d5 svart bonde · d4 vit bonde · e3 vit bonde · a2 vit bonde · b2 vit bonde · f2 vit bonde · g2 vit bonde · h2 vit bonde | 3 |
| 2 | b7 svart bonde · e7 svart bonde · f7 svart bonde · g7 svart bonde · h7 svart bonde · a6 svart bonde · c6 svart bonde · c5 vit bonde · d5 svart bonde · d4 vit bonde · e3 vit bonde · a2 vit bonde · b2 vit bonde · f2 vit bonde · g2 vit bonde · h2 vit bonde | b7 svart bonde · e7 svart bonde · f7 svart bonde · g7 svart bonde · h7 svart bonde · a6 svart bonde · c6 svart bonde · c5 vit bonde · d5 svart bonde · d4 vit bonde · e3 vit bonde · a2 vit bonde · b2 vit bonde · f2 vit bonde · g2 vit bonde · h2 vit bonde | b7 svart bonde · e7 svart bonde · f7 svart bonde · g7 svart bonde · h7 svart bonde · a6 svart bonde · c6 svart bonde · c5 vit bonde · d5 svart bonde · d4 vit bonde · e3 vit bonde · a2 vit bonde · b2 vit bonde · f2 vit bonde · g2 vit bonde · h2 vit bonde | b7 svart bonde · e7 svart bonde · f7 svart bonde · g7 svart bonde · h7 svart bonde · a6 svart bonde · c6 svart bonde · c5 vit bonde · d5 svart bonde · d4 vit bonde · e3 vit bonde · a2 vit bonde · b2 vit bonde · f2 vit bonde · g2 vit bonde · h2 vit bonde | b7 svart bonde · e7 svart bonde · f7 svart bonde · g7 svart bonde · h7 svart bonde · a6 svart bonde · c6 svart bonde · c5 vit bonde · d5 svart bonde · d4 vit bonde · e3 vit bonde · a2 vit bonde · b2 vit bonde · f2 vit bonde · g2 vit bonde · h2 vit bonde | b7 svart bonde · e7 svart bonde · f7 svart bonde · g7 svart bonde · h7 svart bonde · a6 svart bonde · c6 svart bonde · c5 vit bonde · d5 svart bonde · d4 vit bonde · e3 vit bonde · a2 vit bonde · b2 vit bonde · f2 vit bonde · g2 vit bonde · h2 vit bonde | b7 svart bonde · e7 svart bonde · f7 svart bonde · g7 svart bonde · h7 svart bonde · a6 svart bonde · c6 svart bonde · c5 vit bonde · d5 svart bonde · d4 vit bonde · e3 vit bonde · a2 vit bonde · b2 vit bonde · f2 vit bonde · g2 vit bonde · h2 vit bonde | b7 svart bonde · e7 svart bonde · f7 svart bonde · g7 svart bonde · h7 svart bonde · a6 svart bonde · c6 svart bonde · c5 vit bonde · d5 svart bonde · d4 vit bonde · e3 vit bonde · a2 vit bonde · b2 vit bonde · f2 vit bonde · g2 vit bonde · h2 vit bonde | 2 |
| 1 | b7 svart bonde · e7 svart bonde · f7 svart bonde · g7 svart bonde · h7 svart bonde · a6 svart bonde · c6 svart bonde · c5 vit bonde · d5 svart bonde · d4 vit bonde · e3 vit bonde · a2 vit bonde · b2 vit bonde · f2 vit bonde · g2 vit bonde · h2 vit bonde | b7 svart bonde · e7 svart bonde · f7 svart bonde · g7 svart bonde · h7 svart bonde · a6 svart bonde · c6 svart bonde · c5 vit bonde · d5 svart bonde · d4 vit bonde · e3 vit bonde · a2 vit bonde · b2 vit bonde · f2 vit bonde · g2 vit bonde · h2 vit bonde | b7 svart bonde · e7 svart bonde · f7 svart bonde · g7 svart bonde · h7 svart bonde · a6 svart bonde · c6 svart bonde · c5 vit bonde · d5 svart bonde · d4 vit bonde · e3 vit bonde · a2 vit bonde · b2 vit bonde · f2 vit bonde · g2 vit bonde · h2 vit bonde | b7 svart bonde · e7 svart bonde · f7 svart bonde · g7 svart bonde · h7 svart bonde · a6 svart bonde · c6 svart bonde · c5 vit bonde · d5 svart bonde · d4 vit bonde · e3 vit bonde · a2 vit bonde · b2 vit bonde · f2 vit bonde · g2 vit bonde · h2 vit bonde | b7 svart bonde · e7 svart bonde · f7 svart bonde · g7 svart bonde · h7 svart bonde · a6 svart bonde · c6 svart bonde · c5 vit bonde · d5 svart bonde · d4 vit bonde · e3 vit bonde · a2 vit bonde · b2 vit bonde · f2 vit bonde · g2 vit bonde · h2 vit bonde | b7 svart bonde · e7 svart bonde · f7 svart bonde · g7 svart bonde · h7 svart bonde · a6 svart bonde · c6 svart bonde · c5 vit bonde · d5 svart bonde · d4 vit bonde · e3 vit bonde · a2 vit bonde · b2 vit bonde · f2 vit bonde · g2 vit bonde · h2 vit bonde | b7 svart bonde · e7 svart bonde · f7 svart bonde · g7 svart bonde · h7 svart bonde · a6 svart bonde · c6 svart bonde · c5 vit bonde · d5 svart bonde · d4 vit bonde · e3 vit bonde · a2 vit bonde · b2 vit bonde · f2 vit bonde · g2 vit bonde · h2 vit bonde | b7 svart bonde · e7 svart bonde · f7 svart bonde · g7 svart bonde · h7 svart bonde · a6 svart bonde · c6 svart bonde · c5 vit bonde · d5 svart bonde · d4 vit bonde · e3 vit bonde · a2 vit bonde · b2 vit bonde · f2 vit bonde · g2 vit bonde · h2 vit bonde | 1 |
|   | a | b | c | d | e | f | g | h |   |

I låsta centrumställningar uppkommer ofta bondekedjor, som vits b2-c3-d4-e5 i det första diagrammet från franskt parti ovan.
Det finns en tumregel som säger att en bondekedja ska angripas vid basen. Det innebär att det är mer verkningsfullt att spela c7-c5 och försöka underminera d4 än att spela f7-f6 och angripa kedjan vid spetsen (i franskt parti spelar svart ofta båda).
En annan typ av bondekedjor kan ses i vissa varianter av slaviskt parti. Här gör svart bäst i att underminera c5-bonden med e7-e5. Om vit tar bonden blir bonden på c5 svag.

### Öppet centrum
|   | a | b | c | d | e | f | g | h |   |
| 8 | a7 svart bonde · b7 svart bonde · c7 svart bonde · f7 svart bonde · g7 svart bonde · h7 svart bonde · a2 vit bonde · b2 vit bonde · c2 vit bonde · f2 vit bonde · g2 vit bonde · h2 vit bonde | a7 svart bonde · b7 svart bonde · c7 svart bonde · f7 svart bonde · g7 svart bonde · h7 svart bonde · a2 vit bonde · b2 vit bonde · c2 vit bonde · f2 vit bonde · g2 vit bonde · h2 vit bonde | a7 svart bonde · b7 svart bonde · c7 svart bonde · f7 svart bonde · g7 svart bonde · h7 svart bonde · a2 vit bonde · b2 vit bonde · c2 vit bonde · f2 vit bonde · g2 vit bonde · h2 vit bonde | a7 svart bonde · b7 svart bonde · c7 svart bonde · f7 svart bonde · g7 svart bonde · h7 svart bonde · a2 vit bonde · b2 vit bonde · c2 vit bonde · f2 vit bonde · g2 vit bonde · h2 vit bonde | a7 svart bonde · b7 svart bonde · c7 svart bonde · f7 svart bonde · g7 svart bonde · h7 svart bonde · a2 vit bonde · b2 vit bonde · c2 vit bonde · f2 vit bonde · g2 vit bonde · h2 vit bonde | a7 svart bonde · b7 svart bonde · c7 svart bonde · f7 svart bonde · g7 svart bonde · h7 svart bonde · a2 vit bonde · b2 vit bonde · c2 vit bonde · f2 vit bonde · g2 vit bonde · h2 vit bonde | a7 svart bonde · b7 svart bonde · c7 svart bonde · f7 svart bonde · g7 svart bonde · h7 svart bonde · a2 vit bonde · b2 vit bonde · c2 vit bonde · f2 vit bonde · g2 vit bonde · h2 vit bonde | a7 svart bonde · b7 svart bonde · c7 svart bonde · f7 svart bonde · g7 svart bonde · h7 svart bonde · a2 vit bonde · b2 vit bonde · c2 vit bonde · f2 vit bonde · g2 vit bonde · h2 vit bonde | 8 |
| 7 | a7 svart bonde · b7 svart bonde · c7 svart bonde · f7 svart bonde · g7 svart bonde · h7 svart bonde · a2 vit bonde · b2 vit bonde · c2 vit bonde · f2 vit bonde · g2 vit bonde · h2 vit bonde | a7 svart bonde · b7 svart bonde · c7 svart bonde · f7 svart bonde · g7 svart bonde · h7 svart bonde · a2 vit bonde · b2 vit bonde · c2 vit bonde · f2 vit bonde · g2 vit bonde · h2 vit bonde | a7 svart bonde · b7 svart bonde · c7 svart bonde · f7 svart bonde · g7 svart bonde · h7 svart bonde · a2 vit bonde · b2 vit bonde · c2 vit bonde · f2 vit bonde · g2 vit bonde · h2 vit bonde | a7 svart bonde · b7 svart bonde · c7 svart bonde · f7 svart bonde · g7 svart bonde · h7 svart bonde · a2 vit bonde · b2 vit bonde · c2 vit bonde · f2 vit bonde · g2 vit bonde · h2 vit bonde | a7 svart bonde · b7 svart bonde · c7 svart bonde · f7 svart bonde · g7 svart bonde · h7 svart bonde · a2 vit bonde · b2 vit bonde · c2 vit bonde · f2 vit bonde · g2 vit bonde · h2 vit bonde | a7 svart bonde · b7 svart bonde · c7 svart bonde · f7 svart bonde · g7 svart bonde · h7 svart bonde · a2 vit bonde · b2 vit bonde · c2 vit bonde · f2 vit bonde · g2 vit bonde · h2 vit bonde | a7 svart bonde · b7 svart bonde · c7 svart bonde · f7 svart bonde · g7 svart bonde · h7 svart bonde · a2 vit bonde · b2 vit bonde · c2 vit bonde · f2 vit bonde · g2 vit bonde · h2 vit bonde | a7 svart bonde · b7 svart bonde · c7 svart bonde · f7 svart bonde · g7 svart bonde · h7 svart bonde · a2 vit bonde · b2 vit bonde · c2 vit bonde · f2 vit bonde · g2 vit bonde · h2 vit bonde | 7 |
| 6 | a7 svart bonde · b7 svart bonde · c7 svart bonde · f7 svart bonde · g7 svart bonde · h7 svart bonde · a2 vit bonde · b2 vit bonde · c2 vit bonde · f2 vit bonde · g2 vit bonde · h2 vit bonde | a7 svart bonde · b7 svart bonde · c7 svart bonde · f7 svart bonde · g7 svart bonde · h7 svart bonde · a2 vit bonde · b2 vit bonde · c2 vit bonde · f2 vit bonde · g2 vit bonde · h2 vit bonde | a7 svart bonde · b7 svart bonde · c7 svart bonde · f7 svart bonde · g7 svart bonde · h7 svart bonde · a2 vit bonde · b2 vit bonde · c2 vit bonde · f2 vit bonde · g2 vit bonde · h2 vit bonde | a7 svart bonde · b7 svart bonde · c7 svart bonde · f7 svart bonde · g7 svart bonde · h7 svart bonde · a2 vit bonde · b2 vit bonde · c2 vit bonde · f2 vit bonde · g2 vit bonde · h2 vit bonde | a7 svart bonde · b7 svart bonde · c7 svart bonde · f7 svart bonde · g7 svart bonde · h7 svart bonde · a2 vit bonde · b2 vit bonde · c2 vit bonde · f2 vit bonde · g2 vit bonde · h2 vit bonde | a7 svart bonde · b7 svart bonde · c7 svart bonde · f7 svart bonde · g7 svart bonde · h7 svart bonde · a2 vit bonde · b2 vit bonde · c2 vit bonde · f2 vit bonde · g2 vit bonde · h2 vit bonde | a7 svart bonde · b7 svart bonde · c7 svart bonde · f7 svart bonde · g7 svart bonde · h7 svart bonde · a2 vit bonde · b2 vit bonde · c2 vit bonde · f2 vit bonde · g2 vit bonde · h2 vit bonde | a7 svart bonde · b7 svart bonde · c7 svart bonde · f7 svart bonde · g7 svart bonde · h7 svart bonde · a2 vit bonde · b2 vit bonde · c2 vit bonde · f2 vit bonde · g2 vit bonde · h2 vit bonde | 6 |
| 5 | a7 svart bonde · b7 svart bonde · c7 svart bonde · f7 svart bonde · g7 svart bonde · h7 svart bonde · a2 vit bonde · b2 vit bonde · c2 vit bonde · f2 vit bonde · g2 vit bonde · h2 vit bonde | a7 svart bonde · b7 svart bonde · c7 svart bonde · f7 svart bonde · g7 svart bonde · h7 svart bonde · a2 vit bonde · b2 vit bonde · c2 vit bonde · f2 vit bonde · g2 vit bonde · h2 vit bonde | a7 svart bonde · b7 svart bonde · c7 svart bonde · f7 svart bonde · g7 svart bonde · h7 svart bonde · a2 vit bonde · b2 vit bonde · c2 vit bonde · f2 vit bonde · g2 vit bonde · h2 vit bonde | a7 svart bonde · b7 svart bonde · c7 svart bonde · f7 svart bonde · g7 svart bonde · h7 svart bonde · a2 vit bonde · b2 vit bonde · c2 vit bonde · f2 vit bonde · g2 vit bonde · h2 vit bonde | a7 svart bonde · b7 svart bonde · c7 svart bonde · f7 svart bonde · g7 svart bonde · h7 svart bonde · a2 vit bonde · b2 vit bonde · c2 vit bonde · f2 vit bonde · g2 vit bonde · h2 vit bonde | a7 svart bonde · b7 svart bonde · c7 svart bonde · f7 svart bonde · g7 svart bonde · h7 svart bonde · a2 vit bonde · b2 vit bonde · c2 vit bonde · f2 vit bonde · g2 vit bonde · h2 vit bonde | a7 svart bonde · b7 svart bonde · c7 svart bonde · f7 svart bonde · g7 svart bonde · h7 svart bonde · a2 vit bonde · b2 vit bonde · c2 vit bonde · f2 vit bonde · g2 vit bonde · h2 vit bonde | a7 svart bonde · b7 svart bonde · c7 svart bonde · f7 svart bonde · g7 svart bonde · h7 svart bonde · a2 vit bonde · b2 vit bonde · c2 vit bonde · f2 vit bonde · g2 vit bonde · h2 vit bonde | 5 |
| 4 | a7 svart bonde · b7 svart bonde · c7 svart bonde · f7 svart bonde · g7 svart bonde · h7 svart bonde · a2 vit bonde · b2 vit bonde · c2 vit bonde · f2 vit bonde · g2 vit bonde · h2 vit bonde | a7 svart bonde · b7 svart bonde · c7 svart bonde · f7 svart bonde · g7 svart bonde · h7 svart bonde · a2 vit bonde · b2 vit bonde · c2 vit bonde · f2 vit bonde · g2 vit bonde · h2 vit bonde | a7 svart bonde · b7 svart bonde · c7 svart bonde · f7 svart bonde · g7 svart bonde · h7 svart bonde · a2 vit bonde · b2 vit bonde · c2 vit bonde · f2 vit bonde · g2 vit bonde · h2 vit bonde | a7 svart bonde · b7 svart bonde · c7 svart bonde · f7 svart bonde · g7 svart bonde · h7 svart bonde · a2 vit bonde · b2 vit bonde · c2 vit bonde · f2 vit bonde · g2 vit bonde · h2 vit bonde | a7 svart bonde · b7 svart bonde · c7 svart bonde · f7 svart bonde · g7 svart bonde · h7 svart bonde · a2 vit bonde · b2 vit bonde · c2 vit bonde · f2 vit bonde · g2 vit bonde · h2 vit bonde | a7 svart bonde · b7 svart bonde · c7 svart bonde · f7 svart bonde · g7 svart bonde · h7 svart bonde · a2 vit bonde · b2 vit bonde · c2 vit bonde · f2 vit bonde · g2 vit bonde · h2 vit bonde | a7 svart bonde · b7 svart bonde · c7 svart bonde · f7 svart bonde · g7 svart bonde · h7 svart bonde · a2 vit bonde · b2 vit bonde · c2 vit bonde · f2 vit bonde · g2 vit bonde · h2 vit bonde | a7 svart bonde · b7 svart bonde · c7 svart bonde · f7 svart bonde · g7 svart bonde · h7 svart bonde · a2 vit bonde · b2 vit bonde · c2 vit bonde · f2 vit bonde · g2 vit bonde · h2 vit bonde | 4 |
| 3 | a7 svart bonde · b7 svart bonde · c7 svart bonde · f7 svart bonde · g7 svart bonde · h7 svart bonde · a2 vit bonde · b2 vit bonde · c2 vit bonde · f2 vit bonde · g2 vit bonde · h2 vit bonde | a7 svart bonde · b7 svart bonde · c7 svart bonde · f7 svart bonde · g7 svart bonde · h7 svart bonde · a2 vit bonde · b2 vit bonde · c2 vit bonde · f2 vit bonde · g2 vit bonde · h2 vit bonde | a7 svart bonde · b7 svart bonde · c7 svart bonde · f7 svart bonde · g7 svart bonde · h7 svart bonde · a2 vit bonde · b2 vit bonde · c2 vit bonde · f2 vit bonde · g2 vit bonde · h2 vit bonde | a7 svart bonde · b7 svart bonde · c7 svart bonde · f7 svart bonde · g7 svart bonde · h7 svart bonde · a2 vit bonde · b2 vit bonde · c2 vit bonde · f2 vit bonde · g2 vit bonde · h2 vit bonde | a7 svart bonde · b7 svart bonde · c7 svart bonde · f7 svart bonde · g7 svart bonde · h7 svart bonde · a2 vit bonde · b2 vit bonde · c2 vit bonde · f2 vit bonde · g2 vit bonde · h2 vit bonde | a7 svart bonde · b7 svart bonde · c7 svart bonde · f7 svart bonde · g7 svart bonde · h7 svart bonde · a2 vit bonde · b2 vit bonde · c2 vit bonde · f2 vit bonde · g2 vit bonde · h2 vit bonde | a7 svart bonde · b7 svart bonde · c7 svart bonde · f7 svart bonde · g7 svart bonde · h7 svart bonde · a2 vit bonde · b2 vit bonde · c2 vit bonde · f2 vit bonde · g2 vit bonde · h2 vit bonde | a7 svart bonde · b7 svart bonde · c7 svart bonde · f7 svart bonde · g7 svart bonde · h7 svart bonde · a2 vit bonde · b2 vit bonde · c2 vit bonde · f2 vit bonde · g2 vit bonde · h2 vit bonde | 3 |
| 2 | a7 svart bonde · b7 svart bonde · c7 svart bonde · f7 svart bonde · g7 svart bonde · h7 svart bonde · a2 vit bonde · b2 vit bonde · c2 vit bonde · f2 vit bonde · g2 vit bonde · h2 vit bonde | a7 svart bonde · b7 svart bonde · c7 svart bonde · f7 svart bonde · g7 svart bonde · h7 svart bonde · a2 vit bonde · b2 vit bonde · c2 vit bonde · f2 vit bonde · g2 vit bonde · h2 vit bonde | a7 svart bonde · b7 svart bonde · c7 svart bonde · f7 svart bonde · g7 svart bonde · h7 svart bonde · a2 vit bonde · b2 vit bonde · c2 vit bonde · f2 vit bonde · g2 vit bonde · h2 vit bonde | a7 svart bonde · b7 svart bonde · c7 svart bonde · f7 svart bonde · g7 svart bonde · h7 svart bonde · a2 vit bonde · b2 vit bonde · c2 vit bonde · f2 vit bonde · g2 vit bonde · h2 vit bonde | a7 svart bonde · b7 svart bonde · c7 svart bonde · f7 svart bonde · g7 svart bonde · h7 svart bonde · a2 vit bonde · b2 vit bonde · c2 vit bonde · f2 vit bonde · g2 vit bonde · h2 vit bonde | a7 svart bonde · b7 svart bonde · c7 svart bonde · f7 svart bonde · g7 svart bonde · h7 svart bonde · a2 vit bonde · b2 vit bonde · c2 vit bonde · f2 vit bonde · g2 vit bonde · h2 vit bonde | a7 svart bonde · b7 svart bonde · c7 svart bonde · f7 svart bonde · g7 svart bonde · h7 svart bonde · a2 vit bonde · b2 vit bonde · c2 vit bonde · f2 vit bonde · g2 vit bonde · h2 vit bonde | a7 svart bonde · b7 svart bonde · c7 svart bonde · f7 svart bonde · g7 svart bonde · h7 svart bonde · a2 vit bonde · b2 vit bonde · c2 vit bonde · f2 vit bonde · g2 vit bonde · h2 vit bonde | 2 |
| 1 | a7 svart bonde · b7 svart bonde · c7 svart bonde · f7 svart bonde · g7 svart bonde · h7 svart bonde · a2 vit bonde · b2 vit bonde · c2 vit bonde · f2 vit bonde · g2 vit bonde · h2 vit bonde | a7 svart bonde · b7 svart bonde · c7 svart bonde · f7 svart bonde · g7 svart bonde · h7 svart bonde · a2 vit bonde · b2 vit bonde · c2 vit bonde · f2 vit bonde · g2 vit bonde · h2 vit bonde | a7 svart bonde · b7 svart bonde · c7 svart bonde · f7 svart bonde · g7 svart bonde · h7 svart bonde · a2 vit bonde · b2 vit bonde · c2 vit bonde · f2 vit bonde · g2 vit bonde · h2 vit bonde | a7 svart bonde · b7 svart bonde · c7 svart bonde · f7 svart bonde · g7 svart bonde · h7 svart bonde · a2 vit bonde · b2 vit bonde · c2 vit bonde · f2 vit bonde · g2 vit bonde · h2 vit bonde | a7 svart bonde · b7 svart bonde · c7 svart bonde · f7 svart bonde · g7 svart bonde · h7 svart bonde · a2 vit bonde · b2 vit bonde · c2 vit bonde · f2 vit bonde · g2 vit bonde · h2 vit bonde | a7 svart bonde · b7 svart bonde · c7 svart bonde · f7 svart bonde · g7 svart bonde · h7 svart bonde · a2 vit bonde · b2 vit bonde · c2 vit bonde · f2 vit bonde · g2 vit bonde · h2 vit bonde | a7 svart bonde · b7 svart bonde · c7 svart bonde · f7 svart bonde · g7 svart bonde · h7 svart bonde · a2 vit bonde · b2 vit bonde · c2 vit bonde · f2 vit bonde · g2 vit bonde · h2 vit bonde | a7 svart bonde · b7 svart bonde · c7 svart bonde · f7 svart bonde · g7 svart bonde · h7 svart bonde · a2 vit bonde · b2 vit bonde · c2 vit bonde · f2 vit bonde · g2 vit bonde · h2 vit bonde | 1 |
|   | a | b | c | d | e | f | g | h |   |

Det finns varierande grader av öppna centrum. En extrem är ställningen i diagrammet där inga centrumbönder alls finns kvar.
I den här typen av ställningar är det viktigt att få undan kungen från centrum genom rockad. Att avancera med bönder brukar inte ge så mycket i öppna ställningar, i stället gäller det att snabbt få ett aktivt pjässpel och skaffa sig initiativet. Löparen är starkare än springaren här när den inte hindras av bönder.

### Isolerad d-bonde
|   | a | b | c | d | e | f | g | h |   |
| 8 | a7 svart bonde · b7 svart bonde · f7 svart bonde · g7 svart bonde · h7 svart bonde · e6 svart bonde · d4 vit bonde · a2 vit bonde · b2 vit bonde · f2 vit bonde · g2 vit bonde · h2 vit bonde | a7 svart bonde · b7 svart bonde · f7 svart bonde · g7 svart bonde · h7 svart bonde · e6 svart bonde · d4 vit bonde · a2 vit bonde · b2 vit bonde · f2 vit bonde · g2 vit bonde · h2 vit bonde | a7 svart bonde · b7 svart bonde · f7 svart bonde · g7 svart bonde · h7 svart bonde · e6 svart bonde · d4 vit bonde · a2 vit bonde · b2 vit bonde · f2 vit bonde · g2 vit bonde · h2 vit bonde | a7 svart bonde · b7 svart bonde · f7 svart bonde · g7 svart bonde · h7 svart bonde · e6 svart bonde · d4 vit bonde · a2 vit bonde · b2 vit bonde · f2 vit bonde · g2 vit bonde · h2 vit bonde | a7 svart bonde · b7 svart bonde · f7 svart bonde · g7 svart bonde · h7 svart bonde · e6 svart bonde · d4 vit bonde · a2 vit bonde · b2 vit bonde · f2 vit bonde · g2 vit bonde · h2 vit bonde | a7 svart bonde · b7 svart bonde · f7 svart bonde · g7 svart bonde · h7 svart bonde · e6 svart bonde · d4 vit bonde · a2 vit bonde · b2 vit bonde · f2 vit bonde · g2 vit bonde · h2 vit bonde | a7 svart bonde · b7 svart bonde · f7 svart bonde · g7 svart bonde · h7 svart bonde · e6 svart bonde · d4 vit bonde · a2 vit bonde · b2 vit bonde · f2 vit bonde · g2 vit bonde · h2 vit bonde | a7 svart bonde · b7 svart bonde · f7 svart bonde · g7 svart bonde · h7 svart bonde · e6 svart bonde · d4 vit bonde · a2 vit bonde · b2 vit bonde · f2 vit bonde · g2 vit bonde · h2 vit bonde | 8 |
| 7 | a7 svart bonde · b7 svart bonde · f7 svart bonde · g7 svart bonde · h7 svart bonde · e6 svart bonde · d4 vit bonde · a2 vit bonde · b2 vit bonde · f2 vit bonde · g2 vit bonde · h2 vit bonde | a7 svart bonde · b7 svart bonde · f7 svart bonde · g7 svart bonde · h7 svart bonde · e6 svart bonde · d4 vit bonde · a2 vit bonde · b2 vit bonde · f2 vit bonde · g2 vit bonde · h2 vit bonde | a7 svart bonde · b7 svart bonde · f7 svart bonde · g7 svart bonde · h7 svart bonde · e6 svart bonde · d4 vit bonde · a2 vit bonde · b2 vit bonde · f2 vit bonde · g2 vit bonde · h2 vit bonde | a7 svart bonde · b7 svart bonde · f7 svart bonde · g7 svart bonde · h7 svart bonde · e6 svart bonde · d4 vit bonde · a2 vit bonde · b2 vit bonde · f2 vit bonde · g2 vit bonde · h2 vit bonde | a7 svart bonde · b7 svart bonde · f7 svart bonde · g7 svart bonde · h7 svart bonde · e6 svart bonde · d4 vit bonde · a2 vit bonde · b2 vit bonde · f2 vit bonde · g2 vit bonde · h2 vit bonde | a7 svart bonde · b7 svart bonde · f7 svart bonde · g7 svart bonde · h7 svart bonde · e6 svart bonde · d4 vit bonde · a2 vit bonde · b2 vit bonde · f2 vit bonde · g2 vit bonde · h2 vit bonde | a7 svart bonde · b7 svart bonde · f7 svart bonde · g7 svart bonde · h7 svart bonde · e6 svart bonde · d4 vit bonde · a2 vit bonde · b2 vit bonde · f2 vit bonde · g2 vit bonde · h2 vit bonde | a7 svart bonde · b7 svart bonde · f7 svart bonde · g7 svart bonde · h7 svart bonde · e6 svart bonde · d4 vit bonde · a2 vit bonde · b2 vit bonde · f2 vit bonde · g2 vit bonde · h2 vit bonde | 7 |
| 6 | a7 svart bonde · b7 svart bonde · f7 svart bonde · g7 svart bonde · h7 svart bonde · e6 svart bonde · d4 vit bonde · a2 vit bonde · b2 vit bonde · f2 vit bonde · g2 vit bonde · h2 vit bonde | a7 svart bonde · b7 svart bonde · f7 svart bonde · g7 svart bonde · h7 svart bonde · e6 svart bonde · d4 vit bonde · a2 vit bonde · b2 vit bonde · f2 vit bonde · g2 vit bonde · h2 vit bonde | a7 svart bonde · b7 svart bonde · f7 svart bonde · g7 svart bonde · h7 svart bonde · e6 svart bonde · d4 vit bonde · a2 vit bonde · b2 vit bonde · f2 vit bonde · g2 vit bonde · h2 vit bonde | a7 svart bonde · b7 svart bonde · f7 svart bonde · g7 svart bonde · h7 svart bonde · e6 svart bonde · d4 vit bonde · a2 vit bonde · b2 vit bonde · f2 vit bonde · g2 vit bonde · h2 vit bonde | a7 svart bonde · b7 svart bonde · f7 svart bonde · g7 svart bonde · h7 svart bonde · e6 svart bonde · d4 vit bonde · a2 vit bonde · b2 vit bonde · f2 vit bonde · g2 vit bonde · h2 vit bonde | a7 svart bonde · b7 svart bonde · f7 svart bonde · g7 svart bonde · h7 svart bonde · e6 svart bonde · d4 vit bonde · a2 vit bonde · b2 vit bonde · f2 vit bonde · g2 vit bonde · h2 vit bonde | a7 svart bonde · b7 svart bonde · f7 svart bonde · g7 svart bonde · h7 svart bonde · e6 svart bonde · d4 vit bonde · a2 vit bonde · b2 vit bonde · f2 vit bonde · g2 vit bonde · h2 vit bonde | a7 svart bonde · b7 svart bonde · f7 svart bonde · g7 svart bonde · h7 svart bonde · e6 svart bonde · d4 vit bonde · a2 vit bonde · b2 vit bonde · f2 vit bonde · g2 vit bonde · h2 vit bonde | 6 |
| 5 | a7 svart bonde · b7 svart bonde · f7 svart bonde · g7 svart bonde · h7 svart bonde · e6 svart bonde · d4 vit bonde · a2 vit bonde · b2 vit bonde · f2 vit bonde · g2 vit bonde · h2 vit bonde | a7 svart bonde · b7 svart bonde · f7 svart bonde · g7 svart bonde · h7 svart bonde · e6 svart bonde · d4 vit bonde · a2 vit bonde · b2 vit bonde · f2 vit bonde · g2 vit bonde · h2 vit bonde | a7 svart bonde · b7 svart bonde · f7 svart bonde · g7 svart bonde · h7 svart bonde · e6 svart bonde · d4 vit bonde · a2 vit bonde · b2 vit bonde · f2 vit bonde · g2 vit bonde · h2 vit bonde | a7 svart bonde · b7 svart bonde · f7 svart bonde · g7 svart bonde · h7 svart bonde · e6 svart bonde · d4 vit bonde · a2 vit bonde · b2 vit bonde · f2 vit bonde · g2 vit bonde · h2 vit bonde | a7 svart bonde · b7 svart bonde · f7 svart bonde · g7 svart bonde · h7 svart bonde · e6 svart bonde · d4 vit bonde · a2 vit bonde · b2 vit bonde · f2 vit bonde · g2 vit bonde · h2 vit bonde | a7 svart bonde · b7 svart bonde · f7 svart bonde · g7 svart bonde · h7 svart bonde · e6 svart bonde · d4 vit bonde · a2 vit bonde · b2 vit bonde · f2 vit bonde · g2 vit bonde · h2 vit bonde | a7 svart bonde · b7 svart bonde · f7 svart bonde · g7 svart bonde · h7 svart bonde · e6 svart bonde · d4 vit bonde · a2 vit bonde · b2 vit bonde · f2 vit bonde · g2 vit bonde · h2 vit bonde | a7 svart bonde · b7 svart bonde · f7 svart bonde · g7 svart bonde · h7 svart bonde · e6 svart bonde · d4 vit bonde · a2 vit bonde · b2 vit bonde · f2 vit bonde · g2 vit bonde · h2 vit bonde | 5 |
| 4 | a7 svart bonde · b7 svart bonde · f7 svart bonde · g7 svart bonde · h7 svart bonde · e6 svart bonde · d4 vit bonde · a2 vit bonde · b2 vit bonde · f2 vit bonde · g2 vit bonde · h2 vit bonde | a7 svart bonde · b7 svart bonde · f7 svart bonde · g7 svart bonde · h7 svart bonde · e6 svart bonde · d4 vit bonde · a2 vit bonde · b2 vit bonde · f2 vit bonde · g2 vit bonde · h2 vit bonde | a7 svart bonde · b7 svart bonde · f7 svart bonde · g7 svart bonde · h7 svart bonde · e6 svart bonde · d4 vit bonde · a2 vit bonde · b2 vit bonde · f2 vit bonde · g2 vit bonde · h2 vit bonde | a7 svart bonde · b7 svart bonde · f7 svart bonde · g7 svart bonde · h7 svart bonde · e6 svart bonde · d4 vit bonde · a2 vit bonde · b2 vit bonde · f2 vit bonde · g2 vit bonde · h2 vit bonde | a7 svart bonde · b7 svart bonde · f7 svart bonde · g7 svart bonde · h7 svart bonde · e6 svart bonde · d4 vit bonde · a2 vit bonde · b2 vit bonde · f2 vit bonde · g2 vit bonde · h2 vit bonde | a7 svart bonde · b7 svart bonde · f7 svart bonde · g7 svart bonde · h7 svart bonde · e6 svart bonde · d4 vit bonde · a2 vit bonde · b2 vit bonde · f2 vit bonde · g2 vit bonde · h2 vit bonde | a7 svart bonde · b7 svart bonde · f7 svart bonde · g7 svart bonde · h7 svart bonde · e6 svart bonde · d4 vit bonde · a2 vit bonde · b2 vit bonde · f2 vit bonde · g2 vit bonde · h2 vit bonde | a7 svart bonde · b7 svart bonde · f7 svart bonde · g7 svart bonde · h7 svart bonde · e6 svart bonde · d4 vit bonde · a2 vit bonde · b2 vit bonde · f2 vit bonde · g2 vit bonde · h2 vit bonde | 4 |
| 3 | a7 svart bonde · b7 svart bonde · f7 svart bonde · g7 svart bonde · h7 svart bonde · e6 svart bonde · d4 vit bonde · a2 vit bonde · b2 vit bonde · f2 vit bonde · g2 vit bonde · h2 vit bonde | a7 svart bonde · b7 svart bonde · f7 svart bonde · g7 svart bonde · h7 svart bonde · e6 svart bonde · d4 vit bonde · a2 vit bonde · b2 vit bonde · f2 vit bonde · g2 vit bonde · h2 vit bonde | a7 svart bonde · b7 svart bonde · f7 svart bonde · g7 svart bonde · h7 svart bonde · e6 svart bonde · d4 vit bonde · a2 vit bonde · b2 vit bonde · f2 vit bonde · g2 vit bonde · h2 vit bonde | a7 svart bonde · b7 svart bonde · f7 svart bonde · g7 svart bonde · h7 svart bonde · e6 svart bonde · d4 vit bonde · a2 vit bonde · b2 vit bonde · f2 vit bonde · g2 vit bonde · h2 vit bonde | a7 svart bonde · b7 svart bonde · f7 svart bonde · g7 svart bonde · h7 svart bonde · e6 svart bonde · d4 vit bonde · a2 vit bonde · b2 vit bonde · f2 vit bonde · g2 vit bonde · h2 vit bonde | a7 svart bonde · b7 svart bonde · f7 svart bonde · g7 svart bonde · h7 svart bonde · e6 svart bonde · d4 vit bonde · a2 vit bonde · b2 vit bonde · f2 vit bonde · g2 vit bonde · h2 vit bonde | a7 svart bonde · b7 svart bonde · f7 svart bonde · g7 svart bonde · h7 svart bonde · e6 svart bonde · d4 vit bonde · a2 vit bonde · b2 vit bonde · f2 vit bonde · g2 vit bonde · h2 vit bonde | a7 svart bonde · b7 svart bonde · f7 svart bonde · g7 svart bonde · h7 svart bonde · e6 svart bonde · d4 vit bonde · a2 vit bonde · b2 vit bonde · f2 vit bonde · g2 vit bonde · h2 vit bonde | 3 |
| 2 | a7 svart bonde · b7 svart bonde · f7 svart bonde · g7 svart bonde · h7 svart bonde · e6 svart bonde · d4 vit bonde · a2 vit bonde · b2 vit bonde · f2 vit bonde · g2 vit bonde · h2 vit bonde | a7 svart bonde · b7 svart bonde · f7 svart bonde · g7 svart bonde · h7 svart bonde · e6 svart bonde · d4 vit bonde · a2 vit bonde · b2 vit bonde · f2 vit bonde · g2 vit bonde · h2 vit bonde | a7 svart bonde · b7 svart bonde · f7 svart bonde · g7 svart bonde · h7 svart bonde · e6 svart bonde · d4 vit bonde · a2 vit bonde · b2 vit bonde · f2 vit bonde · g2 vit bonde · h2 vit bonde | a7 svart bonde · b7 svart bonde · f7 svart bonde · g7 svart bonde · h7 svart bonde · e6 svart bonde · d4 vit bonde · a2 vit bonde · b2 vit bonde · f2 vit bonde · g2 vit bonde · h2 vit bonde | a7 svart bonde · b7 svart bonde · f7 svart bonde · g7 svart bonde · h7 svart bonde · e6 svart bonde · d4 vit bonde · a2 vit bonde · b2 vit bonde · f2 vit bonde · g2 vit bonde · h2 vit bonde | a7 svart bonde · b7 svart bonde · f7 svart bonde · g7 svart bonde · h7 svart bonde · e6 svart bonde · d4 vit bonde · a2 vit bonde · b2 vit bonde · f2 vit bonde · g2 vit bonde · h2 vit bonde | a7 svart bonde · b7 svart bonde · f7 svart bonde · g7 svart bonde · h7 svart bonde · e6 svart bonde · d4 vit bonde · a2 vit bonde · b2 vit bonde · f2 vit bonde · g2 vit bonde · h2 vit bonde | a7 svart bonde · b7 svart bonde · f7 svart bonde · g7 svart bonde · h7 svart bonde · e6 svart bonde · d4 vit bonde · a2 vit bonde · b2 vit bonde · f2 vit bonde · g2 vit bonde · h2 vit bonde | 2 |
| 1 | a7 svart bonde · b7 svart bonde · f7 svart bonde · g7 svart bonde · h7 svart bonde · e6 svart bonde · d4 vit bonde · a2 vit bonde · b2 vit bonde · f2 vit bonde · g2 vit bonde · h2 vit bonde | a7 svart bonde · b7 svart bonde · f7 svart bonde · g7 svart bonde · h7 svart bonde · e6 svart bonde · d4 vit bonde · a2 vit bonde · b2 vit bonde · f2 vit bonde · g2 vit bonde · h2 vit bonde | a7 svart bonde · b7 svart bonde · f7 svart bonde · g7 svart bonde · h7 svart bonde · e6 svart bonde · d4 vit bonde · a2 vit bonde · b2 vit bonde · f2 vit bonde · g2 vit bonde · h2 vit bonde | a7 svart bonde · b7 svart bonde · f7 svart bonde · g7 svart bonde · h7 svart bonde · e6 svart bonde · d4 vit bonde · a2 vit bonde · b2 vit bonde · f2 vit bonde · g2 vit bonde · h2 vit bonde | a7 svart bonde · b7 svart bonde · f7 svart bonde · g7 svart bonde · h7 svart bonde · e6 svart bonde · d4 vit bonde · a2 vit bonde · b2 vit bonde · f2 vit bonde · g2 vit bonde · h2 vit bonde | a7 svart bonde · b7 svart bonde · f7 svart bonde · g7 svart bonde · h7 svart bonde · e6 svart bonde · d4 vit bonde · a2 vit bonde · b2 vit bonde · f2 vit bonde · g2 vit bonde · h2 vit bonde | a7 svart bonde · b7 svart bonde · f7 svart bonde · g7 svart bonde · h7 svart bonde · e6 svart bonde · d4 vit bonde · a2 vit bonde · b2 vit bonde · f2 vit bonde · g2 vit bonde · h2 vit bonde | a7 svart bonde · b7 svart bonde · f7 svart bonde · g7 svart bonde · h7 svart bonde · e6 svart bonde · d4 vit bonde · a2 vit bonde · b2 vit bonde · f2 vit bonde · g2 vit bonde · h2 vit bonde | 1 |
|   | a | b | c | d | e | f | g | h |   |

Isolerade bönder förekommer i många öppningar och det vanligaste mönstret är en isolerad d-bonde (som också kallas isolani). Den uppkommer i flera varianter av bland annat damgambit och franskt parti.
Bondeställningen ser ut ungefär som i diagrammet.
Nackdelarna är desamma som med andra isolerade bönder. Bonden måste försvaras av pjäser och kan bli svag i slutspelet. Den ger också motståndaren ett bra fält för till exempel en springare framför bonden (fältet d5 i diagrammet). Motståndaren kan också använda den öppna c-linjen för att byta torn och förenkla spelet.
Fördelarna är en viss terrängfördel som tillåter vit att spela på kungsangrepp med löpare och dam på diagonalen b1-h7. Vit har också ett stödjefält för en springare på e5. En annan vanlig plan för vit är att genomföra d4-d5 i ett fördelaktigt läge och öppna ställningen för sina pjäser (bland annat ett torn på e-linjen) som då förhoppningsvis är mer aktiva än svarts.
|   | a | b | c | d | e | f | g | h |   |
| 8 | c8 svart torn · d8 svart drottning · f8 svart torn · g8 svart kung · a7 svart bonde · b7 svart löpare · e7 svart löpare · f7 svart bonde · g7 svart bonde · h7 svart bonde · b6 svart bonde · c6 svart springare · e6 svart bonde · f6 svart springare · g5 vit löpare · d4 vit bonde · a3 vit bonde · c3 vit springare · d3 vit drottning · f3 vit springare · b2 vit bonde · c2 vit löpare · f2 vit bonde · g2 vit bonde · h2 vit bonde · d1 vit torn · e1 vit torn · g1 vit kung | c8 svart torn · d8 svart drottning · f8 svart torn · g8 svart kung · a7 svart bonde · b7 svart löpare · e7 svart löpare · f7 svart bonde · g7 svart bonde · h7 svart bonde · b6 svart bonde · c6 svart springare · e6 svart bonde · f6 svart springare · g5 vit löpare · d4 vit bonde · a3 vit bonde · c3 vit springare · d3 vit drottning · f3 vit springare · b2 vit bonde · c2 vit löpare · f2 vit bonde · g2 vit bonde · h2 vit bonde · d1 vit torn · e1 vit torn · g1 vit kung | c8 svart torn · d8 svart drottning · f8 svart torn · g8 svart kung · a7 svart bonde · b7 svart löpare · e7 svart löpare · f7 svart bonde · g7 svart bonde · h7 svart bonde · b6 svart bonde · c6 svart springare · e6 svart bonde · f6 svart springare · g5 vit löpare · d4 vit bonde · a3 vit bonde · c3 vit springare · d3 vit drottning · f3 vit springare · b2 vit bonde · c2 vit löpare · f2 vit bonde · g2 vit bonde · h2 vit bonde · d1 vit torn · e1 vit torn · g1 vit kung | c8 svart torn · d8 svart drottning · f8 svart torn · g8 svart kung · a7 svart bonde · b7 svart löpare · e7 svart löpare · f7 svart bonde · g7 svart bonde · h7 svart bonde · b6 svart bonde · c6 svart springare · e6 svart bonde · f6 svart springare · g5 vit löpare · d4 vit bonde · a3 vit bonde · c3 vit springare · d3 vit drottning · f3 vit springare · b2 vit bonde · c2 vit löpare · f2 vit bonde · g2 vit bonde · h2 vit bonde · d1 vit torn · e1 vit torn · g1 vit kung | c8 svart torn · d8 svart drottning · f8 svart torn · g8 svart kung · a7 svart bonde · b7 svart löpare · e7 svart löpare · f7 svart bonde · g7 svart bonde · h7 svart bonde · b6 svart bonde · c6 svart springare · e6 svart bonde · f6 svart springare · g5 vit löpare · d4 vit bonde · a3 vit bonde · c3 vit springare · d3 vit drottning · f3 vit springare · b2 vit bonde · c2 vit löpare · f2 vit bonde · g2 vit bonde · h2 vit bonde · d1 vit torn · e1 vit torn · g1 vit kung | c8 svart torn · d8 svart drottning · f8 svart torn · g8 svart kung · a7 svart bonde · b7 svart löpare · e7 svart löpare · f7 svart bonde · g7 svart bonde · h7 svart bonde · b6 svart bonde · c6 svart springare · e6 svart bonde · f6 svart springare · g5 vit löpare · d4 vit bonde · a3 vit bonde · c3 vit springare · d3 vit drottning · f3 vit springare · b2 vit bonde · c2 vit löpare · f2 vit bonde · g2 vit bonde · h2 vit bonde · d1 vit torn · e1 vit torn · g1 vit kung | c8 svart torn · d8 svart drottning · f8 svart torn · g8 svart kung · a7 svart bonde · b7 svart löpare · e7 svart löpare · f7 svart bonde · g7 svart bonde · h7 svart bonde · b6 svart bonde · c6 svart springare · e6 svart bonde · f6 svart springare · g5 vit löpare · d4 vit bonde · a3 vit bonde · c3 vit springare · d3 vit drottning · f3 vit springare · b2 vit bonde · c2 vit löpare · f2 vit bonde · g2 vit bonde · h2 vit bonde · d1 vit torn · e1 vit torn · g1 vit kung | c8 svart torn · d8 svart drottning · f8 svart torn · g8 svart kung · a7 svart bonde · b7 svart löpare · e7 svart löpare · f7 svart bonde · g7 svart bonde · h7 svart bonde · b6 svart bonde · c6 svart springare · e6 svart bonde · f6 svart springare · g5 vit löpare · d4 vit bonde · a3 vit bonde · c3 vit springare · d3 vit drottning · f3 vit springare · b2 vit bonde · c2 vit löpare · f2 vit bonde · g2 vit bonde · h2 vit bonde · d1 vit torn · e1 vit torn · g1 vit kung | 8 |
| 7 | c8 svart torn · d8 svart drottning · f8 svart torn · g8 svart kung · a7 svart bonde · b7 svart löpare · e7 svart löpare · f7 svart bonde · g7 svart bonde · h7 svart bonde · b6 svart bonde · c6 svart springare · e6 svart bonde · f6 svart springare · g5 vit löpare · d4 vit bonde · a3 vit bonde · c3 vit springare · d3 vit drottning · f3 vit springare · b2 vit bonde · c2 vit löpare · f2 vit bonde · g2 vit bonde · h2 vit bonde · d1 vit torn · e1 vit torn · g1 vit kung | c8 svart torn · d8 svart drottning · f8 svart torn · g8 svart kung · a7 svart bonde · b7 svart löpare · e7 svart löpare · f7 svart bonde · g7 svart bonde · h7 svart bonde · b6 svart bonde · c6 svart springare · e6 svart bonde · f6 svart springare · g5 vit löpare · d4 vit bonde · a3 vit bonde · c3 vit springare · d3 vit drottning · f3 vit springare · b2 vit bonde · c2 vit löpare · f2 vit bonde · g2 vit bonde · h2 vit bonde · d1 vit torn · e1 vit torn · g1 vit kung | c8 svart torn · d8 svart drottning · f8 svart torn · g8 svart kung · a7 svart bonde · b7 svart löpare · e7 svart löpare · f7 svart bonde · g7 svart bonde · h7 svart bonde · b6 svart bonde · c6 svart springare · e6 svart bonde · f6 svart springare · g5 vit löpare · d4 vit bonde · a3 vit bonde · c3 vit springare · d3 vit drottning · f3 vit springare · b2 vit bonde · c2 vit löpare · f2 vit bonde · g2 vit bonde · h2 vit bonde · d1 vit torn · e1 vit torn · g1 vit kung | c8 svart torn · d8 svart drottning · f8 svart torn · g8 svart kung · a7 svart bonde · b7 svart löpare · e7 svart löpare · f7 svart bonde · g7 svart bonde · h7 svart bonde · b6 svart bonde · c6 svart springare · e6 svart bonde · f6 svart springare · g5 vit löpare · d4 vit bonde · a3 vit bonde · c3 vit springare · d3 vit drottning · f3 vit springare · b2 vit bonde · c2 vit löpare · f2 vit bonde · g2 vit bonde · h2 vit bonde · d1 vit torn · e1 vit torn · g1 vit kung | c8 svart torn · d8 svart drottning · f8 svart torn · g8 svart kung · a7 svart bonde · b7 svart löpare · e7 svart löpare · f7 svart bonde · g7 svart bonde · h7 svart bonde · b6 svart bonde · c6 svart springare · e6 svart bonde · f6 svart springare · g5 vit löpare · d4 vit bonde · a3 vit bonde · c3 vit springare · d3 vit drottning · f3 vit springare · b2 vit bonde · c2 vit löpare · f2 vit bonde · g2 vit bonde · h2 vit bonde · d1 vit torn · e1 vit torn · g1 vit kung | c8 svart torn · d8 svart drottning · f8 svart torn · g8 svart kung · a7 svart bonde · b7 svart löpare · e7 svart löpare · f7 svart bonde · g7 svart bonde · h7 svart bonde · b6 svart bonde · c6 svart springare · e6 svart bonde · f6 svart springare · g5 vit löpare · d4 vit bonde · a3 vit bonde · c3 vit springare · d3 vit drottning · f3 vit springare · b2 vit bonde · c2 vit löpare · f2 vit bonde · g2 vit bonde · h2 vit bonde · d1 vit torn · e1 vit torn · g1 vit kung | c8 svart torn · d8 svart drottning · f8 svart torn · g8 svart kung · a7 svart bonde · b7 svart löpare · e7 svart löpare · f7 svart bonde · g7 svart bonde · h7 svart bonde · b6 svart bonde · c6 svart springare · e6 svart bonde · f6 svart springare · g5 vit löpare · d4 vit bonde · a3 vit bonde · c3 vit springare · d3 vit drottning · f3 vit springare · b2 vit bonde · c2 vit löpare · f2 vit bonde · g2 vit bonde · h2 vit bonde · d1 vit torn · e1 vit torn · g1 vit kung | c8 svart torn · d8 svart drottning · f8 svart torn · g8 svart kung · a7 svart bonde · b7 svart löpare · e7 svart löpare · f7 svart bonde · g7 svart bonde · h7 svart bonde · b6 svart bonde · c6 svart springare · e6 svart bonde · f6 svart springare · g5 vit löpare · d4 vit bonde · a3 vit bonde · c3 vit springare · d3 vit drottning · f3 vit springare · b2 vit bonde · c2 vit löpare · f2 vit bonde · g2 vit bonde · h2 vit bonde · d1 vit torn · e1 vit torn · g1 vit kung | 7 |
| 6 | c8 svart torn · d8 svart drottning · f8 svart torn · g8 svart kung · a7 svart bonde · b7 svart löpare · e7 svart löpare · f7 svart bonde · g7 svart bonde · h7 svart bonde · b6 svart bonde · c6 svart springare · e6 svart bonde · f6 svart springare · g5 vit löpare · d4 vit bonde · a3 vit bonde · c3 vit springare · d3 vit drottning · f3 vit springare · b2 vit bonde · c2 vit löpare · f2 vit bonde · g2 vit bonde · h2 vit bonde · d1 vit torn · e1 vit torn · g1 vit kung | c8 svart torn · d8 svart drottning · f8 svart torn · g8 svart kung · a7 svart bonde · b7 svart löpare · e7 svart löpare · f7 svart bonde · g7 svart bonde · h7 svart bonde · b6 svart bonde · c6 svart springare · e6 svart bonde · f6 svart springare · g5 vit löpare · d4 vit bonde · a3 vit bonde · c3 vit springare · d3 vit drottning · f3 vit springare · b2 vit bonde · c2 vit löpare · f2 vit bonde · g2 vit bonde · h2 vit bonde · d1 vit torn · e1 vit torn · g1 vit kung | c8 svart torn · d8 svart drottning · f8 svart torn · g8 svart kung · a7 svart bonde · b7 svart löpare · e7 svart löpare · f7 svart bonde · g7 svart bonde · h7 svart bonde · b6 svart bonde · c6 svart springare · e6 svart bonde · f6 svart springare · g5 vit löpare · d4 vit bonde · a3 vit bonde · c3 vit springare · d3 vit drottning · f3 vit springare · b2 vit bonde · c2 vit löpare · f2 vit bonde · g2 vit bonde · h2 vit bonde · d1 vit torn · e1 vit torn · g1 vit kung | c8 svart torn · d8 svart drottning · f8 svart torn · g8 svart kung · a7 svart bonde · b7 svart löpare · e7 svart löpare · f7 svart bonde · g7 svart bonde · h7 svart bonde · b6 svart bonde · c6 svart springare · e6 svart bonde · f6 svart springare · g5 vit löpare · d4 vit bonde · a3 vit bonde · c3 vit springare · d3 vit drottning · f3 vit springare · b2 vit bonde · c2 vit löpare · f2 vit bonde · g2 vit bonde · h2 vit bonde · d1 vit torn · e1 vit torn · g1 vit kung | c8 svart torn · d8 svart drottning · f8 svart torn · g8 svart kung · a7 svart bonde · b7 svart löpare · e7 svart löpare · f7 svart bonde · g7 svart bonde · h7 svart bonde · b6 svart bonde · c6 svart springare · e6 svart bonde · f6 svart springare · g5 vit löpare · d4 vit bonde · a3 vit bonde · c3 vit springare · d3 vit drottning · f3 vit springare · b2 vit bonde · c2 vit löpare · f2 vit bonde · g2 vit bonde · h2 vit bonde · d1 vit torn · e1 vit torn · g1 vit kung | c8 svart torn · d8 svart drottning · f8 svart torn · g8 svart kung · a7 svart bonde · b7 svart löpare · e7 svart löpare · f7 svart bonde · g7 svart bonde · h7 svart bonde · b6 svart bonde · c6 svart springare · e6 svart bonde · f6 svart springare · g5 vit löpare · d4 vit bonde · a3 vit bonde · c3 vit springare · d3 vit drottning · f3 vit springare · b2 vit bonde · c2 vit löpare · f2 vit bonde · g2 vit bonde · h2 vit bonde · d1 vit torn · e1 vit torn · g1 vit kung | c8 svart torn · d8 svart drottning · f8 svart torn · g8 svart kung · a7 svart bonde · b7 svart löpare · e7 svart löpare · f7 svart bonde · g7 svart bonde · h7 svart bonde · b6 svart bonde · c6 svart springare · e6 svart bonde · f6 svart springare · g5 vit löpare · d4 vit bonde · a3 vit bonde · c3 vit springare · d3 vit drottning · f3 vit springare · b2 vit bonde · c2 vit löpare · f2 vit bonde · g2 vit bonde · h2 vit bonde · d1 vit torn · e1 vit torn · g1 vit kung | c8 svart torn · d8 svart drottning · f8 svart torn · g8 svart kung · a7 svart bonde · b7 svart löpare · e7 svart löpare · f7 svart bonde · g7 svart bonde · h7 svart bonde · b6 svart bonde · c6 svart springare · e6 svart bonde · f6 svart springare · g5 vit löpare · d4 vit bonde · a3 vit bonde · c3 vit springare · d3 vit drottning · f3 vit springare · b2 vit bonde · c2 vit löpare · f2 vit bonde · g2 vit bonde · h2 vit bonde · d1 vit torn · e1 vit torn · g1 vit kung | 6 |
| 5 | c8 svart torn · d8 svart drottning · f8 svart torn · g8 svart kung · a7 svart bonde · b7 svart löpare · e7 svart löpare · f7 svart bonde · g7 svart bonde · h7 svart bonde · b6 svart bonde · c6 svart springare · e6 svart bonde · f6 svart springare · g5 vit löpare · d4 vit bonde · a3 vit bonde · c3 vit springare · d3 vit drottning · f3 vit springare · b2 vit bonde · c2 vit löpare · f2 vit bonde · g2 vit bonde · h2 vit bonde · d1 vit torn · e1 vit torn · g1 vit kung | c8 svart torn · d8 svart drottning · f8 svart torn · g8 svart kung · a7 svart bonde · b7 svart löpare · e7 svart löpare · f7 svart bonde · g7 svart bonde · h7 svart bonde · b6 svart bonde · c6 svart springare · e6 svart bonde · f6 svart springare · g5 vit löpare · d4 vit bonde · a3 vit bonde · c3 vit springare · d3 vit drottning · f3 vit springare · b2 vit bonde · c2 vit löpare · f2 vit bonde · g2 vit bonde · h2 vit bonde · d1 vit torn · e1 vit torn · g1 vit kung | c8 svart torn · d8 svart drottning · f8 svart torn · g8 svart kung · a7 svart bonde · b7 svart löpare · e7 svart löpare · f7 svart bonde · g7 svart bonde · h7 svart bonde · b6 svart bonde · c6 svart springare · e6 svart bonde · f6 svart springare · g5 vit löpare · d4 vit bonde · a3 vit bonde · c3 vit springare · d3 vit drottning · f3 vit springare · b2 vit bonde · c2 vit löpare · f2 vit bonde · g2 vit bonde · h2 vit bonde · d1 vit torn · e1 vit torn · g1 vit kung | c8 svart torn · d8 svart drottning · f8 svart torn · g8 svart kung · a7 svart bonde · b7 svart löpare · e7 svart löpare · f7 svart bonde · g7 svart bonde · h7 svart bonde · b6 svart bonde · c6 svart springare · e6 svart bonde · f6 svart springare · g5 vit löpare · d4 vit bonde · a3 vit bonde · c3 vit springare · d3 vit drottning · f3 vit springare · b2 vit bonde · c2 vit löpare · f2 vit bonde · g2 vit bonde · h2 vit bonde · d1 vit torn · e1 vit torn · g1 vit kung | c8 svart torn · d8 svart drottning · f8 svart torn · g8 svart kung · a7 svart bonde · b7 svart löpare · e7 svart löpare · f7 svart bonde · g7 svart bonde · h7 svart bonde · b6 svart bonde · c6 svart springare · e6 svart bonde · f6 svart springare · g5 vit löpare · d4 vit bonde · a3 vit bonde · c3 vit springare · d3 vit drottning · f3 vit springare · b2 vit bonde · c2 vit löpare · f2 vit bonde · g2 vit bonde · h2 vit bonde · d1 vit torn · e1 vit torn · g1 vit kung | c8 svart torn · d8 svart drottning · f8 svart torn · g8 svart kung · a7 svart bonde · b7 svart löpare · e7 svart löpare · f7 svart bonde · g7 svart bonde · h7 svart bonde · b6 svart bonde · c6 svart springare · e6 svart bonde · f6 svart springare · g5 vit löpare · d4 vit bonde · a3 vit bonde · c3 vit springare · d3 vit drottning · f3 vit springare · b2 vit bonde · c2 vit löpare · f2 vit bonde · g2 vit bonde · h2 vit bonde · d1 vit torn · e1 vit torn · g1 vit kung | c8 svart torn · d8 svart drottning · f8 svart torn · g8 svart kung · a7 svart bonde · b7 svart löpare · e7 svart löpare · f7 svart bonde · g7 svart bonde · h7 svart bonde · b6 svart bonde · c6 svart springare · e6 svart bonde · f6 svart springare · g5 vit löpare · d4 vit bonde · a3 vit bonde · c3 vit springare · d3 vit drottning · f3 vit springare · b2 vit bonde · c2 vit löpare · f2 vit bonde · g2 vit bonde · h2 vit bonde · d1 vit torn · e1 vit torn · g1 vit kung | c8 svart torn · d8 svart drottning · f8 svart torn · g8 svart kung · a7 svart bonde · b7 svart löpare · e7 svart löpare · f7 svart bonde · g7 svart bonde · h7 svart bonde · b6 svart bonde · c6 svart springare · e6 svart bonde · f6 svart springare · g5 vit löpare · d4 vit bonde · a3 vit bonde · c3 vit springare · d3 vit drottning · f3 vit springare · b2 vit bonde · c2 vit löpare · f2 vit bonde · g2 vit bonde · h2 vit bonde · d1 vit torn · e1 vit torn · g1 vit kung | 5 |
| 4 | c8 svart torn · d8 svart drottning · f8 svart torn · g8 svart kung · a7 svart bonde · b7 svart löpare · e7 svart löpare · f7 svart bonde · g7 svart bonde · h7 svart bonde · b6 svart bonde · c6 svart springare · e6 svart bonde · f6 svart springare · g5 vit löpare · d4 vit bonde · a3 vit bonde · c3 vit springare · d3 vit drottning · f3 vit springare · b2 vit bonde · c2 vit löpare · f2 vit bonde · g2 vit bonde · h2 vit bonde · d1 vit torn · e1 vit torn · g1 vit kung | c8 svart torn · d8 svart drottning · f8 svart torn · g8 svart kung · a7 svart bonde · b7 svart löpare · e7 svart löpare · f7 svart bonde · g7 svart bonde · h7 svart bonde · b6 svart bonde · c6 svart springare · e6 svart bonde · f6 svart springare · g5 vit löpare · d4 vit bonde · a3 vit bonde · c3 vit springare · d3 vit drottning · f3 vit springare · b2 vit bonde · c2 vit löpare · f2 vit bonde · g2 vit bonde · h2 vit bonde · d1 vit torn · e1 vit torn · g1 vit kung | c8 svart torn · d8 svart drottning · f8 svart torn · g8 svart kung · a7 svart bonde · b7 svart löpare · e7 svart löpare · f7 svart bonde · g7 svart bonde · h7 svart bonde · b6 svart bonde · c6 svart springare · e6 svart bonde · f6 svart springare · g5 vit löpare · d4 vit bonde · a3 vit bonde · c3 vit springare · d3 vit drottning · f3 vit springare · b2 vit bonde · c2 vit löpare · f2 vit bonde · g2 vit bonde · h2 vit bonde · d1 vit torn · e1 vit torn · g1 vit kung | c8 svart torn · d8 svart drottning · f8 svart torn · g8 svart kung · a7 svart bonde · b7 svart löpare · e7 svart löpare · f7 svart bonde · g7 svart bonde · h7 svart bonde · b6 svart bonde · c6 svart springare · e6 svart bonde · f6 svart springare · g5 vit löpare · d4 vit bonde · a3 vit bonde · c3 vit springare · d3 vit drottning · f3 vit springare · b2 vit bonde · c2 vit löpare · f2 vit bonde · g2 vit bonde · h2 vit bonde · d1 vit torn · e1 vit torn · g1 vit kung | c8 svart torn · d8 svart drottning · f8 svart torn · g8 svart kung · a7 svart bonde · b7 svart löpare · e7 svart löpare · f7 svart bonde · g7 svart bonde · h7 svart bonde · b6 svart bonde · c6 svart springare · e6 svart bonde · f6 svart springare · g5 vit löpare · d4 vit bonde · a3 vit bonde · c3 vit springare · d3 vit drottning · f3 vit springare · b2 vit bonde · c2 vit löpare · f2 vit bonde · g2 vit bonde · h2 vit bonde · d1 vit torn · e1 vit torn · g1 vit kung | c8 svart torn · d8 svart drottning · f8 svart torn · g8 svart kung · a7 svart bonde · b7 svart löpare · e7 svart löpare · f7 svart bonde · g7 svart bonde · h7 svart bonde · b6 svart bonde · c6 svart springare · e6 svart bonde · f6 svart springare · g5 vit löpare · d4 vit bonde · a3 vit bonde · c3 vit springare · d3 vit drottning · f3 vit springare · b2 vit bonde · c2 vit löpare · f2 vit bonde · g2 vit bonde · h2 vit bonde · d1 vit torn · e1 vit torn · g1 vit kung | c8 svart torn · d8 svart drottning · f8 svart torn · g8 svart kung · a7 svart bonde · b7 svart löpare · e7 svart löpare · f7 svart bonde · g7 svart bonde · h7 svart bonde · b6 svart bonde · c6 svart springare · e6 svart bonde · f6 svart springare · g5 vit löpare · d4 vit bonde · a3 vit bonde · c3 vit springare · d3 vit drottning · f3 vit springare · b2 vit bonde · c2 vit löpare · f2 vit bonde · g2 vit bonde · h2 vit bonde · d1 vit torn · e1 vit torn · g1 vit kung | c8 svart torn · d8 svart drottning · f8 svart torn · g8 svart kung · a7 svart bonde · b7 svart löpare · e7 svart löpare · f7 svart bonde · g7 svart bonde · h7 svart bonde · b6 svart bonde · c6 svart springare · e6 svart bonde · f6 svart springare · g5 vit löpare · d4 vit bonde · a3 vit bonde · c3 vit springare · d3 vit drottning · f3 vit springare · b2 vit bonde · c2 vit löpare · f2 vit bonde · g2 vit bonde · h2 vit bonde · d1 vit torn · e1 vit torn · g1 vit kung | 4 |
| 3 | c8 svart torn · d8 svart drottning · f8 svart torn · g8 svart kung · a7 svart bonde · b7 svart löpare · e7 svart löpare · f7 svart bonde · g7 svart bonde · h7 svart bonde · b6 svart bonde · c6 svart springare · e6 svart bonde · f6 svart springare · g5 vit löpare · d4 vit bonde · a3 vit bonde · c3 vit springare · d3 vit drottning · f3 vit springare · b2 vit bonde · c2 vit löpare · f2 vit bonde · g2 vit bonde · h2 vit bonde · d1 vit torn · e1 vit torn · g1 vit kung | c8 svart torn · d8 svart drottning · f8 svart torn · g8 svart kung · a7 svart bonde · b7 svart löpare · e7 svart löpare · f7 svart bonde · g7 svart bonde · h7 svart bonde · b6 svart bonde · c6 svart springare · e6 svart bonde · f6 svart springare · g5 vit löpare · d4 vit bonde · a3 vit bonde · c3 vit springare · d3 vit drottning · f3 vit springare · b2 vit bonde · c2 vit löpare · f2 vit bonde · g2 vit bonde · h2 vit bonde · d1 vit torn · e1 vit torn · g1 vit kung | c8 svart torn · d8 svart drottning · f8 svart torn · g8 svart kung · a7 svart bonde · b7 svart löpare · e7 svart löpare · f7 svart bonde · g7 svart bonde · h7 svart bonde · b6 svart bonde · c6 svart springare · e6 svart bonde · f6 svart springare · g5 vit löpare · d4 vit bonde · a3 vit bonde · c3 vit springare · d3 vit drottning · f3 vit springare · b2 vit bonde · c2 vit löpare · f2 vit bonde · g2 vit bonde · h2 vit bonde · d1 vit torn · e1 vit torn · g1 vit kung | c8 svart torn · d8 svart drottning · f8 svart torn · g8 svart kung · a7 svart bonde · b7 svart löpare · e7 svart löpare · f7 svart bonde · g7 svart bonde · h7 svart bonde · b6 svart bonde · c6 svart springare · e6 svart bonde · f6 svart springare · g5 vit löpare · d4 vit bonde · a3 vit bonde · c3 vit springare · d3 vit drottning · f3 vit springare · b2 vit bonde · c2 vit löpare · f2 vit bonde · g2 vit bonde · h2 vit bonde · d1 vit torn · e1 vit torn · g1 vit kung | c8 svart torn · d8 svart drottning · f8 svart torn · g8 svart kung · a7 svart bonde · b7 svart löpare · e7 svart löpare · f7 svart bonde · g7 svart bonde · h7 svart bonde · b6 svart bonde · c6 svart springare · e6 svart bonde · f6 svart springare · g5 vit löpare · d4 vit bonde · a3 vit bonde · c3 vit springare · d3 vit drottning · f3 vit springare · b2 vit bonde · c2 vit löpare · f2 vit bonde · g2 vit bonde · h2 vit bonde · d1 vit torn · e1 vit torn · g1 vit kung | c8 svart torn · d8 svart drottning · f8 svart torn · g8 svart kung · a7 svart bonde · b7 svart löpare · e7 svart löpare · f7 svart bonde · g7 svart bonde · h7 svart bonde · b6 svart bonde · c6 svart springare · e6 svart bonde · f6 svart springare · g5 vit löpare · d4 vit bonde · a3 vit bonde · c3 vit springare · d3 vit drottning · f3 vit springare · b2 vit bonde · c2 vit löpare · f2 vit bonde · g2 vit bonde · h2 vit bonde · d1 vit torn · e1 vit torn · g1 vit kung | c8 svart torn · d8 svart drottning · f8 svart torn · g8 svart kung · a7 svart bonde · b7 svart löpare · e7 svart löpare · f7 svart bonde · g7 svart bonde · h7 svart bonde · b6 svart bonde · c6 svart springare · e6 svart bonde · f6 svart springare · g5 vit löpare · d4 vit bonde · a3 vit bonde · c3 vit springare · d3 vit drottning · f3 vit springare · b2 vit bonde · c2 vit löpare · f2 vit bonde · g2 vit bonde · h2 vit bonde · d1 vit torn · e1 vit torn · g1 vit kung | c8 svart torn · d8 svart drottning · f8 svart torn · g8 svart kung · a7 svart bonde · b7 svart löpare · e7 svart löpare · f7 svart bonde · g7 svart bonde · h7 svart bonde · b6 svart bonde · c6 svart springare · e6 svart bonde · f6 svart springare · g5 vit löpare · d4 vit bonde · a3 vit bonde · c3 vit springare · d3 vit drottning · f3 vit springare · b2 vit bonde · c2 vit löpare · f2 vit bonde · g2 vit bonde · h2 vit bonde · d1 vit torn · e1 vit torn · g1 vit kung | 3 |
| 2 | c8 svart torn · d8 svart drottning · f8 svart torn · g8 svart kung · a7 svart bonde · b7 svart löpare · e7 svart löpare · f7 svart bonde · g7 svart bonde · h7 svart bonde · b6 svart bonde · c6 svart springare · e6 svart bonde · f6 svart springare · g5 vit löpare · d4 vit bonde · a3 vit bonde · c3 vit springare · d3 vit drottning · f3 vit springare · b2 vit bonde · c2 vit löpare · f2 vit bonde · g2 vit bonde · h2 vit bonde · d1 vit torn · e1 vit torn · g1 vit kung | c8 svart torn · d8 svart drottning · f8 svart torn · g8 svart kung · a7 svart bonde · b7 svart löpare · e7 svart löpare · f7 svart bonde · g7 svart bonde · h7 svart bonde · b6 svart bonde · c6 svart springare · e6 svart bonde · f6 svart springare · g5 vit löpare · d4 vit bonde · a3 vit bonde · c3 vit springare · d3 vit drottning · f3 vit springare · b2 vit bonde · c2 vit löpare · f2 vit bonde · g2 vit bonde · h2 vit bonde · d1 vit torn · e1 vit torn · g1 vit kung | c8 svart torn · d8 svart drottning · f8 svart torn · g8 svart kung · a7 svart bonde · b7 svart löpare · e7 svart löpare · f7 svart bonde · g7 svart bonde · h7 svart bonde · b6 svart bonde · c6 svart springare · e6 svart bonde · f6 svart springare · g5 vit löpare · d4 vit bonde · a3 vit bonde · c3 vit springare · d3 vit drottning · f3 vit springare · b2 vit bonde · c2 vit löpare · f2 vit bonde · g2 vit bonde · h2 vit bonde · d1 vit torn · e1 vit torn · g1 vit kung | c8 svart torn · d8 svart drottning · f8 svart torn · g8 svart kung · a7 svart bonde · b7 svart löpare · e7 svart löpare · f7 svart bonde · g7 svart bonde · h7 svart bonde · b6 svart bonde · c6 svart springare · e6 svart bonde · f6 svart springare · g5 vit löpare · d4 vit bonde · a3 vit bonde · c3 vit springare · d3 vit drottning · f3 vit springare · b2 vit bonde · c2 vit löpare · f2 vit bonde · g2 vit bonde · h2 vit bonde · d1 vit torn · e1 vit torn · g1 vit kung | c8 svart torn · d8 svart drottning · f8 svart torn · g8 svart kung · a7 svart bonde · b7 svart löpare · e7 svart löpare · f7 svart bonde · g7 svart bonde · h7 svart bonde · b6 svart bonde · c6 svart springare · e6 svart bonde · f6 svart springare · g5 vit löpare · d4 vit bonde · a3 vit bonde · c3 vit springare · d3 vit drottning · f3 vit springare · b2 vit bonde · c2 vit löpare · f2 vit bonde · g2 vit bonde · h2 vit bonde · d1 vit torn · e1 vit torn · g1 vit kung | c8 svart torn · d8 svart drottning · f8 svart torn · g8 svart kung · a7 svart bonde · b7 svart löpare · e7 svart löpare · f7 svart bonde · g7 svart bonde · h7 svart bonde · b6 svart bonde · c6 svart springare · e6 svart bonde · f6 svart springare · g5 vit löpare · d4 vit bonde · a3 vit bonde · c3 vit springare · d3 vit drottning · f3 vit springare · b2 vit bonde · c2 vit löpare · f2 vit bonde · g2 vit bonde · h2 vit bonde · d1 vit torn · e1 vit torn · g1 vit kung | c8 svart torn · d8 svart drottning · f8 svart torn · g8 svart kung · a7 svart bonde · b7 svart löpare · e7 svart löpare · f7 svart bonde · g7 svart bonde · h7 svart bonde · b6 svart bonde · c6 svart springare · e6 svart bonde · f6 svart springare · g5 vit löpare · d4 vit bonde · a3 vit bonde · c3 vit springare · d3 vit drottning · f3 vit springare · b2 vit bonde · c2 vit löpare · f2 vit bonde · g2 vit bonde · h2 vit bonde · d1 vit torn · e1 vit torn · g1 vit kung | c8 svart torn · d8 svart drottning · f8 svart torn · g8 svart kung · a7 svart bonde · b7 svart löpare · e7 svart löpare · f7 svart bonde · g7 svart bonde · h7 svart bonde · b6 svart bonde · c6 svart springare · e6 svart bonde · f6 svart springare · g5 vit löpare · d4 vit bonde · a3 vit bonde · c3 vit springare · d3 vit drottning · f3 vit springare · b2 vit bonde · c2 vit löpare · f2 vit bonde · g2 vit bonde · h2 vit bonde · d1 vit torn · e1 vit torn · g1 vit kung | 2 |
| 1 | c8 svart torn · d8 svart drottning · f8 svart torn · g8 svart kung · a7 svart bonde · b7 svart löpare · e7 svart löpare · f7 svart bonde · g7 svart bonde · h7 svart bonde · b6 svart bonde · c6 svart springare · e6 svart bonde · f6 svart springare · g5 vit löpare · d4 vit bonde · a3 vit bonde · c3 vit springare · d3 vit drottning · f3 vit springare · b2 vit bonde · c2 vit löpare · f2 vit bonde · g2 vit bonde · h2 vit bonde · d1 vit torn · e1 vit torn · g1 vit kung | c8 svart torn · d8 svart drottning · f8 svart torn · g8 svart kung · a7 svart bonde · b7 svart löpare · e7 svart löpare · f7 svart bonde · g7 svart bonde · h7 svart bonde · b6 svart bonde · c6 svart springare · e6 svart bonde · f6 svart springare · g5 vit löpare · d4 vit bonde · a3 vit bonde · c3 vit springare · d3 vit drottning · f3 vit springare · b2 vit bonde · c2 vit löpare · f2 vit bonde · g2 vit bonde · h2 vit bonde · d1 vit torn · e1 vit torn · g1 vit kung | c8 svart torn · d8 svart drottning · f8 svart torn · g8 svart kung · a7 svart bonde · b7 svart löpare · e7 svart löpare · f7 svart bonde · g7 svart bonde · h7 svart bonde · b6 svart bonde · c6 svart springare · e6 svart bonde · f6 svart springare · g5 vit löpare · d4 vit bonde · a3 vit bonde · c3 vit springare · d3 vit drottning · f3 vit springare · b2 vit bonde · c2 vit löpare · f2 vit bonde · g2 vit bonde · h2 vit bonde · d1 vit torn · e1 vit torn · g1 vit kung | c8 svart torn · d8 svart drottning · f8 svart torn · g8 svart kung · a7 svart bonde · b7 svart löpare · e7 svart löpare · f7 svart bonde · g7 svart bonde · h7 svart bonde · b6 svart bonde · c6 svart springare · e6 svart bonde · f6 svart springare · g5 vit löpare · d4 vit bonde · a3 vit bonde · c3 vit springare · d3 vit drottning · f3 vit springare · b2 vit bonde · c2 vit löpare · f2 vit bonde · g2 vit bonde · h2 vit bonde · d1 vit torn · e1 vit torn · g1 vit kung | c8 svart torn · d8 svart drottning · f8 svart torn · g8 svart kung · a7 svart bonde · b7 svart löpare · e7 svart löpare · f7 svart bonde · g7 svart bonde · h7 svart bonde · b6 svart bonde · c6 svart springare · e6 svart bonde · f6 svart springare · g5 vit löpare · d4 vit bonde · a3 vit bonde · c3 vit springare · d3 vit drottning · f3 vit springare · b2 vit bonde · c2 vit löpare · f2 vit bonde · g2 vit bonde · h2 vit bonde · d1 vit torn · e1 vit torn · g1 vit kung | c8 svart torn · d8 svart drottning · f8 svart torn · g8 svart kung · a7 svart bonde · b7 svart löpare · e7 svart löpare · f7 svart bonde · g7 svart bonde · h7 svart bonde · b6 svart bonde · c6 svart springare · e6 svart bonde · f6 svart springare · g5 vit löpare · d4 vit bonde · a3 vit bonde · c3 vit springare · d3 vit drottning · f3 vit springare · b2 vit bonde · c2 vit löpare · f2 vit bonde · g2 vit bonde · h2 vit bonde · d1 vit torn · e1 vit torn · g1 vit kung | c8 svart torn · d8 svart drottning · f8 svart torn · g8 svart kung · a7 svart bonde · b7 svart löpare · e7 svart löpare · f7 svart bonde · g7 svart bonde · h7 svart bonde · b6 svart bonde · c6 svart springare · e6 svart bonde · f6 svart springare · g5 vit löpare · d4 vit bonde · a3 vit bonde · c3 vit springare · d3 vit drottning · f3 vit springare · b2 vit bonde · c2 vit löpare · f2 vit bonde · g2 vit bonde · h2 vit bonde · d1 vit torn · e1 vit torn · g1 vit kung | c8 svart torn · d8 svart drottning · f8 svart torn · g8 svart kung · a7 svart bonde · b7 svart löpare · e7 svart löpare · f7 svart bonde · g7 svart bonde · h7 svart bonde · b6 svart bonde · c6 svart springare · e6 svart bonde · f6 svart springare · g5 vit löpare · d4 vit bonde · a3 vit bonde · c3 vit springare · d3 vit drottning · f3 vit springare · b2 vit bonde · c2 vit löpare · f2 vit bonde · g2 vit bonde · h2 vit bonde · d1 vit torn · e1 vit torn · g1 vit kung | 1 |
|   | a | b | c | d | e | f | g | h |   |

Nästa diagram visar en idealisk pjäsuppställning för vit.
Damen och löparen står på diagonalen b1-h7 med damen främst. Bonden på a3 förhindrar ...Sb4. Tornen står på d- och e-linjerna och undviker avbyten på c-linjen samtidigt som de garderar e5 och blir aktiva om vit genomför d4-d5. Löparen på g5 hotar att slå på f6 så svart måste försvaga sin kungsställning med g7-g6.
Vit kan fortsätta med drag som Lb3 och Lh6 (efter ...g6). Om svart spelar Sf6-d5 kan vit spela Sc3-e4 och om svart spelar Sc6-a5 kan vit spela Sf3-e5 och följa upp med att föra över damen till kungsflygeln.
Svart (som spelar mot den isolerade bonden) har som mål att byta av pjäser, att hindra bonden från att avancera (ofta genom att sätta en springare på d5), och att förhindra att vit ställer upp sig med Lc2 och Dd3 som ovan. 
Svart kan placera tornen på c8 och e8 (för att gardera löparen på e7 om e-linjen öppnas). Pjäserna på damflygeln kan utvecklas på olika sätt. Springaren kan gå till c6 (där den trycker mot d4) eller till d7 (där den understödjer f6). Löparen kan komma i spel med b6 och Lb7 eller med Ld7 och Lc6. Det förstnämnda är ofta bättre eftersom löparen inte hotas efter vits Se5 och eftersom det håller ett öga på fältet c5.

### Hängande bönder
|   | a | b | c | d | e | f | g | h |   |
| 8 | a7 svart bonde · b7 svart bonde · f7 svart bonde · g7 svart bonde · h7 svart bonde · e6 svart bonde · c4 vit bonde · d4 vit bonde · a2 vit bonde · f2 vit bonde · g2 vit bonde · h2 vit bonde | a7 svart bonde · b7 svart bonde · f7 svart bonde · g7 svart bonde · h7 svart bonde · e6 svart bonde · c4 vit bonde · d4 vit bonde · a2 vit bonde · f2 vit bonde · g2 vit bonde · h2 vit bonde | a7 svart bonde · b7 svart bonde · f7 svart bonde · g7 svart bonde · h7 svart bonde · e6 svart bonde · c4 vit bonde · d4 vit bonde · a2 vit bonde · f2 vit bonde · g2 vit bonde · h2 vit bonde | a7 svart bonde · b7 svart bonde · f7 svart bonde · g7 svart bonde · h7 svart bonde · e6 svart bonde · c4 vit bonde · d4 vit bonde · a2 vit bonde · f2 vit bonde · g2 vit bonde · h2 vit bonde | a7 svart bonde · b7 svart bonde · f7 svart bonde · g7 svart bonde · h7 svart bonde · e6 svart bonde · c4 vit bonde · d4 vit bonde · a2 vit bonde · f2 vit bonde · g2 vit bonde · h2 vit bonde | a7 svart bonde · b7 svart bonde · f7 svart bonde · g7 svart bonde · h7 svart bonde · e6 svart bonde · c4 vit bonde · d4 vit bonde · a2 vit bonde · f2 vit bonde · g2 vit bonde · h2 vit bonde | a7 svart bonde · b7 svart bonde · f7 svart bonde · g7 svart bonde · h7 svart bonde · e6 svart bonde · c4 vit bonde · d4 vit bonde · a2 vit bonde · f2 vit bonde · g2 vit bonde · h2 vit bonde | a7 svart bonde · b7 svart bonde · f7 svart bonde · g7 svart bonde · h7 svart bonde · e6 svart bonde · c4 vit bonde · d4 vit bonde · a2 vit bonde · f2 vit bonde · g2 vit bonde · h2 vit bonde | 8 |
| 7 | a7 svart bonde · b7 svart bonde · f7 svart bonde · g7 svart bonde · h7 svart bonde · e6 svart bonde · c4 vit bonde · d4 vit bonde · a2 vit bonde · f2 vit bonde · g2 vit bonde · h2 vit bonde | a7 svart bonde · b7 svart bonde · f7 svart bonde · g7 svart bonde · h7 svart bonde · e6 svart bonde · c4 vit bonde · d4 vit bonde · a2 vit bonde · f2 vit bonde · g2 vit bonde · h2 vit bonde | a7 svart bonde · b7 svart bonde · f7 svart bonde · g7 svart bonde · h7 svart bonde · e6 svart bonde · c4 vit bonde · d4 vit bonde · a2 vit bonde · f2 vit bonde · g2 vit bonde · h2 vit bonde | a7 svart bonde · b7 svart bonde · f7 svart bonde · g7 svart bonde · h7 svart bonde · e6 svart bonde · c4 vit bonde · d4 vit bonde · a2 vit bonde · f2 vit bonde · g2 vit bonde · h2 vit bonde | a7 svart bonde · b7 svart bonde · f7 svart bonde · g7 svart bonde · h7 svart bonde · e6 svart bonde · c4 vit bonde · d4 vit bonde · a2 vit bonde · f2 vit bonde · g2 vit bonde · h2 vit bonde | a7 svart bonde · b7 svart bonde · f7 svart bonde · g7 svart bonde · h7 svart bonde · e6 svart bonde · c4 vit bonde · d4 vit bonde · a2 vit bonde · f2 vit bonde · g2 vit bonde · h2 vit bonde | a7 svart bonde · b7 svart bonde · f7 svart bonde · g7 svart bonde · h7 svart bonde · e6 svart bonde · c4 vit bonde · d4 vit bonde · a2 vit bonde · f2 vit bonde · g2 vit bonde · h2 vit bonde | a7 svart bonde · b7 svart bonde · f7 svart bonde · g7 svart bonde · h7 svart bonde · e6 svart bonde · c4 vit bonde · d4 vit bonde · a2 vit bonde · f2 vit bonde · g2 vit bonde · h2 vit bonde | 7 |
| 6 | a7 svart bonde · b7 svart bonde · f7 svart bonde · g7 svart bonde · h7 svart bonde · e6 svart bonde · c4 vit bonde · d4 vit bonde · a2 vit bonde · f2 vit bonde · g2 vit bonde · h2 vit bonde | a7 svart bonde · b7 svart bonde · f7 svart bonde · g7 svart bonde · h7 svart bonde · e6 svart bonde · c4 vit bonde · d4 vit bonde · a2 vit bonde · f2 vit bonde · g2 vit bonde · h2 vit bonde | a7 svart bonde · b7 svart bonde · f7 svart bonde · g7 svart bonde · h7 svart bonde · e6 svart bonde · c4 vit bonde · d4 vit bonde · a2 vit bonde · f2 vit bonde · g2 vit bonde · h2 vit bonde | a7 svart bonde · b7 svart bonde · f7 svart bonde · g7 svart bonde · h7 svart bonde · e6 svart bonde · c4 vit bonde · d4 vit bonde · a2 vit bonde · f2 vit bonde · g2 vit bonde · h2 vit bonde | a7 svart bonde · b7 svart bonde · f7 svart bonde · g7 svart bonde · h7 svart bonde · e6 svart bonde · c4 vit bonde · d4 vit bonde · a2 vit bonde · f2 vit bonde · g2 vit bonde · h2 vit bonde | a7 svart bonde · b7 svart bonde · f7 svart bonde · g7 svart bonde · h7 svart bonde · e6 svart bonde · c4 vit bonde · d4 vit bonde · a2 vit bonde · f2 vit bonde · g2 vit bonde · h2 vit bonde | a7 svart bonde · b7 svart bonde · f7 svart bonde · g7 svart bonde · h7 svart bonde · e6 svart bonde · c4 vit bonde · d4 vit bonde · a2 vit bonde · f2 vit bonde · g2 vit bonde · h2 vit bonde | a7 svart bonde · b7 svart bonde · f7 svart bonde · g7 svart bonde · h7 svart bonde · e6 svart bonde · c4 vit bonde · d4 vit bonde · a2 vit bonde · f2 vit bonde · g2 vit bonde · h2 vit bonde | 6 |
| 5 | a7 svart bonde · b7 svart bonde · f7 svart bonde · g7 svart bonde · h7 svart bonde · e6 svart bonde · c4 vit bonde · d4 vit bonde · a2 vit bonde · f2 vit bonde · g2 vit bonde · h2 vit bonde | a7 svart bonde · b7 svart bonde · f7 svart bonde · g7 svart bonde · h7 svart bonde · e6 svart bonde · c4 vit bonde · d4 vit bonde · a2 vit bonde · f2 vit bonde · g2 vit bonde · h2 vit bonde | a7 svart bonde · b7 svart bonde · f7 svart bonde · g7 svart bonde · h7 svart bonde · e6 svart bonde · c4 vit bonde · d4 vit bonde · a2 vit bonde · f2 vit bonde · g2 vit bonde · h2 vit bonde | a7 svart bonde · b7 svart bonde · f7 svart bonde · g7 svart bonde · h7 svart bonde · e6 svart bonde · c4 vit bonde · d4 vit bonde · a2 vit bonde · f2 vit bonde · g2 vit bonde · h2 vit bonde | a7 svart bonde · b7 svart bonde · f7 svart bonde · g7 svart bonde · h7 svart bonde · e6 svart bonde · c4 vit bonde · d4 vit bonde · a2 vit bonde · f2 vit bonde · g2 vit bonde · h2 vit bonde | a7 svart bonde · b7 svart bonde · f7 svart bonde · g7 svart bonde · h7 svart bonde · e6 svart bonde · c4 vit bonde · d4 vit bonde · a2 vit bonde · f2 vit bonde · g2 vit bonde · h2 vit bonde | a7 svart bonde · b7 svart bonde · f7 svart bonde · g7 svart bonde · h7 svart bonde · e6 svart bonde · c4 vit bonde · d4 vit bonde · a2 vit bonde · f2 vit bonde · g2 vit bonde · h2 vit bonde | a7 svart bonde · b7 svart bonde · f7 svart bonde · g7 svart bonde · h7 svart bonde · e6 svart bonde · c4 vit bonde · d4 vit bonde · a2 vit bonde · f2 vit bonde · g2 vit bonde · h2 vit bonde | 5 |
| 4 | a7 svart bonde · b7 svart bonde · f7 svart bonde · g7 svart bonde · h7 svart bonde · e6 svart bonde · c4 vit bonde · d4 vit bonde · a2 vit bonde · f2 vit bonde · g2 vit bonde · h2 vit bonde | a7 svart bonde · b7 svart bonde · f7 svart bonde · g7 svart bonde · h7 svart bonde · e6 svart bonde · c4 vit bonde · d4 vit bonde · a2 vit bonde · f2 vit bonde · g2 vit bonde · h2 vit bonde | a7 svart bonde · b7 svart bonde · f7 svart bonde · g7 svart bonde · h7 svart bonde · e6 svart bonde · c4 vit bonde · d4 vit bonde · a2 vit bonde · f2 vit bonde · g2 vit bonde · h2 vit bonde | a7 svart bonde · b7 svart bonde · f7 svart bonde · g7 svart bonde · h7 svart bonde · e6 svart bonde · c4 vit bonde · d4 vit bonde · a2 vit bonde · f2 vit bonde · g2 vit bonde · h2 vit bonde | a7 svart bonde · b7 svart bonde · f7 svart bonde · g7 svart bonde · h7 svart bonde · e6 svart bonde · c4 vit bonde · d4 vit bonde · a2 vit bonde · f2 vit bonde · g2 vit bonde · h2 vit bonde | a7 svart bonde · b7 svart bonde · f7 svart bonde · g7 svart bonde · h7 svart bonde · e6 svart bonde · c4 vit bonde · d4 vit bonde · a2 vit bonde · f2 vit bonde · g2 vit bonde · h2 vit bonde | a7 svart bonde · b7 svart bonde · f7 svart bonde · g7 svart bonde · h7 svart bonde · e6 svart bonde · c4 vit bonde · d4 vit bonde · a2 vit bonde · f2 vit bonde · g2 vit bonde · h2 vit bonde | a7 svart bonde · b7 svart bonde · f7 svart bonde · g7 svart bonde · h7 svart bonde · e6 svart bonde · c4 vit bonde · d4 vit bonde · a2 vit bonde · f2 vit bonde · g2 vit bonde · h2 vit bonde | 4 |
| 3 | a7 svart bonde · b7 svart bonde · f7 svart bonde · g7 svart bonde · h7 svart bonde · e6 svart bonde · c4 vit bonde · d4 vit bonde · a2 vit bonde · f2 vit bonde · g2 vit bonde · h2 vit bonde | a7 svart bonde · b7 svart bonde · f7 svart bonde · g7 svart bonde · h7 svart bonde · e6 svart bonde · c4 vit bonde · d4 vit bonde · a2 vit bonde · f2 vit bonde · g2 vit bonde · h2 vit bonde | a7 svart bonde · b7 svart bonde · f7 svart bonde · g7 svart bonde · h7 svart bonde · e6 svart bonde · c4 vit bonde · d4 vit bonde · a2 vit bonde · f2 vit bonde · g2 vit bonde · h2 vit bonde | a7 svart bonde · b7 svart bonde · f7 svart bonde · g7 svart bonde · h7 svart bonde · e6 svart bonde · c4 vit bonde · d4 vit bonde · a2 vit bonde · f2 vit bonde · g2 vit bonde · h2 vit bonde | a7 svart bonde · b7 svart bonde · f7 svart bonde · g7 svart bonde · h7 svart bonde · e6 svart bonde · c4 vit bonde · d4 vit bonde · a2 vit bonde · f2 vit bonde · g2 vit bonde · h2 vit bonde | a7 svart bonde · b7 svart bonde · f7 svart bonde · g7 svart bonde · h7 svart bonde · e6 svart bonde · c4 vit bonde · d4 vit bonde · a2 vit bonde · f2 vit bonde · g2 vit bonde · h2 vit bonde | a7 svart bonde · b7 svart bonde · f7 svart bonde · g7 svart bonde · h7 svart bonde · e6 svart bonde · c4 vit bonde · d4 vit bonde · a2 vit bonde · f2 vit bonde · g2 vit bonde · h2 vit bonde | a7 svart bonde · b7 svart bonde · f7 svart bonde · g7 svart bonde · h7 svart bonde · e6 svart bonde · c4 vit bonde · d4 vit bonde · a2 vit bonde · f2 vit bonde · g2 vit bonde · h2 vit bonde | 3 |
| 2 | a7 svart bonde · b7 svart bonde · f7 svart bonde · g7 svart bonde · h7 svart bonde · e6 svart bonde · c4 vit bonde · d4 vit bonde · a2 vit bonde · f2 vit bonde · g2 vit bonde · h2 vit bonde | a7 svart bonde · b7 svart bonde · f7 svart bonde · g7 svart bonde · h7 svart bonde · e6 svart bonde · c4 vit bonde · d4 vit bonde · a2 vit bonde · f2 vit bonde · g2 vit bonde · h2 vit bonde | a7 svart bonde · b7 svart bonde · f7 svart bonde · g7 svart bonde · h7 svart bonde · e6 svart bonde · c4 vit bonde · d4 vit bonde · a2 vit bonde · f2 vit bonde · g2 vit bonde · h2 vit bonde | a7 svart bonde · b7 svart bonde · f7 svart bonde · g7 svart bonde · h7 svart bonde · e6 svart bonde · c4 vit bonde · d4 vit bonde · a2 vit bonde · f2 vit bonde · g2 vit bonde · h2 vit bonde | a7 svart bonde · b7 svart bonde · f7 svart bonde · g7 svart bonde · h7 svart bonde · e6 svart bonde · c4 vit bonde · d4 vit bonde · a2 vit bonde · f2 vit bonde · g2 vit bonde · h2 vit bonde | a7 svart bonde · b7 svart bonde · f7 svart bonde · g7 svart bonde · h7 svart bonde · e6 svart bonde · c4 vit bonde · d4 vit bonde · a2 vit bonde · f2 vit bonde · g2 vit bonde · h2 vit bonde | a7 svart bonde · b7 svart bonde · f7 svart bonde · g7 svart bonde · h7 svart bonde · e6 svart bonde · c4 vit bonde · d4 vit bonde · a2 vit bonde · f2 vit bonde · g2 vit bonde · h2 vit bonde | a7 svart bonde · b7 svart bonde · f7 svart bonde · g7 svart bonde · h7 svart bonde · e6 svart bonde · c4 vit bonde · d4 vit bonde · a2 vit bonde · f2 vit bonde · g2 vit bonde · h2 vit bonde | 2 |
| 1 | a7 svart bonde · b7 svart bonde · f7 svart bonde · g7 svart bonde · h7 svart bonde · e6 svart bonde · c4 vit bonde · d4 vit bonde · a2 vit bonde · f2 vit bonde · g2 vit bonde · h2 vit bonde | a7 svart bonde · b7 svart bonde · f7 svart bonde · g7 svart bonde · h7 svart bonde · e6 svart bonde · c4 vit bonde · d4 vit bonde · a2 vit bonde · f2 vit bonde · g2 vit bonde · h2 vit bonde | a7 svart bonde · b7 svart bonde · f7 svart bonde · g7 svart bonde · h7 svart bonde · e6 svart bonde · c4 vit bonde · d4 vit bonde · a2 vit bonde · f2 vit bonde · g2 vit bonde · h2 vit bonde | a7 svart bonde · b7 svart bonde · f7 svart bonde · g7 svart bonde · h7 svart bonde · e6 svart bonde · c4 vit bonde · d4 vit bonde · a2 vit bonde · f2 vit bonde · g2 vit bonde · h2 vit bonde | a7 svart bonde · b7 svart bonde · f7 svart bonde · g7 svart bonde · h7 svart bonde · e6 svart bonde · c4 vit bonde · d4 vit bonde · a2 vit bonde · f2 vit bonde · g2 vit bonde · h2 vit bonde | a7 svart bonde · b7 svart bonde · f7 svart bonde · g7 svart bonde · h7 svart bonde · e6 svart bonde · c4 vit bonde · d4 vit bonde · a2 vit bonde · f2 vit bonde · g2 vit bonde · h2 vit bonde | a7 svart bonde · b7 svart bonde · f7 svart bonde · g7 svart bonde · h7 svart bonde · e6 svart bonde · c4 vit bonde · d4 vit bonde · a2 vit bonde · f2 vit bonde · g2 vit bonde · h2 vit bonde | a7 svart bonde · b7 svart bonde · f7 svart bonde · g7 svart bonde · h7 svart bonde · e6 svart bonde · c4 vit bonde · d4 vit bonde · a2 vit bonde · f2 vit bonde · g2 vit bonde · h2 vit bonde | 1 |
|   | a | b | c | d | e | f | g | h |   |

Hängande bönder kallas två bönder som inte hänger ihop med andra bönder. Normalt menar man c- och d-bönder som i diagrammet.
Hängande bönder är en statisk svaghet (även om den inte är lika tydlig som isolanin) men de kan vara en dynamisk styrka. Vits planer liknar dem för en isolerad d-bonde; att använda sin terrängfördel och centrumkontroll till ett kungsangrepp eller en framstöt i centrum (d4-d5 i diagrammet).
Svarts mål är att tvinga en av bönderna att avancera (c4-c5 i diagrammet) vilket vit försöker undvika. Svart blockerar sen bönderna med en pjäs på d5 och angriper dem. Svart kan också försöka byta av en av bönderna och skapa en isolerad bonde.

### Maroczy-uppställningen
|   | a | b | c | d | e | f | g | h |   |
| 8 | a7 svart bonde · b7 svart bonde · e7 svart bonde · f7 svart bonde · g7 svart bonde · h7 svart bonde · d6 svart bonde · c4 vit bonde · e4 vit bonde · a2 vit bonde · b2 vit bonde · f2 vit bonde · g2 vit bonde · h2 vit bonde | a7 svart bonde · b7 svart bonde · e7 svart bonde · f7 svart bonde · g7 svart bonde · h7 svart bonde · d6 svart bonde · c4 vit bonde · e4 vit bonde · a2 vit bonde · b2 vit bonde · f2 vit bonde · g2 vit bonde · h2 vit bonde | a7 svart bonde · b7 svart bonde · e7 svart bonde · f7 svart bonde · g7 svart bonde · h7 svart bonde · d6 svart bonde · c4 vit bonde · e4 vit bonde · a2 vit bonde · b2 vit bonde · f2 vit bonde · g2 vit bonde · h2 vit bonde | a7 svart bonde · b7 svart bonde · e7 svart bonde · f7 svart bonde · g7 svart bonde · h7 svart bonde · d6 svart bonde · c4 vit bonde · e4 vit bonde · a2 vit bonde · b2 vit bonde · f2 vit bonde · g2 vit bonde · h2 vit bonde | a7 svart bonde · b7 svart bonde · e7 svart bonde · f7 svart bonde · g7 svart bonde · h7 svart bonde · d6 svart bonde · c4 vit bonde · e4 vit bonde · a2 vit bonde · b2 vit bonde · f2 vit bonde · g2 vit bonde · h2 vit bonde | a7 svart bonde · b7 svart bonde · e7 svart bonde · f7 svart bonde · g7 svart bonde · h7 svart bonde · d6 svart bonde · c4 vit bonde · e4 vit bonde · a2 vit bonde · b2 vit bonde · f2 vit bonde · g2 vit bonde · h2 vit bonde | a7 svart bonde · b7 svart bonde · e7 svart bonde · f7 svart bonde · g7 svart bonde · h7 svart bonde · d6 svart bonde · c4 vit bonde · e4 vit bonde · a2 vit bonde · b2 vit bonde · f2 vit bonde · g2 vit bonde · h2 vit bonde | a7 svart bonde · b7 svart bonde · e7 svart bonde · f7 svart bonde · g7 svart bonde · h7 svart bonde · d6 svart bonde · c4 vit bonde · e4 vit bonde · a2 vit bonde · b2 vit bonde · f2 vit bonde · g2 vit bonde · h2 vit bonde | 8 |
| 7 | a7 svart bonde · b7 svart bonde · e7 svart bonde · f7 svart bonde · g7 svart bonde · h7 svart bonde · d6 svart bonde · c4 vit bonde · e4 vit bonde · a2 vit bonde · b2 vit bonde · f2 vit bonde · g2 vit bonde · h2 vit bonde | a7 svart bonde · b7 svart bonde · e7 svart bonde · f7 svart bonde · g7 svart bonde · h7 svart bonde · d6 svart bonde · c4 vit bonde · e4 vit bonde · a2 vit bonde · b2 vit bonde · f2 vit bonde · g2 vit bonde · h2 vit bonde | a7 svart bonde · b7 svart bonde · e7 svart bonde · f7 svart bonde · g7 svart bonde · h7 svart bonde · d6 svart bonde · c4 vit bonde · e4 vit bonde · a2 vit bonde · b2 vit bonde · f2 vit bonde · g2 vit bonde · h2 vit bonde | a7 svart bonde · b7 svart bonde · e7 svart bonde · f7 svart bonde · g7 svart bonde · h7 svart bonde · d6 svart bonde · c4 vit bonde · e4 vit bonde · a2 vit bonde · b2 vit bonde · f2 vit bonde · g2 vit bonde · h2 vit bonde | a7 svart bonde · b7 svart bonde · e7 svart bonde · f7 svart bonde · g7 svart bonde · h7 svart bonde · d6 svart bonde · c4 vit bonde · e4 vit bonde · a2 vit bonde · b2 vit bonde · f2 vit bonde · g2 vit bonde · h2 vit bonde | a7 svart bonde · b7 svart bonde · e7 svart bonde · f7 svart bonde · g7 svart bonde · h7 svart bonde · d6 svart bonde · c4 vit bonde · e4 vit bonde · a2 vit bonde · b2 vit bonde · f2 vit bonde · g2 vit bonde · h2 vit bonde | a7 svart bonde · b7 svart bonde · e7 svart bonde · f7 svart bonde · g7 svart bonde · h7 svart bonde · d6 svart bonde · c4 vit bonde · e4 vit bonde · a2 vit bonde · b2 vit bonde · f2 vit bonde · g2 vit bonde · h2 vit bonde | a7 svart bonde · b7 svart bonde · e7 svart bonde · f7 svart bonde · g7 svart bonde · h7 svart bonde · d6 svart bonde · c4 vit bonde · e4 vit bonde · a2 vit bonde · b2 vit bonde · f2 vit bonde · g2 vit bonde · h2 vit bonde | 7 |
| 6 | a7 svart bonde · b7 svart bonde · e7 svart bonde · f7 svart bonde · g7 svart bonde · h7 svart bonde · d6 svart bonde · c4 vit bonde · e4 vit bonde · a2 vit bonde · b2 vit bonde · f2 vit bonde · g2 vit bonde · h2 vit bonde | a7 svart bonde · b7 svart bonde · e7 svart bonde · f7 svart bonde · g7 svart bonde · h7 svart bonde · d6 svart bonde · c4 vit bonde · e4 vit bonde · a2 vit bonde · b2 vit bonde · f2 vit bonde · g2 vit bonde · h2 vit bonde | a7 svart bonde · b7 svart bonde · e7 svart bonde · f7 svart bonde · g7 svart bonde · h7 svart bonde · d6 svart bonde · c4 vit bonde · e4 vit bonde · a2 vit bonde · b2 vit bonde · f2 vit bonde · g2 vit bonde · h2 vit bonde | a7 svart bonde · b7 svart bonde · e7 svart bonde · f7 svart bonde · g7 svart bonde · h7 svart bonde · d6 svart bonde · c4 vit bonde · e4 vit bonde · a2 vit bonde · b2 vit bonde · f2 vit bonde · g2 vit bonde · h2 vit bonde | a7 svart bonde · b7 svart bonde · e7 svart bonde · f7 svart bonde · g7 svart bonde · h7 svart bonde · d6 svart bonde · c4 vit bonde · e4 vit bonde · a2 vit bonde · b2 vit bonde · f2 vit bonde · g2 vit bonde · h2 vit bonde | a7 svart bonde · b7 svart bonde · e7 svart bonde · f7 svart bonde · g7 svart bonde · h7 svart bonde · d6 svart bonde · c4 vit bonde · e4 vit bonde · a2 vit bonde · b2 vit bonde · f2 vit bonde · g2 vit bonde · h2 vit bonde | a7 svart bonde · b7 svart bonde · e7 svart bonde · f7 svart bonde · g7 svart bonde · h7 svart bonde · d6 svart bonde · c4 vit bonde · e4 vit bonde · a2 vit bonde · b2 vit bonde · f2 vit bonde · g2 vit bonde · h2 vit bonde | a7 svart bonde · b7 svart bonde · e7 svart bonde · f7 svart bonde · g7 svart bonde · h7 svart bonde · d6 svart bonde · c4 vit bonde · e4 vit bonde · a2 vit bonde · b2 vit bonde · f2 vit bonde · g2 vit bonde · h2 vit bonde | 6 |
| 5 | a7 svart bonde · b7 svart bonde · e7 svart bonde · f7 svart bonde · g7 svart bonde · h7 svart bonde · d6 svart bonde · c4 vit bonde · e4 vit bonde · a2 vit bonde · b2 vit bonde · f2 vit bonde · g2 vit bonde · h2 vit bonde | a7 svart bonde · b7 svart bonde · e7 svart bonde · f7 svart bonde · g7 svart bonde · h7 svart bonde · d6 svart bonde · c4 vit bonde · e4 vit bonde · a2 vit bonde · b2 vit bonde · f2 vit bonde · g2 vit bonde · h2 vit bonde | a7 svart bonde · b7 svart bonde · e7 svart bonde · f7 svart bonde · g7 svart bonde · h7 svart bonde · d6 svart bonde · c4 vit bonde · e4 vit bonde · a2 vit bonde · b2 vit bonde · f2 vit bonde · g2 vit bonde · h2 vit bonde | a7 svart bonde · b7 svart bonde · e7 svart bonde · f7 svart bonde · g7 svart bonde · h7 svart bonde · d6 svart bonde · c4 vit bonde · e4 vit bonde · a2 vit bonde · b2 vit bonde · f2 vit bonde · g2 vit bonde · h2 vit bonde | a7 svart bonde · b7 svart bonde · e7 svart bonde · f7 svart bonde · g7 svart bonde · h7 svart bonde · d6 svart bonde · c4 vit bonde · e4 vit bonde · a2 vit bonde · b2 vit bonde · f2 vit bonde · g2 vit bonde · h2 vit bonde | a7 svart bonde · b7 svart bonde · e7 svart bonde · f7 svart bonde · g7 svart bonde · h7 svart bonde · d6 svart bonde · c4 vit bonde · e4 vit bonde · a2 vit bonde · b2 vit bonde · f2 vit bonde · g2 vit bonde · h2 vit bonde | a7 svart bonde · b7 svart bonde · e7 svart bonde · f7 svart bonde · g7 svart bonde · h7 svart bonde · d6 svart bonde · c4 vit bonde · e4 vit bonde · a2 vit bonde · b2 vit bonde · f2 vit bonde · g2 vit bonde · h2 vit bonde | a7 svart bonde · b7 svart bonde · e7 svart bonde · f7 svart bonde · g7 svart bonde · h7 svart bonde · d6 svart bonde · c4 vit bonde · e4 vit bonde · a2 vit bonde · b2 vit bonde · f2 vit bonde · g2 vit bonde · h2 vit bonde | 5 |
| 4 | a7 svart bonde · b7 svart bonde · e7 svart bonde · f7 svart bonde · g7 svart bonde · h7 svart bonde · d6 svart bonde · c4 vit bonde · e4 vit bonde · a2 vit bonde · b2 vit bonde · f2 vit bonde · g2 vit bonde · h2 vit bonde | a7 svart bonde · b7 svart bonde · e7 svart bonde · f7 svart bonde · g7 svart bonde · h7 svart bonde · d6 svart bonde · c4 vit bonde · e4 vit bonde · a2 vit bonde · b2 vit bonde · f2 vit bonde · g2 vit bonde · h2 vit bonde | a7 svart bonde · b7 svart bonde · e7 svart bonde · f7 svart bonde · g7 svart bonde · h7 svart bonde · d6 svart bonde · c4 vit bonde · e4 vit bonde · a2 vit bonde · b2 vit bonde · f2 vit bonde · g2 vit bonde · h2 vit bonde | a7 svart bonde · b7 svart bonde · e7 svart bonde · f7 svart bonde · g7 svart bonde · h7 svart bonde · d6 svart bonde · c4 vit bonde · e4 vit bonde · a2 vit bonde · b2 vit bonde · f2 vit bonde · g2 vit bonde · h2 vit bonde | a7 svart bonde · b7 svart bonde · e7 svart bonde · f7 svart bonde · g7 svart bonde · h7 svart bonde · d6 svart bonde · c4 vit bonde · e4 vit bonde · a2 vit bonde · b2 vit bonde · f2 vit bonde · g2 vit bonde · h2 vit bonde | a7 svart bonde · b7 svart bonde · e7 svart bonde · f7 svart bonde · g7 svart bonde · h7 svart bonde · d6 svart bonde · c4 vit bonde · e4 vit bonde · a2 vit bonde · b2 vit bonde · f2 vit bonde · g2 vit bonde · h2 vit bonde | a7 svart bonde · b7 svart bonde · e7 svart bonde · f7 svart bonde · g7 svart bonde · h7 svart bonde · d6 svart bonde · c4 vit bonde · e4 vit bonde · a2 vit bonde · b2 vit bonde · f2 vit bonde · g2 vit bonde · h2 vit bonde | a7 svart bonde · b7 svart bonde · e7 svart bonde · f7 svart bonde · g7 svart bonde · h7 svart bonde · d6 svart bonde · c4 vit bonde · e4 vit bonde · a2 vit bonde · b2 vit bonde · f2 vit bonde · g2 vit bonde · h2 vit bonde | 4 |
| 3 | a7 svart bonde · b7 svart bonde · e7 svart bonde · f7 svart bonde · g7 svart bonde · h7 svart bonde · d6 svart bonde · c4 vit bonde · e4 vit bonde · a2 vit bonde · b2 vit bonde · f2 vit bonde · g2 vit bonde · h2 vit bonde | a7 svart bonde · b7 svart bonde · e7 svart bonde · f7 svart bonde · g7 svart bonde · h7 svart bonde · d6 svart bonde · c4 vit bonde · e4 vit bonde · a2 vit bonde · b2 vit bonde · f2 vit bonde · g2 vit bonde · h2 vit bonde | a7 svart bonde · b7 svart bonde · e7 svart bonde · f7 svart bonde · g7 svart bonde · h7 svart bonde · d6 svart bonde · c4 vit bonde · e4 vit bonde · a2 vit bonde · b2 vit bonde · f2 vit bonde · g2 vit bonde · h2 vit bonde | a7 svart bonde · b7 svart bonde · e7 svart bonde · f7 svart bonde · g7 svart bonde · h7 svart bonde · d6 svart bonde · c4 vit bonde · e4 vit bonde · a2 vit bonde · b2 vit bonde · f2 vit bonde · g2 vit bonde · h2 vit bonde | a7 svart bonde · b7 svart bonde · e7 svart bonde · f7 svart bonde · g7 svart bonde · h7 svart bonde · d6 svart bonde · c4 vit bonde · e4 vit bonde · a2 vit bonde · b2 vit bonde · f2 vit bonde · g2 vit bonde · h2 vit bonde | a7 svart bonde · b7 svart bonde · e7 svart bonde · f7 svart bonde · g7 svart bonde · h7 svart bonde · d6 svart bonde · c4 vit bonde · e4 vit bonde · a2 vit bonde · b2 vit bonde · f2 vit bonde · g2 vit bonde · h2 vit bonde | a7 svart bonde · b7 svart bonde · e7 svart bonde · f7 svart bonde · g7 svart bonde · h7 svart bonde · d6 svart bonde · c4 vit bonde · e4 vit bonde · a2 vit bonde · b2 vit bonde · f2 vit bonde · g2 vit bonde · h2 vit bonde | a7 svart bonde · b7 svart bonde · e7 svart bonde · f7 svart bonde · g7 svart bonde · h7 svart bonde · d6 svart bonde · c4 vit bonde · e4 vit bonde · a2 vit bonde · b2 vit bonde · f2 vit bonde · g2 vit bonde · h2 vit bonde | 3 |
| 2 | a7 svart bonde · b7 svart bonde · e7 svart bonde · f7 svart bonde · g7 svart bonde · h7 svart bonde · d6 svart bonde · c4 vit bonde · e4 vit bonde · a2 vit bonde · b2 vit bonde · f2 vit bonde · g2 vit bonde · h2 vit bonde | a7 svart bonde · b7 svart bonde · e7 svart bonde · f7 svart bonde · g7 svart bonde · h7 svart bonde · d6 svart bonde · c4 vit bonde · e4 vit bonde · a2 vit bonde · b2 vit bonde · f2 vit bonde · g2 vit bonde · h2 vit bonde | a7 svart bonde · b7 svart bonde · e7 svart bonde · f7 svart bonde · g7 svart bonde · h7 svart bonde · d6 svart bonde · c4 vit bonde · e4 vit bonde · a2 vit bonde · b2 vit bonde · f2 vit bonde · g2 vit bonde · h2 vit bonde | a7 svart bonde · b7 svart bonde · e7 svart bonde · f7 svart bonde · g7 svart bonde · h7 svart bonde · d6 svart bonde · c4 vit bonde · e4 vit bonde · a2 vit bonde · b2 vit bonde · f2 vit bonde · g2 vit bonde · h2 vit bonde | a7 svart bonde · b7 svart bonde · e7 svart bonde · f7 svart bonde · g7 svart bonde · h7 svart bonde · d6 svart bonde · c4 vit bonde · e4 vit bonde · a2 vit bonde · b2 vit bonde · f2 vit bonde · g2 vit bonde · h2 vit bonde | a7 svart bonde · b7 svart bonde · e7 svart bonde · f7 svart bonde · g7 svart bonde · h7 svart bonde · d6 svart bonde · c4 vit bonde · e4 vit bonde · a2 vit bonde · b2 vit bonde · f2 vit bonde · g2 vit bonde · h2 vit bonde | a7 svart bonde · b7 svart bonde · e7 svart bonde · f7 svart bonde · g7 svart bonde · h7 svart bonde · d6 svart bonde · c4 vit bonde · e4 vit bonde · a2 vit bonde · b2 vit bonde · f2 vit bonde · g2 vit bonde · h2 vit bonde | a7 svart bonde · b7 svart bonde · e7 svart bonde · f7 svart bonde · g7 svart bonde · h7 svart bonde · d6 svart bonde · c4 vit bonde · e4 vit bonde · a2 vit bonde · b2 vit bonde · f2 vit bonde · g2 vit bonde · h2 vit bonde | 2 |
| 1 | a7 svart bonde · b7 svart bonde · e7 svart bonde · f7 svart bonde · g7 svart bonde · h7 svart bonde · d6 svart bonde · c4 vit bonde · e4 vit bonde · a2 vit bonde · b2 vit bonde · f2 vit bonde · g2 vit bonde · h2 vit bonde | a7 svart bonde · b7 svart bonde · e7 svart bonde · f7 svart bonde · g7 svart bonde · h7 svart bonde · d6 svart bonde · c4 vit bonde · e4 vit bonde · a2 vit bonde · b2 vit bonde · f2 vit bonde · g2 vit bonde · h2 vit bonde | a7 svart bonde · b7 svart bonde · e7 svart bonde · f7 svart bonde · g7 svart bonde · h7 svart bonde · d6 svart bonde · c4 vit bonde · e4 vit bonde · a2 vit bonde · b2 vit bonde · f2 vit bonde · g2 vit bonde · h2 vit bonde | a7 svart bonde · b7 svart bonde · e7 svart bonde · f7 svart bonde · g7 svart bonde · h7 svart bonde · d6 svart bonde · c4 vit bonde · e4 vit bonde · a2 vit bonde · b2 vit bonde · f2 vit bonde · g2 vit bonde · h2 vit bonde | a7 svart bonde · b7 svart bonde · e7 svart bonde · f7 svart bonde · g7 svart bonde · h7 svart bonde · d6 svart bonde · c4 vit bonde · e4 vit bonde · a2 vit bonde · b2 vit bonde · f2 vit bonde · g2 vit bonde · h2 vit bonde | a7 svart bonde · b7 svart bonde · e7 svart bonde · f7 svart bonde · g7 svart bonde · h7 svart bonde · d6 svart bonde · c4 vit bonde · e4 vit bonde · a2 vit bonde · b2 vit bonde · f2 vit bonde · g2 vit bonde · h2 vit bonde | a7 svart bonde · b7 svart bonde · e7 svart bonde · f7 svart bonde · g7 svart bonde · h7 svart bonde · d6 svart bonde · c4 vit bonde · e4 vit bonde · a2 vit bonde · b2 vit bonde · f2 vit bonde · g2 vit bonde · h2 vit bonde | a7 svart bonde · b7 svart bonde · e7 svart bonde · f7 svart bonde · g7 svart bonde · h7 svart bonde · d6 svart bonde · c4 vit bonde · e4 vit bonde · a2 vit bonde · b2 vit bonde · f2 vit bonde · g2 vit bonde · h2 vit bonde | 1 |
|   | a | b | c | d | e | f | g | h |   |

Maroczy-uppställningen (efter ungraren Géza Maróczy) uppkommer framför allt i olika sicilianska varianter, men även i engelskt parti och damindiskt försvar. Den karakteriseras av vits bönder på c4 och e4.
Bondeställningen ansågs ursprungligen fördelaktig för vit, som har en terrängfördel och ett starkt grepp om fältet d5, men det har visat sig att svart har motmedel.
Vits mål är att hålla nere svart och förhindra frigörande bondedrag. Vit spelar i de flesta fall i centrum och på damflygeln med drag som a2-a4, b2-b4 och c4-c5. 
Vit kan också spela på kungsflygeln med f2-f4 följt av e4-e5 eller (mera sällan) f4-f5 för att öppna linjer för tornen. Vit kan även avancera med g- och h-bönderna och få en kraftig terrängfördel på kungsflygeln och möjlighet till kungsangrepp.
Svarts plan är att skapa motspel genom att vid rätt tillfälle genomföra någon av motstötarna d6-d5, b7-b5 eller f7-f5.
Svart försöker i många fall byta av pjäser för att reducera vits terrängfördel. De slutspel som uppkommer kan vara gynnsamma för svart eftersom det finns svagheter bakom vits framskjutna bönder.
Svart har två huvuduppställningar beroende på var svartfältslöparen är placerad.
|   | a | b | c | d | e | f | g | h |   |
| 8 | a8 svart torn · c8 svart löpare · d8 svart drottning · f8 svart torn · g8 svart kung · a7 svart bonde · b7 svart bonde · e7 svart bonde · f7 svart bonde · g7 svart löpare · h7 svart bonde · c6 svart springare · d6 svart bonde · f6 svart springare · g6 svart bonde · c4 vit bonde · d4 vit springare · e4 vit bonde · c3 vit springare · e3 vit löpare · f3 vit bonde · a2 vit bonde · b2 vit bonde · e2 vit löpare · g2 vit bonde · h2 vit bonde · a1 vit torn · d1 vit drottning · e1 vit kung · h1 vit torn | a8 svart torn · c8 svart löpare · d8 svart drottning · f8 svart torn · g8 svart kung · a7 svart bonde · b7 svart bonde · e7 svart bonde · f7 svart bonde · g7 svart löpare · h7 svart bonde · c6 svart springare · d6 svart bonde · f6 svart springare · g6 svart bonde · c4 vit bonde · d4 vit springare · e4 vit bonde · c3 vit springare · e3 vit löpare · f3 vit bonde · a2 vit bonde · b2 vit bonde · e2 vit löpare · g2 vit bonde · h2 vit bonde · a1 vit torn · d1 vit drottning · e1 vit kung · h1 vit torn | a8 svart torn · c8 svart löpare · d8 svart drottning · f8 svart torn · g8 svart kung · a7 svart bonde · b7 svart bonde · e7 svart bonde · f7 svart bonde · g7 svart löpare · h7 svart bonde · c6 svart springare · d6 svart bonde · f6 svart springare · g6 svart bonde · c4 vit bonde · d4 vit springare · e4 vit bonde · c3 vit springare · e3 vit löpare · f3 vit bonde · a2 vit bonde · b2 vit bonde · e2 vit löpare · g2 vit bonde · h2 vit bonde · a1 vit torn · d1 vit drottning · e1 vit kung · h1 vit torn | a8 svart torn · c8 svart löpare · d8 svart drottning · f8 svart torn · g8 svart kung · a7 svart bonde · b7 svart bonde · e7 svart bonde · f7 svart bonde · g7 svart löpare · h7 svart bonde · c6 svart springare · d6 svart bonde · f6 svart springare · g6 svart bonde · c4 vit bonde · d4 vit springare · e4 vit bonde · c3 vit springare · e3 vit löpare · f3 vit bonde · a2 vit bonde · b2 vit bonde · e2 vit löpare · g2 vit bonde · h2 vit bonde · a1 vit torn · d1 vit drottning · e1 vit kung · h1 vit torn | a8 svart torn · c8 svart löpare · d8 svart drottning · f8 svart torn · g8 svart kung · a7 svart bonde · b7 svart bonde · e7 svart bonde · f7 svart bonde · g7 svart löpare · h7 svart bonde · c6 svart springare · d6 svart bonde · f6 svart springare · g6 svart bonde · c4 vit bonde · d4 vit springare · e4 vit bonde · c3 vit springare · e3 vit löpare · f3 vit bonde · a2 vit bonde · b2 vit bonde · e2 vit löpare · g2 vit bonde · h2 vit bonde · a1 vit torn · d1 vit drottning · e1 vit kung · h1 vit torn | a8 svart torn · c8 svart löpare · d8 svart drottning · f8 svart torn · g8 svart kung · a7 svart bonde · b7 svart bonde · e7 svart bonde · f7 svart bonde · g7 svart löpare · h7 svart bonde · c6 svart springare · d6 svart bonde · f6 svart springare · g6 svart bonde · c4 vit bonde · d4 vit springare · e4 vit bonde · c3 vit springare · e3 vit löpare · f3 vit bonde · a2 vit bonde · b2 vit bonde · e2 vit löpare · g2 vit bonde · h2 vit bonde · a1 vit torn · d1 vit drottning · e1 vit kung · h1 vit torn | a8 svart torn · c8 svart löpare · d8 svart drottning · f8 svart torn · g8 svart kung · a7 svart bonde · b7 svart bonde · e7 svart bonde · f7 svart bonde · g7 svart löpare · h7 svart bonde · c6 svart springare · d6 svart bonde · f6 svart springare · g6 svart bonde · c4 vit bonde · d4 vit springare · e4 vit bonde · c3 vit springare · e3 vit löpare · f3 vit bonde · a2 vit bonde · b2 vit bonde · e2 vit löpare · g2 vit bonde · h2 vit bonde · a1 vit torn · d1 vit drottning · e1 vit kung · h1 vit torn | a8 svart torn · c8 svart löpare · d8 svart drottning · f8 svart torn · g8 svart kung · a7 svart bonde · b7 svart bonde · e7 svart bonde · f7 svart bonde · g7 svart löpare · h7 svart bonde · c6 svart springare · d6 svart bonde · f6 svart springare · g6 svart bonde · c4 vit bonde · d4 vit springare · e4 vit bonde · c3 vit springare · e3 vit löpare · f3 vit bonde · a2 vit bonde · b2 vit bonde · e2 vit löpare · g2 vit bonde · h2 vit bonde · a1 vit torn · d1 vit drottning · e1 vit kung · h1 vit torn | 8 |
| 7 | a8 svart torn · c8 svart löpare · d8 svart drottning · f8 svart torn · g8 svart kung · a7 svart bonde · b7 svart bonde · e7 svart bonde · f7 svart bonde · g7 svart löpare · h7 svart bonde · c6 svart springare · d6 svart bonde · f6 svart springare · g6 svart bonde · c4 vit bonde · d4 vit springare · e4 vit bonde · c3 vit springare · e3 vit löpare · f3 vit bonde · a2 vit bonde · b2 vit bonde · e2 vit löpare · g2 vit bonde · h2 vit bonde · a1 vit torn · d1 vit drottning · e1 vit kung · h1 vit torn | a8 svart torn · c8 svart löpare · d8 svart drottning · f8 svart torn · g8 svart kung · a7 svart bonde · b7 svart bonde · e7 svart bonde · f7 svart bonde · g7 svart löpare · h7 svart bonde · c6 svart springare · d6 svart bonde · f6 svart springare · g6 svart bonde · c4 vit bonde · d4 vit springare · e4 vit bonde · c3 vit springare · e3 vit löpare · f3 vit bonde · a2 vit bonde · b2 vit bonde · e2 vit löpare · g2 vit bonde · h2 vit bonde · a1 vit torn · d1 vit drottning · e1 vit kung · h1 vit torn | a8 svart torn · c8 svart löpare · d8 svart drottning · f8 svart torn · g8 svart kung · a7 svart bonde · b7 svart bonde · e7 svart bonde · f7 svart bonde · g7 svart löpare · h7 svart bonde · c6 svart springare · d6 svart bonde · f6 svart springare · g6 svart bonde · c4 vit bonde · d4 vit springare · e4 vit bonde · c3 vit springare · e3 vit löpare · f3 vit bonde · a2 vit bonde · b2 vit bonde · e2 vit löpare · g2 vit bonde · h2 vit bonde · a1 vit torn · d1 vit drottning · e1 vit kung · h1 vit torn | a8 svart torn · c8 svart löpare · d8 svart drottning · f8 svart torn · g8 svart kung · a7 svart bonde · b7 svart bonde · e7 svart bonde · f7 svart bonde · g7 svart löpare · h7 svart bonde · c6 svart springare · d6 svart bonde · f6 svart springare · g6 svart bonde · c4 vit bonde · d4 vit springare · e4 vit bonde · c3 vit springare · e3 vit löpare · f3 vit bonde · a2 vit bonde · b2 vit bonde · e2 vit löpare · g2 vit bonde · h2 vit bonde · a1 vit torn · d1 vit drottning · e1 vit kung · h1 vit torn | a8 svart torn · c8 svart löpare · d8 svart drottning · f8 svart torn · g8 svart kung · a7 svart bonde · b7 svart bonde · e7 svart bonde · f7 svart bonde · g7 svart löpare · h7 svart bonde · c6 svart springare · d6 svart bonde · f6 svart springare · g6 svart bonde · c4 vit bonde · d4 vit springare · e4 vit bonde · c3 vit springare · e3 vit löpare · f3 vit bonde · a2 vit bonde · b2 vit bonde · e2 vit löpare · g2 vit bonde · h2 vit bonde · a1 vit torn · d1 vit drottning · e1 vit kung · h1 vit torn | a8 svart torn · c8 svart löpare · d8 svart drottning · f8 svart torn · g8 svart kung · a7 svart bonde · b7 svart bonde · e7 svart bonde · f7 svart bonde · g7 svart löpare · h7 svart bonde · c6 svart springare · d6 svart bonde · f6 svart springare · g6 svart bonde · c4 vit bonde · d4 vit springare · e4 vit bonde · c3 vit springare · e3 vit löpare · f3 vit bonde · a2 vit bonde · b2 vit bonde · e2 vit löpare · g2 vit bonde · h2 vit bonde · a1 vit torn · d1 vit drottning · e1 vit kung · h1 vit torn | a8 svart torn · c8 svart löpare · d8 svart drottning · f8 svart torn · g8 svart kung · a7 svart bonde · b7 svart bonde · e7 svart bonde · f7 svart bonde · g7 svart löpare · h7 svart bonde · c6 svart springare · d6 svart bonde · f6 svart springare · g6 svart bonde · c4 vit bonde · d4 vit springare · e4 vit bonde · c3 vit springare · e3 vit löpare · f3 vit bonde · a2 vit bonde · b2 vit bonde · e2 vit löpare · g2 vit bonde · h2 vit bonde · a1 vit torn · d1 vit drottning · e1 vit kung · h1 vit torn | a8 svart torn · c8 svart löpare · d8 svart drottning · f8 svart torn · g8 svart kung · a7 svart bonde · b7 svart bonde · e7 svart bonde · f7 svart bonde · g7 svart löpare · h7 svart bonde · c6 svart springare · d6 svart bonde · f6 svart springare · g6 svart bonde · c4 vit bonde · d4 vit springare · e4 vit bonde · c3 vit springare · e3 vit löpare · f3 vit bonde · a2 vit bonde · b2 vit bonde · e2 vit löpare · g2 vit bonde · h2 vit bonde · a1 vit torn · d1 vit drottning · e1 vit kung · h1 vit torn | 7 |
| 6 | a8 svart torn · c8 svart löpare · d8 svart drottning · f8 svart torn · g8 svart kung · a7 svart bonde · b7 svart bonde · e7 svart bonde · f7 svart bonde · g7 svart löpare · h7 svart bonde · c6 svart springare · d6 svart bonde · f6 svart springare · g6 svart bonde · c4 vit bonde · d4 vit springare · e4 vit bonde · c3 vit springare · e3 vit löpare · f3 vit bonde · a2 vit bonde · b2 vit bonde · e2 vit löpare · g2 vit bonde · h2 vit bonde · a1 vit torn · d1 vit drottning · e1 vit kung · h1 vit torn | a8 svart torn · c8 svart löpare · d8 svart drottning · f8 svart torn · g8 svart kung · a7 svart bonde · b7 svart bonde · e7 svart bonde · f7 svart bonde · g7 svart löpare · h7 svart bonde · c6 svart springare · d6 svart bonde · f6 svart springare · g6 svart bonde · c4 vit bonde · d4 vit springare · e4 vit bonde · c3 vit springare · e3 vit löpare · f3 vit bonde · a2 vit bonde · b2 vit bonde · e2 vit löpare · g2 vit bonde · h2 vit bonde · a1 vit torn · d1 vit drottning · e1 vit kung · h1 vit torn | a8 svart torn · c8 svart löpare · d8 svart drottning · f8 svart torn · g8 svart kung · a7 svart bonde · b7 svart bonde · e7 svart bonde · f7 svart bonde · g7 svart löpare · h7 svart bonde · c6 svart springare · d6 svart bonde · f6 svart springare · g6 svart bonde · c4 vit bonde · d4 vit springare · e4 vit bonde · c3 vit springare · e3 vit löpare · f3 vit bonde · a2 vit bonde · b2 vit bonde · e2 vit löpare · g2 vit bonde · h2 vit bonde · a1 vit torn · d1 vit drottning · e1 vit kung · h1 vit torn | a8 svart torn · c8 svart löpare · d8 svart drottning · f8 svart torn · g8 svart kung · a7 svart bonde · b7 svart bonde · e7 svart bonde · f7 svart bonde · g7 svart löpare · h7 svart bonde · c6 svart springare · d6 svart bonde · f6 svart springare · g6 svart bonde · c4 vit bonde · d4 vit springare · e4 vit bonde · c3 vit springare · e3 vit löpare · f3 vit bonde · a2 vit bonde · b2 vit bonde · e2 vit löpare · g2 vit bonde · h2 vit bonde · a1 vit torn · d1 vit drottning · e1 vit kung · h1 vit torn | a8 svart torn · c8 svart löpare · d8 svart drottning · f8 svart torn · g8 svart kung · a7 svart bonde · b7 svart bonde · e7 svart bonde · f7 svart bonde · g7 svart löpare · h7 svart bonde · c6 svart springare · d6 svart bonde · f6 svart springare · g6 svart bonde · c4 vit bonde · d4 vit springare · e4 vit bonde · c3 vit springare · e3 vit löpare · f3 vit bonde · a2 vit bonde · b2 vit bonde · e2 vit löpare · g2 vit bonde · h2 vit bonde · a1 vit torn · d1 vit drottning · e1 vit kung · h1 vit torn | a8 svart torn · c8 svart löpare · d8 svart drottning · f8 svart torn · g8 svart kung · a7 svart bonde · b7 svart bonde · e7 svart bonde · f7 svart bonde · g7 svart löpare · h7 svart bonde · c6 svart springare · d6 svart bonde · f6 svart springare · g6 svart bonde · c4 vit bonde · d4 vit springare · e4 vit bonde · c3 vit springare · e3 vit löpare · f3 vit bonde · a2 vit bonde · b2 vit bonde · e2 vit löpare · g2 vit bonde · h2 vit bonde · a1 vit torn · d1 vit drottning · e1 vit kung · h1 vit torn | a8 svart torn · c8 svart löpare · d8 svart drottning · f8 svart torn · g8 svart kung · a7 svart bonde · b7 svart bonde · e7 svart bonde · f7 svart bonde · g7 svart löpare · h7 svart bonde · c6 svart springare · d6 svart bonde · f6 svart springare · g6 svart bonde · c4 vit bonde · d4 vit springare · e4 vit bonde · c3 vit springare · e3 vit löpare · f3 vit bonde · a2 vit bonde · b2 vit bonde · e2 vit löpare · g2 vit bonde · h2 vit bonde · a1 vit torn · d1 vit drottning · e1 vit kung · h1 vit torn | a8 svart torn · c8 svart löpare · d8 svart drottning · f8 svart torn · g8 svart kung · a7 svart bonde · b7 svart bonde · e7 svart bonde · f7 svart bonde · g7 svart löpare · h7 svart bonde · c6 svart springare · d6 svart bonde · f6 svart springare · g6 svart bonde · c4 vit bonde · d4 vit springare · e4 vit bonde · c3 vit springare · e3 vit löpare · f3 vit bonde · a2 vit bonde · b2 vit bonde · e2 vit löpare · g2 vit bonde · h2 vit bonde · a1 vit torn · d1 vit drottning · e1 vit kung · h1 vit torn | 6 |
| 5 | a8 svart torn · c8 svart löpare · d8 svart drottning · f8 svart torn · g8 svart kung · a7 svart bonde · b7 svart bonde · e7 svart bonde · f7 svart bonde · g7 svart löpare · h7 svart bonde · c6 svart springare · d6 svart bonde · f6 svart springare · g6 svart bonde · c4 vit bonde · d4 vit springare · e4 vit bonde · c3 vit springare · e3 vit löpare · f3 vit bonde · a2 vit bonde · b2 vit bonde · e2 vit löpare · g2 vit bonde · h2 vit bonde · a1 vit torn · d1 vit drottning · e1 vit kung · h1 vit torn | a8 svart torn · c8 svart löpare · d8 svart drottning · f8 svart torn · g8 svart kung · a7 svart bonde · b7 svart bonde · e7 svart bonde · f7 svart bonde · g7 svart löpare · h7 svart bonde · c6 svart springare · d6 svart bonde · f6 svart springare · g6 svart bonde · c4 vit bonde · d4 vit springare · e4 vit bonde · c3 vit springare · e3 vit löpare · f3 vit bonde · a2 vit bonde · b2 vit bonde · e2 vit löpare · g2 vit bonde · h2 vit bonde · a1 vit torn · d1 vit drottning · e1 vit kung · h1 vit torn | a8 svart torn · c8 svart löpare · d8 svart drottning · f8 svart torn · g8 svart kung · a7 svart bonde · b7 svart bonde · e7 svart bonde · f7 svart bonde · g7 svart löpare · h7 svart bonde · c6 svart springare · d6 svart bonde · f6 svart springare · g6 svart bonde · c4 vit bonde · d4 vit springare · e4 vit bonde · c3 vit springare · e3 vit löpare · f3 vit bonde · a2 vit bonde · b2 vit bonde · e2 vit löpare · g2 vit bonde · h2 vit bonde · a1 vit torn · d1 vit drottning · e1 vit kung · h1 vit torn | a8 svart torn · c8 svart löpare · d8 svart drottning · f8 svart torn · g8 svart kung · a7 svart bonde · b7 svart bonde · e7 svart bonde · f7 svart bonde · g7 svart löpare · h7 svart bonde · c6 svart springare · d6 svart bonde · f6 svart springare · g6 svart bonde · c4 vit bonde · d4 vit springare · e4 vit bonde · c3 vit springare · e3 vit löpare · f3 vit bonde · a2 vit bonde · b2 vit bonde · e2 vit löpare · g2 vit bonde · h2 vit bonde · a1 vit torn · d1 vit drottning · e1 vit kung · h1 vit torn | a8 svart torn · c8 svart löpare · d8 svart drottning · f8 svart torn · g8 svart kung · a7 svart bonde · b7 svart bonde · e7 svart bonde · f7 svart bonde · g7 svart löpare · h7 svart bonde · c6 svart springare · d6 svart bonde · f6 svart springare · g6 svart bonde · c4 vit bonde · d4 vit springare · e4 vit bonde · c3 vit springare · e3 vit löpare · f3 vit bonde · a2 vit bonde · b2 vit bonde · e2 vit löpare · g2 vit bonde · h2 vit bonde · a1 vit torn · d1 vit drottning · e1 vit kung · h1 vit torn | a8 svart torn · c8 svart löpare · d8 svart drottning · f8 svart torn · g8 svart kung · a7 svart bonde · b7 svart bonde · e7 svart bonde · f7 svart bonde · g7 svart löpare · h7 svart bonde · c6 svart springare · d6 svart bonde · f6 svart springare · g6 svart bonde · c4 vit bonde · d4 vit springare · e4 vit bonde · c3 vit springare · e3 vit löpare · f3 vit bonde · a2 vit bonde · b2 vit bonde · e2 vit löpare · g2 vit bonde · h2 vit bonde · a1 vit torn · d1 vit drottning · e1 vit kung · h1 vit torn | a8 svart torn · c8 svart löpare · d8 svart drottning · f8 svart torn · g8 svart kung · a7 svart bonde · b7 svart bonde · e7 svart bonde · f7 svart bonde · g7 svart löpare · h7 svart bonde · c6 svart springare · d6 svart bonde · f6 svart springare · g6 svart bonde · c4 vit bonde · d4 vit springare · e4 vit bonde · c3 vit springare · e3 vit löpare · f3 vit bonde · a2 vit bonde · b2 vit bonde · e2 vit löpare · g2 vit bonde · h2 vit bonde · a1 vit torn · d1 vit drottning · e1 vit kung · h1 vit torn | a8 svart torn · c8 svart löpare · d8 svart drottning · f8 svart torn · g8 svart kung · a7 svart bonde · b7 svart bonde · e7 svart bonde · f7 svart bonde · g7 svart löpare · h7 svart bonde · c6 svart springare · d6 svart bonde · f6 svart springare · g6 svart bonde · c4 vit bonde · d4 vit springare · e4 vit bonde · c3 vit springare · e3 vit löpare · f3 vit bonde · a2 vit bonde · b2 vit bonde · e2 vit löpare · g2 vit bonde · h2 vit bonde · a1 vit torn · d1 vit drottning · e1 vit kung · h1 vit torn | 5 |
| 4 | a8 svart torn · c8 svart löpare · d8 svart drottning · f8 svart torn · g8 svart kung · a7 svart bonde · b7 svart bonde · e7 svart bonde · f7 svart bonde · g7 svart löpare · h7 svart bonde · c6 svart springare · d6 svart bonde · f6 svart springare · g6 svart bonde · c4 vit bonde · d4 vit springare · e4 vit bonde · c3 vit springare · e3 vit löpare · f3 vit bonde · a2 vit bonde · b2 vit bonde · e2 vit löpare · g2 vit bonde · h2 vit bonde · a1 vit torn · d1 vit drottning · e1 vit kung · h1 vit torn | a8 svart torn · c8 svart löpare · d8 svart drottning · f8 svart torn · g8 svart kung · a7 svart bonde · b7 svart bonde · e7 svart bonde · f7 svart bonde · g7 svart löpare · h7 svart bonde · c6 svart springare · d6 svart bonde · f6 svart springare · g6 svart bonde · c4 vit bonde · d4 vit springare · e4 vit bonde · c3 vit springare · e3 vit löpare · f3 vit bonde · a2 vit bonde · b2 vit bonde · e2 vit löpare · g2 vit bonde · h2 vit bonde · a1 vit torn · d1 vit drottning · e1 vit kung · h1 vit torn | a8 svart torn · c8 svart löpare · d8 svart drottning · f8 svart torn · g8 svart kung · a7 svart bonde · b7 svart bonde · e7 svart bonde · f7 svart bonde · g7 svart löpare · h7 svart bonde · c6 svart springare · d6 svart bonde · f6 svart springare · g6 svart bonde · c4 vit bonde · d4 vit springare · e4 vit bonde · c3 vit springare · e3 vit löpare · f3 vit bonde · a2 vit bonde · b2 vit bonde · e2 vit löpare · g2 vit bonde · h2 vit bonde · a1 vit torn · d1 vit drottning · e1 vit kung · h1 vit torn | a8 svart torn · c8 svart löpare · d8 svart drottning · f8 svart torn · g8 svart kung · a7 svart bonde · b7 svart bonde · e7 svart bonde · f7 svart bonde · g7 svart löpare · h7 svart bonde · c6 svart springare · d6 svart bonde · f6 svart springare · g6 svart bonde · c4 vit bonde · d4 vit springare · e4 vit bonde · c3 vit springare · e3 vit löpare · f3 vit bonde · a2 vit bonde · b2 vit bonde · e2 vit löpare · g2 vit bonde · h2 vit bonde · a1 vit torn · d1 vit drottning · e1 vit kung · h1 vit torn | a8 svart torn · c8 svart löpare · d8 svart drottning · f8 svart torn · g8 svart kung · a7 svart bonde · b7 svart bonde · e7 svart bonde · f7 svart bonde · g7 svart löpare · h7 svart bonde · c6 svart springare · d6 svart bonde · f6 svart springare · g6 svart bonde · c4 vit bonde · d4 vit springare · e4 vit bonde · c3 vit springare · e3 vit löpare · f3 vit bonde · a2 vit bonde · b2 vit bonde · e2 vit löpare · g2 vit bonde · h2 vit bonde · a1 vit torn · d1 vit drottning · e1 vit kung · h1 vit torn | a8 svart torn · c8 svart löpare · d8 svart drottning · f8 svart torn · g8 svart kung · a7 svart bonde · b7 svart bonde · e7 svart bonde · f7 svart bonde · g7 svart löpare · h7 svart bonde · c6 svart springare · d6 svart bonde · f6 svart springare · g6 svart bonde · c4 vit bonde · d4 vit springare · e4 vit bonde · c3 vit springare · e3 vit löpare · f3 vit bonde · a2 vit bonde · b2 vit bonde · e2 vit löpare · g2 vit bonde · h2 vit bonde · a1 vit torn · d1 vit drottning · e1 vit kung · h1 vit torn | a8 svart torn · c8 svart löpare · d8 svart drottning · f8 svart torn · g8 svart kung · a7 svart bonde · b7 svart bonde · e7 svart bonde · f7 svart bonde · g7 svart löpare · h7 svart bonde · c6 svart springare · d6 svart bonde · f6 svart springare · g6 svart bonde · c4 vit bonde · d4 vit springare · e4 vit bonde · c3 vit springare · e3 vit löpare · f3 vit bonde · a2 vit bonde · b2 vit bonde · e2 vit löpare · g2 vit bonde · h2 vit bonde · a1 vit torn · d1 vit drottning · e1 vit kung · h1 vit torn | a8 svart torn · c8 svart löpare · d8 svart drottning · f8 svart torn · g8 svart kung · a7 svart bonde · b7 svart bonde · e7 svart bonde · f7 svart bonde · g7 svart löpare · h7 svart bonde · c6 svart springare · d6 svart bonde · f6 svart springare · g6 svart bonde · c4 vit bonde · d4 vit springare · e4 vit bonde · c3 vit springare · e3 vit löpare · f3 vit bonde · a2 vit bonde · b2 vit bonde · e2 vit löpare · g2 vit bonde · h2 vit bonde · a1 vit torn · d1 vit drottning · e1 vit kung · h1 vit torn | 4 |
| 3 | a8 svart torn · c8 svart löpare · d8 svart drottning · f8 svart torn · g8 svart kung · a7 svart bonde · b7 svart bonde · e7 svart bonde · f7 svart bonde · g7 svart löpare · h7 svart bonde · c6 svart springare · d6 svart bonde · f6 svart springare · g6 svart bonde · c4 vit bonde · d4 vit springare · e4 vit bonde · c3 vit springare · e3 vit löpare · f3 vit bonde · a2 vit bonde · b2 vit bonde · e2 vit löpare · g2 vit bonde · h2 vit bonde · a1 vit torn · d1 vit drottning · e1 vit kung · h1 vit torn | a8 svart torn · c8 svart löpare · d8 svart drottning · f8 svart torn · g8 svart kung · a7 svart bonde · b7 svart bonde · e7 svart bonde · f7 svart bonde · g7 svart löpare · h7 svart bonde · c6 svart springare · d6 svart bonde · f6 svart springare · g6 svart bonde · c4 vit bonde · d4 vit springare · e4 vit bonde · c3 vit springare · e3 vit löpare · f3 vit bonde · a2 vit bonde · b2 vit bonde · e2 vit löpare · g2 vit bonde · h2 vit bonde · a1 vit torn · d1 vit drottning · e1 vit kung · h1 vit torn | a8 svart torn · c8 svart löpare · d8 svart drottning · f8 svart torn · g8 svart kung · a7 svart bonde · b7 svart bonde · e7 svart bonde · f7 svart bonde · g7 svart löpare · h7 svart bonde · c6 svart springare · d6 svart bonde · f6 svart springare · g6 svart bonde · c4 vit bonde · d4 vit springare · e4 vit bonde · c3 vit springare · e3 vit löpare · f3 vit bonde · a2 vit bonde · b2 vit bonde · e2 vit löpare · g2 vit bonde · h2 vit bonde · a1 vit torn · d1 vit drottning · e1 vit kung · h1 vit torn | a8 svart torn · c8 svart löpare · d8 svart drottning · f8 svart torn · g8 svart kung · a7 svart bonde · b7 svart bonde · e7 svart bonde · f7 svart bonde · g7 svart löpare · h7 svart bonde · c6 svart springare · d6 svart bonde · f6 svart springare · g6 svart bonde · c4 vit bonde · d4 vit springare · e4 vit bonde · c3 vit springare · e3 vit löpare · f3 vit bonde · a2 vit bonde · b2 vit bonde · e2 vit löpare · g2 vit bonde · h2 vit bonde · a1 vit torn · d1 vit drottning · e1 vit kung · h1 vit torn | a8 svart torn · c8 svart löpare · d8 svart drottning · f8 svart torn · g8 svart kung · a7 svart bonde · b7 svart bonde · e7 svart bonde · f7 svart bonde · g7 svart löpare · h7 svart bonde · c6 svart springare · d6 svart bonde · f6 svart springare · g6 svart bonde · c4 vit bonde · d4 vit springare · e4 vit bonde · c3 vit springare · e3 vit löpare · f3 vit bonde · a2 vit bonde · b2 vit bonde · e2 vit löpare · g2 vit bonde · h2 vit bonde · a1 vit torn · d1 vit drottning · e1 vit kung · h1 vit torn | a8 svart torn · c8 svart löpare · d8 svart drottning · f8 svart torn · g8 svart kung · a7 svart bonde · b7 svart bonde · e7 svart bonde · f7 svart bonde · g7 svart löpare · h7 svart bonde · c6 svart springare · d6 svart bonde · f6 svart springare · g6 svart bonde · c4 vit bonde · d4 vit springare · e4 vit bonde · c3 vit springare · e3 vit löpare · f3 vit bonde · a2 vit bonde · b2 vit bonde · e2 vit löpare · g2 vit bonde · h2 vit bonde · a1 vit torn · d1 vit drottning · e1 vit kung · h1 vit torn | a8 svart torn · c8 svart löpare · d8 svart drottning · f8 svart torn · g8 svart kung · a7 svart bonde · b7 svart bonde · e7 svart bonde · f7 svart bonde · g7 svart löpare · h7 svart bonde · c6 svart springare · d6 svart bonde · f6 svart springare · g6 svart bonde · c4 vit bonde · d4 vit springare · e4 vit bonde · c3 vit springare · e3 vit löpare · f3 vit bonde · a2 vit bonde · b2 vit bonde · e2 vit löpare · g2 vit bonde · h2 vit bonde · a1 vit torn · d1 vit drottning · e1 vit kung · h1 vit torn | a8 svart torn · c8 svart löpare · d8 svart drottning · f8 svart torn · g8 svart kung · a7 svart bonde · b7 svart bonde · e7 svart bonde · f7 svart bonde · g7 svart löpare · h7 svart bonde · c6 svart springare · d6 svart bonde · f6 svart springare · g6 svart bonde · c4 vit bonde · d4 vit springare · e4 vit bonde · c3 vit springare · e3 vit löpare · f3 vit bonde · a2 vit bonde · b2 vit bonde · e2 vit löpare · g2 vit bonde · h2 vit bonde · a1 vit torn · d1 vit drottning · e1 vit kung · h1 vit torn | 3 |
| 2 | a8 svart torn · c8 svart löpare · d8 svart drottning · f8 svart torn · g8 svart kung · a7 svart bonde · b7 svart bonde · e7 svart bonde · f7 svart bonde · g7 svart löpare · h7 svart bonde · c6 svart springare · d6 svart bonde · f6 svart springare · g6 svart bonde · c4 vit bonde · d4 vit springare · e4 vit bonde · c3 vit springare · e3 vit löpare · f3 vit bonde · a2 vit bonde · b2 vit bonde · e2 vit löpare · g2 vit bonde · h2 vit bonde · a1 vit torn · d1 vit drottning · e1 vit kung · h1 vit torn | a8 svart torn · c8 svart löpare · d8 svart drottning · f8 svart torn · g8 svart kung · a7 svart bonde · b7 svart bonde · e7 svart bonde · f7 svart bonde · g7 svart löpare · h7 svart bonde · c6 svart springare · d6 svart bonde · f6 svart springare · g6 svart bonde · c4 vit bonde · d4 vit springare · e4 vit bonde · c3 vit springare · e3 vit löpare · f3 vit bonde · a2 vit bonde · b2 vit bonde · e2 vit löpare · g2 vit bonde · h2 vit bonde · a1 vit torn · d1 vit drottning · e1 vit kung · h1 vit torn | a8 svart torn · c8 svart löpare · d8 svart drottning · f8 svart torn · g8 svart kung · a7 svart bonde · b7 svart bonde · e7 svart bonde · f7 svart bonde · g7 svart löpare · h7 svart bonde · c6 svart springare · d6 svart bonde · f6 svart springare · g6 svart bonde · c4 vit bonde · d4 vit springare · e4 vit bonde · c3 vit springare · e3 vit löpare · f3 vit bonde · a2 vit bonde · b2 vit bonde · e2 vit löpare · g2 vit bonde · h2 vit bonde · a1 vit torn · d1 vit drottning · e1 vit kung · h1 vit torn | a8 svart torn · c8 svart löpare · d8 svart drottning · f8 svart torn · g8 svart kung · a7 svart bonde · b7 svart bonde · e7 svart bonde · f7 svart bonde · g7 svart löpare · h7 svart bonde · c6 svart springare · d6 svart bonde · f6 svart springare · g6 svart bonde · c4 vit bonde · d4 vit springare · e4 vit bonde · c3 vit springare · e3 vit löpare · f3 vit bonde · a2 vit bonde · b2 vit bonde · e2 vit löpare · g2 vit bonde · h2 vit bonde · a1 vit torn · d1 vit drottning · e1 vit kung · h1 vit torn | a8 svart torn · c8 svart löpare · d8 svart drottning · f8 svart torn · g8 svart kung · a7 svart bonde · b7 svart bonde · e7 svart bonde · f7 svart bonde · g7 svart löpare · h7 svart bonde · c6 svart springare · d6 svart bonde · f6 svart springare · g6 svart bonde · c4 vit bonde · d4 vit springare · e4 vit bonde · c3 vit springare · e3 vit löpare · f3 vit bonde · a2 vit bonde · b2 vit bonde · e2 vit löpare · g2 vit bonde · h2 vit bonde · a1 vit torn · d1 vit drottning · e1 vit kung · h1 vit torn | a8 svart torn · c8 svart löpare · d8 svart drottning · f8 svart torn · g8 svart kung · a7 svart bonde · b7 svart bonde · e7 svart bonde · f7 svart bonde · g7 svart löpare · h7 svart bonde · c6 svart springare · d6 svart bonde · f6 svart springare · g6 svart bonde · c4 vit bonde · d4 vit springare · e4 vit bonde · c3 vit springare · e3 vit löpare · f3 vit bonde · a2 vit bonde · b2 vit bonde · e2 vit löpare · g2 vit bonde · h2 vit bonde · a1 vit torn · d1 vit drottning · e1 vit kung · h1 vit torn | a8 svart torn · c8 svart löpare · d8 svart drottning · f8 svart torn · g8 svart kung · a7 svart bonde · b7 svart bonde · e7 svart bonde · f7 svart bonde · g7 svart löpare · h7 svart bonde · c6 svart springare · d6 svart bonde · f6 svart springare · g6 svart bonde · c4 vit bonde · d4 vit springare · e4 vit bonde · c3 vit springare · e3 vit löpare · f3 vit bonde · a2 vit bonde · b2 vit bonde · e2 vit löpare · g2 vit bonde · h2 vit bonde · a1 vit torn · d1 vit drottning · e1 vit kung · h1 vit torn | a8 svart torn · c8 svart löpare · d8 svart drottning · f8 svart torn · g8 svart kung · a7 svart bonde · b7 svart bonde · e7 svart bonde · f7 svart bonde · g7 svart löpare · h7 svart bonde · c6 svart springare · d6 svart bonde · f6 svart springare · g6 svart bonde · c4 vit bonde · d4 vit springare · e4 vit bonde · c3 vit springare · e3 vit löpare · f3 vit bonde · a2 vit bonde · b2 vit bonde · e2 vit löpare · g2 vit bonde · h2 vit bonde · a1 vit torn · d1 vit drottning · e1 vit kung · h1 vit torn | 2 |
| 1 | a8 svart torn · c8 svart löpare · d8 svart drottning · f8 svart torn · g8 svart kung · a7 svart bonde · b7 svart bonde · e7 svart bonde · f7 svart bonde · g7 svart löpare · h7 svart bonde · c6 svart springare · d6 svart bonde · f6 svart springare · g6 svart bonde · c4 vit bonde · d4 vit springare · e4 vit bonde · c3 vit springare · e3 vit löpare · f3 vit bonde · a2 vit bonde · b2 vit bonde · e2 vit löpare · g2 vit bonde · h2 vit bonde · a1 vit torn · d1 vit drottning · e1 vit kung · h1 vit torn | a8 svart torn · c8 svart löpare · d8 svart drottning · f8 svart torn · g8 svart kung · a7 svart bonde · b7 svart bonde · e7 svart bonde · f7 svart bonde · g7 svart löpare · h7 svart bonde · c6 svart springare · d6 svart bonde · f6 svart springare · g6 svart bonde · c4 vit bonde · d4 vit springare · e4 vit bonde · c3 vit springare · e3 vit löpare · f3 vit bonde · a2 vit bonde · b2 vit bonde · e2 vit löpare · g2 vit bonde · h2 vit bonde · a1 vit torn · d1 vit drottning · e1 vit kung · h1 vit torn | a8 svart torn · c8 svart löpare · d8 svart drottning · f8 svart torn · g8 svart kung · a7 svart bonde · b7 svart bonde · e7 svart bonde · f7 svart bonde · g7 svart löpare · h7 svart bonde · c6 svart springare · d6 svart bonde · f6 svart springare · g6 svart bonde · c4 vit bonde · d4 vit springare · e4 vit bonde · c3 vit springare · e3 vit löpare · f3 vit bonde · a2 vit bonde · b2 vit bonde · e2 vit löpare · g2 vit bonde · h2 vit bonde · a1 vit torn · d1 vit drottning · e1 vit kung · h1 vit torn | a8 svart torn · c8 svart löpare · d8 svart drottning · f8 svart torn · g8 svart kung · a7 svart bonde · b7 svart bonde · e7 svart bonde · f7 svart bonde · g7 svart löpare · h7 svart bonde · c6 svart springare · d6 svart bonde · f6 svart springare · g6 svart bonde · c4 vit bonde · d4 vit springare · e4 vit bonde · c3 vit springare · e3 vit löpare · f3 vit bonde · a2 vit bonde · b2 vit bonde · e2 vit löpare · g2 vit bonde · h2 vit bonde · a1 vit torn · d1 vit drottning · e1 vit kung · h1 vit torn | a8 svart torn · c8 svart löpare · d8 svart drottning · f8 svart torn · g8 svart kung · a7 svart bonde · b7 svart bonde · e7 svart bonde · f7 svart bonde · g7 svart löpare · h7 svart bonde · c6 svart springare · d6 svart bonde · f6 svart springare · g6 svart bonde · c4 vit bonde · d4 vit springare · e4 vit bonde · c3 vit springare · e3 vit löpare · f3 vit bonde · a2 vit bonde · b2 vit bonde · e2 vit löpare · g2 vit bonde · h2 vit bonde · a1 vit torn · d1 vit drottning · e1 vit kung · h1 vit torn | a8 svart torn · c8 svart löpare · d8 svart drottning · f8 svart torn · g8 svart kung · a7 svart bonde · b7 svart bonde · e7 svart bonde · f7 svart bonde · g7 svart löpare · h7 svart bonde · c6 svart springare · d6 svart bonde · f6 svart springare · g6 svart bonde · c4 vit bonde · d4 vit springare · e4 vit bonde · c3 vit springare · e3 vit löpare · f3 vit bonde · a2 vit bonde · b2 vit bonde · e2 vit löpare · g2 vit bonde · h2 vit bonde · a1 vit torn · d1 vit drottning · e1 vit kung · h1 vit torn | a8 svart torn · c8 svart löpare · d8 svart drottning · f8 svart torn · g8 svart kung · a7 svart bonde · b7 svart bonde · e7 svart bonde · f7 svart bonde · g7 svart löpare · h7 svart bonde · c6 svart springare · d6 svart bonde · f6 svart springare · g6 svart bonde · c4 vit bonde · d4 vit springare · e4 vit bonde · c3 vit springare · e3 vit löpare · f3 vit bonde · a2 vit bonde · b2 vit bonde · e2 vit löpare · g2 vit bonde · h2 vit bonde · a1 vit torn · d1 vit drottning · e1 vit kung · h1 vit torn | a8 svart torn · c8 svart löpare · d8 svart drottning · f8 svart torn · g8 svart kung · a7 svart bonde · b7 svart bonde · e7 svart bonde · f7 svart bonde · g7 svart löpare · h7 svart bonde · c6 svart springare · d6 svart bonde · f6 svart springare · g6 svart bonde · c4 vit bonde · d4 vit springare · e4 vit bonde · c3 vit springare · e3 vit löpare · f3 vit bonde · a2 vit bonde · b2 vit bonde · e2 vit löpare · g2 vit bonde · h2 vit bonde · a1 vit torn · d1 vit drottning · e1 vit kung · h1 vit torn | 1 |
|   | a | b | c | d | e | f | g | h |   |

- Löparen kan vara fianchetterad till g7, vilket ger ett starkt inflytande över de svarta fälten på den långa diagonalen men en svaghet på d5 (eftersom bonden är kvar på e7).

Vit placerar ofta en springare på d5 vilket inte är helt lätt att hantera för svart. Om svart låter den stå kvar så får den en dominerande roll där den behärskar många viktiga fält. Om svart driver bort springaren med e7-e6 så blir d-bonden en långsiktig svaghet som vit kan bearbeta med de tunga pjäserna. Och om svart byter av springaren så slår vit tillbaka med exd5 och den efterblivna e7-bonden blir en ny svaghet som vit kan angripa.
Ställningar med löparen på g7 uppkommer bland annat i den accelererade drakvarianten i sicilianskt.
|   | a | b | c | d | e | f | g | h |   |
| 8 | a8 svart torn · d8 svart drottning · e8 svart kung · h8 svart torn · a7 svart bonde · b7 svart löpare · d7 svart springare · e7 svart löpare · f7 svart bonde · g7 svart bonde · h7 svart bonde · b6 svart bonde · d6 svart bonde · e6 svart bonde · f6 svart springare · c4 vit bonde · d4 vit springare · e4 vit bonde · c3 vit springare · e3 vit löpare · f3 vit bonde · a2 vit bonde · b2 vit bonde · e2 vit löpare · g2 vit bonde · h2 vit bonde · a1 vit torn · d1 vit drottning · e1 vit kung · h1 vit torn | a8 svart torn · d8 svart drottning · e8 svart kung · h8 svart torn · a7 svart bonde · b7 svart löpare · d7 svart springare · e7 svart löpare · f7 svart bonde · g7 svart bonde · h7 svart bonde · b6 svart bonde · d6 svart bonde · e6 svart bonde · f6 svart springare · c4 vit bonde · d4 vit springare · e4 vit bonde · c3 vit springare · e3 vit löpare · f3 vit bonde · a2 vit bonde · b2 vit bonde · e2 vit löpare · g2 vit bonde · h2 vit bonde · a1 vit torn · d1 vit drottning · e1 vit kung · h1 vit torn | a8 svart torn · d8 svart drottning · e8 svart kung · h8 svart torn · a7 svart bonde · b7 svart löpare · d7 svart springare · e7 svart löpare · f7 svart bonde · g7 svart bonde · h7 svart bonde · b6 svart bonde · d6 svart bonde · e6 svart bonde · f6 svart springare · c4 vit bonde · d4 vit springare · e4 vit bonde · c3 vit springare · e3 vit löpare · f3 vit bonde · a2 vit bonde · b2 vit bonde · e2 vit löpare · g2 vit bonde · h2 vit bonde · a1 vit torn · d1 vit drottning · e1 vit kung · h1 vit torn | a8 svart torn · d8 svart drottning · e8 svart kung · h8 svart torn · a7 svart bonde · b7 svart löpare · d7 svart springare · e7 svart löpare · f7 svart bonde · g7 svart bonde · h7 svart bonde · b6 svart bonde · d6 svart bonde · e6 svart bonde · f6 svart springare · c4 vit bonde · d4 vit springare · e4 vit bonde · c3 vit springare · e3 vit löpare · f3 vit bonde · a2 vit bonde · b2 vit bonde · e2 vit löpare · g2 vit bonde · h2 vit bonde · a1 vit torn · d1 vit drottning · e1 vit kung · h1 vit torn | a8 svart torn · d8 svart drottning · e8 svart kung · h8 svart torn · a7 svart bonde · b7 svart löpare · d7 svart springare · e7 svart löpare · f7 svart bonde · g7 svart bonde · h7 svart bonde · b6 svart bonde · d6 svart bonde · e6 svart bonde · f6 svart springare · c4 vit bonde · d4 vit springare · e4 vit bonde · c3 vit springare · e3 vit löpare · f3 vit bonde · a2 vit bonde · b2 vit bonde · e2 vit löpare · g2 vit bonde · h2 vit bonde · a1 vit torn · d1 vit drottning · e1 vit kung · h1 vit torn | a8 svart torn · d8 svart drottning · e8 svart kung · h8 svart torn · a7 svart bonde · b7 svart löpare · d7 svart springare · e7 svart löpare · f7 svart bonde · g7 svart bonde · h7 svart bonde · b6 svart bonde · d6 svart bonde · e6 svart bonde · f6 svart springare · c4 vit bonde · d4 vit springare · e4 vit bonde · c3 vit springare · e3 vit löpare · f3 vit bonde · a2 vit bonde · b2 vit bonde · e2 vit löpare · g2 vit bonde · h2 vit bonde · a1 vit torn · d1 vit drottning · e1 vit kung · h1 vit torn | a8 svart torn · d8 svart drottning · e8 svart kung · h8 svart torn · a7 svart bonde · b7 svart löpare · d7 svart springare · e7 svart löpare · f7 svart bonde · g7 svart bonde · h7 svart bonde · b6 svart bonde · d6 svart bonde · e6 svart bonde · f6 svart springare · c4 vit bonde · d4 vit springare · e4 vit bonde · c3 vit springare · e3 vit löpare · f3 vit bonde · a2 vit bonde · b2 vit bonde · e2 vit löpare · g2 vit bonde · h2 vit bonde · a1 vit torn · d1 vit drottning · e1 vit kung · h1 vit torn | a8 svart torn · d8 svart drottning · e8 svart kung · h8 svart torn · a7 svart bonde · b7 svart löpare · d7 svart springare · e7 svart löpare · f7 svart bonde · g7 svart bonde · h7 svart bonde · b6 svart bonde · d6 svart bonde · e6 svart bonde · f6 svart springare · c4 vit bonde · d4 vit springare · e4 vit bonde · c3 vit springare · e3 vit löpare · f3 vit bonde · a2 vit bonde · b2 vit bonde · e2 vit löpare · g2 vit bonde · h2 vit bonde · a1 vit torn · d1 vit drottning · e1 vit kung · h1 vit torn | 8 |
| 7 | a8 svart torn · d8 svart drottning · e8 svart kung · h8 svart torn · a7 svart bonde · b7 svart löpare · d7 svart springare · e7 svart löpare · f7 svart bonde · g7 svart bonde · h7 svart bonde · b6 svart bonde · d6 svart bonde · e6 svart bonde · f6 svart springare · c4 vit bonde · d4 vit springare · e4 vit bonde · c3 vit springare · e3 vit löpare · f3 vit bonde · a2 vit bonde · b2 vit bonde · e2 vit löpare · g2 vit bonde · h2 vit bonde · a1 vit torn · d1 vit drottning · e1 vit kung · h1 vit torn | a8 svart torn · d8 svart drottning · e8 svart kung · h8 svart torn · a7 svart bonde · b7 svart löpare · d7 svart springare · e7 svart löpare · f7 svart bonde · g7 svart bonde · h7 svart bonde · b6 svart bonde · d6 svart bonde · e6 svart bonde · f6 svart springare · c4 vit bonde · d4 vit springare · e4 vit bonde · c3 vit springare · e3 vit löpare · f3 vit bonde · a2 vit bonde · b2 vit bonde · e2 vit löpare · g2 vit bonde · h2 vit bonde · a1 vit torn · d1 vit drottning · e1 vit kung · h1 vit torn | a8 svart torn · d8 svart drottning · e8 svart kung · h8 svart torn · a7 svart bonde · b7 svart löpare · d7 svart springare · e7 svart löpare · f7 svart bonde · g7 svart bonde · h7 svart bonde · b6 svart bonde · d6 svart bonde · e6 svart bonde · f6 svart springare · c4 vit bonde · d4 vit springare · e4 vit bonde · c3 vit springare · e3 vit löpare · f3 vit bonde · a2 vit bonde · b2 vit bonde · e2 vit löpare · g2 vit bonde · h2 vit bonde · a1 vit torn · d1 vit drottning · e1 vit kung · h1 vit torn | a8 svart torn · d8 svart drottning · e8 svart kung · h8 svart torn · a7 svart bonde · b7 svart löpare · d7 svart springare · e7 svart löpare · f7 svart bonde · g7 svart bonde · h7 svart bonde · b6 svart bonde · d6 svart bonde · e6 svart bonde · f6 svart springare · c4 vit bonde · d4 vit springare · e4 vit bonde · c3 vit springare · e3 vit löpare · f3 vit bonde · a2 vit bonde · b2 vit bonde · e2 vit löpare · g2 vit bonde · h2 vit bonde · a1 vit torn · d1 vit drottning · e1 vit kung · h1 vit torn | a8 svart torn · d8 svart drottning · e8 svart kung · h8 svart torn · a7 svart bonde · b7 svart löpare · d7 svart springare · e7 svart löpare · f7 svart bonde · g7 svart bonde · h7 svart bonde · b6 svart bonde · d6 svart bonde · e6 svart bonde · f6 svart springare · c4 vit bonde · d4 vit springare · e4 vit bonde · c3 vit springare · e3 vit löpare · f3 vit bonde · a2 vit bonde · b2 vit bonde · e2 vit löpare · g2 vit bonde · h2 vit bonde · a1 vit torn · d1 vit drottning · e1 vit kung · h1 vit torn | a8 svart torn · d8 svart drottning · e8 svart kung · h8 svart torn · a7 svart bonde · b7 svart löpare · d7 svart springare · e7 svart löpare · f7 svart bonde · g7 svart bonde · h7 svart bonde · b6 svart bonde · d6 svart bonde · e6 svart bonde · f6 svart springare · c4 vit bonde · d4 vit springare · e4 vit bonde · c3 vit springare · e3 vit löpare · f3 vit bonde · a2 vit bonde · b2 vit bonde · e2 vit löpare · g2 vit bonde · h2 vit bonde · a1 vit torn · d1 vit drottning · e1 vit kung · h1 vit torn | a8 svart torn · d8 svart drottning · e8 svart kung · h8 svart torn · a7 svart bonde · b7 svart löpare · d7 svart springare · e7 svart löpare · f7 svart bonde · g7 svart bonde · h7 svart bonde · b6 svart bonde · d6 svart bonde · e6 svart bonde · f6 svart springare · c4 vit bonde · d4 vit springare · e4 vit bonde · c3 vit springare · e3 vit löpare · f3 vit bonde · a2 vit bonde · b2 vit bonde · e2 vit löpare · g2 vit bonde · h2 vit bonde · a1 vit torn · d1 vit drottning · e1 vit kung · h1 vit torn | a8 svart torn · d8 svart drottning · e8 svart kung · h8 svart torn · a7 svart bonde · b7 svart löpare · d7 svart springare · e7 svart löpare · f7 svart bonde · g7 svart bonde · h7 svart bonde · b6 svart bonde · d6 svart bonde · e6 svart bonde · f6 svart springare · c4 vit bonde · d4 vit springare · e4 vit bonde · c3 vit springare · e3 vit löpare · f3 vit bonde · a2 vit bonde · b2 vit bonde · e2 vit löpare · g2 vit bonde · h2 vit bonde · a1 vit torn · d1 vit drottning · e1 vit kung · h1 vit torn | 7 |
| 6 | a8 svart torn · d8 svart drottning · e8 svart kung · h8 svart torn · a7 svart bonde · b7 svart löpare · d7 svart springare · e7 svart löpare · f7 svart bonde · g7 svart bonde · h7 svart bonde · b6 svart bonde · d6 svart bonde · e6 svart bonde · f6 svart springare · c4 vit bonde · d4 vit springare · e4 vit bonde · c3 vit springare · e3 vit löpare · f3 vit bonde · a2 vit bonde · b2 vit bonde · e2 vit löpare · g2 vit bonde · h2 vit bonde · a1 vit torn · d1 vit drottning · e1 vit kung · h1 vit torn | a8 svart torn · d8 svart drottning · e8 svart kung · h8 svart torn · a7 svart bonde · b7 svart löpare · d7 svart springare · e7 svart löpare · f7 svart bonde · g7 svart bonde · h7 svart bonde · b6 svart bonde · d6 svart bonde · e6 svart bonde · f6 svart springare · c4 vit bonde · d4 vit springare · e4 vit bonde · c3 vit springare · e3 vit löpare · f3 vit bonde · a2 vit bonde · b2 vit bonde · e2 vit löpare · g2 vit bonde · h2 vit bonde · a1 vit torn · d1 vit drottning · e1 vit kung · h1 vit torn | a8 svart torn · d8 svart drottning · e8 svart kung · h8 svart torn · a7 svart bonde · b7 svart löpare · d7 svart springare · e7 svart löpare · f7 svart bonde · g7 svart bonde · h7 svart bonde · b6 svart bonde · d6 svart bonde · e6 svart bonde · f6 svart springare · c4 vit bonde · d4 vit springare · e4 vit bonde · c3 vit springare · e3 vit löpare · f3 vit bonde · a2 vit bonde · b2 vit bonde · e2 vit löpare · g2 vit bonde · h2 vit bonde · a1 vit torn · d1 vit drottning · e1 vit kung · h1 vit torn | a8 svart torn · d8 svart drottning · e8 svart kung · h8 svart torn · a7 svart bonde · b7 svart löpare · d7 svart springare · e7 svart löpare · f7 svart bonde · g7 svart bonde · h7 svart bonde · b6 svart bonde · d6 svart bonde · e6 svart bonde · f6 svart springare · c4 vit bonde · d4 vit springare · e4 vit bonde · c3 vit springare · e3 vit löpare · f3 vit bonde · a2 vit bonde · b2 vit bonde · e2 vit löpare · g2 vit bonde · h2 vit bonde · a1 vit torn · d1 vit drottning · e1 vit kung · h1 vit torn | a8 svart torn · d8 svart drottning · e8 svart kung · h8 svart torn · a7 svart bonde · b7 svart löpare · d7 svart springare · e7 svart löpare · f7 svart bonde · g7 svart bonde · h7 svart bonde · b6 svart bonde · d6 svart bonde · e6 svart bonde · f6 svart springare · c4 vit bonde · d4 vit springare · e4 vit bonde · c3 vit springare · e3 vit löpare · f3 vit bonde · a2 vit bonde · b2 vit bonde · e2 vit löpare · g2 vit bonde · h2 vit bonde · a1 vit torn · d1 vit drottning · e1 vit kung · h1 vit torn | a8 svart torn · d8 svart drottning · e8 svart kung · h8 svart torn · a7 svart bonde · b7 svart löpare · d7 svart springare · e7 svart löpare · f7 svart bonde · g7 svart bonde · h7 svart bonde · b6 svart bonde · d6 svart bonde · e6 svart bonde · f6 svart springare · c4 vit bonde · d4 vit springare · e4 vit bonde · c3 vit springare · e3 vit löpare · f3 vit bonde · a2 vit bonde · b2 vit bonde · e2 vit löpare · g2 vit bonde · h2 vit bonde · a1 vit torn · d1 vit drottning · e1 vit kung · h1 vit torn | a8 svart torn · d8 svart drottning · e8 svart kung · h8 svart torn · a7 svart bonde · b7 svart löpare · d7 svart springare · e7 svart löpare · f7 svart bonde · g7 svart bonde · h7 svart bonde · b6 svart bonde · d6 svart bonde · e6 svart bonde · f6 svart springare · c4 vit bonde · d4 vit springare · e4 vit bonde · c3 vit springare · e3 vit löpare · f3 vit bonde · a2 vit bonde · b2 vit bonde · e2 vit löpare · g2 vit bonde · h2 vit bonde · a1 vit torn · d1 vit drottning · e1 vit kung · h1 vit torn | a8 svart torn · d8 svart drottning · e8 svart kung · h8 svart torn · a7 svart bonde · b7 svart löpare · d7 svart springare · e7 svart löpare · f7 svart bonde · g7 svart bonde · h7 svart bonde · b6 svart bonde · d6 svart bonde · e6 svart bonde · f6 svart springare · c4 vit bonde · d4 vit springare · e4 vit bonde · c3 vit springare · e3 vit löpare · f3 vit bonde · a2 vit bonde · b2 vit bonde · e2 vit löpare · g2 vit bonde · h2 vit bonde · a1 vit torn · d1 vit drottning · e1 vit kung · h1 vit torn | 6 |
| 5 | a8 svart torn · d8 svart drottning · e8 svart kung · h8 svart torn · a7 svart bonde · b7 svart löpare · d7 svart springare · e7 svart löpare · f7 svart bonde · g7 svart bonde · h7 svart bonde · b6 svart bonde · d6 svart bonde · e6 svart bonde · f6 svart springare · c4 vit bonde · d4 vit springare · e4 vit bonde · c3 vit springare · e3 vit löpare · f3 vit bonde · a2 vit bonde · b2 vit bonde · e2 vit löpare · g2 vit bonde · h2 vit bonde · a1 vit torn · d1 vit drottning · e1 vit kung · h1 vit torn | a8 svart torn · d8 svart drottning · e8 svart kung · h8 svart torn · a7 svart bonde · b7 svart löpare · d7 svart springare · e7 svart löpare · f7 svart bonde · g7 svart bonde · h7 svart bonde · b6 svart bonde · d6 svart bonde · e6 svart bonde · f6 svart springare · c4 vit bonde · d4 vit springare · e4 vit bonde · c3 vit springare · e3 vit löpare · f3 vit bonde · a2 vit bonde · b2 vit bonde · e2 vit löpare · g2 vit bonde · h2 vit bonde · a1 vit torn · d1 vit drottning · e1 vit kung · h1 vit torn | a8 svart torn · d8 svart drottning · e8 svart kung · h8 svart torn · a7 svart bonde · b7 svart löpare · d7 svart springare · e7 svart löpare · f7 svart bonde · g7 svart bonde · h7 svart bonde · b6 svart bonde · d6 svart bonde · e6 svart bonde · f6 svart springare · c4 vit bonde · d4 vit springare · e4 vit bonde · c3 vit springare · e3 vit löpare · f3 vit bonde · a2 vit bonde · b2 vit bonde · e2 vit löpare · g2 vit bonde · h2 vit bonde · a1 vit torn · d1 vit drottning · e1 vit kung · h1 vit torn | a8 svart torn · d8 svart drottning · e8 svart kung · h8 svart torn · a7 svart bonde · b7 svart löpare · d7 svart springare · e7 svart löpare · f7 svart bonde · g7 svart bonde · h7 svart bonde · b6 svart bonde · d6 svart bonde · e6 svart bonde · f6 svart springare · c4 vit bonde · d4 vit springare · e4 vit bonde · c3 vit springare · e3 vit löpare · f3 vit bonde · a2 vit bonde · b2 vit bonde · e2 vit löpare · g2 vit bonde · h2 vit bonde · a1 vit torn · d1 vit drottning · e1 vit kung · h1 vit torn | a8 svart torn · d8 svart drottning · e8 svart kung · h8 svart torn · a7 svart bonde · b7 svart löpare · d7 svart springare · e7 svart löpare · f7 svart bonde · g7 svart bonde · h7 svart bonde · b6 svart bonde · d6 svart bonde · e6 svart bonde · f6 svart springare · c4 vit bonde · d4 vit springare · e4 vit bonde · c3 vit springare · e3 vit löpare · f3 vit bonde · a2 vit bonde · b2 vit bonde · e2 vit löpare · g2 vit bonde · h2 vit bonde · a1 vit torn · d1 vit drottning · e1 vit kung · h1 vit torn | a8 svart torn · d8 svart drottning · e8 svart kung · h8 svart torn · a7 svart bonde · b7 svart löpare · d7 svart springare · e7 svart löpare · f7 svart bonde · g7 svart bonde · h7 svart bonde · b6 svart bonde · d6 svart bonde · e6 svart bonde · f6 svart springare · c4 vit bonde · d4 vit springare · e4 vit bonde · c3 vit springare · e3 vit löpare · f3 vit bonde · a2 vit bonde · b2 vit bonde · e2 vit löpare · g2 vit bonde · h2 vit bonde · a1 vit torn · d1 vit drottning · e1 vit kung · h1 vit torn | a8 svart torn · d8 svart drottning · e8 svart kung · h8 svart torn · a7 svart bonde · b7 svart löpare · d7 svart springare · e7 svart löpare · f7 svart bonde · g7 svart bonde · h7 svart bonde · b6 svart bonde · d6 svart bonde · e6 svart bonde · f6 svart springare · c4 vit bonde · d4 vit springare · e4 vit bonde · c3 vit springare · e3 vit löpare · f3 vit bonde · a2 vit bonde · b2 vit bonde · e2 vit löpare · g2 vit bonde · h2 vit bonde · a1 vit torn · d1 vit drottning · e1 vit kung · h1 vit torn | a8 svart torn · d8 svart drottning · e8 svart kung · h8 svart torn · a7 svart bonde · b7 svart löpare · d7 svart springare · e7 svart löpare · f7 svart bonde · g7 svart bonde · h7 svart bonde · b6 svart bonde · d6 svart bonde · e6 svart bonde · f6 svart springare · c4 vit bonde · d4 vit springare · e4 vit bonde · c3 vit springare · e3 vit löpare · f3 vit bonde · a2 vit bonde · b2 vit bonde · e2 vit löpare · g2 vit bonde · h2 vit bonde · a1 vit torn · d1 vit drottning · e1 vit kung · h1 vit torn | 5 |
| 4 | a8 svart torn · d8 svart drottning · e8 svart kung · h8 svart torn · a7 svart bonde · b7 svart löpare · d7 svart springare · e7 svart löpare · f7 svart bonde · g7 svart bonde · h7 svart bonde · b6 svart bonde · d6 svart bonde · e6 svart bonde · f6 svart springare · c4 vit bonde · d4 vit springare · e4 vit bonde · c3 vit springare · e3 vit löpare · f3 vit bonde · a2 vit bonde · b2 vit bonde · e2 vit löpare · g2 vit bonde · h2 vit bonde · a1 vit torn · d1 vit drottning · e1 vit kung · h1 vit torn | a8 svart torn · d8 svart drottning · e8 svart kung · h8 svart torn · a7 svart bonde · b7 svart löpare · d7 svart springare · e7 svart löpare · f7 svart bonde · g7 svart bonde · h7 svart bonde · b6 svart bonde · d6 svart bonde · e6 svart bonde · f6 svart springare · c4 vit bonde · d4 vit springare · e4 vit bonde · c3 vit springare · e3 vit löpare · f3 vit bonde · a2 vit bonde · b2 vit bonde · e2 vit löpare · g2 vit bonde · h2 vit bonde · a1 vit torn · d1 vit drottning · e1 vit kung · h1 vit torn | a8 svart torn · d8 svart drottning · e8 svart kung · h8 svart torn · a7 svart bonde · b7 svart löpare · d7 svart springare · e7 svart löpare · f7 svart bonde · g7 svart bonde · h7 svart bonde · b6 svart bonde · d6 svart bonde · e6 svart bonde · f6 svart springare · c4 vit bonde · d4 vit springare · e4 vit bonde · c3 vit springare · e3 vit löpare · f3 vit bonde · a2 vit bonde · b2 vit bonde · e2 vit löpare · g2 vit bonde · h2 vit bonde · a1 vit torn · d1 vit drottning · e1 vit kung · h1 vit torn | a8 svart torn · d8 svart drottning · e8 svart kung · h8 svart torn · a7 svart bonde · b7 svart löpare · d7 svart springare · e7 svart löpare · f7 svart bonde · g7 svart bonde · h7 svart bonde · b6 svart bonde · d6 svart bonde · e6 svart bonde · f6 svart springare · c4 vit bonde · d4 vit springare · e4 vit bonde · c3 vit springare · e3 vit löpare · f3 vit bonde · a2 vit bonde · b2 vit bonde · e2 vit löpare · g2 vit bonde · h2 vit bonde · a1 vit torn · d1 vit drottning · e1 vit kung · h1 vit torn | a8 svart torn · d8 svart drottning · e8 svart kung · h8 svart torn · a7 svart bonde · b7 svart löpare · d7 svart springare · e7 svart löpare · f7 svart bonde · g7 svart bonde · h7 svart bonde · b6 svart bonde · d6 svart bonde · e6 svart bonde · f6 svart springare · c4 vit bonde · d4 vit springare · e4 vit bonde · c3 vit springare · e3 vit löpare · f3 vit bonde · a2 vit bonde · b2 vit bonde · e2 vit löpare · g2 vit bonde · h2 vit bonde · a1 vit torn · d1 vit drottning · e1 vit kung · h1 vit torn | a8 svart torn · d8 svart drottning · e8 svart kung · h8 svart torn · a7 svart bonde · b7 svart löpare · d7 svart springare · e7 svart löpare · f7 svart bonde · g7 svart bonde · h7 svart bonde · b6 svart bonde · d6 svart bonde · e6 svart bonde · f6 svart springare · c4 vit bonde · d4 vit springare · e4 vit bonde · c3 vit springare · e3 vit löpare · f3 vit bonde · a2 vit bonde · b2 vit bonde · e2 vit löpare · g2 vit bonde · h2 vit bonde · a1 vit torn · d1 vit drottning · e1 vit kung · h1 vit torn | a8 svart torn · d8 svart drottning · e8 svart kung · h8 svart torn · a7 svart bonde · b7 svart löpare · d7 svart springare · e7 svart löpare · f7 svart bonde · g7 svart bonde · h7 svart bonde · b6 svart bonde · d6 svart bonde · e6 svart bonde · f6 svart springare · c4 vit bonde · d4 vit springare · e4 vit bonde · c3 vit springare · e3 vit löpare · f3 vit bonde · a2 vit bonde · b2 vit bonde · e2 vit löpare · g2 vit bonde · h2 vit bonde · a1 vit torn · d1 vit drottning · e1 vit kung · h1 vit torn | a8 svart torn · d8 svart drottning · e8 svart kung · h8 svart torn · a7 svart bonde · b7 svart löpare · d7 svart springare · e7 svart löpare · f7 svart bonde · g7 svart bonde · h7 svart bonde · b6 svart bonde · d6 svart bonde · e6 svart bonde · f6 svart springare · c4 vit bonde · d4 vit springare · e4 vit bonde · c3 vit springare · e3 vit löpare · f3 vit bonde · a2 vit bonde · b2 vit bonde · e2 vit löpare · g2 vit bonde · h2 vit bonde · a1 vit torn · d1 vit drottning · e1 vit kung · h1 vit torn | 4 |
| 3 | a8 svart torn · d8 svart drottning · e8 svart kung · h8 svart torn · a7 svart bonde · b7 svart löpare · d7 svart springare · e7 svart löpare · f7 svart bonde · g7 svart bonde · h7 svart bonde · b6 svart bonde · d6 svart bonde · e6 svart bonde · f6 svart springare · c4 vit bonde · d4 vit springare · e4 vit bonde · c3 vit springare · e3 vit löpare · f3 vit bonde · a2 vit bonde · b2 vit bonde · e2 vit löpare · g2 vit bonde · h2 vit bonde · a1 vit torn · d1 vit drottning · e1 vit kung · h1 vit torn | a8 svart torn · d8 svart drottning · e8 svart kung · h8 svart torn · a7 svart bonde · b7 svart löpare · d7 svart springare · e7 svart löpare · f7 svart bonde · g7 svart bonde · h7 svart bonde · b6 svart bonde · d6 svart bonde · e6 svart bonde · f6 svart springare · c4 vit bonde · d4 vit springare · e4 vit bonde · c3 vit springare · e3 vit löpare · f3 vit bonde · a2 vit bonde · b2 vit bonde · e2 vit löpare · g2 vit bonde · h2 vit bonde · a1 vit torn · d1 vit drottning · e1 vit kung · h1 vit torn | a8 svart torn · d8 svart drottning · e8 svart kung · h8 svart torn · a7 svart bonde · b7 svart löpare · d7 svart springare · e7 svart löpare · f7 svart bonde · g7 svart bonde · h7 svart bonde · b6 svart bonde · d6 svart bonde · e6 svart bonde · f6 svart springare · c4 vit bonde · d4 vit springare · e4 vit bonde · c3 vit springare · e3 vit löpare · f3 vit bonde · a2 vit bonde · b2 vit bonde · e2 vit löpare · g2 vit bonde · h2 vit bonde · a1 vit torn · d1 vit drottning · e1 vit kung · h1 vit torn | a8 svart torn · d8 svart drottning · e8 svart kung · h8 svart torn · a7 svart bonde · b7 svart löpare · d7 svart springare · e7 svart löpare · f7 svart bonde · g7 svart bonde · h7 svart bonde · b6 svart bonde · d6 svart bonde · e6 svart bonde · f6 svart springare · c4 vit bonde · d4 vit springare · e4 vit bonde · c3 vit springare · e3 vit löpare · f3 vit bonde · a2 vit bonde · b2 vit bonde · e2 vit löpare · g2 vit bonde · h2 vit bonde · a1 vit torn · d1 vit drottning · e1 vit kung · h1 vit torn | a8 svart torn · d8 svart drottning · e8 svart kung · h8 svart torn · a7 svart bonde · b7 svart löpare · d7 svart springare · e7 svart löpare · f7 svart bonde · g7 svart bonde · h7 svart bonde · b6 svart bonde · d6 svart bonde · e6 svart bonde · f6 svart springare · c4 vit bonde · d4 vit springare · e4 vit bonde · c3 vit springare · e3 vit löpare · f3 vit bonde · a2 vit bonde · b2 vit bonde · e2 vit löpare · g2 vit bonde · h2 vit bonde · a1 vit torn · d1 vit drottning · e1 vit kung · h1 vit torn | a8 svart torn · d8 svart drottning · e8 svart kung · h8 svart torn · a7 svart bonde · b7 svart löpare · d7 svart springare · e7 svart löpare · f7 svart bonde · g7 svart bonde · h7 svart bonde · b6 svart bonde · d6 svart bonde · e6 svart bonde · f6 svart springare · c4 vit bonde · d4 vit springare · e4 vit bonde · c3 vit springare · e3 vit löpare · f3 vit bonde · a2 vit bonde · b2 vit bonde · e2 vit löpare · g2 vit bonde · h2 vit bonde · a1 vit torn · d1 vit drottning · e1 vit kung · h1 vit torn | a8 svart torn · d8 svart drottning · e8 svart kung · h8 svart torn · a7 svart bonde · b7 svart löpare · d7 svart springare · e7 svart löpare · f7 svart bonde · g7 svart bonde · h7 svart bonde · b6 svart bonde · d6 svart bonde · e6 svart bonde · f6 svart springare · c4 vit bonde · d4 vit springare · e4 vit bonde · c3 vit springare · e3 vit löpare · f3 vit bonde · a2 vit bonde · b2 vit bonde · e2 vit löpare · g2 vit bonde · h2 vit bonde · a1 vit torn · d1 vit drottning · e1 vit kung · h1 vit torn | a8 svart torn · d8 svart drottning · e8 svart kung · h8 svart torn · a7 svart bonde · b7 svart löpare · d7 svart springare · e7 svart löpare · f7 svart bonde · g7 svart bonde · h7 svart bonde · b6 svart bonde · d6 svart bonde · e6 svart bonde · f6 svart springare · c4 vit bonde · d4 vit springare · e4 vit bonde · c3 vit springare · e3 vit löpare · f3 vit bonde · a2 vit bonde · b2 vit bonde · e2 vit löpare · g2 vit bonde · h2 vit bonde · a1 vit torn · d1 vit drottning · e1 vit kung · h1 vit torn | 3 |
| 2 | a8 svart torn · d8 svart drottning · e8 svart kung · h8 svart torn · a7 svart bonde · b7 svart löpare · d7 svart springare · e7 svart löpare · f7 svart bonde · g7 svart bonde · h7 svart bonde · b6 svart bonde · d6 svart bonde · e6 svart bonde · f6 svart springare · c4 vit bonde · d4 vit springare · e4 vit bonde · c3 vit springare · e3 vit löpare · f3 vit bonde · a2 vit bonde · b2 vit bonde · e2 vit löpare · g2 vit bonde · h2 vit bonde · a1 vit torn · d1 vit drottning · e1 vit kung · h1 vit torn | a8 svart torn · d8 svart drottning · e8 svart kung · h8 svart torn · a7 svart bonde · b7 svart löpare · d7 svart springare · e7 svart löpare · f7 svart bonde · g7 svart bonde · h7 svart bonde · b6 svart bonde · d6 svart bonde · e6 svart bonde · f6 svart springare · c4 vit bonde · d4 vit springare · e4 vit bonde · c3 vit springare · e3 vit löpare · f3 vit bonde · a2 vit bonde · b2 vit bonde · e2 vit löpare · g2 vit bonde · h2 vit bonde · a1 vit torn · d1 vit drottning · e1 vit kung · h1 vit torn | a8 svart torn · d8 svart drottning · e8 svart kung · h8 svart torn · a7 svart bonde · b7 svart löpare · d7 svart springare · e7 svart löpare · f7 svart bonde · g7 svart bonde · h7 svart bonde · b6 svart bonde · d6 svart bonde · e6 svart bonde · f6 svart springare · c4 vit bonde · d4 vit springare · e4 vit bonde · c3 vit springare · e3 vit löpare · f3 vit bonde · a2 vit bonde · b2 vit bonde · e2 vit löpare · g2 vit bonde · h2 vit bonde · a1 vit torn · d1 vit drottning · e1 vit kung · h1 vit torn | a8 svart torn · d8 svart drottning · e8 svart kung · h8 svart torn · a7 svart bonde · b7 svart löpare · d7 svart springare · e7 svart löpare · f7 svart bonde · g7 svart bonde · h7 svart bonde · b6 svart bonde · d6 svart bonde · e6 svart bonde · f6 svart springare · c4 vit bonde · d4 vit springare · e4 vit bonde · c3 vit springare · e3 vit löpare · f3 vit bonde · a2 vit bonde · b2 vit bonde · e2 vit löpare · g2 vit bonde · h2 vit bonde · a1 vit torn · d1 vit drottning · e1 vit kung · h1 vit torn | a8 svart torn · d8 svart drottning · e8 svart kung · h8 svart torn · a7 svart bonde · b7 svart löpare · d7 svart springare · e7 svart löpare · f7 svart bonde · g7 svart bonde · h7 svart bonde · b6 svart bonde · d6 svart bonde · e6 svart bonde · f6 svart springare · c4 vit bonde · d4 vit springare · e4 vit bonde · c3 vit springare · e3 vit löpare · f3 vit bonde · a2 vit bonde · b2 vit bonde · e2 vit löpare · g2 vit bonde · h2 vit bonde · a1 vit torn · d1 vit drottning · e1 vit kung · h1 vit torn | a8 svart torn · d8 svart drottning · e8 svart kung · h8 svart torn · a7 svart bonde · b7 svart löpare · d7 svart springare · e7 svart löpare · f7 svart bonde · g7 svart bonde · h7 svart bonde · b6 svart bonde · d6 svart bonde · e6 svart bonde · f6 svart springare · c4 vit bonde · d4 vit springare · e4 vit bonde · c3 vit springare · e3 vit löpare · f3 vit bonde · a2 vit bonde · b2 vit bonde · e2 vit löpare · g2 vit bonde · h2 vit bonde · a1 vit torn · d1 vit drottning · e1 vit kung · h1 vit torn | a8 svart torn · d8 svart drottning · e8 svart kung · h8 svart torn · a7 svart bonde · b7 svart löpare · d7 svart springare · e7 svart löpare · f7 svart bonde · g7 svart bonde · h7 svart bonde · b6 svart bonde · d6 svart bonde · e6 svart bonde · f6 svart springare · c4 vit bonde · d4 vit springare · e4 vit bonde · c3 vit springare · e3 vit löpare · f3 vit bonde · a2 vit bonde · b2 vit bonde · e2 vit löpare · g2 vit bonde · h2 vit bonde · a1 vit torn · d1 vit drottning · e1 vit kung · h1 vit torn | a8 svart torn · d8 svart drottning · e8 svart kung · h8 svart torn · a7 svart bonde · b7 svart löpare · d7 svart springare · e7 svart löpare · f7 svart bonde · g7 svart bonde · h7 svart bonde · b6 svart bonde · d6 svart bonde · e6 svart bonde · f6 svart springare · c4 vit bonde · d4 vit springare · e4 vit bonde · c3 vit springare · e3 vit löpare · f3 vit bonde · a2 vit bonde · b2 vit bonde · e2 vit löpare · g2 vit bonde · h2 vit bonde · a1 vit torn · d1 vit drottning · e1 vit kung · h1 vit torn | 2 |
| 1 | a8 svart torn · d8 svart drottning · e8 svart kung · h8 svart torn · a7 svart bonde · b7 svart löpare · d7 svart springare · e7 svart löpare · f7 svart bonde · g7 svart bonde · h7 svart bonde · b6 svart bonde · d6 svart bonde · e6 svart bonde · f6 svart springare · c4 vit bonde · d4 vit springare · e4 vit bonde · c3 vit springare · e3 vit löpare · f3 vit bonde · a2 vit bonde · b2 vit bonde · e2 vit löpare · g2 vit bonde · h2 vit bonde · a1 vit torn · d1 vit drottning · e1 vit kung · h1 vit torn | a8 svart torn · d8 svart drottning · e8 svart kung · h8 svart torn · a7 svart bonde · b7 svart löpare · d7 svart springare · e7 svart löpare · f7 svart bonde · g7 svart bonde · h7 svart bonde · b6 svart bonde · d6 svart bonde · e6 svart bonde · f6 svart springare · c4 vit bonde · d4 vit springare · e4 vit bonde · c3 vit springare · e3 vit löpare · f3 vit bonde · a2 vit bonde · b2 vit bonde · e2 vit löpare · g2 vit bonde · h2 vit bonde · a1 vit torn · d1 vit drottning · e1 vit kung · h1 vit torn | a8 svart torn · d8 svart drottning · e8 svart kung · h8 svart torn · a7 svart bonde · b7 svart löpare · d7 svart springare · e7 svart löpare · f7 svart bonde · g7 svart bonde · h7 svart bonde · b6 svart bonde · d6 svart bonde · e6 svart bonde · f6 svart springare · c4 vit bonde · d4 vit springare · e4 vit bonde · c3 vit springare · e3 vit löpare · f3 vit bonde · a2 vit bonde · b2 vit bonde · e2 vit löpare · g2 vit bonde · h2 vit bonde · a1 vit torn · d1 vit drottning · e1 vit kung · h1 vit torn | a8 svart torn · d8 svart drottning · e8 svart kung · h8 svart torn · a7 svart bonde · b7 svart löpare · d7 svart springare · e7 svart löpare · f7 svart bonde · g7 svart bonde · h7 svart bonde · b6 svart bonde · d6 svart bonde · e6 svart bonde · f6 svart springare · c4 vit bonde · d4 vit springare · e4 vit bonde · c3 vit springare · e3 vit löpare · f3 vit bonde · a2 vit bonde · b2 vit bonde · e2 vit löpare · g2 vit bonde · h2 vit bonde · a1 vit torn · d1 vit drottning · e1 vit kung · h1 vit torn | a8 svart torn · d8 svart drottning · e8 svart kung · h8 svart torn · a7 svart bonde · b7 svart löpare · d7 svart springare · e7 svart löpare · f7 svart bonde · g7 svart bonde · h7 svart bonde · b6 svart bonde · d6 svart bonde · e6 svart bonde · f6 svart springare · c4 vit bonde · d4 vit springare · e4 vit bonde · c3 vit springare · e3 vit löpare · f3 vit bonde · a2 vit bonde · b2 vit bonde · e2 vit löpare · g2 vit bonde · h2 vit bonde · a1 vit torn · d1 vit drottning · e1 vit kung · h1 vit torn | a8 svart torn · d8 svart drottning · e8 svart kung · h8 svart torn · a7 svart bonde · b7 svart löpare · d7 svart springare · e7 svart löpare · f7 svart bonde · g7 svart bonde · h7 svart bonde · b6 svart bonde · d6 svart bonde · e6 svart bonde · f6 svart springare · c4 vit bonde · d4 vit springare · e4 vit bonde · c3 vit springare · e3 vit löpare · f3 vit bonde · a2 vit bonde · b2 vit bonde · e2 vit löpare · g2 vit bonde · h2 vit bonde · a1 vit torn · d1 vit drottning · e1 vit kung · h1 vit torn | a8 svart torn · d8 svart drottning · e8 svart kung · h8 svart torn · a7 svart bonde · b7 svart löpare · d7 svart springare · e7 svart löpare · f7 svart bonde · g7 svart bonde · h7 svart bonde · b6 svart bonde · d6 svart bonde · e6 svart bonde · f6 svart springare · c4 vit bonde · d4 vit springare · e4 vit bonde · c3 vit springare · e3 vit löpare · f3 vit bonde · a2 vit bonde · b2 vit bonde · e2 vit löpare · g2 vit bonde · h2 vit bonde · a1 vit torn · d1 vit drottning · e1 vit kung · h1 vit torn | a8 svart torn · d8 svart drottning · e8 svart kung · h8 svart torn · a7 svart bonde · b7 svart löpare · d7 svart springare · e7 svart löpare · f7 svart bonde · g7 svart bonde · h7 svart bonde · b6 svart bonde · d6 svart bonde · e6 svart bonde · f6 svart springare · c4 vit bonde · d4 vit springare · e4 vit bonde · c3 vit springare · e3 vit löpare · f3 vit bonde · a2 vit bonde · b2 vit bonde · e2 vit löpare · g2 vit bonde · h2 vit bonde · a1 vit torn · d1 vit drottning · e1 vit kung · h1 vit torn | 1 |
|   | a | b | c | d | e | f | g | h |   |

- Löparen kan vara placerad på e7. Svart kan då använda det så kallade treraderssystemet (även känt som igelkottsförsvaret) som karakteriseras av bönder på a6, b6, d6 och e6.

Svart står trångt men har inga direkta svagheter och bra kontroll över fälten på femte raden. Det gör att vit, trots en rejäl terrängfördel, inte har några uppenbara sätt att angripa svarts ställning. Bakom sin bondemur kan svart manövrera med pjäserna och förbereda en bondemotstöt vid rätt tillfälle för att frigöra sina pjäser. Om det går att genomföra d6-d5 står svart bra. Två kända exempel på detta är partiet mellan Anatolij Karpov och Ulf Andersson 1975 och 16:e VM-partiet mellan Karpov och Garri Kasparov 1985.
Ställningar med löparen på e7 uppkommer bland annat i Tajmanov- och Kan-varianterna i sicilianskt.

### Karlsbad-uppställningen
|   | a | b | c | d | e | f | g | h |   |
| 8 | a7 svart bonde · b7 svart bonde · f7 svart bonde · g7 svart bonde · h7 svart bonde · c6 svart bonde · d5 svart bonde · d4 vit bonde · e3 vit bonde · a2 vit bonde · b2 vit bonde · f2 vit bonde · g2 vit bonde · h2 vit bonde | a7 svart bonde · b7 svart bonde · f7 svart bonde · g7 svart bonde · h7 svart bonde · c6 svart bonde · d5 svart bonde · d4 vit bonde · e3 vit bonde · a2 vit bonde · b2 vit bonde · f2 vit bonde · g2 vit bonde · h2 vit bonde | a7 svart bonde · b7 svart bonde · f7 svart bonde · g7 svart bonde · h7 svart bonde · c6 svart bonde · d5 svart bonde · d4 vit bonde · e3 vit bonde · a2 vit bonde · b2 vit bonde · f2 vit bonde · g2 vit bonde · h2 vit bonde | a7 svart bonde · b7 svart bonde · f7 svart bonde · g7 svart bonde · h7 svart bonde · c6 svart bonde · d5 svart bonde · d4 vit bonde · e3 vit bonde · a2 vit bonde · b2 vit bonde · f2 vit bonde · g2 vit bonde · h2 vit bonde | a7 svart bonde · b7 svart bonde · f7 svart bonde · g7 svart bonde · h7 svart bonde · c6 svart bonde · d5 svart bonde · d4 vit bonde · e3 vit bonde · a2 vit bonde · b2 vit bonde · f2 vit bonde · g2 vit bonde · h2 vit bonde | a7 svart bonde · b7 svart bonde · f7 svart bonde · g7 svart bonde · h7 svart bonde · c6 svart bonde · d5 svart bonde · d4 vit bonde · e3 vit bonde · a2 vit bonde · b2 vit bonde · f2 vit bonde · g2 vit bonde · h2 vit bonde | a7 svart bonde · b7 svart bonde · f7 svart bonde · g7 svart bonde · h7 svart bonde · c6 svart bonde · d5 svart bonde · d4 vit bonde · e3 vit bonde · a2 vit bonde · b2 vit bonde · f2 vit bonde · g2 vit bonde · h2 vit bonde | a7 svart bonde · b7 svart bonde · f7 svart bonde · g7 svart bonde · h7 svart bonde · c6 svart bonde · d5 svart bonde · d4 vit bonde · e3 vit bonde · a2 vit bonde · b2 vit bonde · f2 vit bonde · g2 vit bonde · h2 vit bonde | 8 |
| 7 | a7 svart bonde · b7 svart bonde · f7 svart bonde · g7 svart bonde · h7 svart bonde · c6 svart bonde · d5 svart bonde · d4 vit bonde · e3 vit bonde · a2 vit bonde · b2 vit bonde · f2 vit bonde · g2 vit bonde · h2 vit bonde | a7 svart bonde · b7 svart bonde · f7 svart bonde · g7 svart bonde · h7 svart bonde · c6 svart bonde · d5 svart bonde · d4 vit bonde · e3 vit bonde · a2 vit bonde · b2 vit bonde · f2 vit bonde · g2 vit bonde · h2 vit bonde | a7 svart bonde · b7 svart bonde · f7 svart bonde · g7 svart bonde · h7 svart bonde · c6 svart bonde · d5 svart bonde · d4 vit bonde · e3 vit bonde · a2 vit bonde · b2 vit bonde · f2 vit bonde · g2 vit bonde · h2 vit bonde | a7 svart bonde · b7 svart bonde · f7 svart bonde · g7 svart bonde · h7 svart bonde · c6 svart bonde · d5 svart bonde · d4 vit bonde · e3 vit bonde · a2 vit bonde · b2 vit bonde · f2 vit bonde · g2 vit bonde · h2 vit bonde | a7 svart bonde · b7 svart bonde · f7 svart bonde · g7 svart bonde · h7 svart bonde · c6 svart bonde · d5 svart bonde · d4 vit bonde · e3 vit bonde · a2 vit bonde · b2 vit bonde · f2 vit bonde · g2 vit bonde · h2 vit bonde | a7 svart bonde · b7 svart bonde · f7 svart bonde · g7 svart bonde · h7 svart bonde · c6 svart bonde · d5 svart bonde · d4 vit bonde · e3 vit bonde · a2 vit bonde · b2 vit bonde · f2 vit bonde · g2 vit bonde · h2 vit bonde | a7 svart bonde · b7 svart bonde · f7 svart bonde · g7 svart bonde · h7 svart bonde · c6 svart bonde · d5 svart bonde · d4 vit bonde · e3 vit bonde · a2 vit bonde · b2 vit bonde · f2 vit bonde · g2 vit bonde · h2 vit bonde | a7 svart bonde · b7 svart bonde · f7 svart bonde · g7 svart bonde · h7 svart bonde · c6 svart bonde · d5 svart bonde · d4 vit bonde · e3 vit bonde · a2 vit bonde · b2 vit bonde · f2 vit bonde · g2 vit bonde · h2 vit bonde | 7 |
| 6 | a7 svart bonde · b7 svart bonde · f7 svart bonde · g7 svart bonde · h7 svart bonde · c6 svart bonde · d5 svart bonde · d4 vit bonde · e3 vit bonde · a2 vit bonde · b2 vit bonde · f2 vit bonde · g2 vit bonde · h2 vit bonde | a7 svart bonde · b7 svart bonde · f7 svart bonde · g7 svart bonde · h7 svart bonde · c6 svart bonde · d5 svart bonde · d4 vit bonde · e3 vit bonde · a2 vit bonde · b2 vit bonde · f2 vit bonde · g2 vit bonde · h2 vit bonde | a7 svart bonde · b7 svart bonde · f7 svart bonde · g7 svart bonde · h7 svart bonde · c6 svart bonde · d5 svart bonde · d4 vit bonde · e3 vit bonde · a2 vit bonde · b2 vit bonde · f2 vit bonde · g2 vit bonde · h2 vit bonde | a7 svart bonde · b7 svart bonde · f7 svart bonde · g7 svart bonde · h7 svart bonde · c6 svart bonde · d5 svart bonde · d4 vit bonde · e3 vit bonde · a2 vit bonde · b2 vit bonde · f2 vit bonde · g2 vit bonde · h2 vit bonde | a7 svart bonde · b7 svart bonde · f7 svart bonde · g7 svart bonde · h7 svart bonde · c6 svart bonde · d5 svart bonde · d4 vit bonde · e3 vit bonde · a2 vit bonde · b2 vit bonde · f2 vit bonde · g2 vit bonde · h2 vit bonde | a7 svart bonde · b7 svart bonde · f7 svart bonde · g7 svart bonde · h7 svart bonde · c6 svart bonde · d5 svart bonde · d4 vit bonde · e3 vit bonde · a2 vit bonde · b2 vit bonde · f2 vit bonde · g2 vit bonde · h2 vit bonde | a7 svart bonde · b7 svart bonde · f7 svart bonde · g7 svart bonde · h7 svart bonde · c6 svart bonde · d5 svart bonde · d4 vit bonde · e3 vit bonde · a2 vit bonde · b2 vit bonde · f2 vit bonde · g2 vit bonde · h2 vit bonde | a7 svart bonde · b7 svart bonde · f7 svart bonde · g7 svart bonde · h7 svart bonde · c6 svart bonde · d5 svart bonde · d4 vit bonde · e3 vit bonde · a2 vit bonde · b2 vit bonde · f2 vit bonde · g2 vit bonde · h2 vit bonde | 6 |
| 5 | a7 svart bonde · b7 svart bonde · f7 svart bonde · g7 svart bonde · h7 svart bonde · c6 svart bonde · d5 svart bonde · d4 vit bonde · e3 vit bonde · a2 vit bonde · b2 vit bonde · f2 vit bonde · g2 vit bonde · h2 vit bonde | a7 svart bonde · b7 svart bonde · f7 svart bonde · g7 svart bonde · h7 svart bonde · c6 svart bonde · d5 svart bonde · d4 vit bonde · e3 vit bonde · a2 vit bonde · b2 vit bonde · f2 vit bonde · g2 vit bonde · h2 vit bonde | a7 svart bonde · b7 svart bonde · f7 svart bonde · g7 svart bonde · h7 svart bonde · c6 svart bonde · d5 svart bonde · d4 vit bonde · e3 vit bonde · a2 vit bonde · b2 vit bonde · f2 vit bonde · g2 vit bonde · h2 vit bonde | a7 svart bonde · b7 svart bonde · f7 svart bonde · g7 svart bonde · h7 svart bonde · c6 svart bonde · d5 svart bonde · d4 vit bonde · e3 vit bonde · a2 vit bonde · b2 vit bonde · f2 vit bonde · g2 vit bonde · h2 vit bonde | a7 svart bonde · b7 svart bonde · f7 svart bonde · g7 svart bonde · h7 svart bonde · c6 svart bonde · d5 svart bonde · d4 vit bonde · e3 vit bonde · a2 vit bonde · b2 vit bonde · f2 vit bonde · g2 vit bonde · h2 vit bonde | a7 svart bonde · b7 svart bonde · f7 svart bonde · g7 svart bonde · h7 svart bonde · c6 svart bonde · d5 svart bonde · d4 vit bonde · e3 vit bonde · a2 vit bonde · b2 vit bonde · f2 vit bonde · g2 vit bonde · h2 vit bonde | a7 svart bonde · b7 svart bonde · f7 svart bonde · g7 svart bonde · h7 svart bonde · c6 svart bonde · d5 svart bonde · d4 vit bonde · e3 vit bonde · a2 vit bonde · b2 vit bonde · f2 vit bonde · g2 vit bonde · h2 vit bonde | a7 svart bonde · b7 svart bonde · f7 svart bonde · g7 svart bonde · h7 svart bonde · c6 svart bonde · d5 svart bonde · d4 vit bonde · e3 vit bonde · a2 vit bonde · b2 vit bonde · f2 vit bonde · g2 vit bonde · h2 vit bonde | 5 |
| 4 | a7 svart bonde · b7 svart bonde · f7 svart bonde · g7 svart bonde · h7 svart bonde · c6 svart bonde · d5 svart bonde · d4 vit bonde · e3 vit bonde · a2 vit bonde · b2 vit bonde · f2 vit bonde · g2 vit bonde · h2 vit bonde | a7 svart bonde · b7 svart bonde · f7 svart bonde · g7 svart bonde · h7 svart bonde · c6 svart bonde · d5 svart bonde · d4 vit bonde · e3 vit bonde · a2 vit bonde · b2 vit bonde · f2 vit bonde · g2 vit bonde · h2 vit bonde | a7 svart bonde · b7 svart bonde · f7 svart bonde · g7 svart bonde · h7 svart bonde · c6 svart bonde · d5 svart bonde · d4 vit bonde · e3 vit bonde · a2 vit bonde · b2 vit bonde · f2 vit bonde · g2 vit bonde · h2 vit bonde | a7 svart bonde · b7 svart bonde · f7 svart bonde · g7 svart bonde · h7 svart bonde · c6 svart bonde · d5 svart bonde · d4 vit bonde · e3 vit bonde · a2 vit bonde · b2 vit bonde · f2 vit bonde · g2 vit bonde · h2 vit bonde | a7 svart bonde · b7 svart bonde · f7 svart bonde · g7 svart bonde · h7 svart bonde · c6 svart bonde · d5 svart bonde · d4 vit bonde · e3 vit bonde · a2 vit bonde · b2 vit bonde · f2 vit bonde · g2 vit bonde · h2 vit bonde | a7 svart bonde · b7 svart bonde · f7 svart bonde · g7 svart bonde · h7 svart bonde · c6 svart bonde · d5 svart bonde · d4 vit bonde · e3 vit bonde · a2 vit bonde · b2 vit bonde · f2 vit bonde · g2 vit bonde · h2 vit bonde | a7 svart bonde · b7 svart bonde · f7 svart bonde · g7 svart bonde · h7 svart bonde · c6 svart bonde · d5 svart bonde · d4 vit bonde · e3 vit bonde · a2 vit bonde · b2 vit bonde · f2 vit bonde · g2 vit bonde · h2 vit bonde | a7 svart bonde · b7 svart bonde · f7 svart bonde · g7 svart bonde · h7 svart bonde · c6 svart bonde · d5 svart bonde · d4 vit bonde · e3 vit bonde · a2 vit bonde · b2 vit bonde · f2 vit bonde · g2 vit bonde · h2 vit bonde | 4 |
| 3 | a7 svart bonde · b7 svart bonde · f7 svart bonde · g7 svart bonde · h7 svart bonde · c6 svart bonde · d5 svart bonde · d4 vit bonde · e3 vit bonde · a2 vit bonde · b2 vit bonde · f2 vit bonde · g2 vit bonde · h2 vit bonde | a7 svart bonde · b7 svart bonde · f7 svart bonde · g7 svart bonde · h7 svart bonde · c6 svart bonde · d5 svart bonde · d4 vit bonde · e3 vit bonde · a2 vit bonde · b2 vit bonde · f2 vit bonde · g2 vit bonde · h2 vit bonde | a7 svart bonde · b7 svart bonde · f7 svart bonde · g7 svart bonde · h7 svart bonde · c6 svart bonde · d5 svart bonde · d4 vit bonde · e3 vit bonde · a2 vit bonde · b2 vit bonde · f2 vit bonde · g2 vit bonde · h2 vit bonde | a7 svart bonde · b7 svart bonde · f7 svart bonde · g7 svart bonde · h7 svart bonde · c6 svart bonde · d5 svart bonde · d4 vit bonde · e3 vit bonde · a2 vit bonde · b2 vit bonde · f2 vit bonde · g2 vit bonde · h2 vit bonde | a7 svart bonde · b7 svart bonde · f7 svart bonde · g7 svart bonde · h7 svart bonde · c6 svart bonde · d5 svart bonde · d4 vit bonde · e3 vit bonde · a2 vit bonde · b2 vit bonde · f2 vit bonde · g2 vit bonde · h2 vit bonde | a7 svart bonde · b7 svart bonde · f7 svart bonde · g7 svart bonde · h7 svart bonde · c6 svart bonde · d5 svart bonde · d4 vit bonde · e3 vit bonde · a2 vit bonde · b2 vit bonde · f2 vit bonde · g2 vit bonde · h2 vit bonde | a7 svart bonde · b7 svart bonde · f7 svart bonde · g7 svart bonde · h7 svart bonde · c6 svart bonde · d5 svart bonde · d4 vit bonde · e3 vit bonde · a2 vit bonde · b2 vit bonde · f2 vit bonde · g2 vit bonde · h2 vit bonde | a7 svart bonde · b7 svart bonde · f7 svart bonde · g7 svart bonde · h7 svart bonde · c6 svart bonde · d5 svart bonde · d4 vit bonde · e3 vit bonde · a2 vit bonde · b2 vit bonde · f2 vit bonde · g2 vit bonde · h2 vit bonde | 3 |
| 2 | a7 svart bonde · b7 svart bonde · f7 svart bonde · g7 svart bonde · h7 svart bonde · c6 svart bonde · d5 svart bonde · d4 vit bonde · e3 vit bonde · a2 vit bonde · b2 vit bonde · f2 vit bonde · g2 vit bonde · h2 vit bonde | a7 svart bonde · b7 svart bonde · f7 svart bonde · g7 svart bonde · h7 svart bonde · c6 svart bonde · d5 svart bonde · d4 vit bonde · e3 vit bonde · a2 vit bonde · b2 vit bonde · f2 vit bonde · g2 vit bonde · h2 vit bonde | a7 svart bonde · b7 svart bonde · f7 svart bonde · g7 svart bonde · h7 svart bonde · c6 svart bonde · d5 svart bonde · d4 vit bonde · e3 vit bonde · a2 vit bonde · b2 vit bonde · f2 vit bonde · g2 vit bonde · h2 vit bonde | a7 svart bonde · b7 svart bonde · f7 svart bonde · g7 svart bonde · h7 svart bonde · c6 svart bonde · d5 svart bonde · d4 vit bonde · e3 vit bonde · a2 vit bonde · b2 vit bonde · f2 vit bonde · g2 vit bonde · h2 vit bonde | a7 svart bonde · b7 svart bonde · f7 svart bonde · g7 svart bonde · h7 svart bonde · c6 svart bonde · d5 svart bonde · d4 vit bonde · e3 vit bonde · a2 vit bonde · b2 vit bonde · f2 vit bonde · g2 vit bonde · h2 vit bonde | a7 svart bonde · b7 svart bonde · f7 svart bonde · g7 svart bonde · h7 svart bonde · c6 svart bonde · d5 svart bonde · d4 vit bonde · e3 vit bonde · a2 vit bonde · b2 vit bonde · f2 vit bonde · g2 vit bonde · h2 vit bonde | a7 svart bonde · b7 svart bonde · f7 svart bonde · g7 svart bonde · h7 svart bonde · c6 svart bonde · d5 svart bonde · d4 vit bonde · e3 vit bonde · a2 vit bonde · b2 vit bonde · f2 vit bonde · g2 vit bonde · h2 vit bonde | a7 svart bonde · b7 svart bonde · f7 svart bonde · g7 svart bonde · h7 svart bonde · c6 svart bonde · d5 svart bonde · d4 vit bonde · e3 vit bonde · a2 vit bonde · b2 vit bonde · f2 vit bonde · g2 vit bonde · h2 vit bonde | 2 |
| 1 | a7 svart bonde · b7 svart bonde · f7 svart bonde · g7 svart bonde · h7 svart bonde · c6 svart bonde · d5 svart bonde · d4 vit bonde · e3 vit bonde · a2 vit bonde · b2 vit bonde · f2 vit bonde · g2 vit bonde · h2 vit bonde | a7 svart bonde · b7 svart bonde · f7 svart bonde · g7 svart bonde · h7 svart bonde · c6 svart bonde · d5 svart bonde · d4 vit bonde · e3 vit bonde · a2 vit bonde · b2 vit bonde · f2 vit bonde · g2 vit bonde · h2 vit bonde | a7 svart bonde · b7 svart bonde · f7 svart bonde · g7 svart bonde · h7 svart bonde · c6 svart bonde · d5 svart bonde · d4 vit bonde · e3 vit bonde · a2 vit bonde · b2 vit bonde · f2 vit bonde · g2 vit bonde · h2 vit bonde | a7 svart bonde · b7 svart bonde · f7 svart bonde · g7 svart bonde · h7 svart bonde · c6 svart bonde · d5 svart bonde · d4 vit bonde · e3 vit bonde · a2 vit bonde · b2 vit bonde · f2 vit bonde · g2 vit bonde · h2 vit bonde | a7 svart bonde · b7 svart bonde · f7 svart bonde · g7 svart bonde · h7 svart bonde · c6 svart bonde · d5 svart bonde · d4 vit bonde · e3 vit bonde · a2 vit bonde · b2 vit bonde · f2 vit bonde · g2 vit bonde · h2 vit bonde | a7 svart bonde · b7 svart bonde · f7 svart bonde · g7 svart bonde · h7 svart bonde · c6 svart bonde · d5 svart bonde · d4 vit bonde · e3 vit bonde · a2 vit bonde · b2 vit bonde · f2 vit bonde · g2 vit bonde · h2 vit bonde | a7 svart bonde · b7 svart bonde · f7 svart bonde · g7 svart bonde · h7 svart bonde · c6 svart bonde · d5 svart bonde · d4 vit bonde · e3 vit bonde · a2 vit bonde · b2 vit bonde · f2 vit bonde · g2 vit bonde · h2 vit bonde | a7 svart bonde · b7 svart bonde · f7 svart bonde · g7 svart bonde · h7 svart bonde · c6 svart bonde · d5 svart bonde · d4 vit bonde · e3 vit bonde · a2 vit bonde · b2 vit bonde · f2 vit bonde · g2 vit bonde · h2 vit bonde | 1 |
|   | a | b | c | d | e | f | g | h |   |

Karlsbad är ett äldre namn på den numera tjeckiska staden Karlovy Vary och den här uppställningen har sitt namn från en turnering som spelades där 1923. Den kan uppkomma i bland annat damgambit och olika indiska och slaviska varianter.
Vit har en bondemajoritet i centrum och svart på damflygeln. En möjlig plan för vit är att spela i centrum och genomföra e3-e4, eventuellt förberett med f2-f3.
En annan vanlig plan för vit är att genomföra ett minoritetsangrepp på damflygeln, det vill säga att gå fram med bönderna trots att svart har en bondemajoritet. Syftet är att provocera fram försvagningar i bondestrukturen.
Vit kan avancera med b2-b4, a2-a4 och b4-b5. Om svart slår på b5 blir bonden på d5 isolerad. Om svart inte slår så byter vit på c6 och bonden på c6 blir svag och lätt utsatt för angrepp. Om c6 faller kan även a7-bonden bli svag.
Svart har flera sätt att försvara sig. Dels kan svart spela a7-a5 och byta av a-bönderna innan vit hinner med b4-b5. Då blir svart i alla fall av med den potentiellt svaga a7-bonden. En annan metod är att bemöta b2-b4 med b7-b5 och sen placera en springare i hålet på c4 för att blockera c-linjen. Svart kan också satsa på ett kungsangrepp medan vit är upptagen på damflygeln.